# Wappen Litauens
Das Wappen Litauens trägt den Namen Vytis (litauisch für ‚der Verfolger‘), übertragen aus dem Altostslawischen Begriff Vityaz für ‚der tapfere weiße Ritter‘. Seit dem frühen 15. Jahrhundert ist es das offizielle Wappen Litauens. Es ist auch unter den Namen Waykimas und Pagaunė im Litauischen sowie Pogoń, Pogonia und Погоня (romanisiert Pahonia) im Polnischen, Belarussischen und Ruthenischen bekannt. Historisch wird es im Litauischen ferner als raitas senovės karžygys ‚berittener epischer Held der alten Zeit‘ sowie in der Heraldik als raitas valdovas ‚berittener Souverän‘ bezeichnet.
Der einst mächtige und weiträumige litauische Staat, zuerst als Großfürstentum und später in Union mit Polen, wurde von den ursprünglich heidnischen Litauern als Reaktion auf den Druck des Deutschen Ordens und der Schwertbrüder geschaffen, die den Norden des Baltikums eroberten. Die Litauer sind damit die einzigen Balten, die vor der Neuzeit einen Staat geschaffen haben. Symbolisieren soll das Wappen Litauens ursprünglich die Ausdehnung des litauischen Staates auf Osteuropa.
Die herrschende Dynastie der Gediminiden nahm zuerst den Ritter zu Pferd als dynastisches Symbol an. Später, im frühen 15. Jahrhundert, machte Großherzog Vytautas den berittenen Ritter auf rotem Grund zum Wappen des Großherzogtums Litauen. Seitdem verwendeten die litauischen Herrscher und Adeligen, die mit der herrschenden Dynastie verwandt waren, das Wappen. Der Ritterschild wurde für die Dekoration mit den Gediminassäulen oder dem Doppelkreuz des königlich-polnischen Herrscherhauses der Jagiellonen dekoriert. Die Verwendung des litauischen Wappens verbreitete sich noch weiter im ganzen Land, da das Dritte Statut Litauens (verabschiedet 1588) die Verwendung auf dem Siegel jedes Kreises vorschrieb.
Das aktuelle Wappen ist in Artikel 15 der litauischen Verfassung festgelegt, die 1992 durch ein Referendum angenommen wurde. Die Wappenbeschreibung lautet:

„Das Staatswappen zeigt einen weißen Vytis auf rotem Feld.“

## Beschreibung
Der im September 1991 angenommene, moderne Schild zeigt in Rot einen geharnischten silbernen Ritter mit goldenen Sporen auf einem weißen (silbernen) springenden Pferd. In der rechten Hand trägt er über dem Kopf ein silbernes Schwert mit goldenem Griff, in der linken einen blauen Schild mit einem goldenen Lothringer Kreuz. Der Verschluss der silbernen Scheide des Schwertes ist golden, Sattel und Zaumzeug des Pferdes sind blau mit goldener Verzierung. Laut dem litauischen Mythologen Dainius Razauskas wird der weiße Reiter mit erhobenem Schwert im Wappen Litauens, wenn nicht als Gott selbst oder als von Gott gesandter Engel, dann als Heiliger wahrgenommen, aber nicht von dieser Welt, sondern als „Krieger des Geistes“.

## Namen der Wappen Litauens

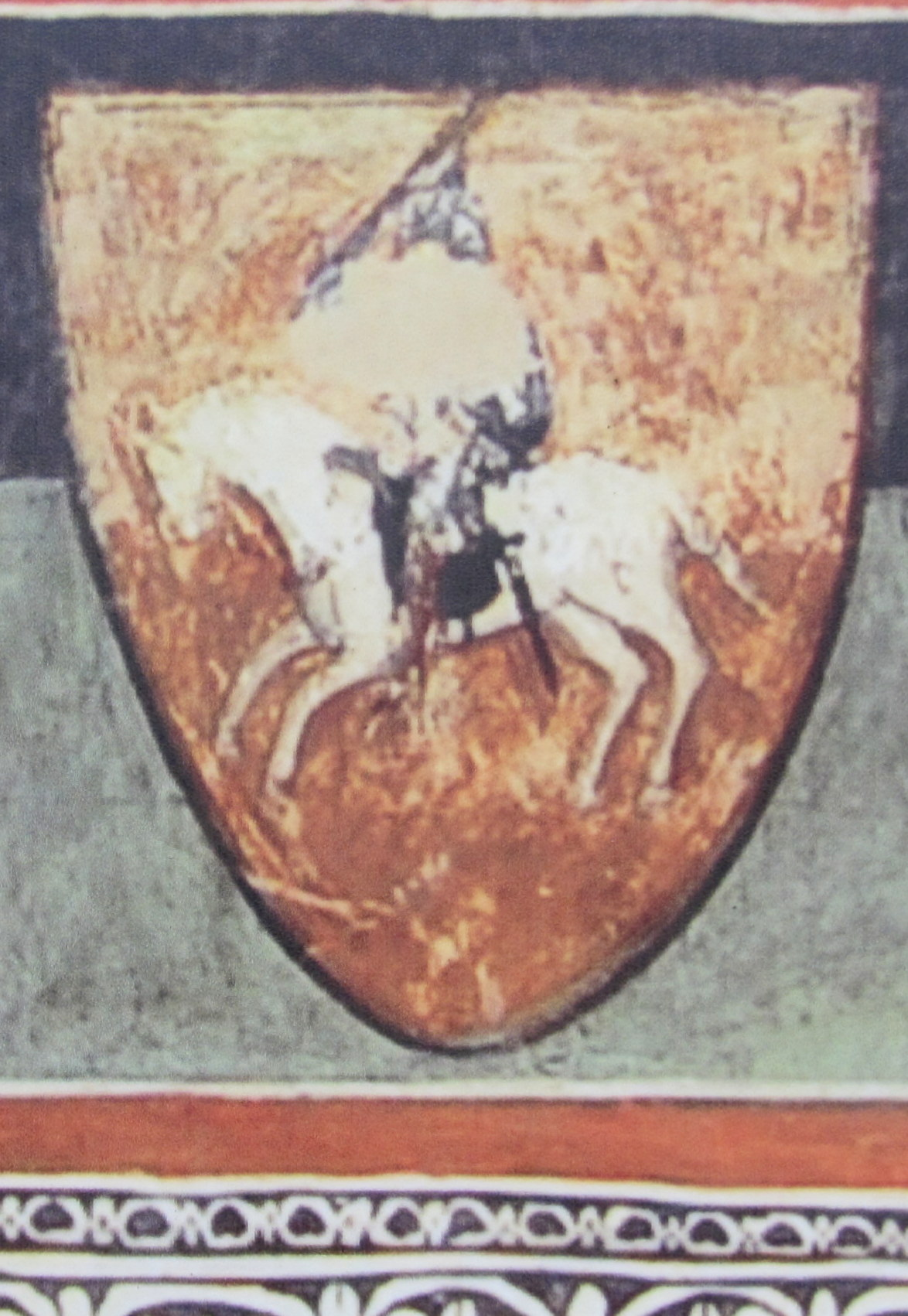
Eine der ältesten farbenfrohen Vytis (Waykimas)-Darstellungen, 14. Jahrhundert

In der frühen Heraldik wird ein Ritter zu Pferd meist als wehrbereit dargestellt und noch nicht Vytis genannt. Es ist nicht sicher, wie das Wappen Litauens ursprünglich hieß.

### Litauische Sprache
Die Ursprünge des litauischen Eigennamens Vytis sind ebenfalls unklar. Zu Beginn der litauischen Wiedergeburt verwendete Simonas Daukantas in seinem 1846 veröffentlichten historischen Werk Budą Senowęs Lietuwiû kalneniu ir Żemaitiû erstmals den Begriff Vytis, der sich nicht auf das litauische Wappen, sondern auf den Ritter bezog. Die Etymologie dieses speziellen Wortes ist nicht allgemein akzeptiert; Es ist entweder eine direkte Übersetzung des polnischen Pogoń, eines gebräuchlichen Substantivs, das aus dem litauischen Verb vyti ‚jagen‘ besteht, oder, weniger wahrscheinlich, eine Ableitung des ostslawischen vityaz. In den westlichen südslawischen Sprachen (Slowenisch, Kroatisch/Serbisch/Montenegrinisch und Mazedonisch) und Ungarisch bezeichnet vitez den niedrigsten feudalen Rang, einen Ritter. Laut dem Lexikon von Brockhaus und Efron leitet sich vitez vom althochdeutschen Wort Witing ab.
Die erste Vermutung, die 1937 vom Linguisten Pranas Skardžius erhoben wurde, wird von einigen in Frage gestellt, da Pogoń nicht ‚jagen (Ritter)‘ bedeutet. Zur Unterstützung des zweiten Vorschlags hat die litauische Sprache Wörter mit dem Stamm -vyt in Litauischer Personennamen wie Vytenis; außerdem hat Vytis eine Struktur, die von Verben abgeleiteten Wörtern gemeinsam ist. Laut Professor Leszek Bednarczuk existierte in der altlitauischen Sprache ein abgeleitetes Wort vỹtis, vỹčio, das ins Englische als Verfolgung (von persekiojimas), Jagd (von vijimasis) übersetzt wird.

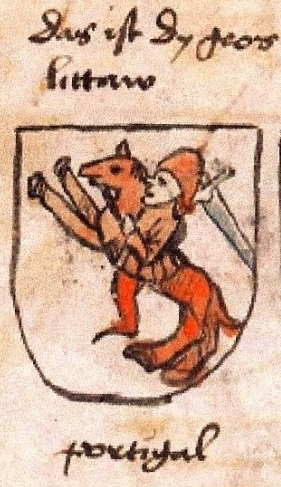
Litauisches Wappen aus dem Jahr 1475, das nach seinem archaischen Aussehen wahrscheinlich von einem noch früheren Gemälde nachgezeichnet wurde

Für das 13. Jahrhundert ist das altpreußische Wort vitingas bezeugt, was „Ritter“ oder „Edelmann“ bedeutet. Im heutigen Litauen ist es in Ortsnamen, Personennamen und Handlungsverben zu finden. Es ist also möglich, dass es in der altlitauischen Sprache ein ähnliches Wort gab, das die Verfolgung eines Feindes oder einen bewaffneten Reiter, der einen Feind verfolgt, bezeichnete. Eine andere Möglichkeit ist, dass der Name des Großherzogs Vytenis vom altpreußischen Wort vitingas abgeleitet ist. Daher wird die Regierungszeit von Vytenis (1295–1316) auch mit dem Wort Vytis in Verbindung gebracht, da der ruthenische Hypatiuschronik erwähnt, dass er, nachdem er im 13. Jahrhundert begonnen hatte, das Großherzogtum Litauen zu regieren, ein Siegel mit einer Rüstung geführt Reiter und ein über seinem Kopf erhobenes Schwert (in der ursprünglichen altkirchenslawischen Sprache des Codex steht geschrieben, dass Vytenis es Pogonia nannte).
Mehrere historische Quellen erwähnen Ortsnamen, die wahrscheinlich vom Wort Vytis abgeleitet sind. Eine germanische Quelle, die wahrscheinlich aus dem späten 14. Jahrhundert oder frühen 15. Jahrhundert stammt, erwähnt einen Ort, der als „Wythes Hof“ bezeichnet wird. Dies ist auf Deutsch in Vytenis' Gericht übersetzbar. Es befand sich in der Nähe der litauischen Festung Bisenė, der Basis für den Angriff von Vytenis auf die germanische Festung Christmemel im Jahr 1315. Konstantinas Sirvydas verwendete 1629 den Ortsnamen Vutec Kalnsь (deutsch: Vytis / Vyties Berg) auf der Grundlage eines Dokuments aus Kęsčiai, Kreis Karšuva, und verband ihn mit den Personennamen Vygailas, Vytenis, Vytautas. Diese Version wird auch durch die Tatsache gestützt, dass die Großfürsten von Litauen selbst auf frühen litauischen Reitersiegeln abgebildet waren, daher ist es wahrscheinlich, dass der Reiter auf dem Siegel von Vytenis nach ihm benannt wurde. Darüber hinaus hieß eine alte militante Ritterkaste der Skandinavier und Litauer Viti (die Herkunft dieses Namens ist unbekannt), die seit etwa 1150 aus religiösen Gründen besonders aktiv wurde.

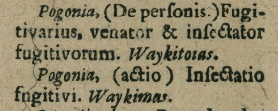
Name Waykimas in einem Wörterbuch von Konstantinas Sirvydas, Ausgabe von 1677

Der früheste bekannte litauische Sprachname für das Wappen Litauens Waykimas (Vaikymas in der modernen litauischen Rechtschreibung), erwähnt von Konstantinas Sirvydas, ist ein litauisches Sprachäquivalent von Pogonia aus dem 17. Jahrhundert. Waykimas wurde auch bis ins 19. Jahrhundert verwendet. Sirvydas weist auch auf seine zwei Bedeutungen hin: waykitoias (deutsch: Verfolger) im Falle einer Person und waykimas (deutsch: Verfolger) im Falle einer Handlung. In dem 1729 von der Universität Vilnius herausgegebenen mehrsprachigen Gedichtband Universitas lingvarum magno Palaemonii orbis et urbis hospiti wird das Wappen Litauens als das Pferd von Palemonas (litauisch: Zyrge Palemona) beschrieben.
Mikalojus Akelaitis bezeichnete 1884 in der Zeitung Aušra das Wappen Litauens per se als Vytis. Dieser Name wurde populär und wurde schließlich in der unabhängigen Republik Litauen (1918–1940) offiziell. Ursprünglich in der 1. Person Vytimi genannt, wurde Vytis in den 1930er Jahren in der 1. Person Vyčiu genannt.

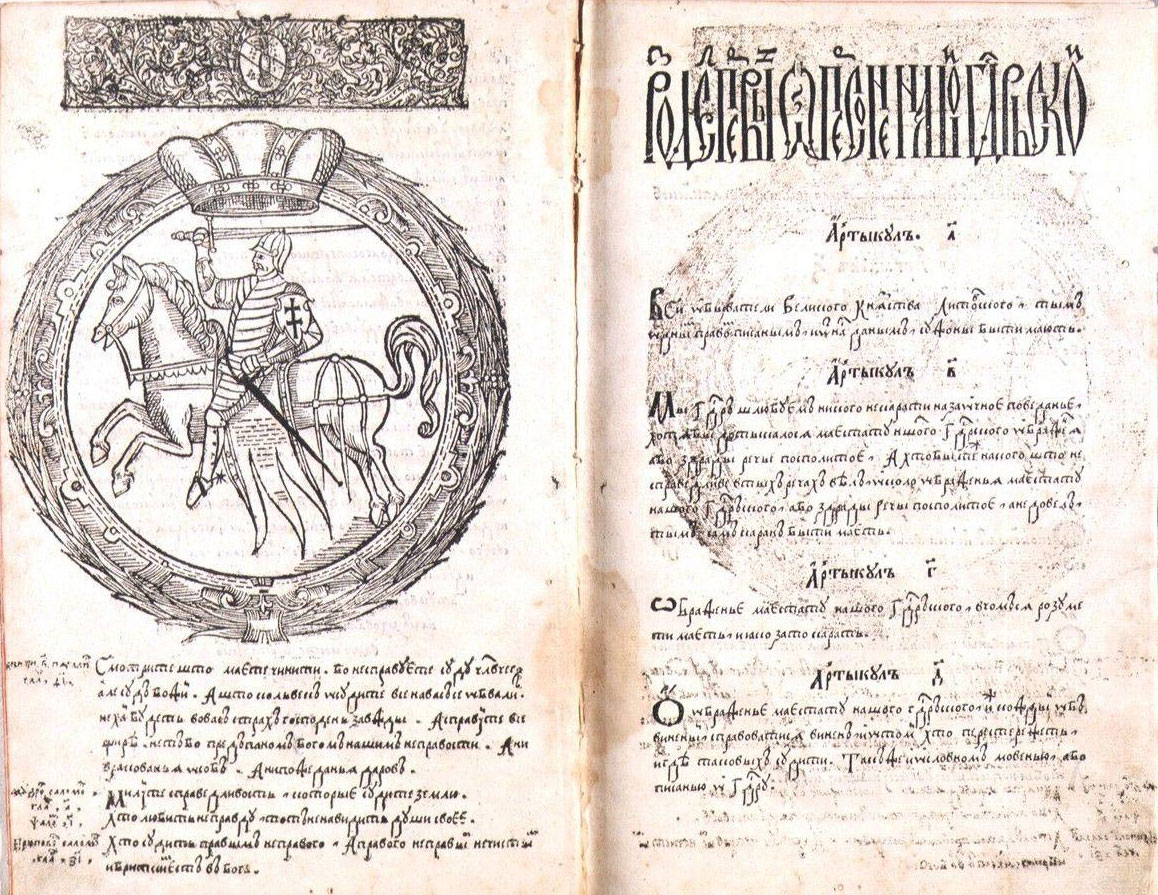
Das dritte Litauisches Statut von 1588 mit Vytis (Waykimas)

### Slawische Sprachen
Die Wörter pogoń und pogonia sind im Polnischen seit dem 14. Jahrhundert im Sinne von „Verfolgung“ oder der gesetzlichen Verpflichtung, fliehende Gegner zu jagen, bekannt. Erst im 16. Jahrhundert schien die Verwendung des Wortes einen bewaffneten Reiter zu beschreiben.
Das Wort wurde 1434 heraldisch verwendet, als König Jogaila Mikołaj, dem Bürgermeister von Lelów, ein Wappen mit diesem Namen (Pogonya) verlieh. Das Wappen zeigte eine Hand, die ein Schwert führte, das aus einer Wolke auftauchte. Die Ähnlichkeit mit dem litauischen Königswappen ist offensichtlich, sodass es möglich ist, dass es sich um eine Kürzung des Herrscherwappens handelte. Das Wort pogonia zur Beschreibung des litauischen Wappens in polnischer Sprache erscheint zum ersten Mal in Marcin Bielskis Chronik, die 1551 veröffentlicht wurde. Bielski macht jedoch einen Fehler und spricht über das litauische Wappen, das er polnisch beschreibt Adelswappen: „Nach diesem Brauch verwendet das litauische Fürstentum Pogonia als Wappen, dh eine bewaffnete Hand reicht ein bloßes Schwert“. Mit der Verbreitung der polnischen Sprache und Kultur etablierte sich der Begriff allmählich. Pogonia findet sich auch in den Dokumenten des Fürsten Roman Sanguszko aus den Jahren 1558 und 1564.
Das Emblem wurde ein Jahrhundert zuvor in einem Dokument des Obersten Herzogs Władysław III. Jagiellon aus dem Jahr 1442 beschrieben, in dem er das Recht der Czartoryski, Nachkommen von Karijotas, bestätigte, den bewaffneten Reiter zu verwenden (latein: “sigillo eorum ducali frui, quo ex avo et patre ipsorum uti consueverunt, scilicet equo, cui subsidet vir armatus, gladium evaginatum in manu tenens” (deutsch: „sich des herzoglichen Siegels erfreuen, das sie von Großvater und Vater gewohnt waren, nämlich ein Pferd, auf dem ein bewaffneter Mann sitzt, der ein gezogenes Schwert in der Hand hält“)), sowie in Jan Długosz' Annales seu cronicae incliti Regni Poloniae oder der Chronik von Bychowiec aus dem frühen 16. Jahrhundert. Ein weiterer beliebter polnischer Begriff war pogończyk. Auch Bedeutung und Aussehen des Symbols änderten sich: Der alte Verteidiger des Landes wurde immer mehr zu einem Reiter, der einen Feind jagt. Der Name Pogonia wurde erstmals rechtlich im Dritten Statut Litauens von 1588 erwähnt. Die Litauischen Statuten wurden nicht nur in Litauen, sondern nach den Teilungen von 1795 bis ins 19. Jahrhundert auch in Weißruthenien und Kleinrussland verwendet.

## Geschichte

### Mögliche frühe Anfänge

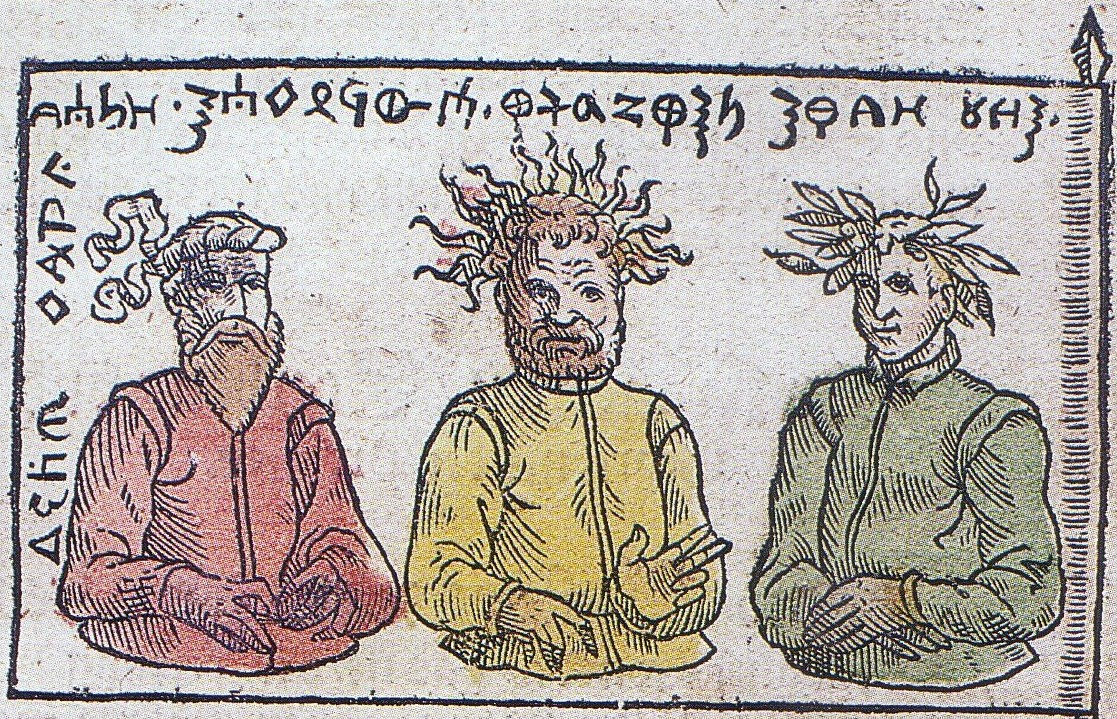
Heidnische Götter der baltischen Mythologie: Patollos, Pērkons, Potrimpos

Der Anführer der neuheidnischen Bewegung Romuva, der litauische Ethnologe und Folklorist Jonas Trinkūnas schlug vor, dass der litauische Reiter Pērkons darstellt, der in der litauischen Mythologie als Gott der litauischen Soldaten, Donner, Blitze, Stürme und Regen gilt. Es wird angenommen, dass die Vytis Perkūnas als höchsten Gott oder Kovas darstellen, der auch ein Kriegsgott war und seit der Antike als Reiter dargestellt wird. Perkūnas wurde schon sehr früh als Reiter vorgestellt und archäologische Funde bezeugen, dass die Litauer bereits im 10.–11. Jahrhundert Amulette mit Reitern hatten. Darüber hinaus wurden die Litauer früher mit ihren Pferden begraben, die bei heidnischen Ritualen geopfert wurden, und davor trugen diese Pferde wahrscheinlich die Verstorbenen zu den Grabstätten. Einer der Anhänger aus Messing, der einen Reiter symbolisiert, wurde in Grabhügeln in der Kreisgemeinde Plungė aus dem 11.–12. Jahrhundert gefunden.
Litauische Mythologen glauben, dass der helle Reiter auf dem weißen Pferd den Geist des angestammten Kriegers symbolisiert, der an die Grundwerte und Ziele erinnert und Kraft und Mut verleiht. Der Historiker Gintaras Beresnevičius weist auch darauf hin, dass ein weißes Pferd für die Balten eine sakrale Bedeutung hatte. Diese Interpretationen stimmen mit einer der Interpretationen des deutschen Wappens überein, die darauf hindeutet, dass ein Adler der Vogel von Odin ist, einem Kriegsgott, der üblicherweise als Reiter dargestellt wird.

### Embleme der litauischen Herrscher (vor 1400)
Die alte litauische Heraldik der litauischen Adligen zeichnete sich durch verschiedene Linien, Pfeile aus, die in Schilde eingefasst, gefärbt und von Generation zu Generation weitergegeben wurden. Sie wurden hauptsächlich bis zur Union von Horodło (1413) verwendet, als 47 litauischen Familien verschiedene polnische Wappen verliehen wurden, jedoch behielten einige samogitische Adlige die alte litauische Heraldik bis zur Mitte des 16. Jahrhunderts bei.
Die zweite Redaktion der litauischen Chroniken, die in den 1520er Jahren am Hof von Albertas Goštautas zusammengestellt wurde, erwähnt, dass der halblegendäre Großherzog Narimantas (Ende des 13. Jahrhunderts) der erste Großherzog war, der einen Ritter zu Pferd als Wappen annahm von sich und das Großherzogtum Litauen. Es beschreibt es als einen bewaffneten Mann auf einem weißen Pferd, auf dem roten Feld, mit einem nackten Schwert über dem Kopf, als ob er jemanden jagen würde, wie der Autor erklärt, deshalb heißt es Погоня (romanisiert: Pahonia). Eine etwas spätere Ausgabe der Chronik, die sogenannte Chronik von Bychowiec, erzählt eine ähnliche Geschichte, ohne den Namen des Wappens zu erwähnen: „Als Narimantas den Thron des Großherzogs von Litauen bestieg, übergab er seinen Brüdern sein Wappen des Zentauren und machte sich ein Wappen eines Reiters mit einem Schwert. Dieses Wappen weist auf einen reifen Herrscher hin, der in der Lage ist, seine Heimat mit einem Schwert zu verteidigen.“
Die Legende der Annahme des litauischen Wappens zur Zeit von Narimantas in der Version der Chronik von Bychowiec wird von späteren Autoren wiederholt: Augustinus Rotundus, Maciej Stryjkowski, Bartosz Paprocki und späteren Historikern und Heraldisten des 17. und 18. Jahrhunderts.

#### Symbole von Mindaugas

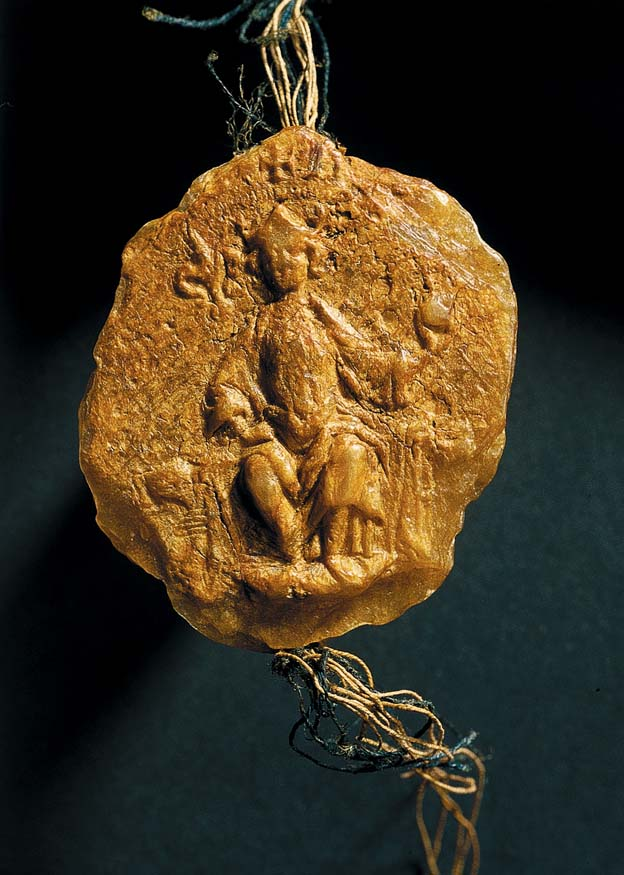
Siegel von Mindaugas, 13. Jahrhundert

Wir kennen die Symbole der ersten Herrscher Litauens nicht. Eines der wenigen Relikte, die bis in unsere Zeit erhalten geblieben sind, ist das Siegel von Mindaugas. 1236 vereinigte Mindaugas mehrere litauische Stämme und nahm 1251 den römischen Katholizismus an. 1253 wurde er vom päpstlichen Legaten zum König von Litauen gekrönt und sein Reich in den Rang eines Königreichs erhoben. Umstritten ist jedoch die Echtheit eines teilweise erhaltenen Siegels, das dem Akt von 1255 beigefügt war, wonach Selonia in den Livländischen Orden überführt wurde. Nach der Beschreibung von 1393 hatte das Siegel von Mindaugas, als die Legende noch intakt war, eine Inschrift: + MYNDOUWE DEI GRA REX LITOWIE (deutsch: Mindaugas, von Gottes Gnaden König von Litauen).

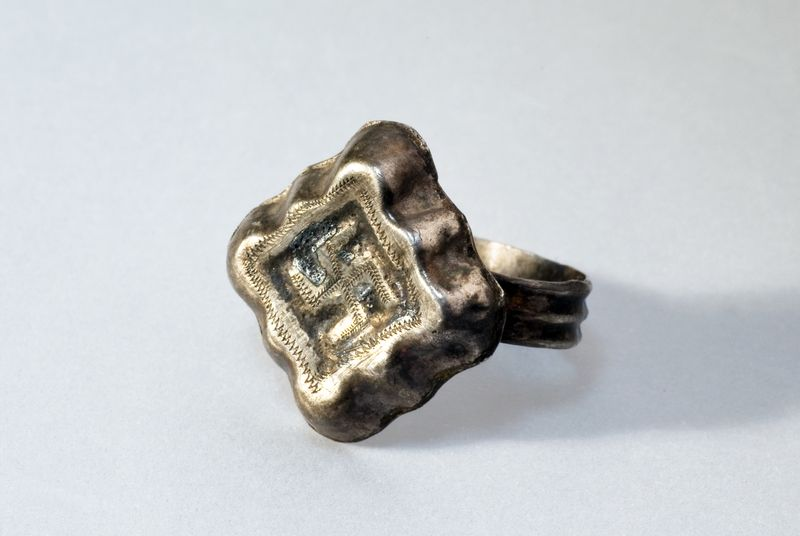
Heidnischer litauischer Ring aus dem 13.–14. Jahrhundert mit einem Sonnensymbol, gefunden in Kernavė, der alten Hauptstadt des Großherzogtums Litauen

Nach der Ermordung von König Mindaugas und seinen Familienmitgliedern durch Daumantas und Treniota im Jahr 1263 litt Litauen unter inneren Unruhen, als drei seiner Nachfolger: Treniota, sein Schwiegersohn Svarnas und sein Sohn Vaišvilkas in den nächsten sieben Jahren ermordet wurden. Die Stabilität kehrte mit der Herrschaft von Traidenis zurück, der um 1270 zum Großherzog ernannt wurde. Zu einer ähnlichen Zeit wurde die alte litauische Hauptstadt Kernavė erstmals 1279 in der Livländischen Reimchronik erwähnt, indem festgestellt wurde, dass die Armee des Livländischen Ordens ein Gebiet in den Ländern von König Traidenis verwüstete, was ihr Hauptziel war (Teil früher militärischer Zusammenstöße vor dem Litauischer Kreuzzug). Die Wappen, Siegel oder Symbole von Traidenis sind unbekannt. Archäologische Funde in der Nekropole in Kernavė aus dem 13. und 14. Jahrhundert bieten jedoch eine erstaunliche Vielfalt an Symbolen und Ornamenten, von denen Pflanzen, Kräuter, Palmettenmotive und Sonnen eines der markantesten Symbole sind, die auf Stirnbändern und Ringen abgebildet sind heidnische Zeit vor der Christianisierung Litauens.

#### Symbole von Gediminas
Die authentischen Symbole von Großherzog Gediminas haben bis heute nicht überlebt. Gediminas hat 1323 sieben Briefe an verschiedene Empfänger in Westeuropa geschickt. Ihr Inhalt ist nur aus späteren Kopien bekannt, von denen einige eine Beschreibung des Gediminas-Siegels enthalten. Am 18. Juli 1323 fertigte der kaiserliche Schreiber Johannes von Bremen in Lübeck eine Abschrift von drei Briefen an, die Gediminas am 26. Mai an die Empfänger in Sachsen schickte, seine Abschriften enthalten auch eine detaillierte Beschreibung des ovalen Wachssiegels, das dem Brief beigefügt war. Das ovale Siegel von Gediminas hatte laut Notarprotokoll einen zwölfeckigen Rand, in der Mitte des Randes befand sich das Bild eines Mannes mit langen Haaren, der auf einem Thron saß und in seiner Rechten eine Krone (oder einen Kranz) hielt Hand und ein Zepter in der linken Hand, außerdem wurde um den Mann ein Kreuz mit einer lateinischen Inschrift eingraviert: S DEI GRACIA GEDEMINNI LETHWINOR ET RUTKENOR REG (deutsch: Gediminas', von Gottes Gnaden der König der Litauer und Volk der Rus, Siegel). Die Verwendung des Kreuzes im Siegel eines heidnischen Herrschers wird als diplomatische Handlung erklärt, weil Gediminas die Taufe in seinem Leben nicht akzeptierte und Litauen trotz mehrerer Verhandlungen heidnisch hielt. Darüber hinaus unterschied Gediminas Litauen streng von der Region Ruthenien und die Litauer vom ruthenischen Volk (Rus) in rechtlichen Dokumenten (zum Beispiel in einem Friedens- und Handelsvertrag, der 1338 in Vilnius zwischen dem Großherzog Gediminas, seinen Söhnen und dem Meister des Livländischen Ordens geschlossen wurde Eberhard von Monheim). 1337 wird erstmals ein litauisches Banner in den Chroniken von Wigand von Marburg erwähnt, der schrieb, dass Tilman Zumpach, der Anführer der germanischen Schützen, während der Schlacht auf der Bayerburg (bei Veliuona, Litauen) den König von Trakai tödlich verwundet und verbrannt habe das litauische Banner mit einer flammenden Lanze, dessen Aussehen er jedoch nicht beschrieb.

#### PEČAT-Münzen

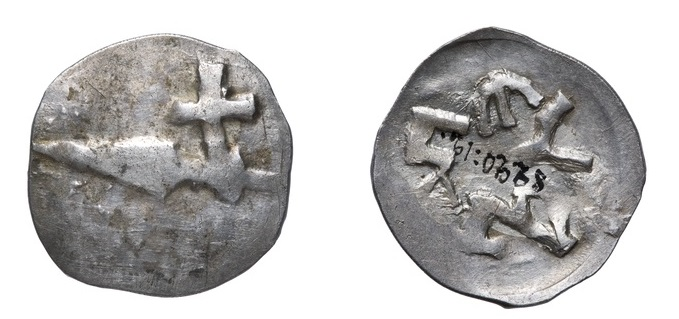
Frühe litauische Münze mit einem gemeinsamen Symbol einer Speerspitze und eines Kreuzes, die von Jogaila, Vytautas und möglicherweise Algirdas oder Skirgaila geprägt wurden

Das geheimnisvollste heraldische Symbol Litauens ist eine Speerspitze mit einem Kreuz, das auf den frühen litauischen Münzen (auch als PEČAT- oder ПЕЧАТ-Münzen bekannt) zu finden ist, die von Jogaila, Vytautas dem Großen und möglicherweise Algirdas oder Skirgaila geprägt wurden. Das Rätsel betrifft die Tatsache, dass es gleichzeitig von Jogaila und Vytautas verwendet wurde, die im litauischen Bürgerkrieg (1381–1384) gegeneinander kämpften. Daher ist es unmöglich, dass Jogaila das Symbol seines Rivalen verwendet hat, es ist jedoch auch keine Dynastie Symbol wie die Säulen von Gediminas. Ein besonders wichtiges Argument für die Bestimmung des Zeitpunkts der Prägung von Münzen des Typs PEČAT ist der Borschtschiw-Schatz, wo eine Münze des Typs PEČAT zusammen mit der Griwna der Republik Nowgorod, den Münzen des Großfürsten von Kiew, Vladimir Olgerdovich, und den Dirhams der Khane der Goldenen Horde (der die neuesten Münzen von ihnen sind von Khan Toktamisch, geprägt in den frühen 1380er Jahren). Vladimir Olgerdovich, Sohn und Vasallenherzog von Algirdas, prägte seit den 1360er Jahren Münzen im Fürstentum Kiew, daher ist es höchst unwahrscheinlich, dass sein Vater Algirdas in der späten Zeit seiner Regierungszeit keine eigenen Münzen geprägt hat.
Daher werden Münzen vom Typ PEČAT auch der Regierungszeit von Großherzog Algirdas zugeschrieben, und die Verwendung eines Kreuzes auf den Münzen eines heidnischen Herrschers ist eine weitere diplomatische Aktion der Gediminiden (wie im Siegel seines Vaters Gediminas), jedoch war Algirdas nicht getauft in seinem Leben und blieb Heide und er folterte und hingerichtete Anthony, John und Eustathius (russisch-orthodoxe Moskauer Missionare) 1347 in Vilnius wegen ihrer Religion, trotz seiner Ehen mit den orthodoxen Prinzessinnen Maria von Witebsk im Jahr 1318 und Uljana von Twer im Jahr 1349. Unabhängig davon hätte die Speerspitze mit einem Kreuz auf den anonymen Münzen geschaffen werden können, um Algirdas’ Ehen mit orthodoxen Prinzessinnen zu präsentieren, insbesondere Uliana von Tver, die für ihr politisches Engagement bekannt war (zum Beispiel riet sie ihr nach Algirdas’ Tod im Jahr 1377 Sohn Jogaila zur Unterzeichnung des Vertrags von Dovydiškės im Jahr 1380, der 1382 zur Ermordung von Algirdas Bruder, Großherzog Kęstutis, führte, der zuvor wegen seiner unbestreitbaren Unterstützung Algirdas Koruler mit Algirdas gewesen war und war auch ein überzeugter Heide). Darüber hinaus vereinte Algirdas alle heutigen belarussischen und die meisten ukrainischen Länder unter dem litauischen Staat und er verdiente sich ukrainische Loyalität für die Achtung der ukrainischen Kultur und ihrer Kirche. Das angebliche Siegel von Algirdas mit Pfeilen und dem Namen Olger wurde nachweislich von Marian Gumowski gefälscht, der das Siegel von David von Gorodets (David Dmitrovich), dem Ehemann von Jogailas Schwester Maria, von 1388 modifizierte, das von Franciszek Piekosiński trotz Algirdas veröffentlicht wurde, hatte ein ähnliches herzogliches Siegel, aber das Original war optisch nicht erhalten. Nachdem Algirdas Herrscher von Litauen geworden war, wurde er in den Livländischen Chroniken anstelle der ruthenischen Begriffe knyaz (deutsch: Prinz, Herzog) oder velikiy knyaz (deutsch: Großfürst) als König von Litauen (lateinisch: rex Letwinorum) bezeichnet.

#### Symbole auf Münzen von Vytautas und Jogaila

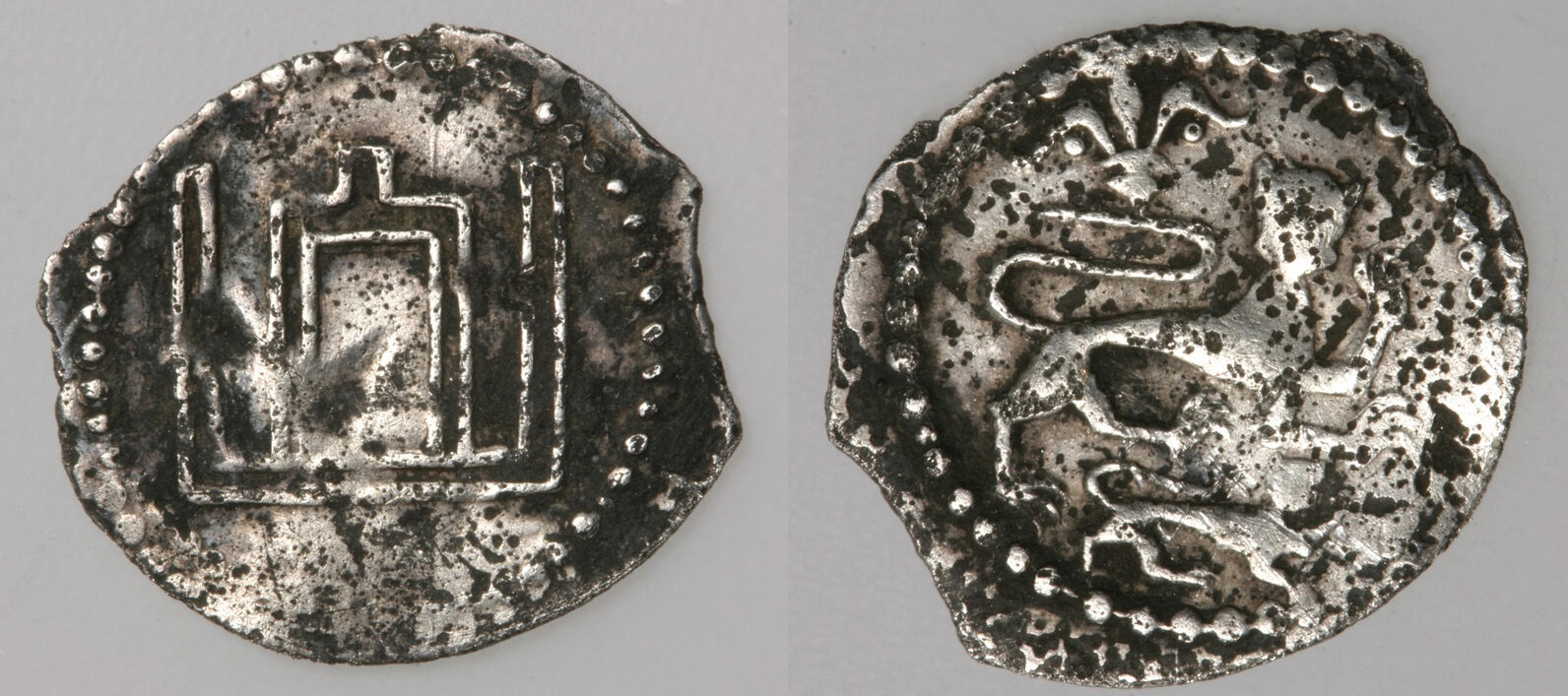
Münze des Fürstentums Smolensk mit Löwen oder Leoparden und den Säulen von Gediminas, die es als Vasall von Vytautas dem Großen zeigt, um 1399–1401

Es wurden mehrere sehr seltene litauische Münzen mit Löwen oder Leoparden und den Säulen von Gediminas gefunden, die auf die Herrschaft von Vytautas dem Großen und Jogaila im 14. Jahrhundert datiert wurden (eine davon wurde in Kernavė gefunden). Es gibt immer noch Meinungsverschiedenheiten darüber, wo diese Münzen geprägt wurden, wobei der wahrscheinlichste Ort Smolensk ist, andere vorgeschlagene Orte sind Polazk, Wjasma, Brjansk, Rjasan oder Vilnius. Solche Münzen symbolisierten die ruthenische Vasallenschaft. Die Leoparden wurden mit lilienförmigen Schwänzen dargestellt, die einen souveränen Herrscher symbolisierten, daher müssen solche Münzen nach dem Pakt von Vilnius und Radom im Jahr 1401 geprägt worden sein, als Vytautas die volle Verantwortung für die litauischen Angelegenheiten übernahm. Vytautas prägte solche Münzen mit Leoparden im Fürstentum Smolensk vor seinem Aufstand von 1401 und nach 1404, als es ein dauerhafter Teil Litauens wurde. Eine andere Art von Münzen mit Löwen- und Knotensymbolen findet sich in Ostlitauen und Vilnius, Forscher assoziieren sie mit Skirgaila oder Jogaila, aber solchen Assoziationen fehlen echte Beweise, da das Siegel von Jogaila an der Union von Krewo und das Siegel von Skirgaila von 1382 nicht waren konserviert. Trotzdem ist es möglich, dass der ruthenische Löwe auch eines der frühen Wappen des Großherzogtums Litauen war, da Jogaila in der Union von Krewo sich selbst bezeichnete als: Nos Jagalo virtute Dei dux magnus Litwanorum Rusieque dominus et heres naturalis (deutsch: Mit Gottes Willen des Großherzogs von Litauen und des natürlichen Herrn und Erben der Rus). Der Historiker Eugenijus Ivanauskas schlug vor, dass der Löwe als litauisches Wappen nach der Union von Krewo abgeschafft wurde, weil er in der mittelalterlichen Heraldik dem polnischen Adler (Löwe ist der König der Tiere, während der Adler der König der Vögel ist) und Litauen entsprach Die Zeit wurde ein Vasallenstaat des Königreichs Polen, also mit einem niedrigeren Status.

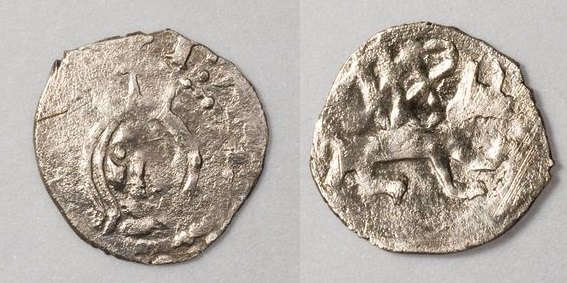
Litauischer Denar von Jogaila mit einem Löwen, geprägt 1386–1387, entdeckt in Kernavė, der alten Hauptstadt des Großherzogtums Litauen

Insbesondere die litauischen Herzöge und Adligen lehnten den Vorschlag von Uljana von Twer, Jogailas Mutter, ab, die Litauer vor der Union von Krewo als orthodox zu taufen, und suchten stattdessen den Katholizismus. Großherzog Jogaila lehnte auch das Angebot des Großfürsten von Moskau, Dmitri Donskoi, ab, seine Tochter Sofia zu heiraten, Litauen in einen orthodoxen Staat umzuwandeln und sich als Vasall von Dmitry Donskoy anzuerkennen. Stattdessen entschied er sich für den Katholizismus und heiratete Königin Hedwig von Anjou, während er auch fortfuhr sich selbst als Herrscher des gesamten Volkes der Rus zu bezeichnen. Folglich prägte Jogaila Münzen mit seinem Porträt (als Reiter) auf der Vorderseite und einem Löwen mit einem Zopf über ihm auf der Rückseite, andere Münzen von Jogaila zeigen den polnischen Adler anstelle seines Porträts auf der einen Seite und einen Löwen auf der anderen Seite. Im Jahr 2021 wurde in Raišiai ein Schatz mit 40 Jogaila-Münzen (Denaren) entdeckt, von denen einige Löwen, andere Reiter mit Schwertern oder Speeren zeigen, die meisten dieser Münzen wurden 1377–1386 (vor der Krönung von Jogaila geprägt als polnischer König).

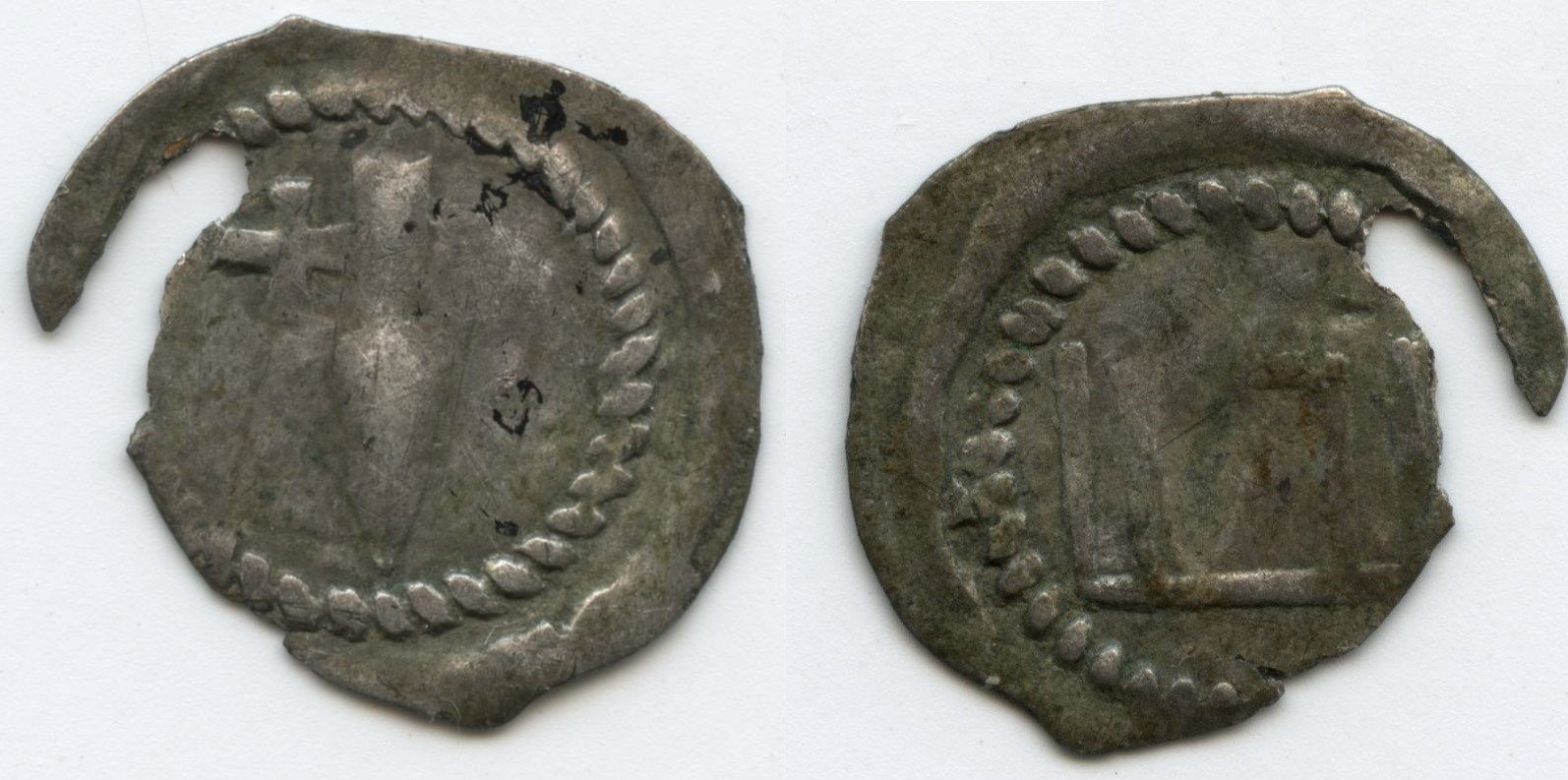
Vytautas der Große Denar mit den Säulen von Gediminas, Kreuz und Speerspitze (oder Armbrustbolzen)

Der 1941 entdeckte Schatz von Verkiai enthält 1983 Münzen von Vytautas dem Großen, die den Münzen vom Typ PEČAT ähneln, aber sie haben wahrscheinlich einen Armbrustbolzen (anstelle einer Pfeilspitze oder einer Speerspitze) und ein Kreuz auf einer Seite und die Säulen von Gediminas auf der anderen Seite, sie wurden also vermutlich später geprägt als die Münzen vom Typ PEČAT. Ziemlich viele solcher Münzen von Vytautas dem Großen wurden auch an anderen Orten Litauens (hauptsächlich im südöstlichen und mittleren Teil, aber auch in Samogitia), der Ukraine (insbesondere in Wolhynien) und Weißrussland gefunden. Im Vergleich dazu haben Münzen, die Jogaila zugeschrieben werden und ein ähnliches Aussehen wie die Münzen vom Typ PEČAT haben, auf der einen Seite eine Speerspitze und ein Kreuz und auf der anderen Seite das Doppelkreuz der Jagiellonen in einem Schild.
Nach der Christianisierung Litauens prägte Großherzog Jogaila um 1388 neue Münzen: mit einem zu einem Ring gerollten Fisch (christliches Zeichen des Fisches) und der Inschrift КНЯЗЬ ЮГА (deutsch: Herzog Jogaila) auf der Vorderseite und mit einem Doppelkreuz der Jagiellonen in einem Schild auf der Rückseite. Es wird angenommen, dass solche Münzen zum Gedenken an die Christianisierung Litauens geprägt wurden und das christliche Zeichen des Fisches hätte gewählt werden können, als Papst Urban VI. Litauen offiziell als katholischen Staat anerkannte (eine solche Anerkennung erfolgte am 17. April 1388). Das auf den Münzen abgebildete Fischblütensymbol kann jedoch auch mit einem früheren Datum, dem 11. März 1388, in Verbindung gebracht werden, als Papst Urban VI. die von Großherzog Jogaila gegründete römisch-katholische Diözese Vilnius anerkannte. In jedem Fall bestand der Hauptzweck dieses Symbols darin, das Großherzogtum Litauen als einen vom Papst anerkannten und unter der Schirmherrschaft des Papstes stehenden katholischen Staat zu präsentieren. Litauen war der letzte Staat in Europa, der christianisiert wurde.

#### Ritter zu Pferd

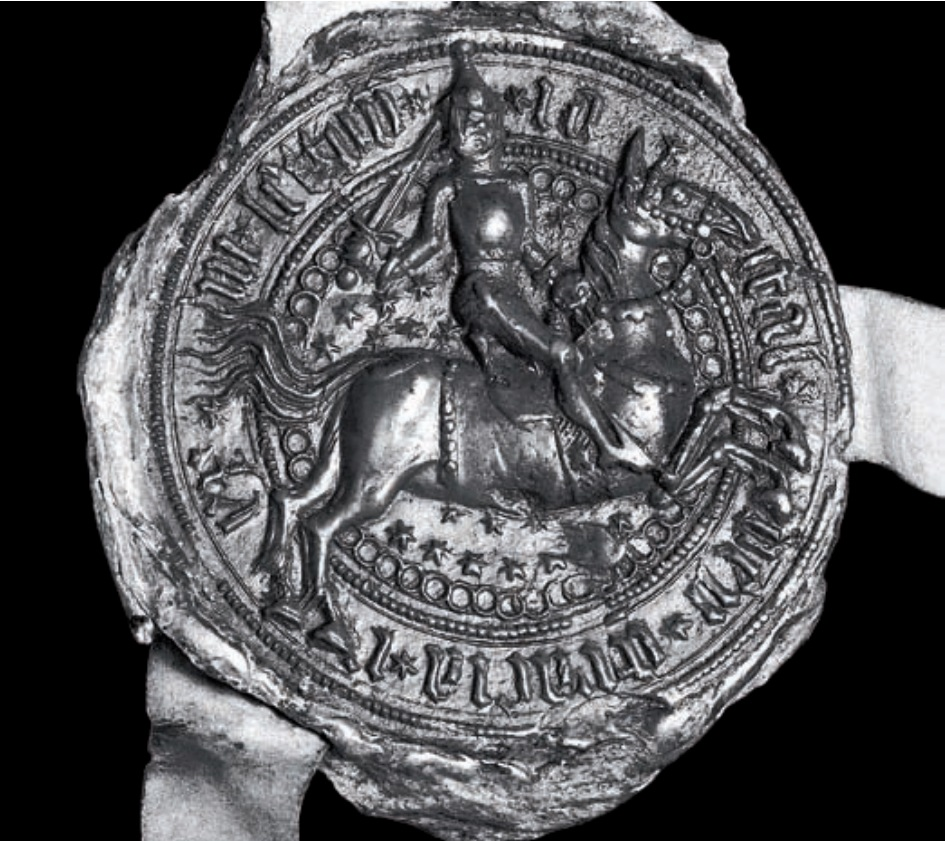
Jogailas Siegel von 1377 bis 1386 mit Inschrift: iagal dey gracia rex in lettov (König Jogaila in Litauen)

Das Wappen Litauens stammt von Herrscherdarstellungen auf Siegeln. Ursprünglich symbolisierte der Ritter zu Pferd den Herrscher des Herzogtums Litauen (Herzogtum Vilnius), das das wichtigste Land des Staates war. Großherzog Algirdas war wahrscheinlich der erste Herrscher, der ein Siegel mit einer Darstellung seiner selbst zu Pferd verwendete. Das Siegel, das dem polnisch-litauischen Vertrag von 1366 beigefügt war, blieb nicht erhalten, und wir kennen sein Aussehen nur dank des Historikers Tadeusz Czacki, der behauptete, das Siegel gesehen zu haben. Das älteste erhaltene Siegel dieser Art ist Jogailas Siegel, das er in den Jahren 1377–1380 verwendete, als er Großherzog von Litauen wurde. Das Siegel des Herzogs von Kernavė Vygantas aus dem Jahr 1388 ist das älteste erhaltene Siegel mit einem auf dem Schild abgebildeten reitenden Ritter, was ihm den Status eines Wappens verleiht. Jogaila und andere Algirdas-Söhne: Skirgaila, Lengvenis, Kaributas, Vygantas und Švitrigaila verwendeten alle Siegel mit Reiterbildern. Der Reiter wurde aufgrund der damals blühenden Ritterkultur in Europa gewählt. Zuerst wurde der angreifende Ritter nach links oder rechts reitend dargestellt und hielt eine Lanze anstelle des Schwertes: Zwei Siegel von Lengvenis von 1385 und von 1388 zeigen diese Veränderung. Ursprünglich wurden Kęstutis und sein Sohn Vytautas der Große als stehende Krieger auf ihren Siegeln dargestellt und erst später nahm Vytautas, wie andere litauische Herzöge, das Bild eines reitenden Ritters an.
Die Etablierung des Schwertes in der Heraldik der litauischen Herrscher hängt mit den ideologischen Veränderungen der herrschenden Gediminiden-Dynastie zusammen. Die Lanze wurde häufiger auf den Siegeln von Skirgaila und Kaributas ausgestellt. Nachdem Jogaila 1386 zum König von Polen gekrönt worden war, wurde für ihn ein neues heraldisches Siegel mit vier Wappen angefertigt: weißer Adler, der das Königreich Polen repräsentiert, Ritter zu Pferd, mit Lanze in der Hand und einem Doppelkreuz an seinem Schild, das Großherzogtum Litauen und Wappen Kalisz Land und Kujawien darstellt. Es war das erste Mal, dass ein Doppelkreuz auf dem Schild des litauischen Reiters abgebildet war. Das Doppelkreuz wurde von Jogaila nach seiner Taufe als Władysław und Heirat mit einer Königin Hedwig von Anjou im Jahr 1386, Tochter Ludwigs I. von Ungarn, angenommen, daher wurde das Doppelkreuz höchstwahrscheinlich aus dem Königreich Ungarn übernommen, wo es sich im 12. Jahrhundert verbreitete Jahrhundert aus dem Byzantinischen Reich. Es ist auch möglich, dass das neue Wappen in Anlehnung an die Reliquien des Heiligen Kreuzes aus dem Heiligtum von Łysa Góra hergestellt wurde, und mit dieser Geste betonte der neu gekrönte König seinen aufrichtigen Glauben. Die Symbolik des Doppelkreuzes war mit der Bedeutung dieses Ereignisses sowohl für Jogaila als auch für das gesamte Land verbunden. Ein ähnliches Kreuz in der westlichen Heraldik wird als patriarchalisches Kreuz von Lothringen bezeichnet und von Erzbischöfen verwendet, während das Kreuz selbst die Taufe symbolisiert.

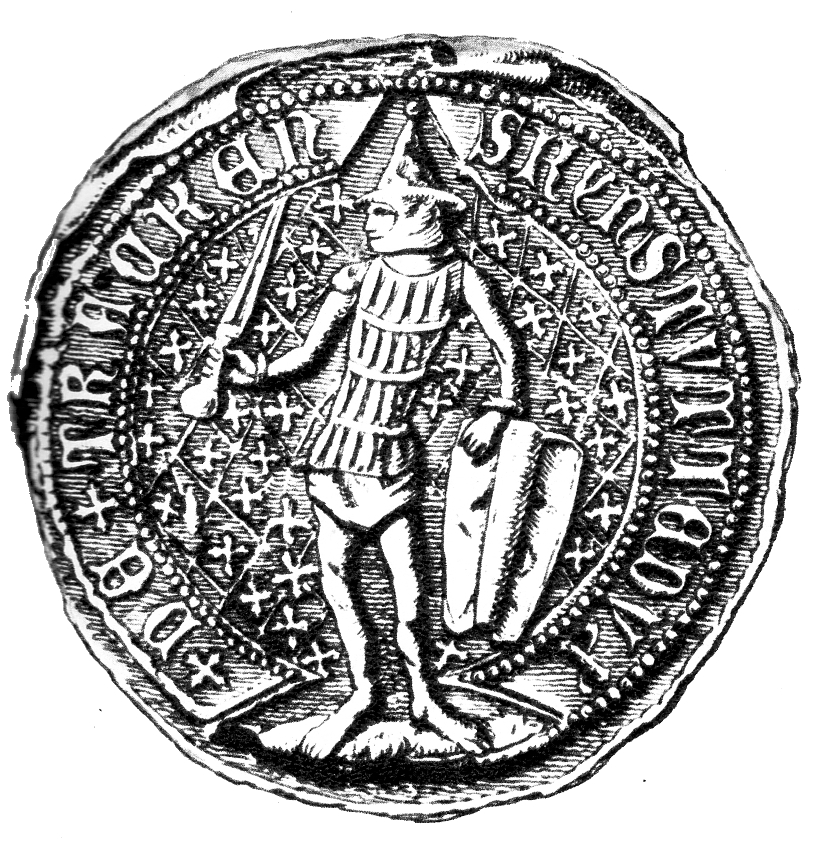
Authentisches Siegel des Herzogs Kęstutis mit lateinischen Worten
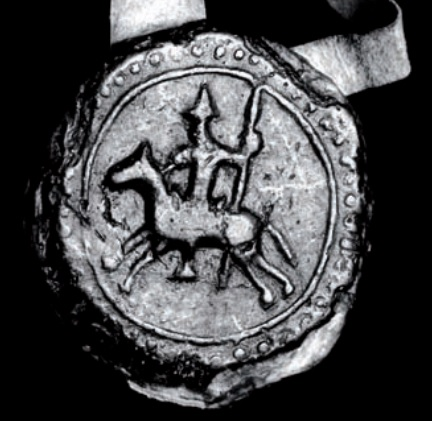
Siegel des Herzogs Lengvenis mit dem frühen Bild von Vytis (Waykimas), 1379
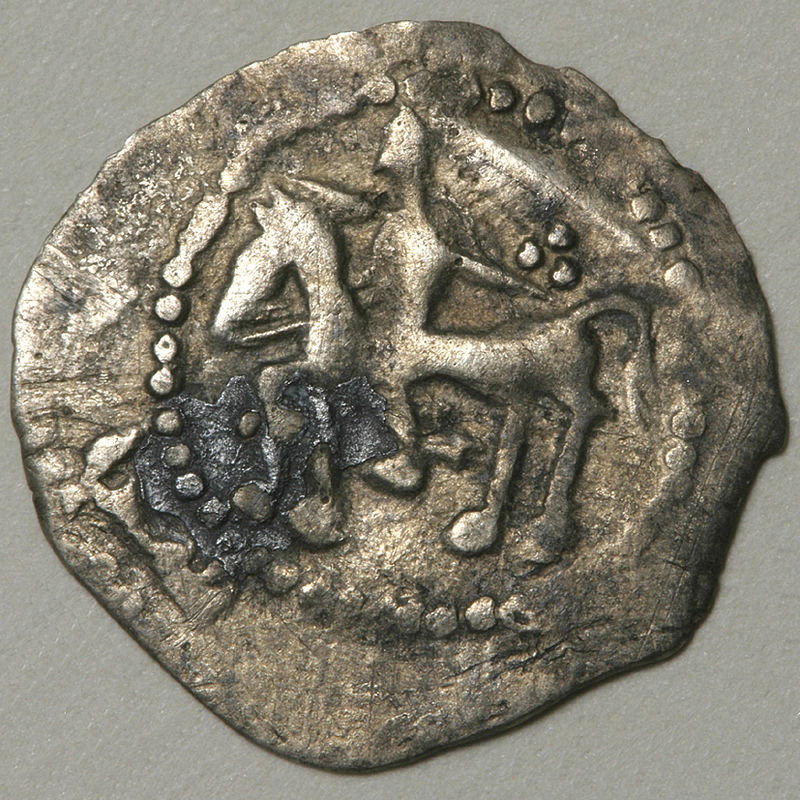
Litauischer Denar von Jogaila mit Vytis (Waykimas), geprägt im 14. Jahrhundert
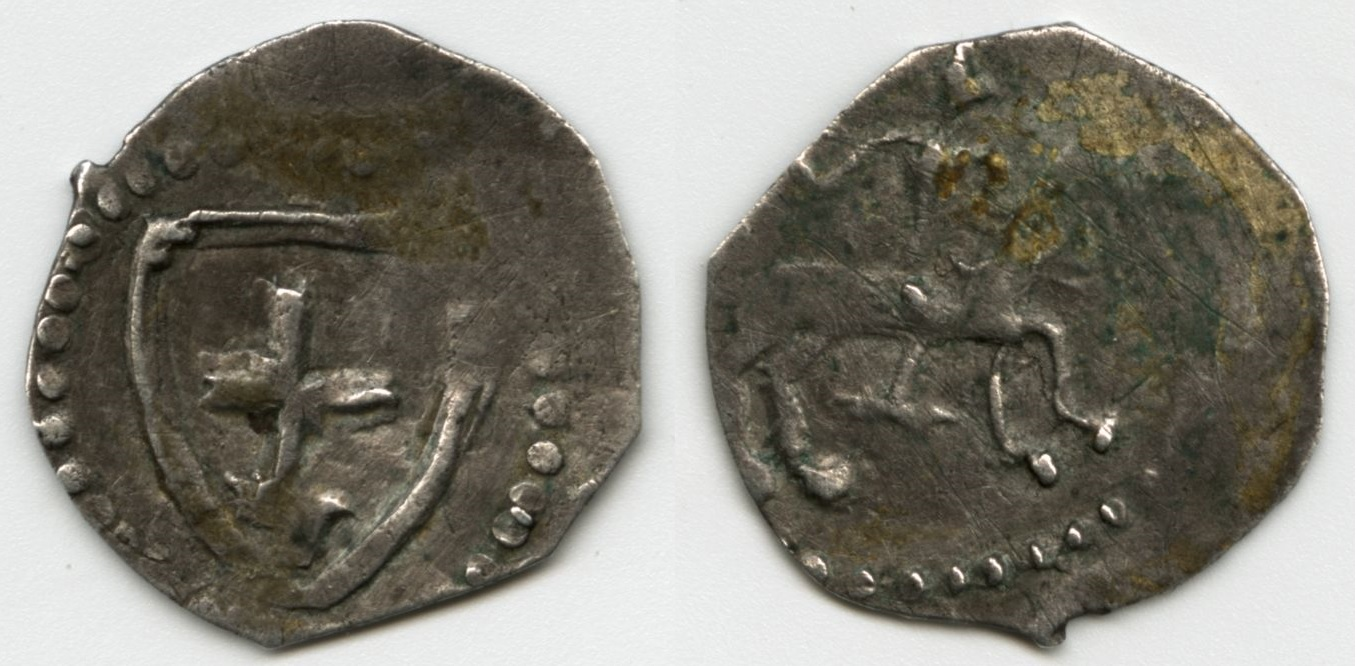
Litauischer Groschen von Jogaila mit dem Doppelkreuz der Jagiellonen und Vytis (Waykimas)
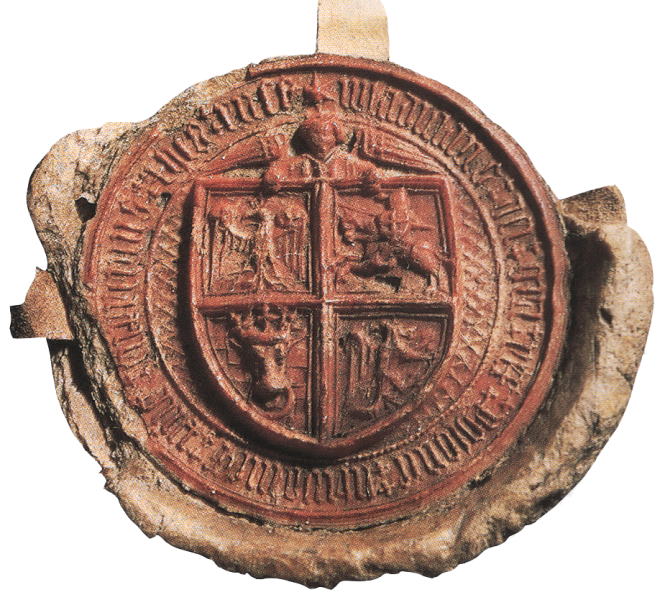
Siegel von Jogaila mit dem polnischen Adler und dem litauischen Vytis (Waykimas), 1386
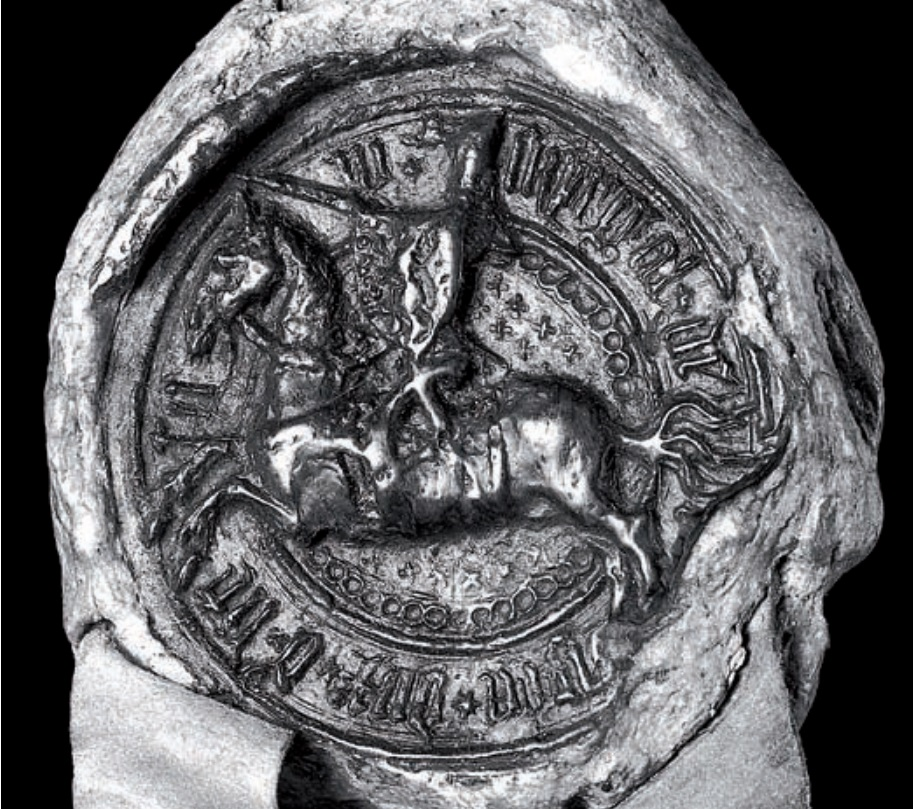
Siegel von Skirgaila, 1382
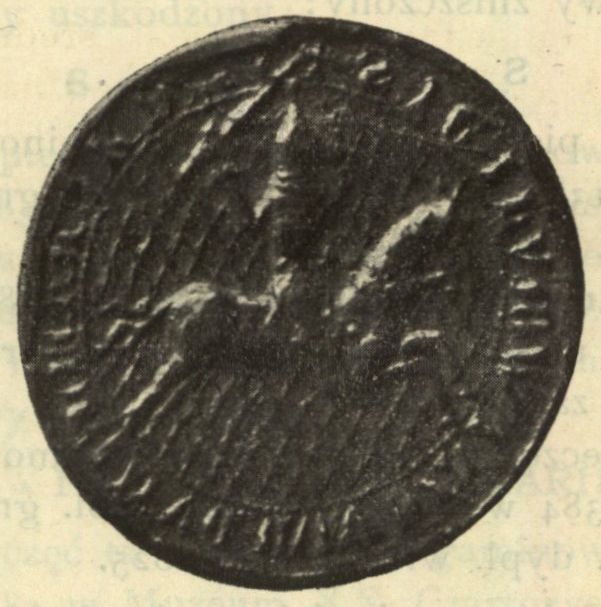
Siegel von Vytautas der Große, 1385
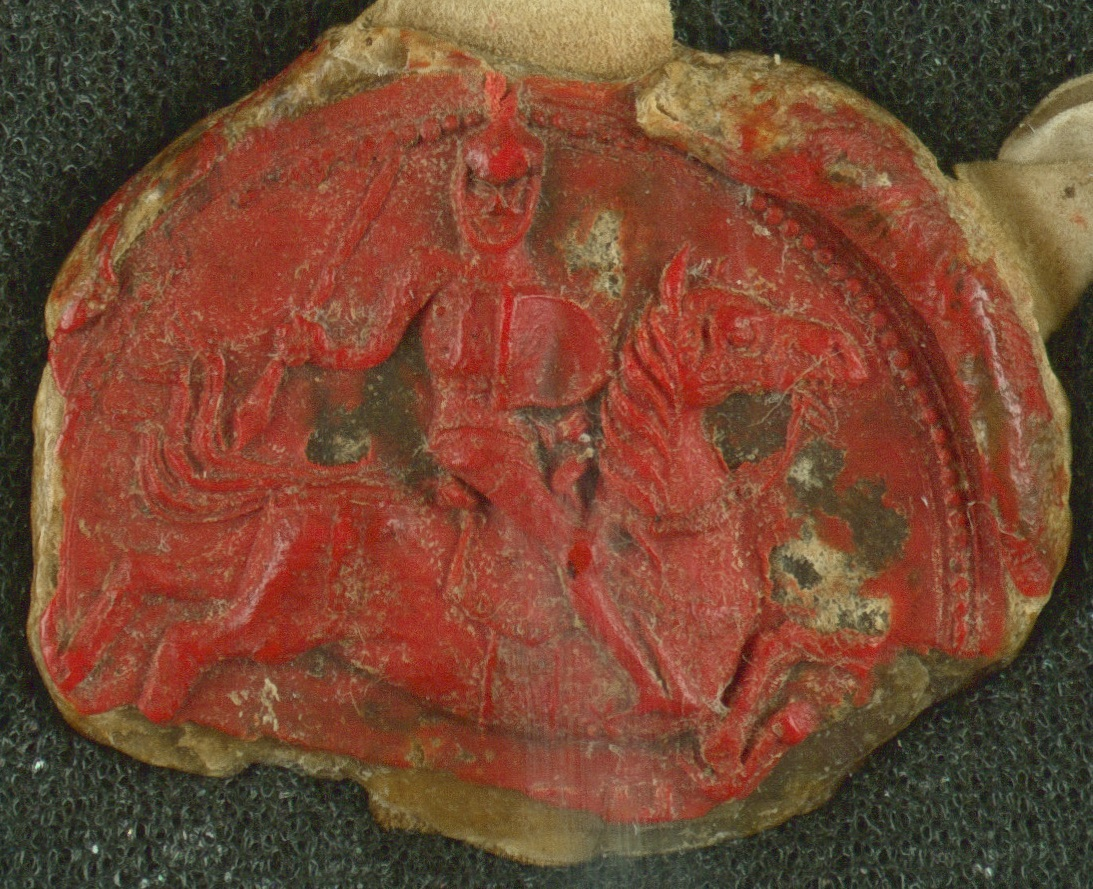
Siegel von Kaributas, 1386
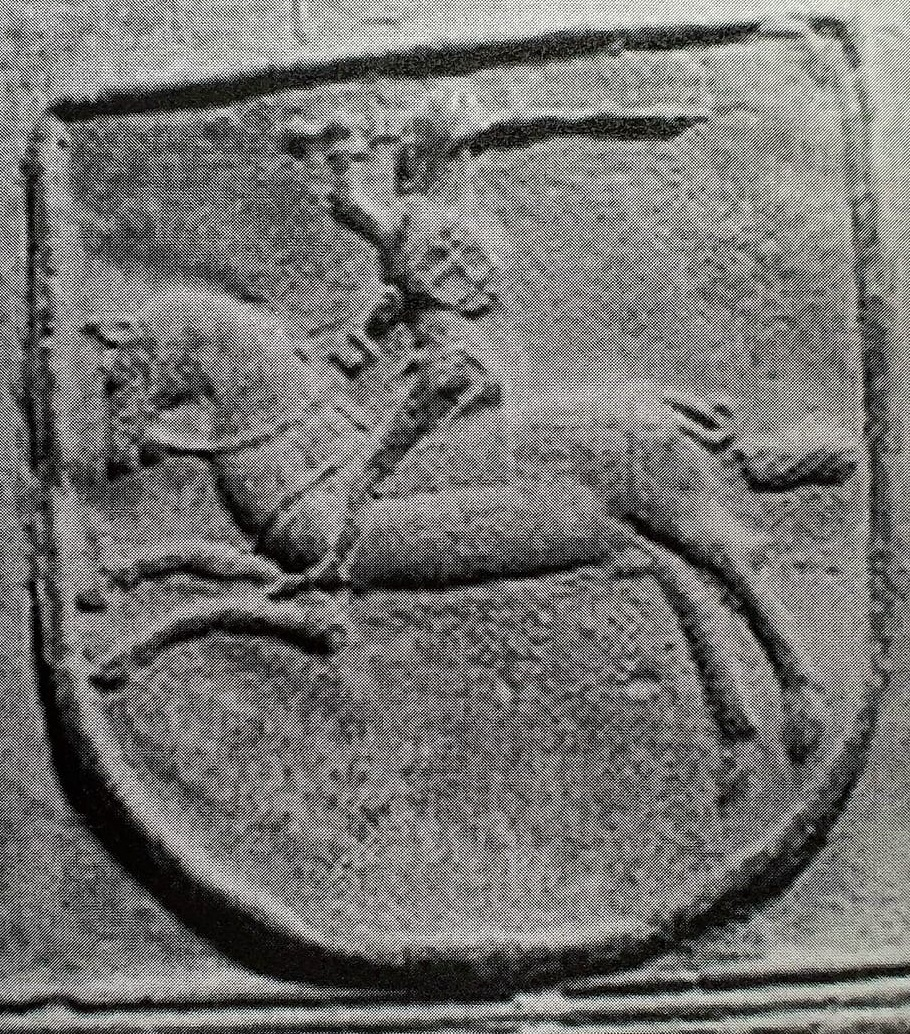
Litauischer Vytis (Waykimas) auf der Tenebrat-Glocke (die möglicherweise um 1388 von Jogaila finanziert wurde) der Marienbasilika in Krakau
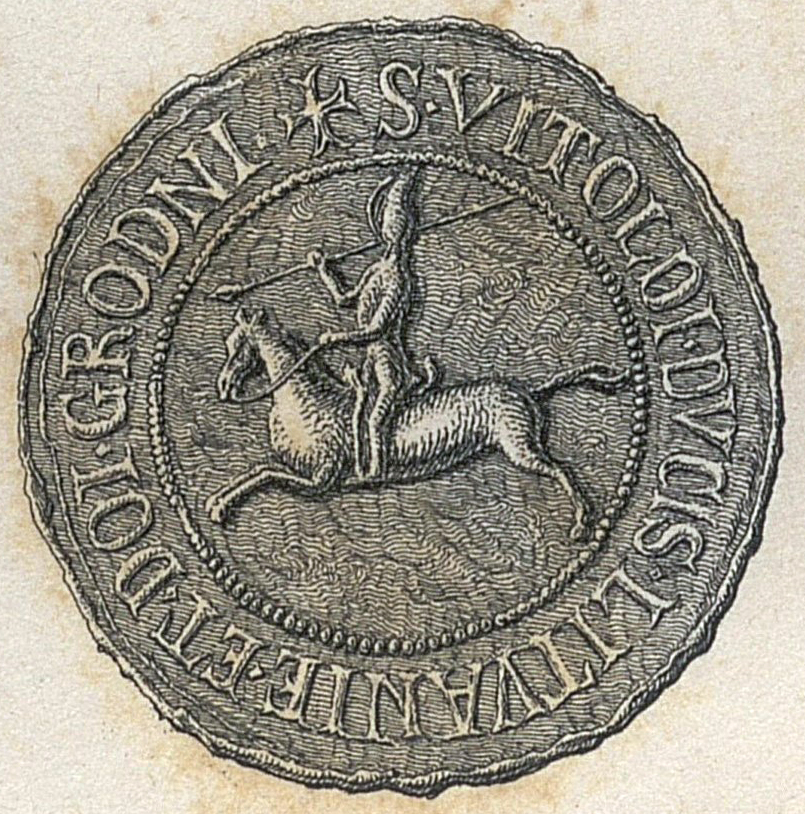
Siegel von Vytautas der Große, 1390 (1842)
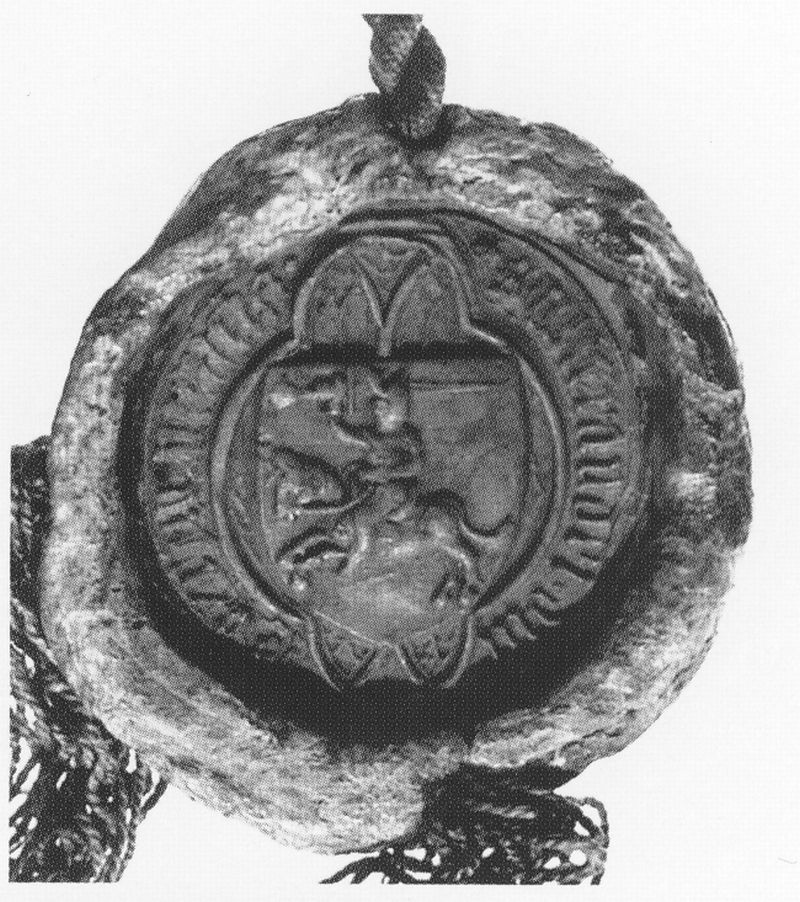
Siegel von Vygantas, Herzog von Kernavė, 1388
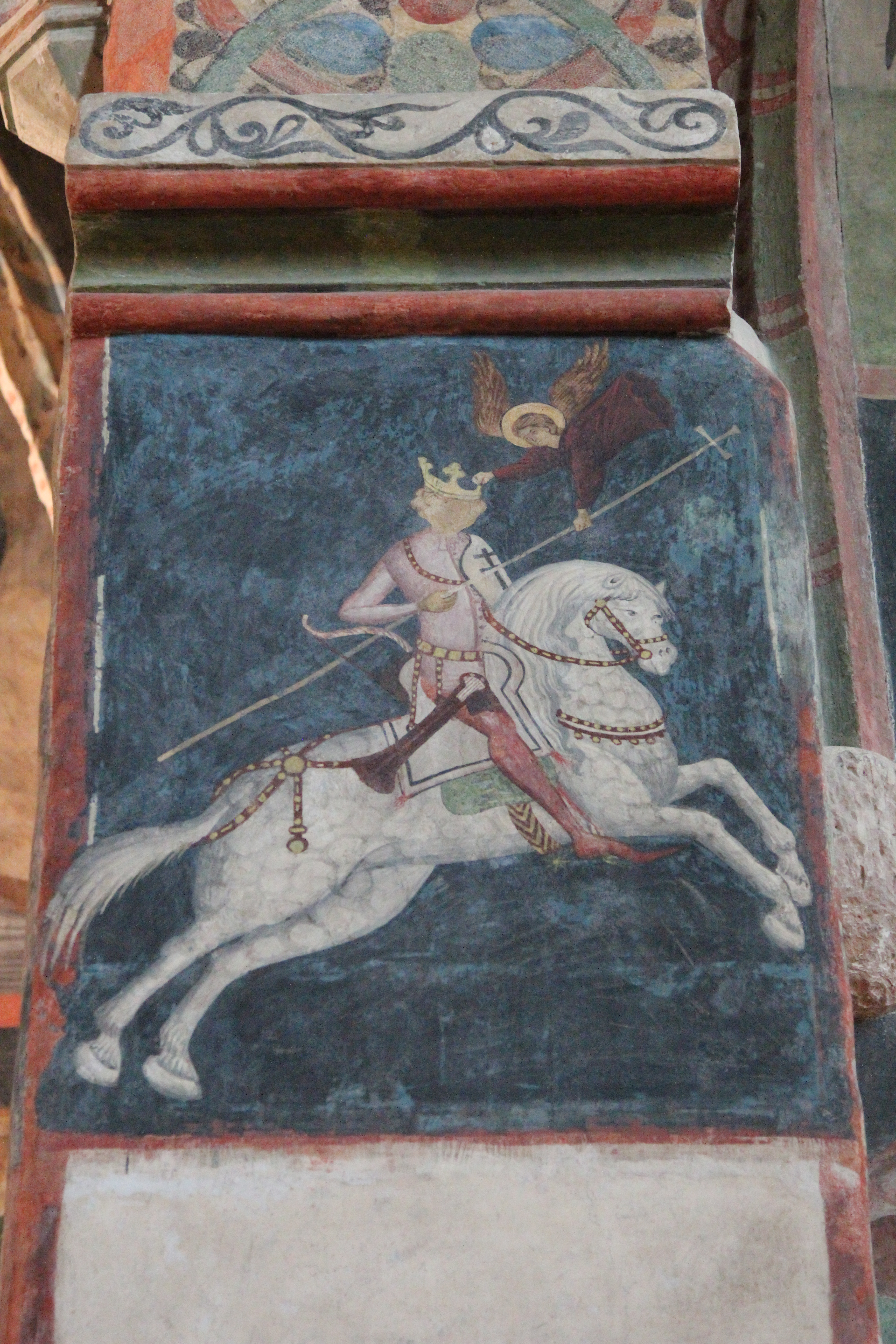
Das Reiterbild von Jogaila in der Kapelle der Heiligen Dreifaltigkeit im Lubliner Schloss. Die Fresken der Kapelle wurden 1418 fertiggestellt.

#### Säulen von Gediminas

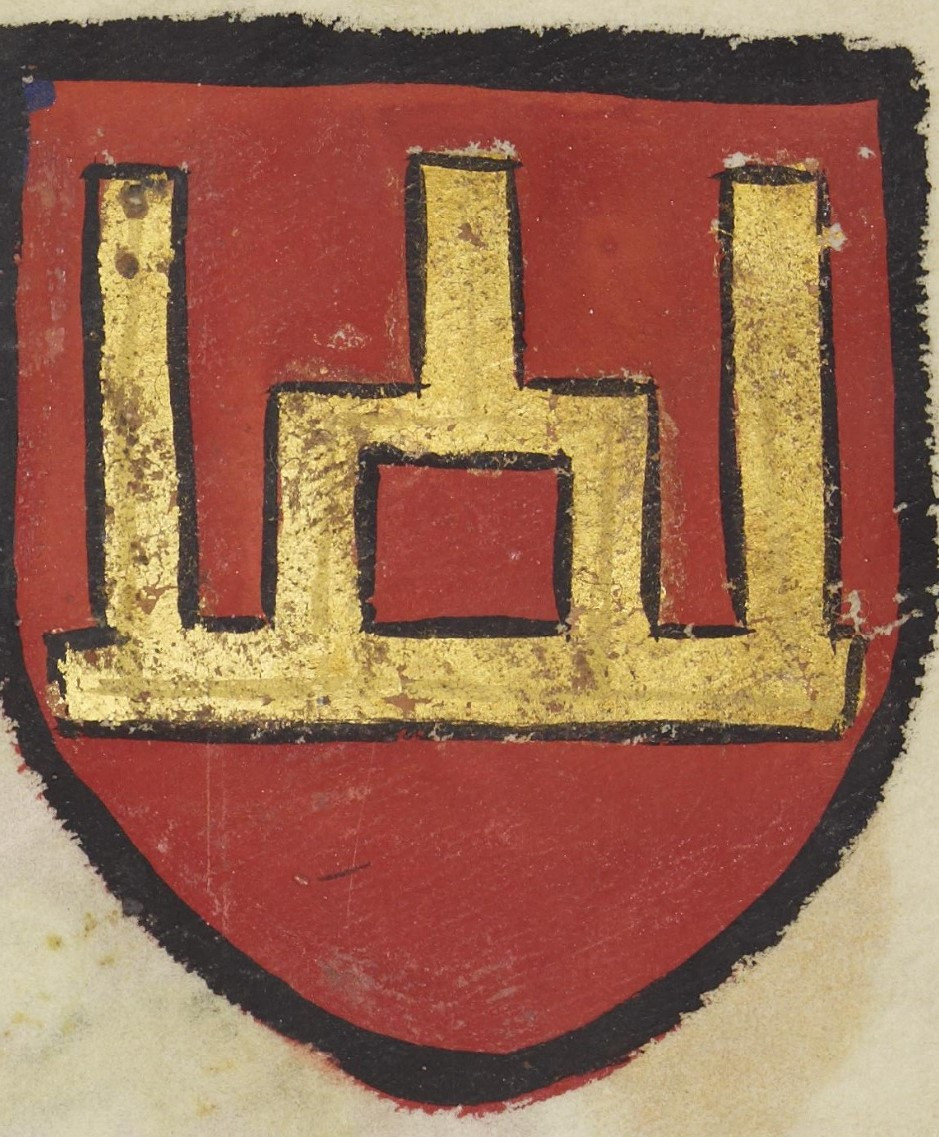
Säulen von Gediminas, eines der Wappen Litauens, gemalt 1416

Die Säulen von Gediminas sind eines der frühesten erhaltenen nationalen Symbole Litauens und seiner historischen Wappen. Der Historiker Edmundas Rimša, der die antiken Münzen analysierte, schlug vor, dass die Säulen von Gediminas die Burgtore der Halbinsel Trakai symbolisieren. Es gibt keine Daten darüber, dass sie von Großherzog Gediminas selbst verwendet wurden, und es wird angenommen, dass ihr Name entstand, als Gediminas als Gründer der Gediminiden-Dynastie galt. Seit 1397 wurden die Säulen der Gediminiden zweifellos auf dem Wappen von Vytautas dem Großen verwendet, und es wird angenommen, dass ein ähnliches Symbol möglicherweise von seinem Vater Kęstutis verwendet wurde, der Herzog von Trakai und Großherzog von Litauen war, Titel, die Vytautas vererbt. Nach dem Tod von Vytautas wurde das Symbol von seinem Bruder Großherzog Sigismund Kęstutaitis übernommen. Anfangs repräsentierten die Säulen die Familie von Kęstutis, und seit dem 16. Jahrhundert, als die Nachfolger von Großherzog Jogaila begannen, sie auch in Litauen zu verwenden, wurden die Säulen zum Symbol aller Gediminiden. Es war Großherzog Alexander der Jagiellone, der die Säulen der Gediminiden als Wappen seiner Dynastie anfertigte, nachdem er 1440 Großherzog von Litauen geworden war. In der Heraldik wurden die Gediminassäulen meist in Gold oder Gelb auf rotem Grund dargestellt, während sie seit der zweiten Hälfte des 16. Jahrhunderts gelegentlich in Silber oder Weiß dargestellt wurden. Es besteht kein Zweifel, dass die Säulen der Gediminiden lokalen Ursprungs sind, da ähnliche Symbole auf den Insignien des litauischen Adels zu finden sind. Es wird angenommen, dass die Säulen der Gediminiden von Zeichen abgeleitet wurden, die zur Kennzeichnung von Eigentum verwendet wurden.
Im Vergleich zum Doppelkreuz der Jagiellonen-Dynastie wurden die Säulen der Gediminiden überwiegend im Großherzogtum Litauen verwendet. Die Säulen der Gediminiden waren auf den litauischen Münzen des 14. Jahrhunderts und der folgenden Jahrhunderte abgebildet; die Banner der Regimenter, die von Großherzog Vytautas der Große in der Schlacht von Tannenberg (Grunwald) geführt wurden; die Kirchenutensilien aus dem 15. und 16. Jahrhundert, die der Kathedrale von Vilnius geschenkt wurden; die Siegel der litauischen Franziskaner aus dem 15. Jahrhundert und große Staatssiegel in den Jahren 1581–1795; Buchgrafik; und die Arbeiten der Goldschmiede von Vilnius. In Kombination mit dem Ritter zu Pferd wurden die Säulen von Gediminas im 16. und 17. Jahrhundert auch in die litauischen Kanonenrohre eingelassen. Das Symbol wurde auch verwendet, um Pferdezäume und Wahrzeichen der Herrschaften der Großfürsten von Litauen zu schmücken. 1572, nach dem Tod des letzten männlichen Gediminiden-Nachkommen, Großherzog Sigismund II. August, blieben die Gediminas-Säulen in den Insignien des Großherzogtums Litauen als sekundäres Staatswappen (neben dem Ritter zu Pferd). In späteren Jahren wurden die Säulen von Gediminas einfach als Säulen bezeichnet (dies ist aus den Quellen des frühen 16. Jahrhunderts bekannt).

### Offizielles Wappen des Großherzogtums Litauen

#### 15. Jahrhundert

Wappen des Großherzogtums Litauen zur Zeit von Vytautas dem Großen
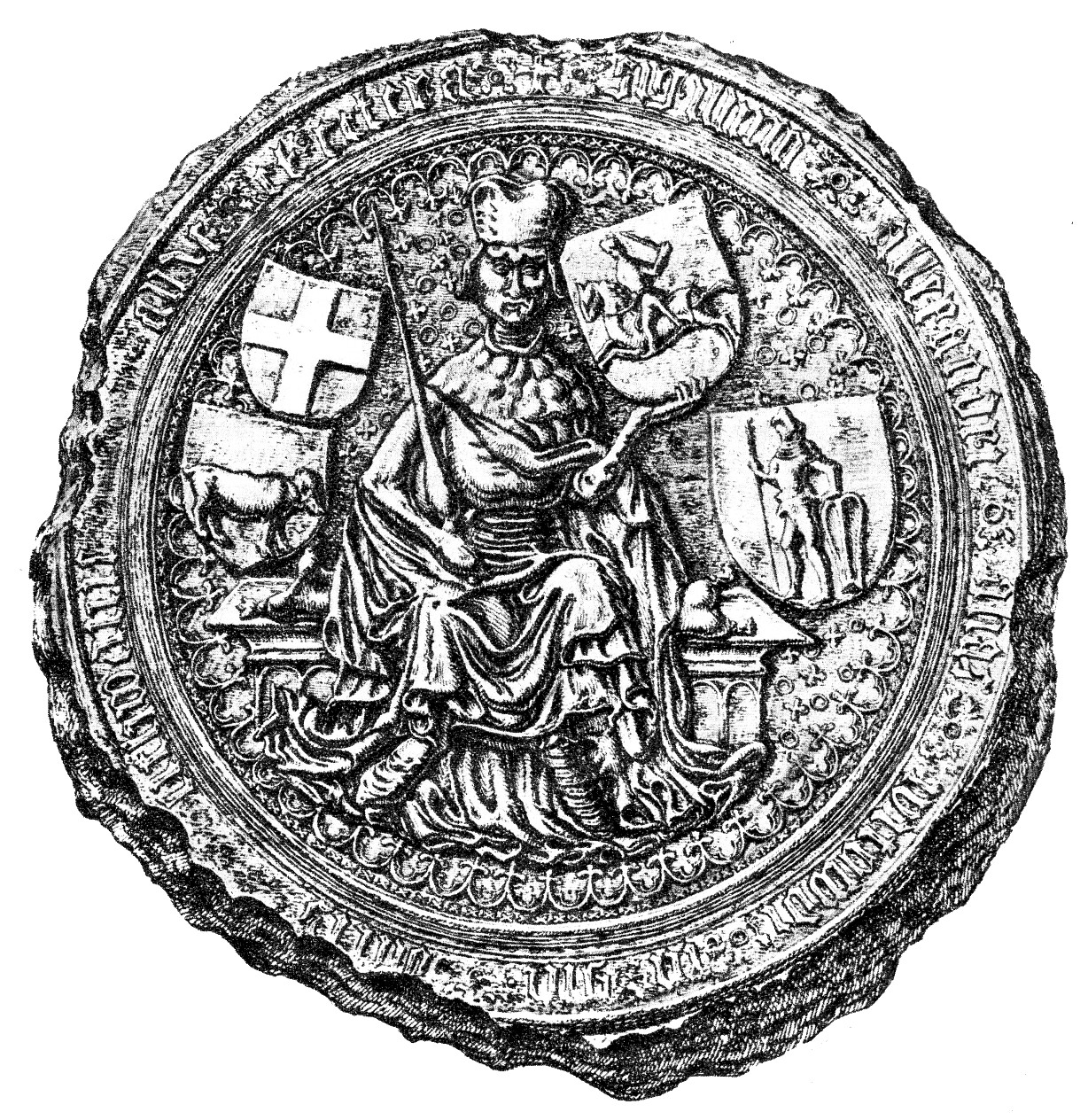
Siegel von Vytautas dem Großen mit dem litauischen Wappen mit Ritter zu Pferd in der linken Hand, ca. 14.–15. Jahrhundert
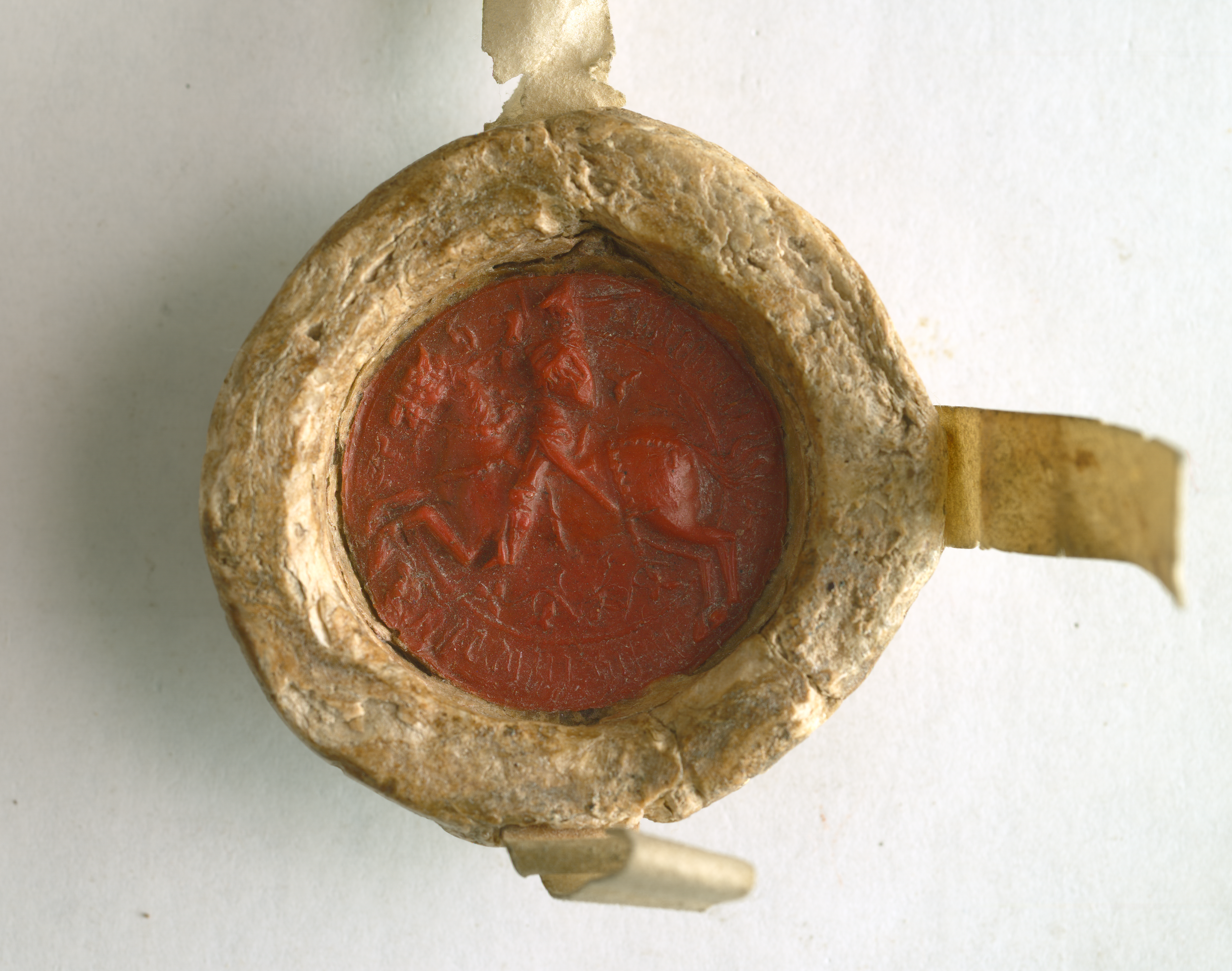
Siegel von Vytautas dem Großen mit Vytis (Waykimas), das die Säulen von Gediminas auf dem Schild zeigt, 1404
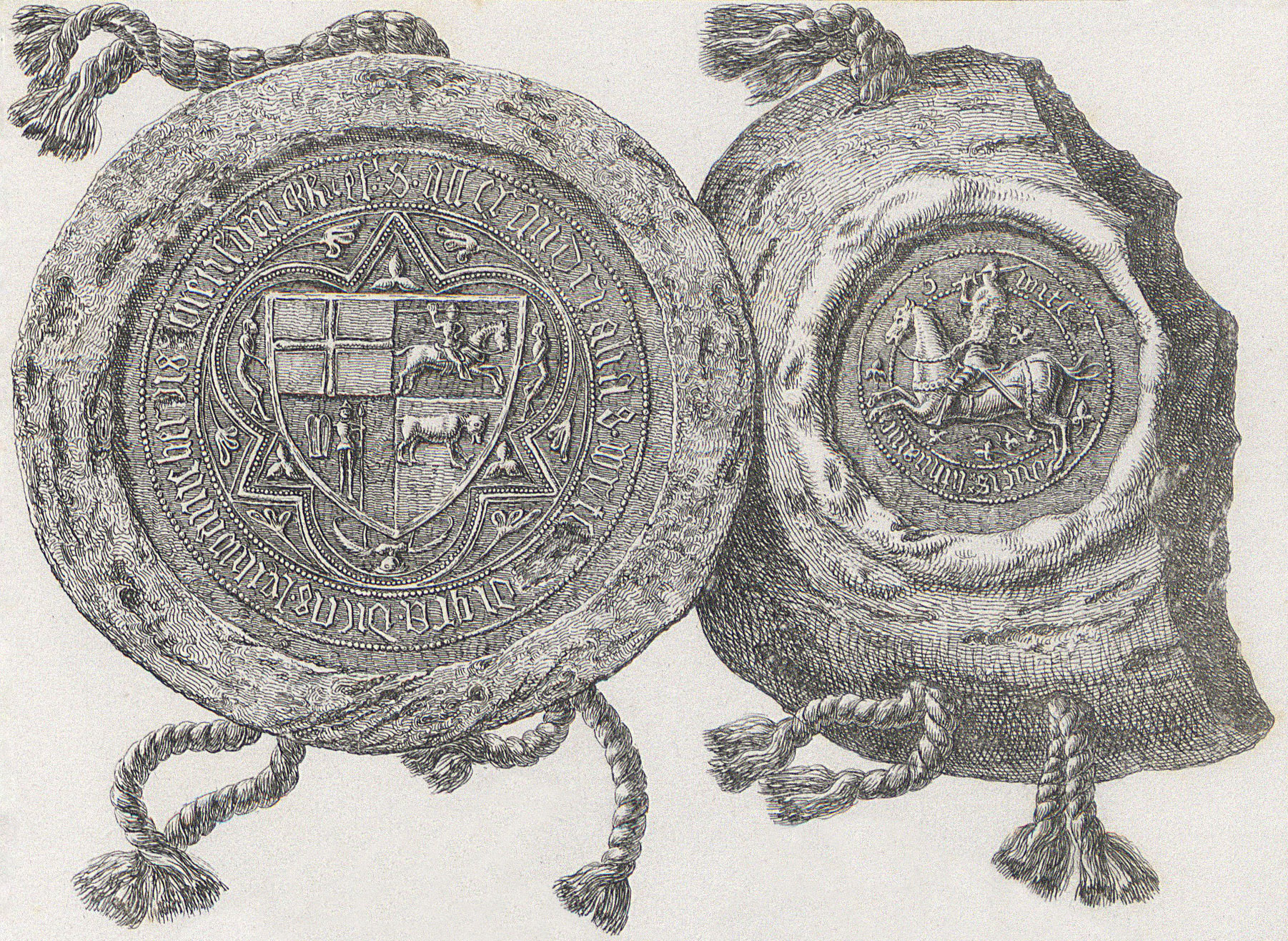
Siegel von Vytautas dem Großen mit dem Wappen Litauens Vytis (Waykimas), 1404 (1841)
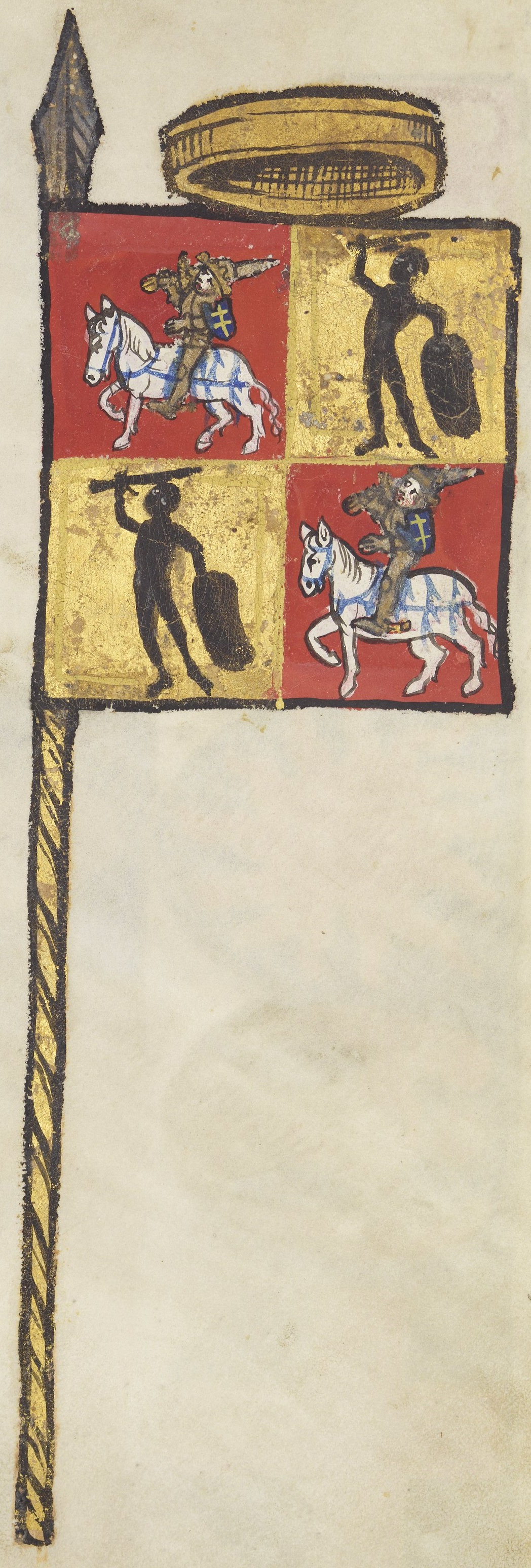
Eine der frühesten erhaltenen Darstellungen von Vytis (Waykimas) in einer Flagge von Vytautas dem Großen. Gemalt 1416 von einem portugiesischen Herold, der am Konzil von Konstanz teilnahm.
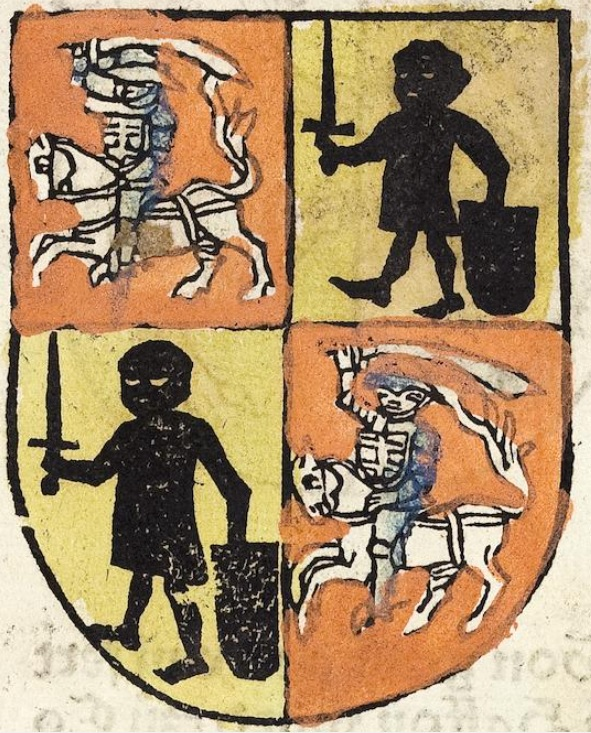
Wappen von Vytautas dem Großen mit dem stehenden Ritter von Kęstutaičiai und Vytis (Waykimas), das während des Konstanzer Konzils verwendet wurde. Gemalt von Ulrich von Richental, 15. Jahrhundert.
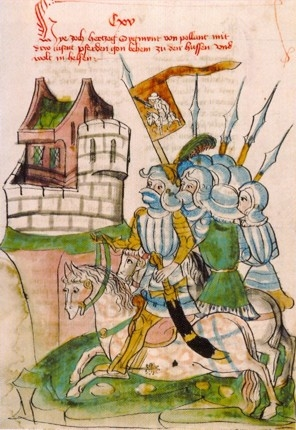
Herzog Žygimantas Kaributaitis und seine Truppen mit dem litauischen Wappen in Prag, 15. Jahrhundert

Vytautas der Große Regimenter, die während der Schlacht von Tannenberg (Grunwald) im Jahr 1410 eine Flagge mit den Säulen von Gediminas hissten

Die Bedeutung des litauischen Herrscherwappens und des litauischen Staatswappens wurde dem Ritter zu Pferd nicht von Jogaila, sondern von seinem Cousin, dem Großherzog Vytautas dem Großen, gegeben. Zuerst änderte er um 1382 die Infanterie auf seinem Wappen, das er von seinem Vater Großherzog Kęstutis geerbt hatte, in einen Reiter, dann machte er das Porträt heraldisch – im majestätischen Siegel von Vytautas (frühes 15. Jahrhundert) ist er von einem Wappen umgeben der ihm gehörenden Ländereien, in der einen Hand hält er ein Schwert, das die Macht des Großherzogs von Litauen darstellt, in der anderen Hand – einen erhobenen Schild (auf dem ein Ritter zu Pferd abgebildet ist), der wie ein königlicher Apfel aussieht Macht symbolisiert den von ihm regierten litauischen Staat. Außerdem prägte Vytautas der Große Münzen mit dem Ritter zu Pferd auf der einen Seite und den Säulen von Gediminas auf der anderen Seite.
Im 15. Jahrhundert behauptete Jan Długosz, dass Vytautas der Große 1410 vierzig Regimenter zur siegreichen Schlacht von Tannenberg (Grunwald) brachte und dass jeder rote Fahnen benutzte, von denen dreißig Regimentsfahnen einen gestickten gepanzerten Ritter zu Pferd mit einem erhobenen Schwert hatten, das auf einem Weiß reitet, manchmal schwarzes, braunes oder geflecktes Pferd, während der Rest der zehn Regimentsflaggen gestickte Säulen von Gediminas hatte, mit denen Vytautas der Große seine Elitetruppen mit Pferden kennzeichnete. Laut Długosz wurden diese Flaggen nach Ländern oder Herzögen benannt: Vilnius, Kaunas, Trakai, Medininkai, Žygimantas Kaributaitis, Lengvenis und andere. Es wird angenommen, dass die Regimenter mit den Säulen von Gediminas aus der Heimat von Vytautas (dem Herzogtum Trakai) und mit einem Ritter zu Pferd aus anderen Gebieten des Großfürstentums Litauen gebracht wurden. Žygimantas Kaributaitis wurde während seines Besuchs in Prag auf Einladung der böhmischen Hussiten im Jahr 1422 als Delegierter des Großherzogs Vytautas des Großen auf einer Zeichnung dargestellt, auf der er sein Wappenbanner trägt, das mit einem weißen angreifenden Ritter auf rotem Feld geschmückt ist; An seiner Spitze befindet sich eine schmale Fahne, die besonders die Deutschen im 15. Jahrhundert gerne darstellten.

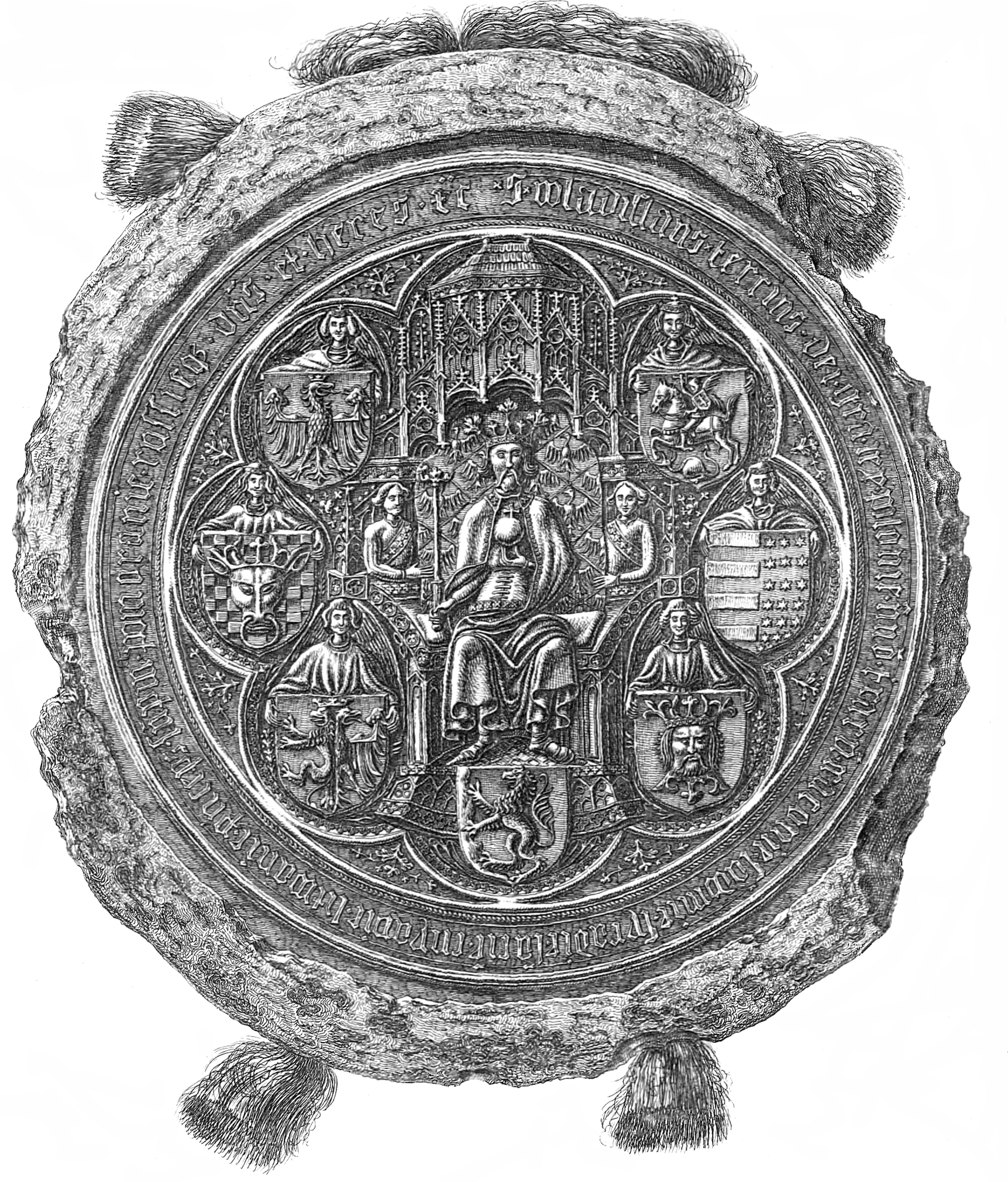
Das königliche Siegel des Obersten Herzogs Władysław III. Jagiellon, das ein geflügeltes litauisches Wappen enthält, 1438

Die Geschichte zwischen dem Großherzogtum Litauen, der litauischen Jagiellonen-Dynastie und dem Königreich Ungarn und dem Königreich Kroatien ist eng miteinander verbunden, da Władysław III. Jagiellon, der älteste Sohn von Jogaila und seiner litauischen Frau Zofija Alšėniškė, zum König gekrönt wurde von Ungarn und König von Kroatien am 15. Mai 1440 in Visegrád, außerdem erbte er nach dem Tod seines Vaters auch den Titel des Obersten Herzogs (lateinisch: Supremus Dux) des Großherzogtums Litauen, trug ihn 1434–1444 und präsentierte sich damit, als solche Teilung der Macht wurde in der Union von Horodło von 1413 zwischen seinem Vater und Großherzog Vytautas dem Großen vereinbart. Das königliche Siegel von Władysław III. Jagiellon enthält einen litauischen Vytis (Waykimas) mit Flügeln, die über dem ungarischen Wappen und neben dem polnischen Adler angeordnet sind.

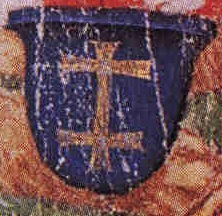
Authentisches Doppelkreuz aus dem 15. Jahrhundert der Jagiellonen-Dynastie, als es ein wesentlicher Bestandteil des litauischen Wappens wurde

Am Ende des 14. Jahrhunderts erschien der Ritter zu Pferd auf den ersten litauischen Münzen, aber diese Figur war noch nicht vollständig ausgebildet, deshalb wird der Ritter auf einigen Münzen als nach links reitend dargestellt, auf anderen – nach rechts. In einigen hält er einen Speer, während andere ein Schwert darstellen; Das Pferd kann entweder auf der Stelle stehen oder galoppieren. Das Doppelkreuz wurde isoliert auf den litauischen Münzen des späten 14. Jahrhunderts und auf dem Banner des königlichen Hofes verwendet, das in litauischer Sprache als Gončia (deutsch: Der Jäger) bezeichnet wird. Während der Regierungszeit des Großherzogs Alexander Jagiellon in Litauen von 1492 bis 1506 etablierte sich die Darstellung der Ritterrichtung – das Pferd galoppierte immer nach links (im heraldischen Sinne – nach rechts). Auch der Ritter zu Pferd wurde zum ersten Mal mit einer Scheide dargestellt, während das Pferd – mit einem Pferdegeschirr, jedoch noch keinen Schild mit dem Doppelkreuz der Jagiellonen-Dynastie auf der Schulter trägt. Darüber hinaus zeigen Alexanders Münzen auch einen Adler als Symbol für den dynastischen Anspruch der Großfürsten von Litauen auf den polnischen Thron. Während der Regierungszeit von Großherzog Sigismund I. dem Alten, der Litauen von 1506 bis 1544 regierte, wurde das Bild des Ritters zu Pferd auf die andere Seite der Münzen – die Rückseite – verschoben, wodurch gekennzeichnet wurde, dass es sich um die Münze des Großherzogtums handelte Litauen. Der Ritter zu Pferd wurde auch erstmals mit einem Schild mit dem Doppelkreuz der Jagiellonen-Dynastie dargestellt. In der Heraldik wird ein solches Bild des Ritters zu Pferd nur mit dem litauischen Staat in Verbindung gebracht. Im 15. Jahrhundert wurde das Doppelkreuz der Jagiellonen zu einem festen Bestandteil des litauischen Wappens und wurde auf dem Schild des Ritters zu Pferd abgebildet.
Zu Beginn des 15. Jahrhunderts vereinheitlichten sich Farben und Zusammensetzung des Siegels: Auf rotem Grund ein weißer (silberner) stürmender Ritter mit erhobenem Schwert über dem Kopf, auf der linken Schulter ein blauer Schild mit einem doppelten goldenen Kreuz (während der Herrschaft der Kęstutaičiai-Dynastie – roter Schild mit den goldenen Säulen von Gediminas); Pferdezäume, Ledergürtel und ein kurzer Gürtel – in blau gefärbt. Für das litauische Wappen wurden Metalle (Gold und Silber) und die beiden wichtigsten Farben mittelalterlicher Wappen verwendet – Gules (rot) bedeutete damals materiell, oder irdisch (Leben, Mut, Blut), Azure (blau) – spirituell, oder himmlische (Himmel, göttliche Weisheit, Geist) Werte.

Litauisches Wappen während des restlichen 15. Jahrhunderts
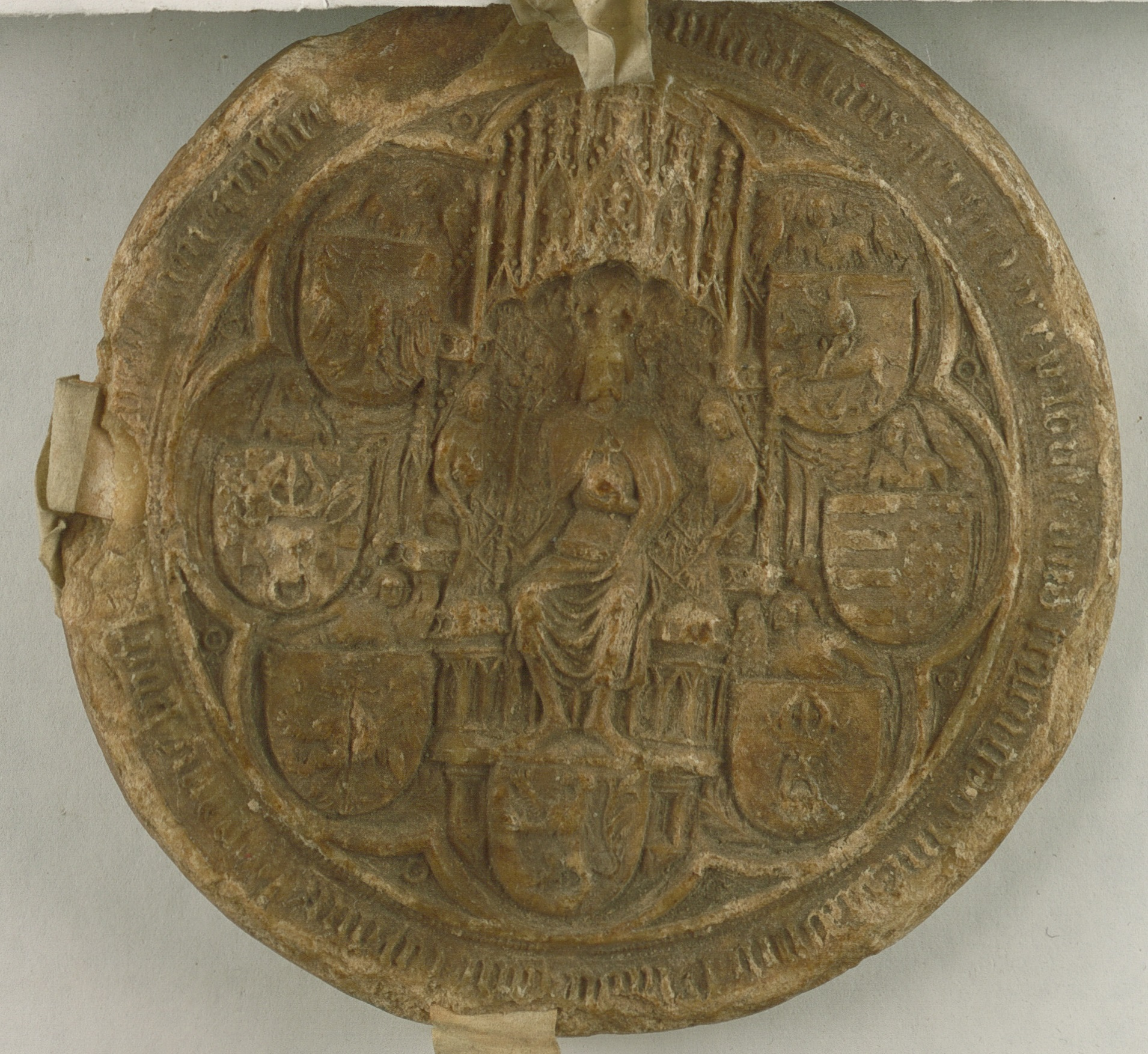
Majestätisches Siegel von Jogaila mit Vytis (Waykimas), 1411
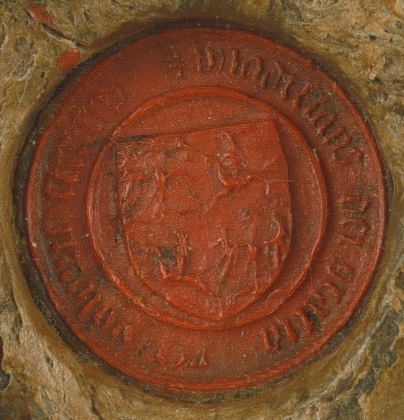
Siegel von Jogaila mit Vytis (Waykimas) und Polnische Adler, 1414
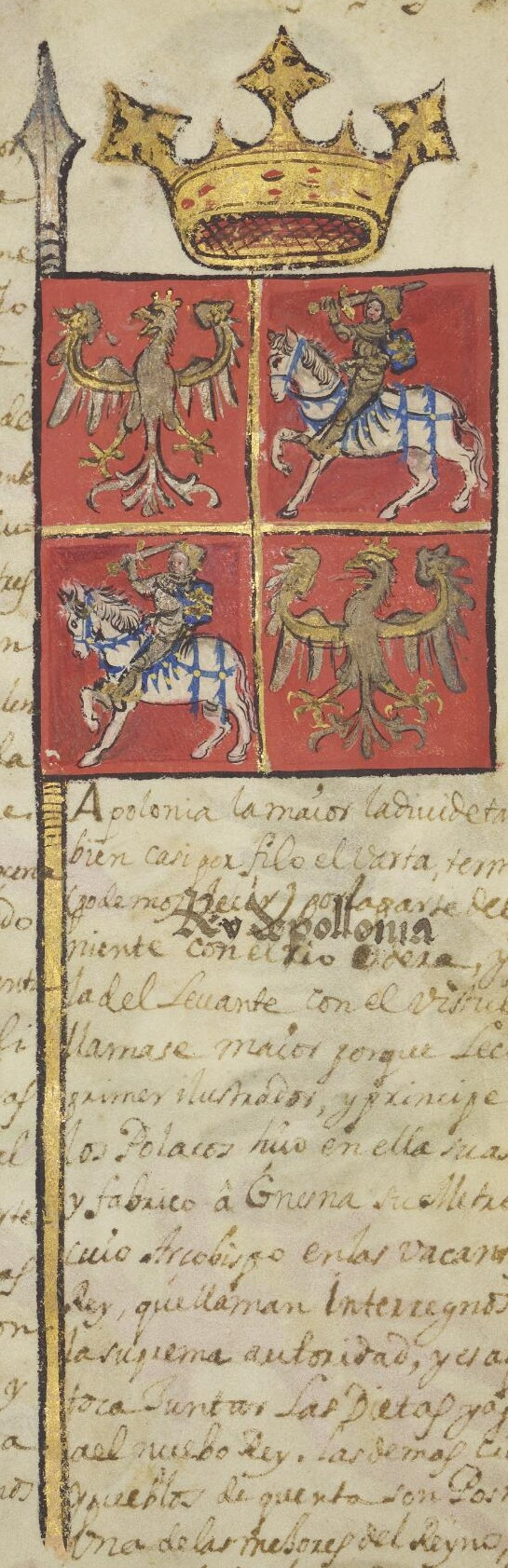
Flagge von Jogaila mit dem polnischen Adler und dem litauischen Vytis (Waykimas), verwendet während des Konzils von Konstanz 1416
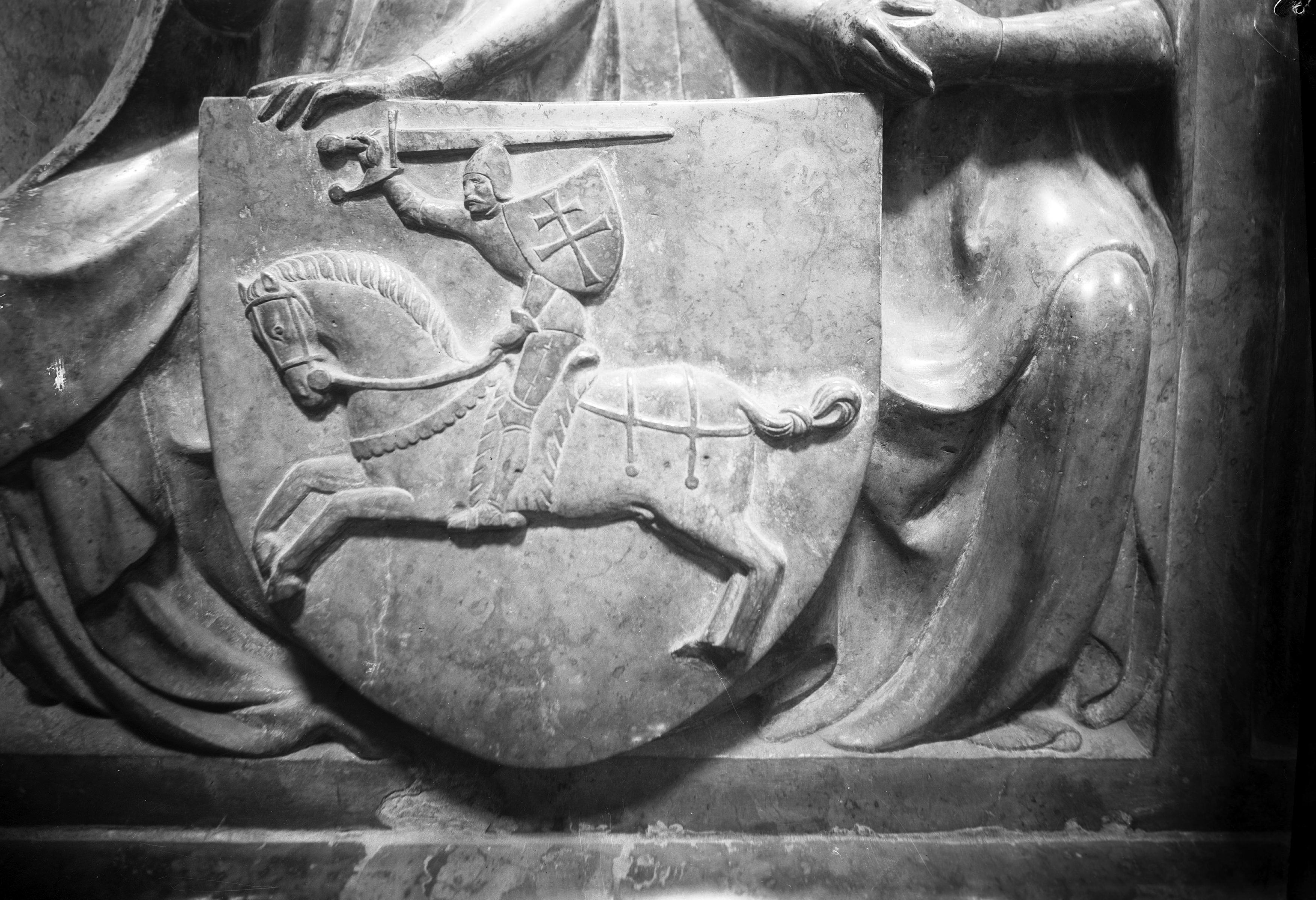
Litauische Vytis (Waykimas) auf dem Grabdenkmal von Jogaila in der Wawel-Kathedrale
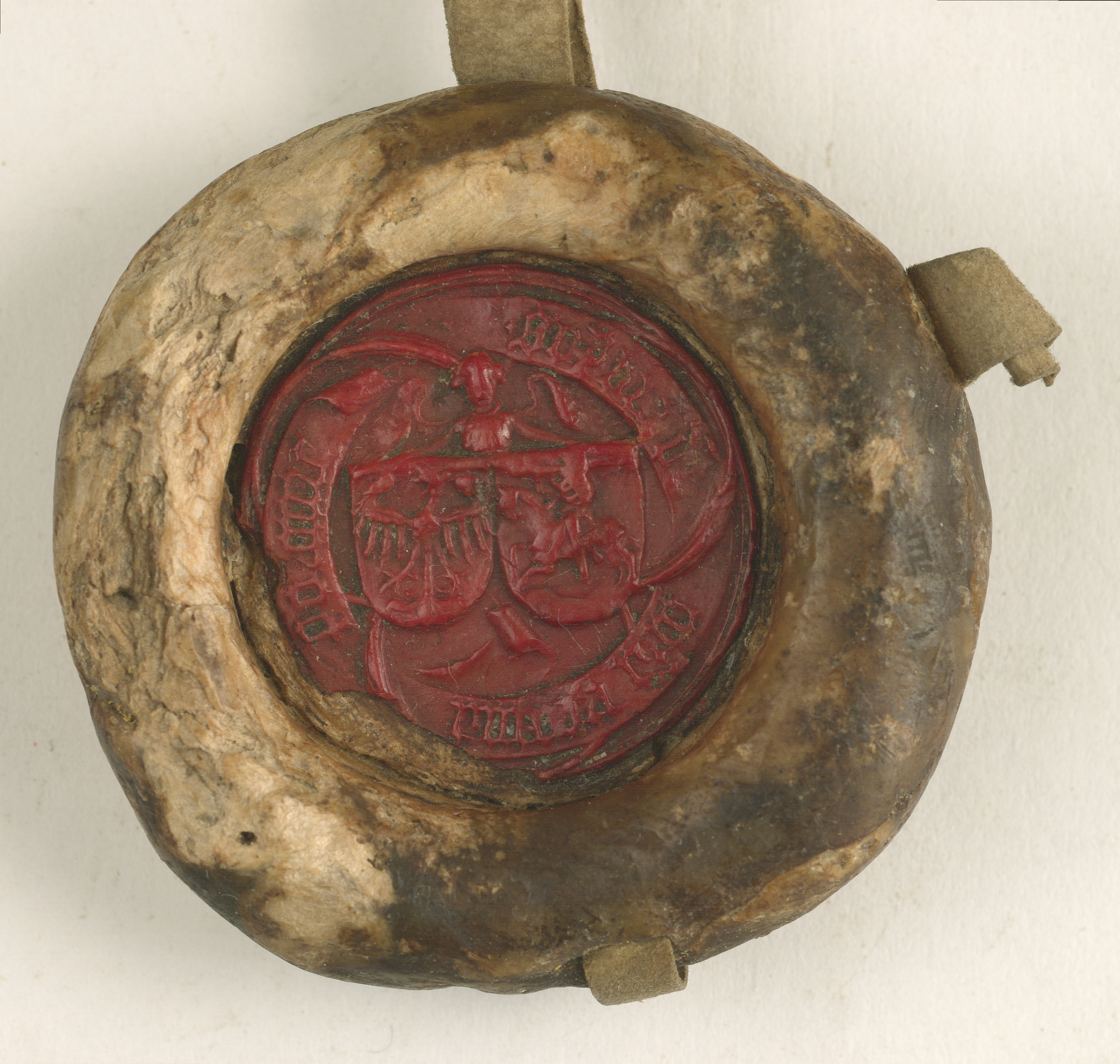
Siegel von Sophie Holszańska, 1435
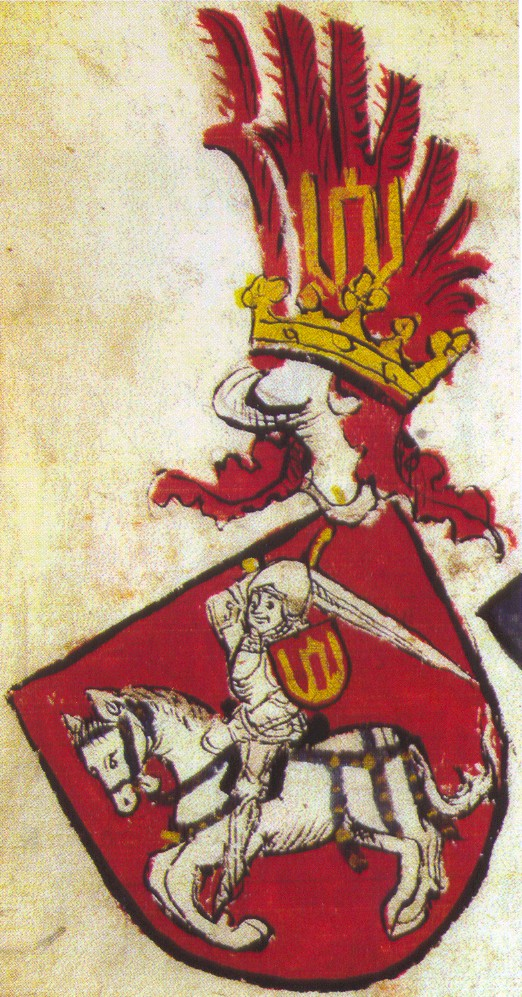
Vytis mit Säulen von Gediminas aus dem Codex Bergshammar aus dem 15. Jahrhundert. Großherzog Žygimantas Kęstutaitis zugeschrieben.
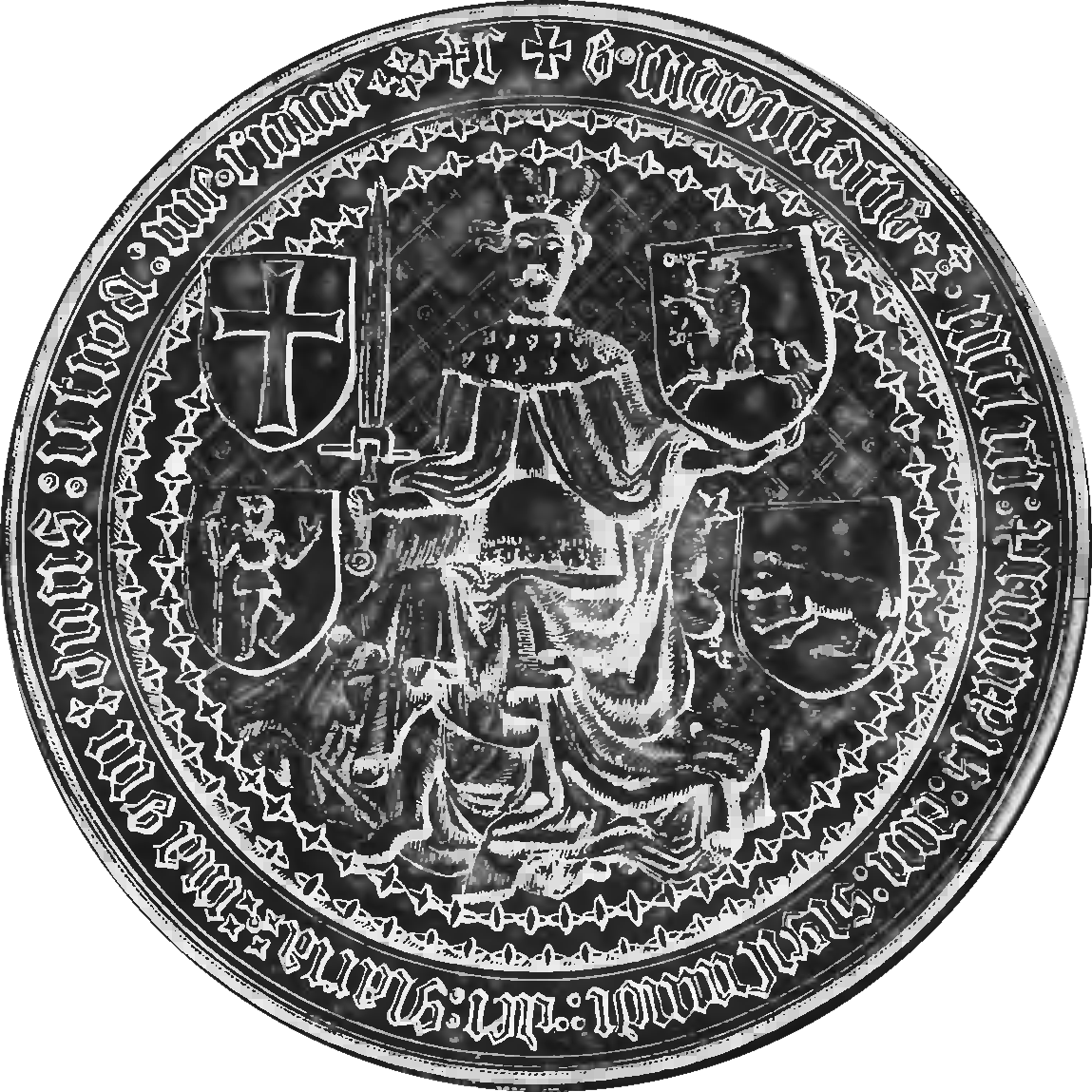
Siegel von Žygimantas Kęstutaitis mit Vytis (Waykimas) in seiner linken Hand, 15. Jahrhundert
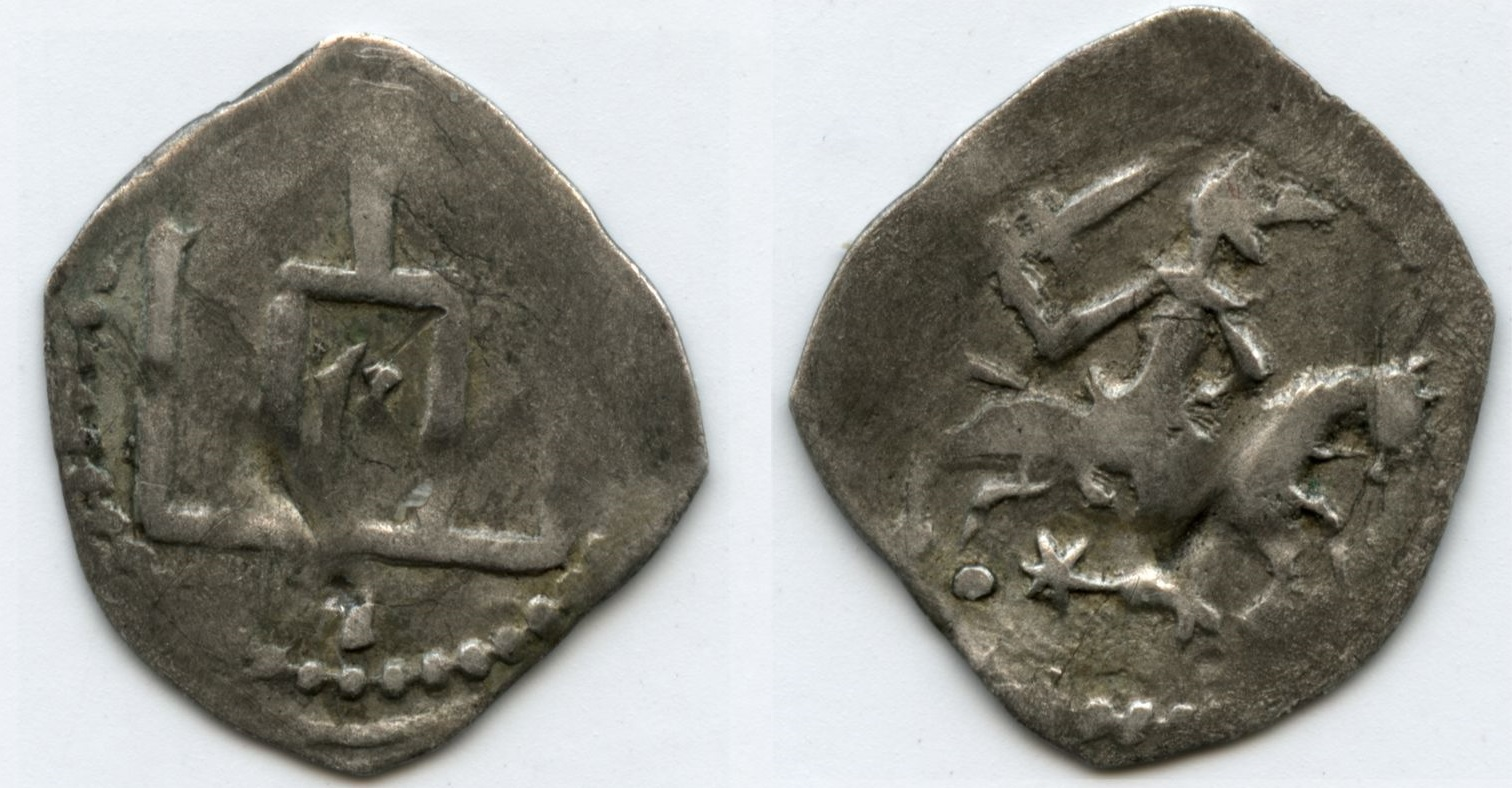
Litauischer Denar des Großherzogs Kasimir IV. Jagiellon mit Ritter zu Pferd und den Säulen von Gediminas, 15. Jahrhundert
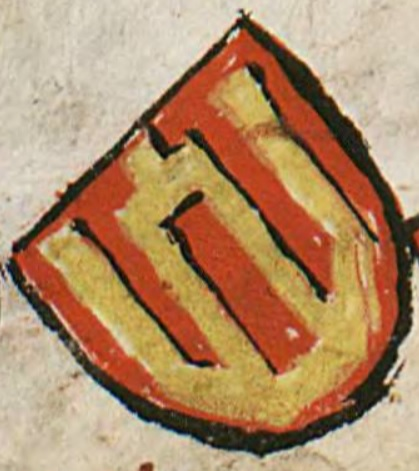
Säulen von Gediminas aus dem Codex Bergshammar aus dem 15. Jahrhundert
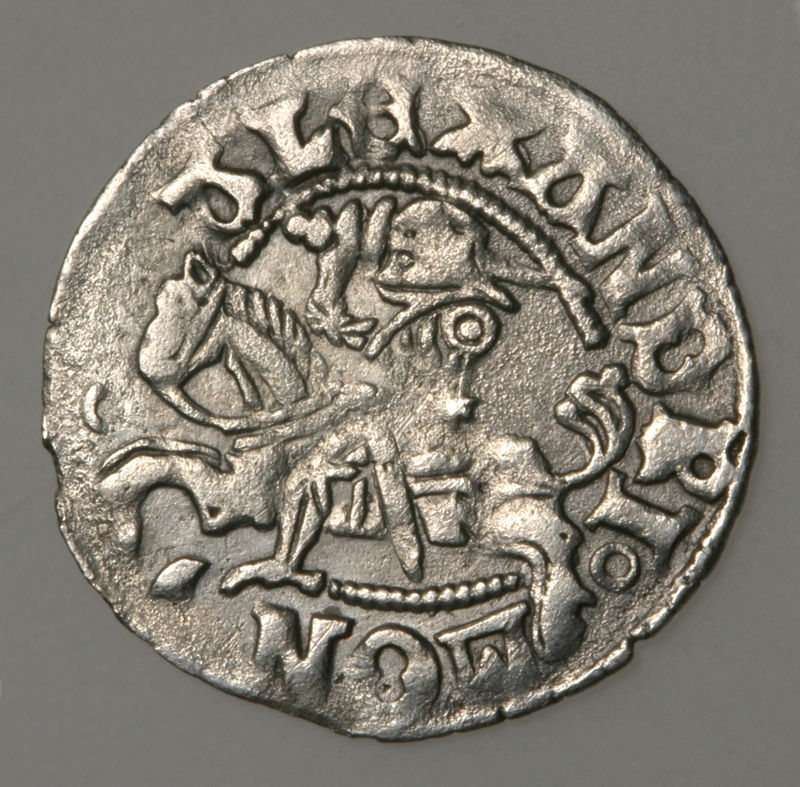
Halbgroschen des Großherzogs Alexander Jagiellon mit Vytis (Waykimas) aus dem späten 15. oder frühen 16. Jahrhundert

#### 16. Jahrhundert
Erst im 16. Jahrhundert entstand eine Unterscheidung zwischen Herrscher (Großherzog) und Staat (früher war es dieselbe Einheit), aus der auch eine Staatsflagge erwähnt wird. 1578 beschrieb Alexander Guagnini als erster eine solche Staatsflagge, ihm zufolge war die Staatsflagge des Großherzogtums Litauen aus roter Seide und hatte vier Schwänze, deren Hauptseite rechts vom Flaggenstab lag angeklagt mit einem weiß berittenen Ritter unter der herzoglichen Krone; die andere Seite trug ein Bild der seligen Jungfrau Maria. Die hochverehrte Jungfrau Maria galt als Schutzpatronin des Staates Litauen, und selbst die prominentesten staatlichen Würdenträger bevorzugten ihr Bild auf ihren Fahnen, daher der Spruch: „Litauen – Land der Maria“. Später wird nur noch der Ritter zu Pferd erwähnt, der auf beiden Seiten der Staatsflagge gestickt ist. Im Laufe der Zeit wurde der Vytis (Waykimas) immer populärer und ein Teil im Wappen vieler Provinzen und Städte Litauens.
Nach der Union von Lublin, die am 1. Juli 1569 in Lublin, Polen, unterzeichnet wurde, wurde das Königliche Republik der Polnischen Krone und des Großfürstentums Litauen gegründet, wodurch ein gemeinsames Wappen des neuen Landes angenommen wurde. Seine vier Viertelfelder zeigten diagonal den polnischen Adler und den litauischen Ritter zu Pferd (Vytis) als Symbole der beiden Teilstaaten. Daher begannen sich die alten Farben des litauischen Wappens, wahrscheinlich beeinflusst von den Farben des polnischen Wappens (Rot, Weiß und Gelb), zu ändern: Manchmal wurde die Pferdedecke in Rot oder Lila dargestellt, Ledergürtel in Gelb; der Ritter zu Pferd mit dem goldenen Doppelkreuz hingegen veränderte sich weniger. 1572, nach dem Tod von Großherzog Sigismund II. Augustus, dem letzten männlichen Nachkommen der Jagiellonen-Dynastie, da er keinen männlichen Thronfolger hinterließ, blieb das Doppelkreuz als Symbol im Wappen Litauens und wurde eingeführt als das Kreuz von Vytis (Waykimas) bezeichnet werden, nachdem es die Verbindung zur Dynastie verloren hatte.

Darstellungen des litauischen Wappens aus dem 16. Jahrhundert
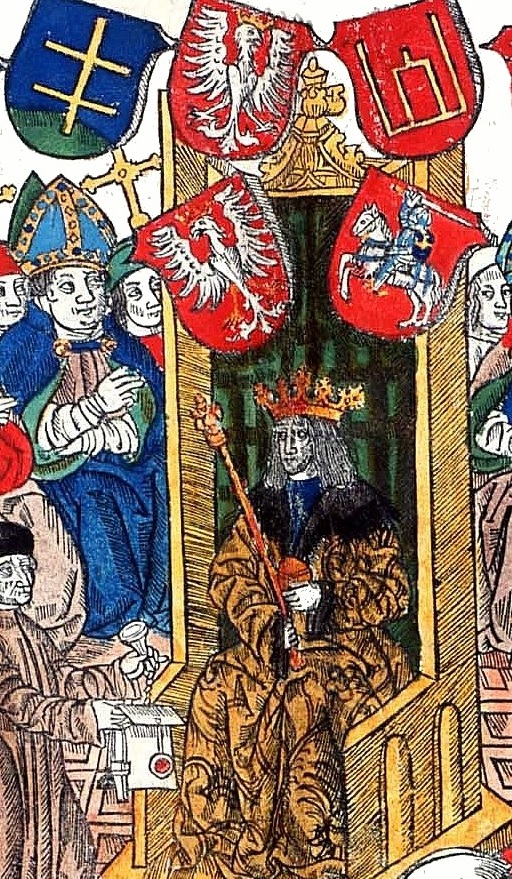
Eine Darstellung des Großherzogs Alexander Jagiellon aus dem Jahr 1506 im polnischen Senat, umgeben von litauischen und polnischen Wappen
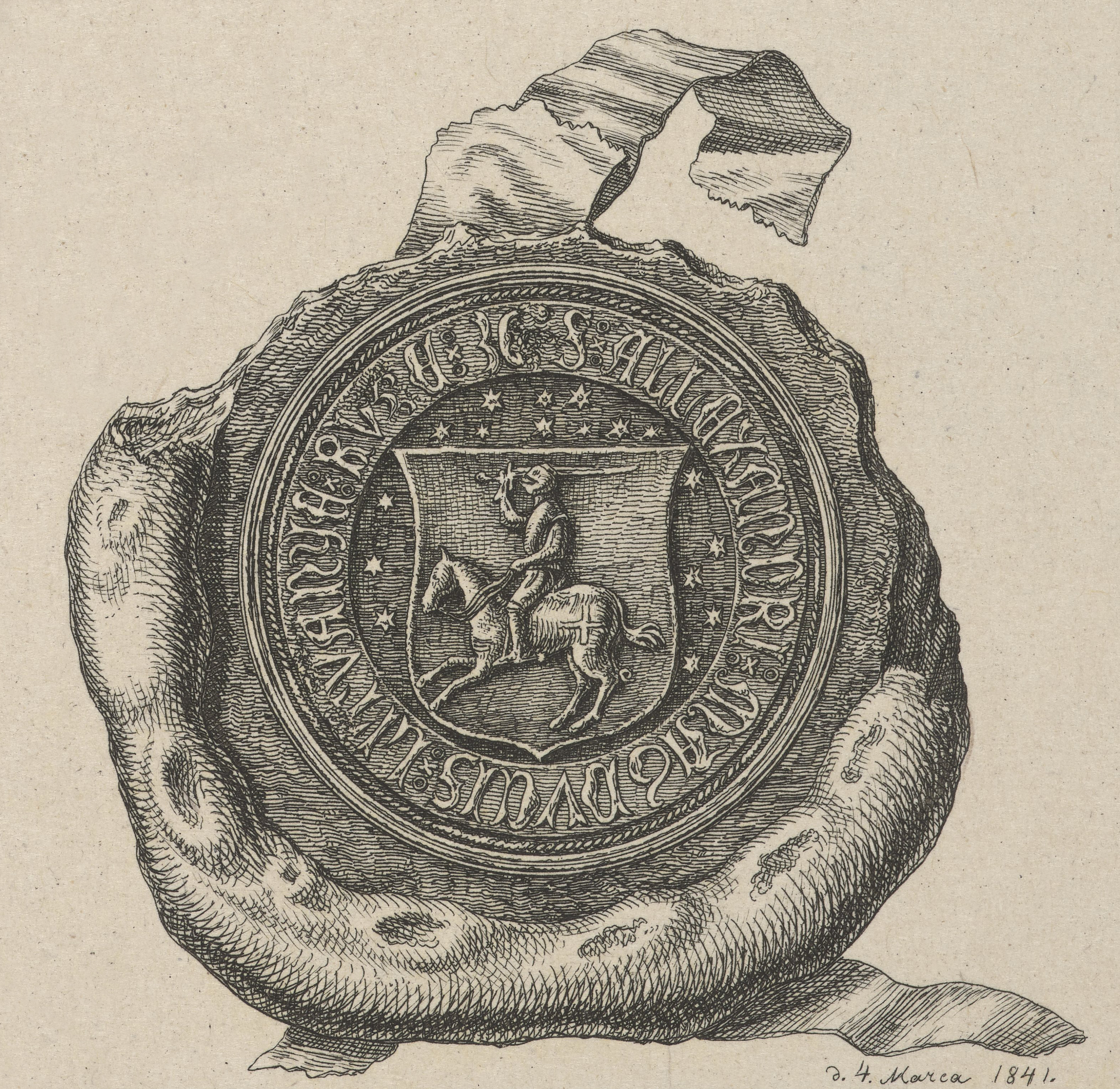
Das Große Siegel Litauens mit dem litauischen Vytis (Waykimas) in der Mitte, das Alexander Jagiellon gehört, 1503
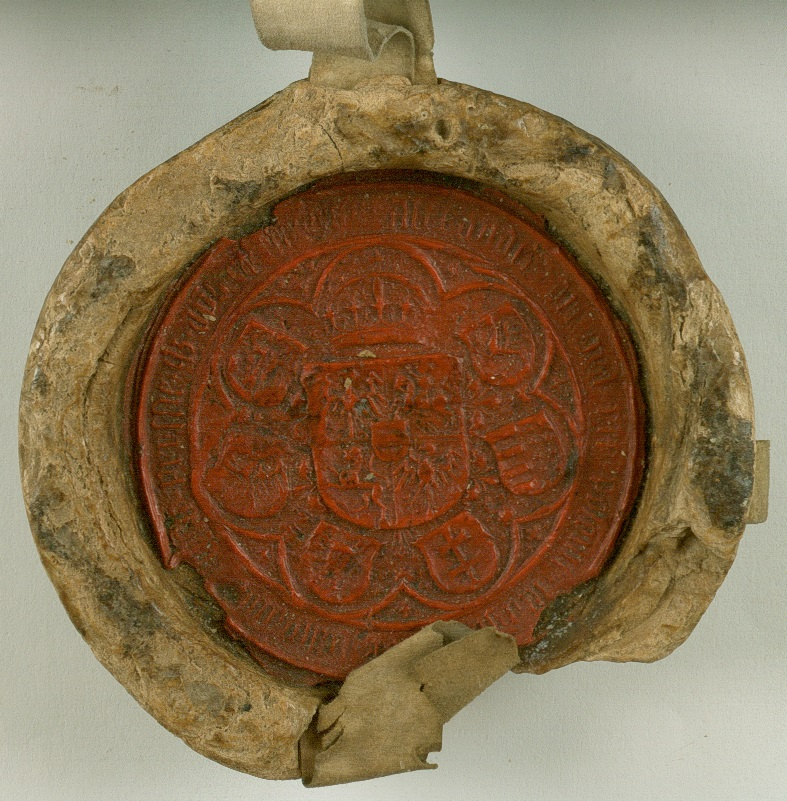
Siegel von Alexander Jagiellon, 1504
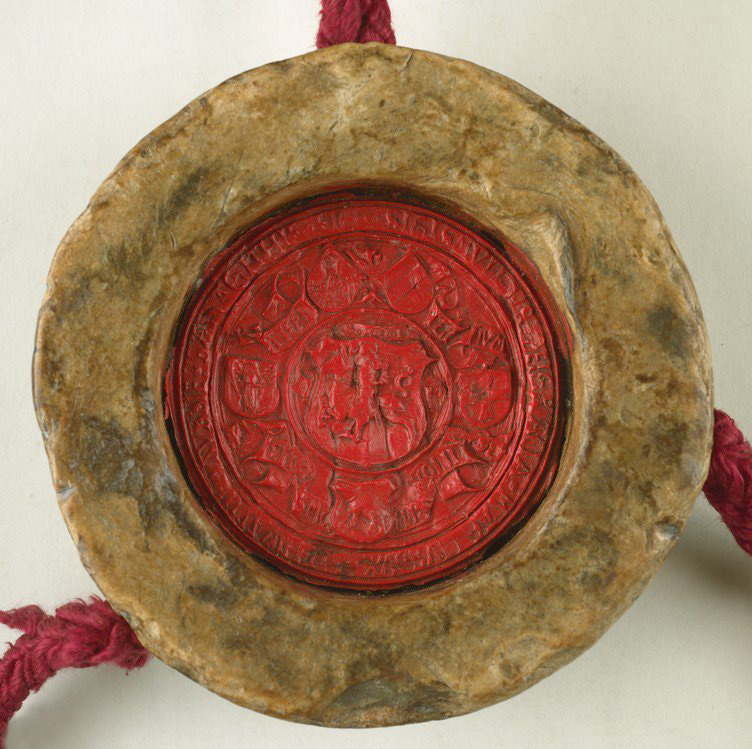
Das Große Siegel Litauens mit Vytis (Waykimas) in der Mitte, das Sigismund I. dem Alten gehörte, 1529
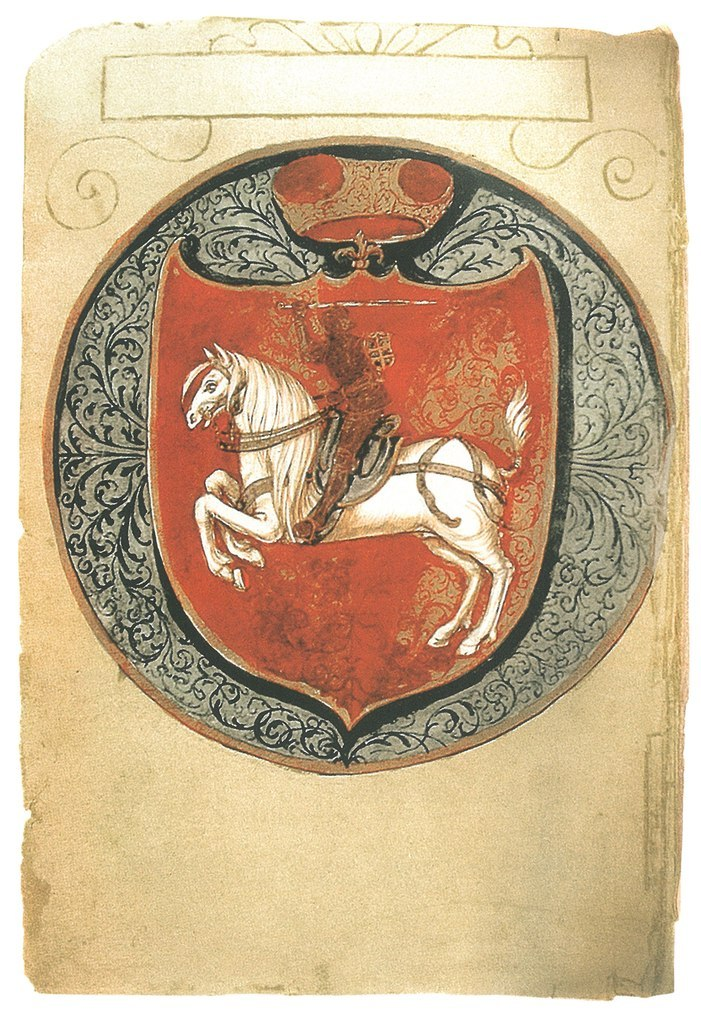
Die erste Seite der lateinischen Abschrift des Laurentius (1531) des Ersten litauischen Statuts. Vytis (Waikymas) ist auf einem Damastschild gezeichnet.
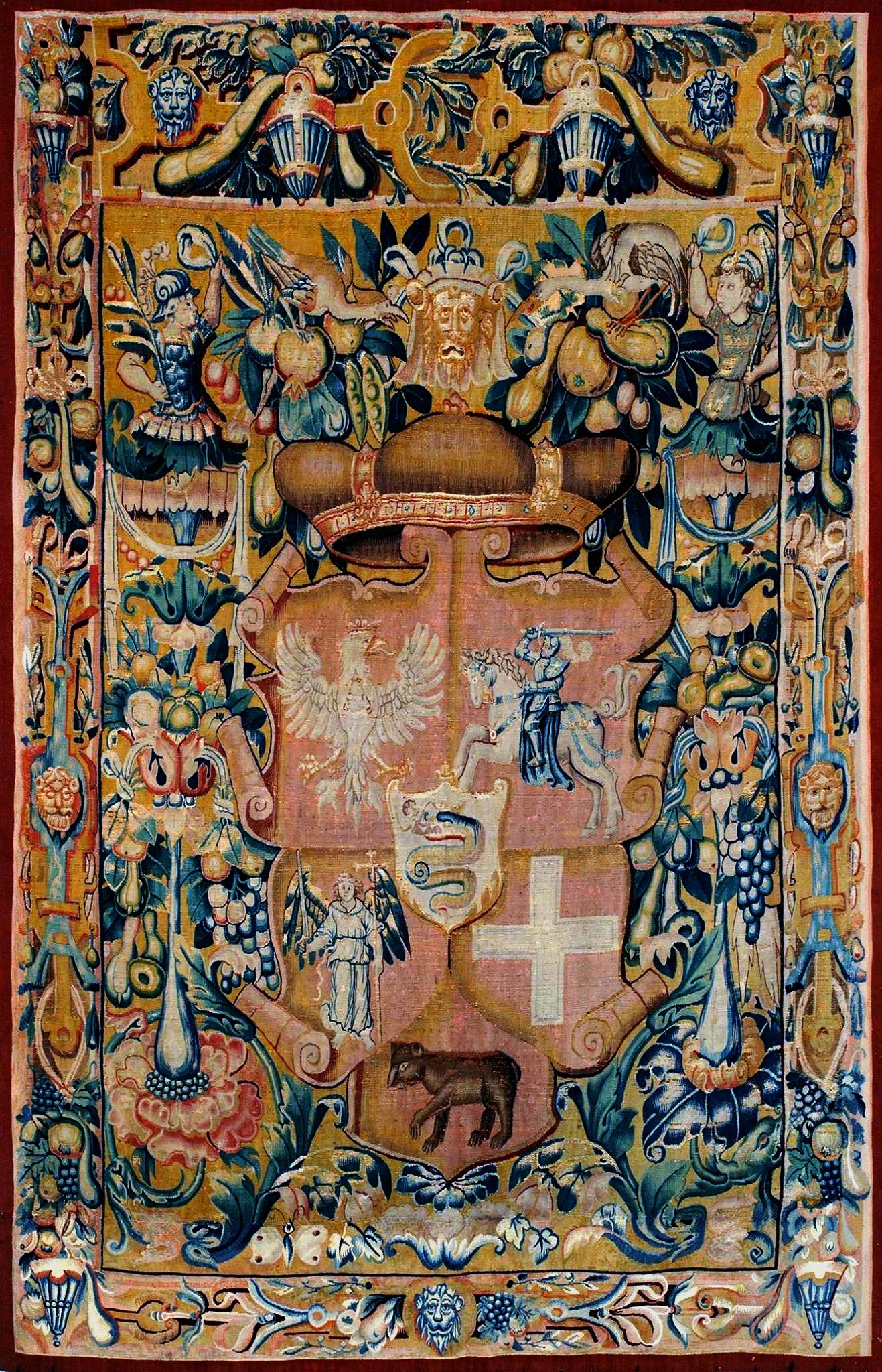
Gobelin mit dem Wappen von Großherzog Sigismund II. Augustus, 1548
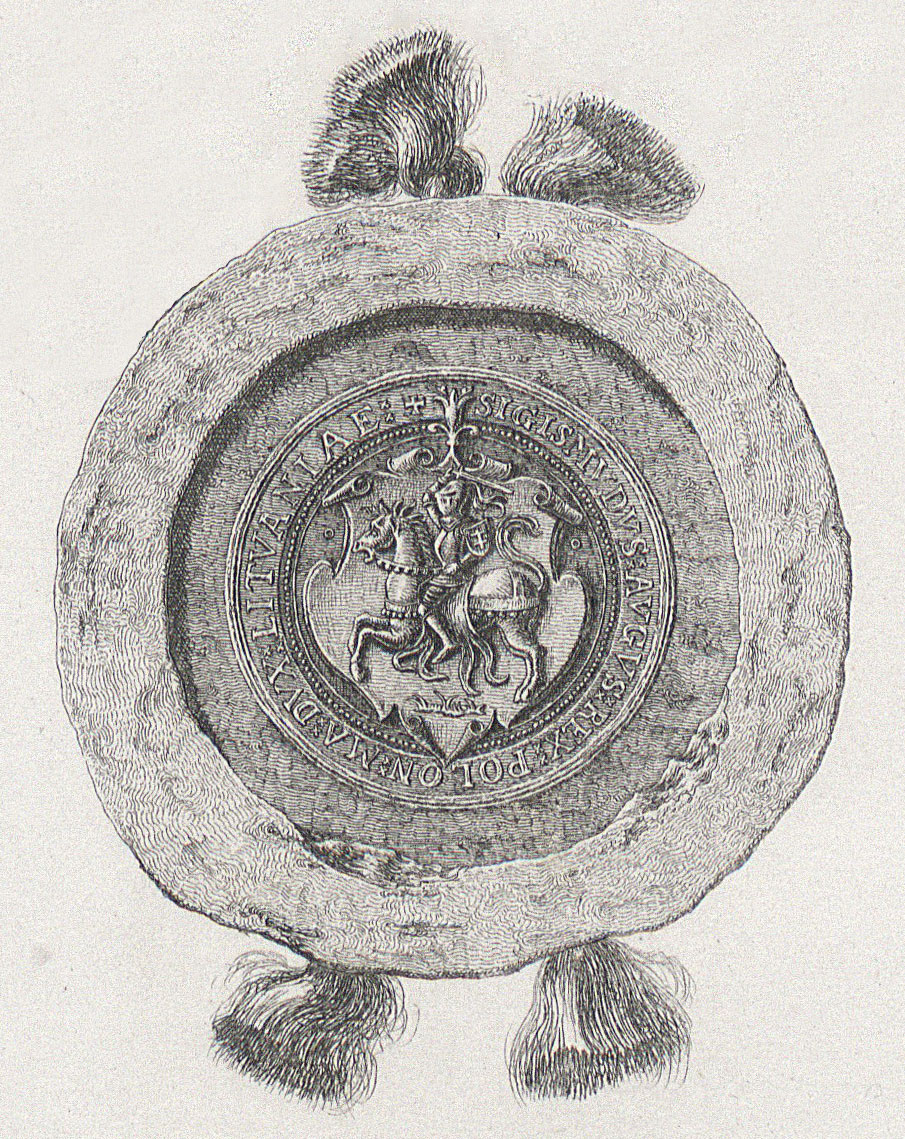
Das Große Siegel Litauens mit dem litauischen Vytis (Waykimas) in der Mitte, das Sigismund II. Augustus gehört, 1539 (1841)
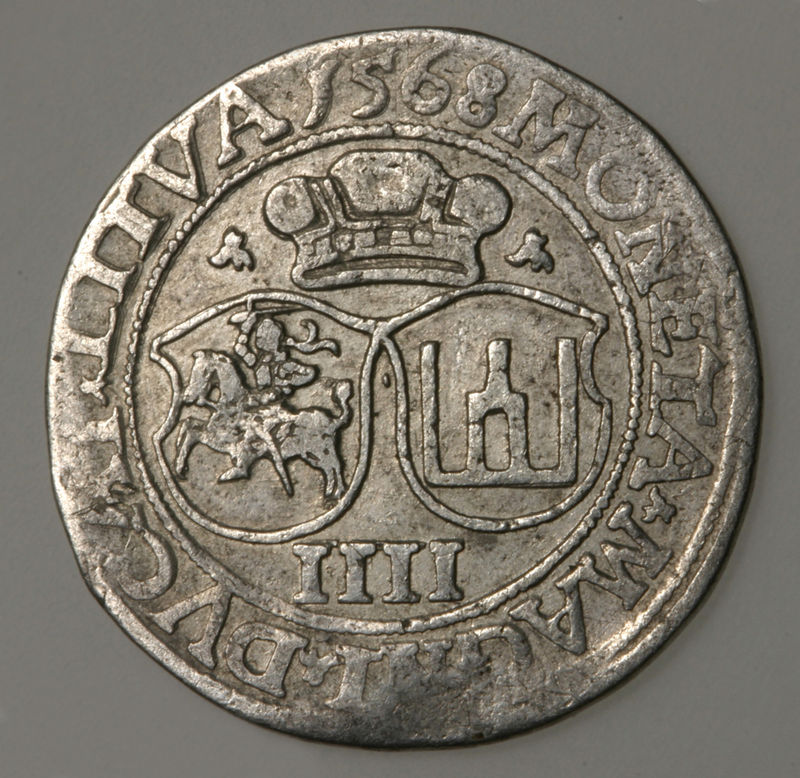
Eine litauische Münze von 1568 des Großherzogs Sigismund II. Augustus mit Vytis (Waykimas) und den Säulen von Gediminas
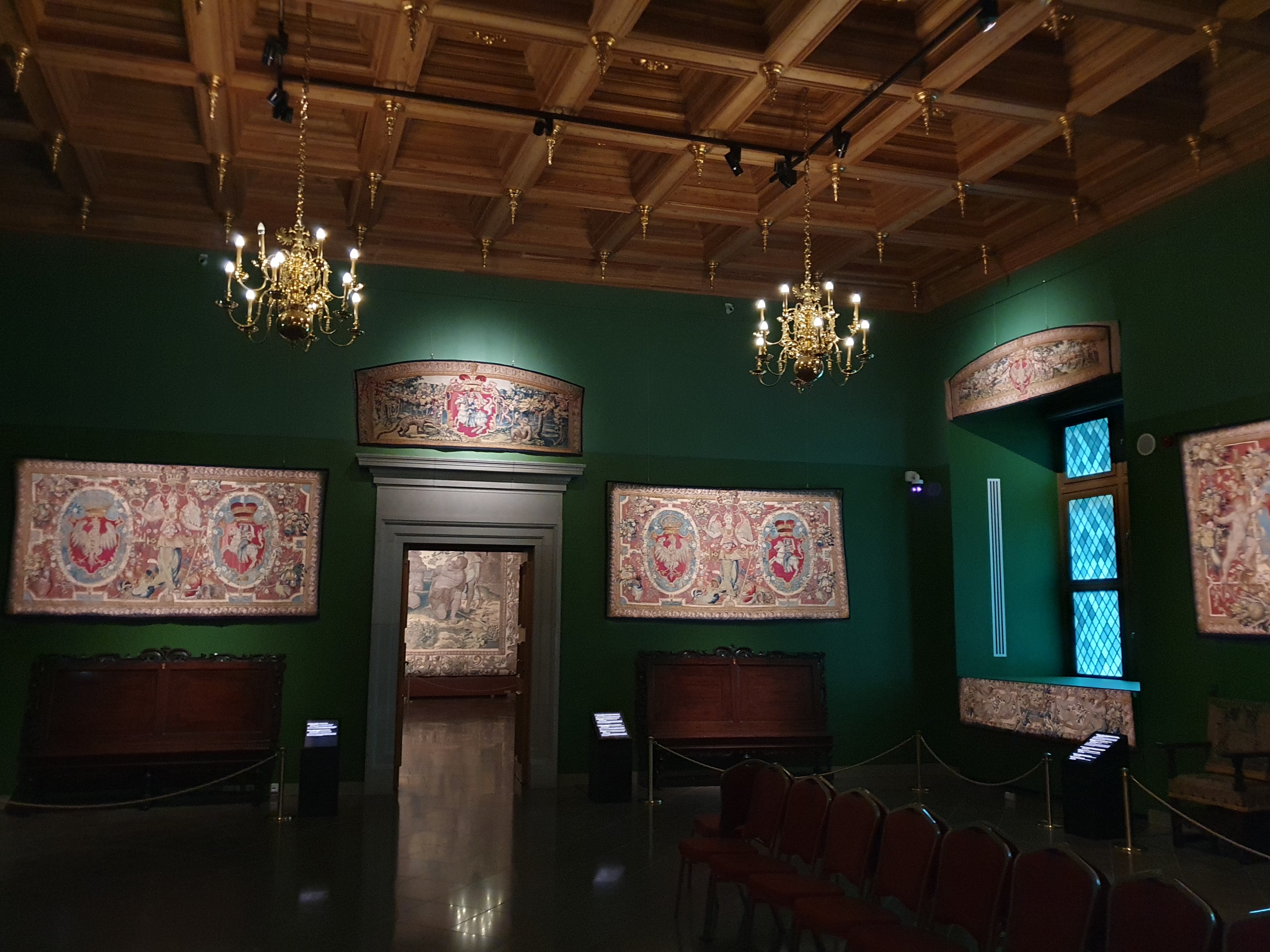
Einer der Säle des Großfürstliches Schloss Vilnius, geschmückt mit Jagiellonen-Wandteppichen, die von Sigismund II. Augustus in Auftrag gegeben und um 1560 in Brüssel hergestellt wurden
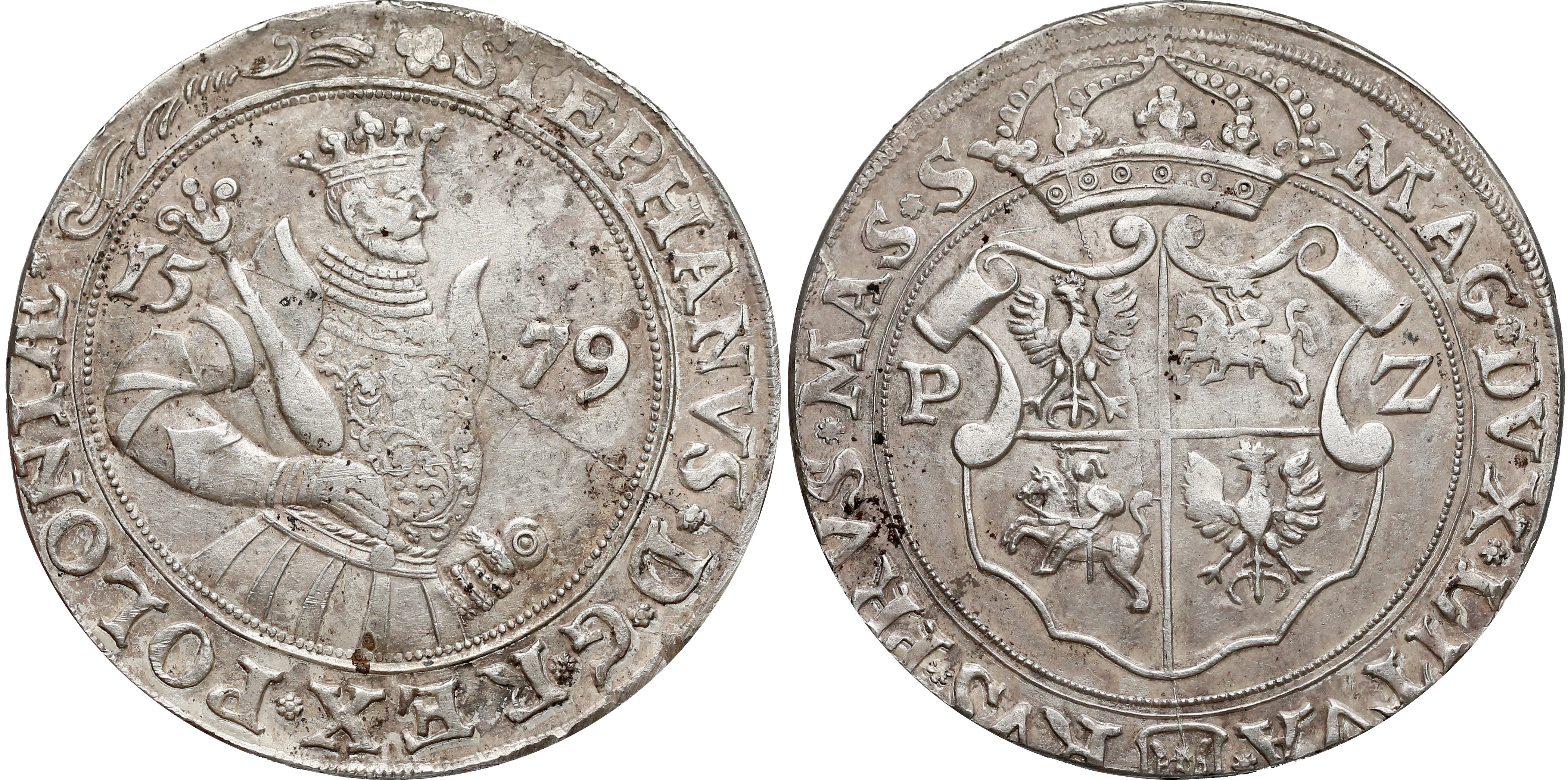
Taler von Großherzog Stephan Báthory mit dem litauischen Vytis (Waykimas) und dem polnischen Adler, 1579
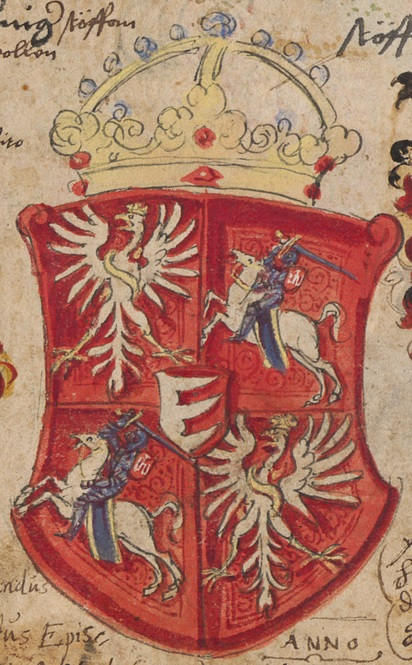
Wappen des Königliche Republik der Polnischen Krone und des Großfürstentums Litauen mit Vytis (Waykimas), verziert mit den Säulen von Gediminas, verwendet während der Regierungszeit von Großherzog Stephen Báthory
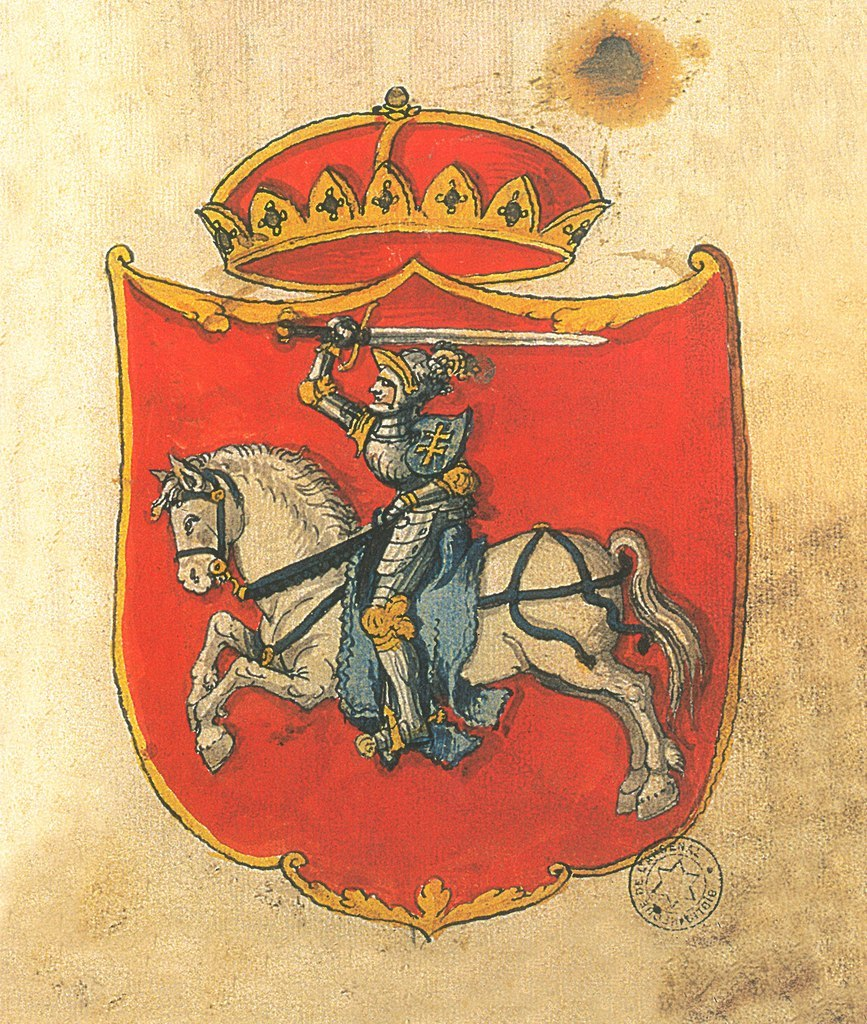
Authentisches Wappen Litauens mit historischen Farben (gules, argent, or und azure). Aus dem Wappenbuch Stemmata Polonica um 1555.

#### Vom 17. Jahrhundert bis 1795

Wappen Litauens aus dem 17. Jahrhundert
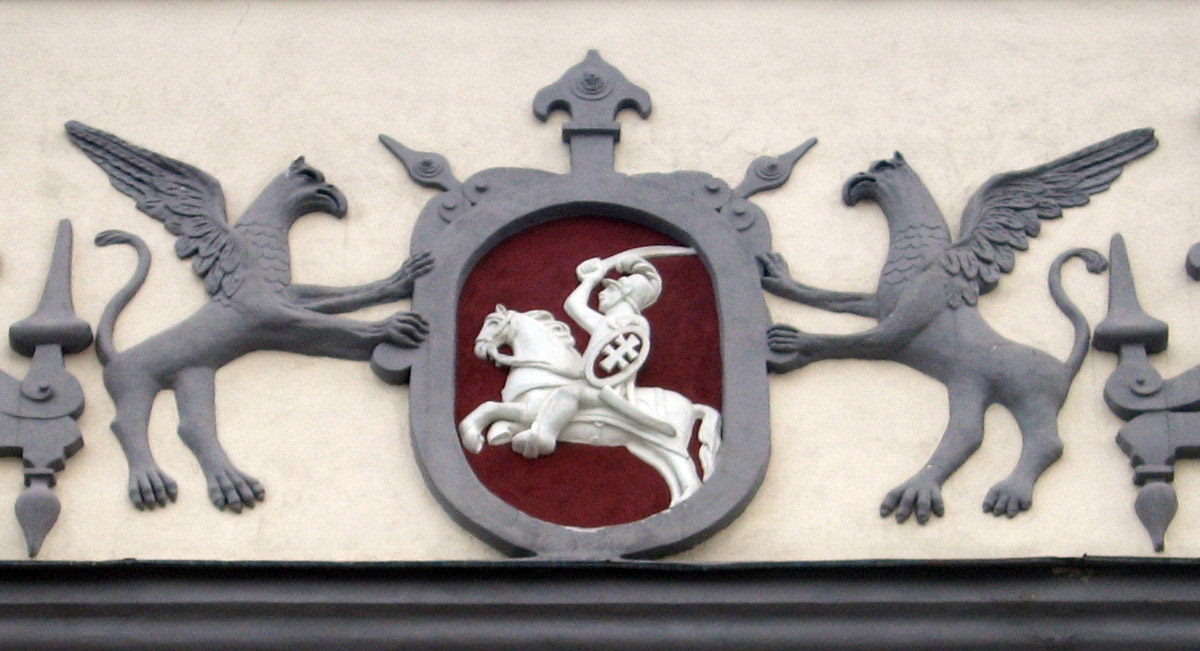
Authentische Vytis (Waykimas), die auf dem Tor der Morgenröte abgebildet sind, das die Annexionen überlebte
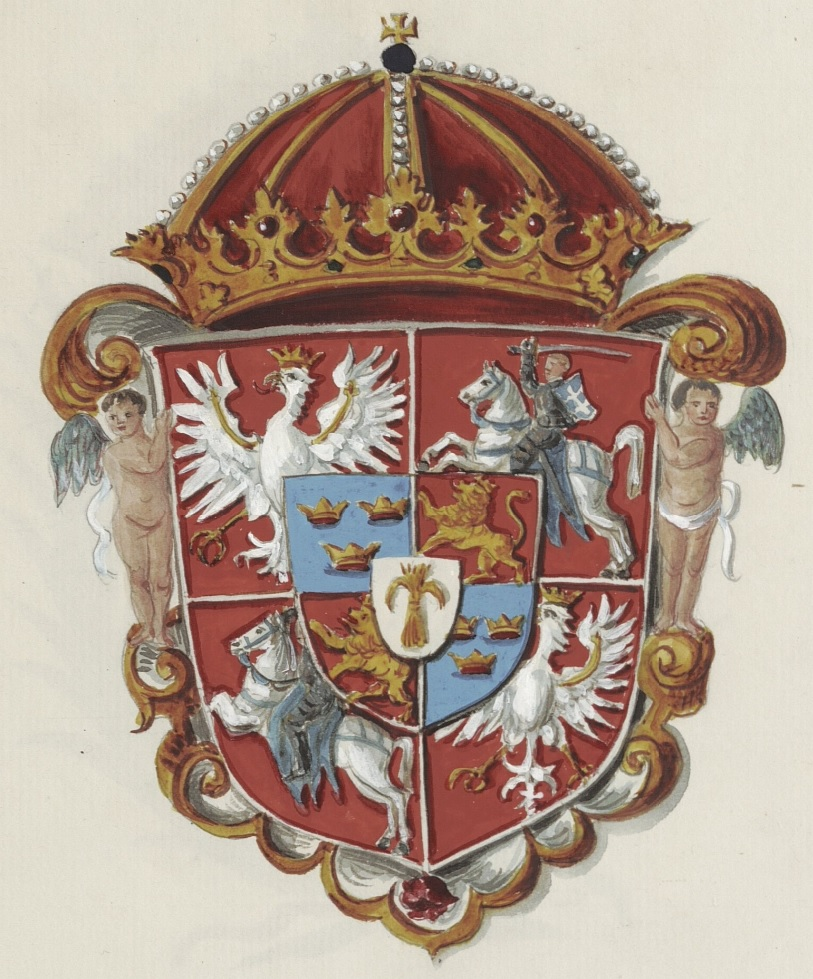
Wappen des Königliche Republik der Polnischen Krone und des Großfürstentums Litauen während der Regierungszeit der Wasa-Dynastie
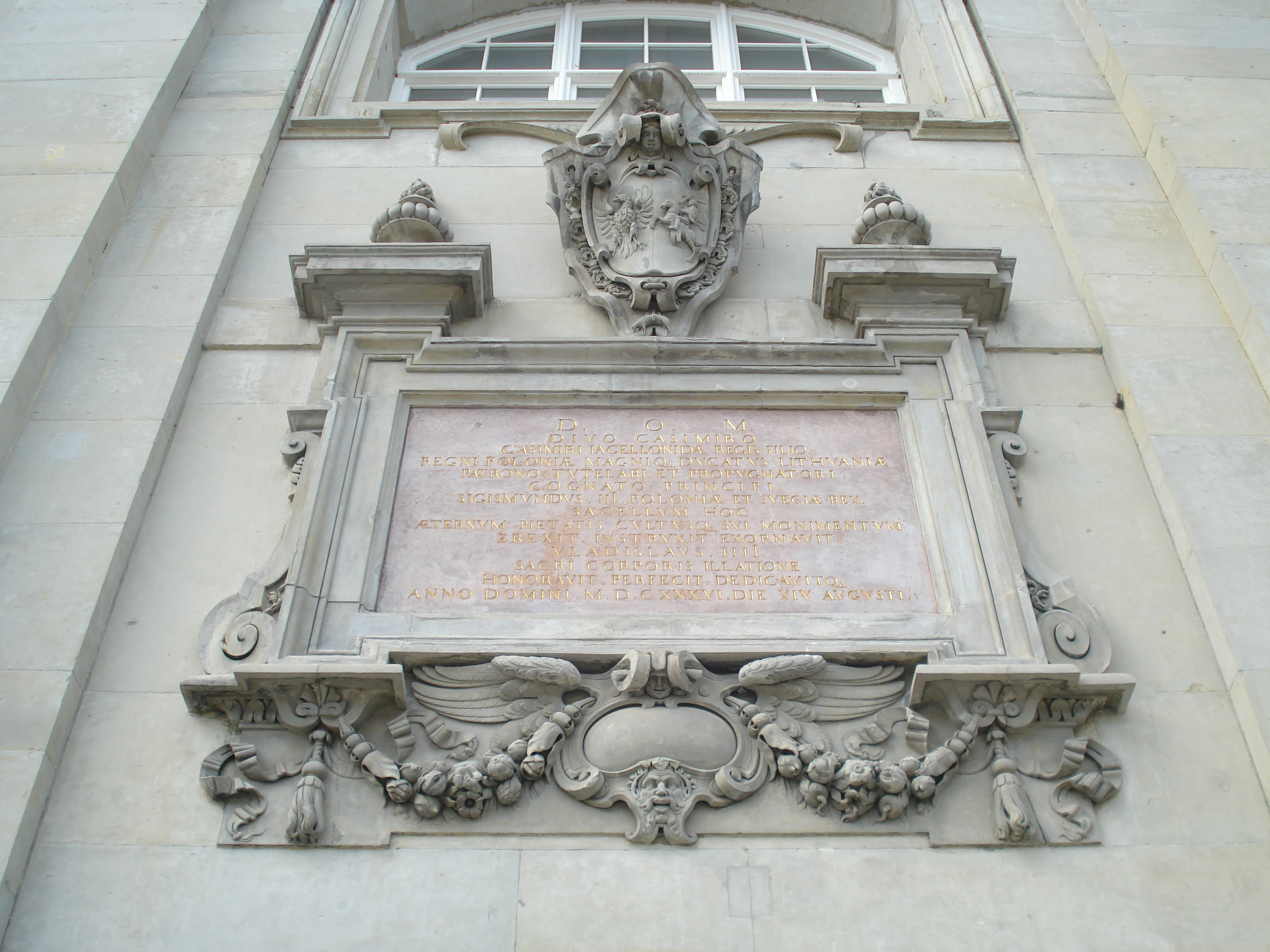
Authentische Vytis (Waykimas), die an der Außenwand der Kapelle des Heiligen Kasimir abgebildet sind
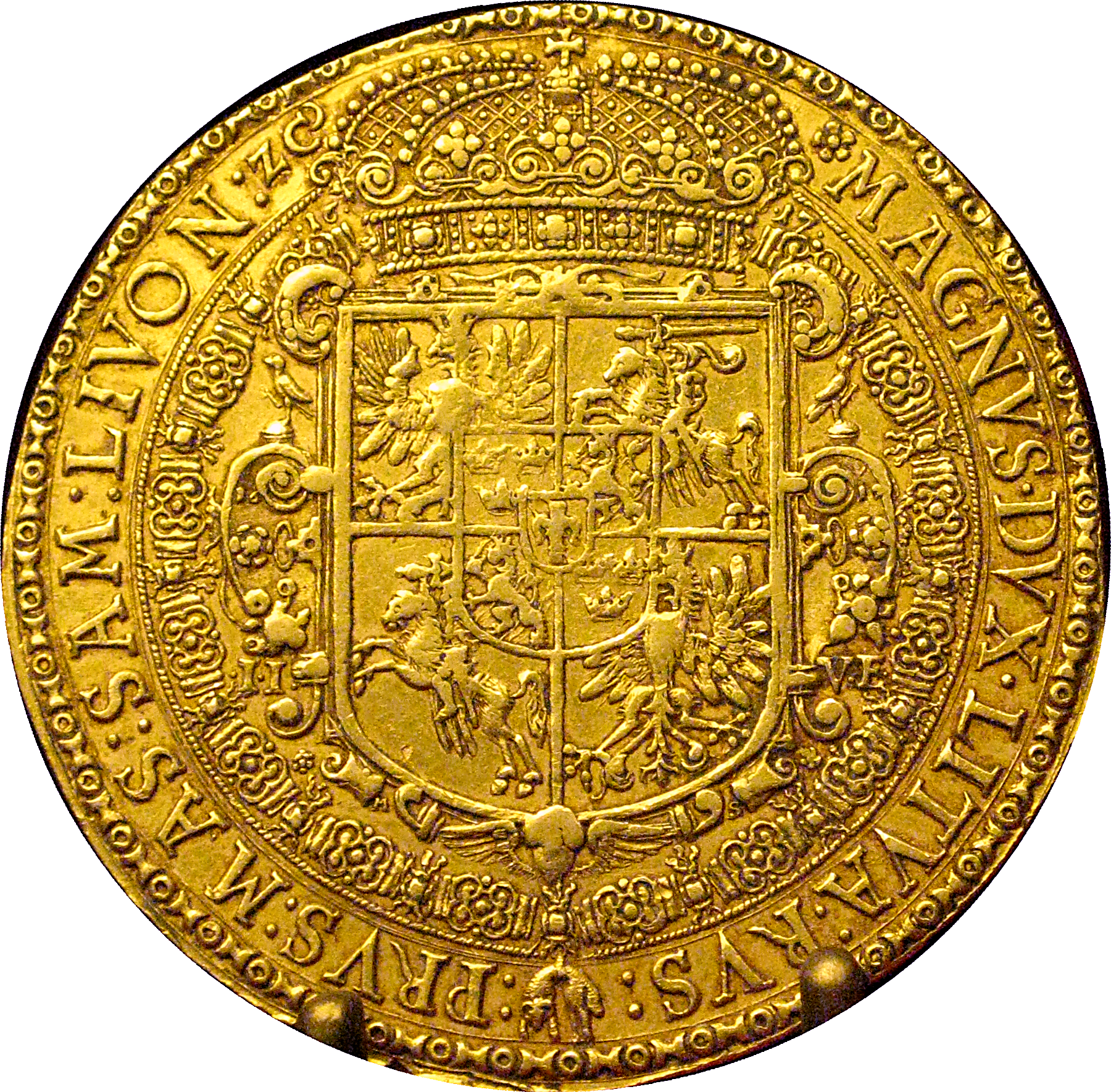
Münze von 15 goldenen Dukaten von Großherzog Sigismund III. Wasa mit Vytis (Waykimas), 1617
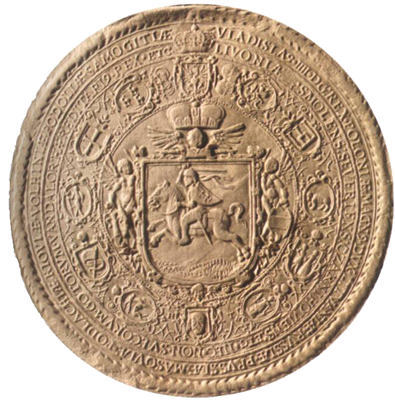
Das Große Siegel Litauens mit Vytis (Waykimas) und Säulen von Gediminas, die Władysław IV. Wasa gehören
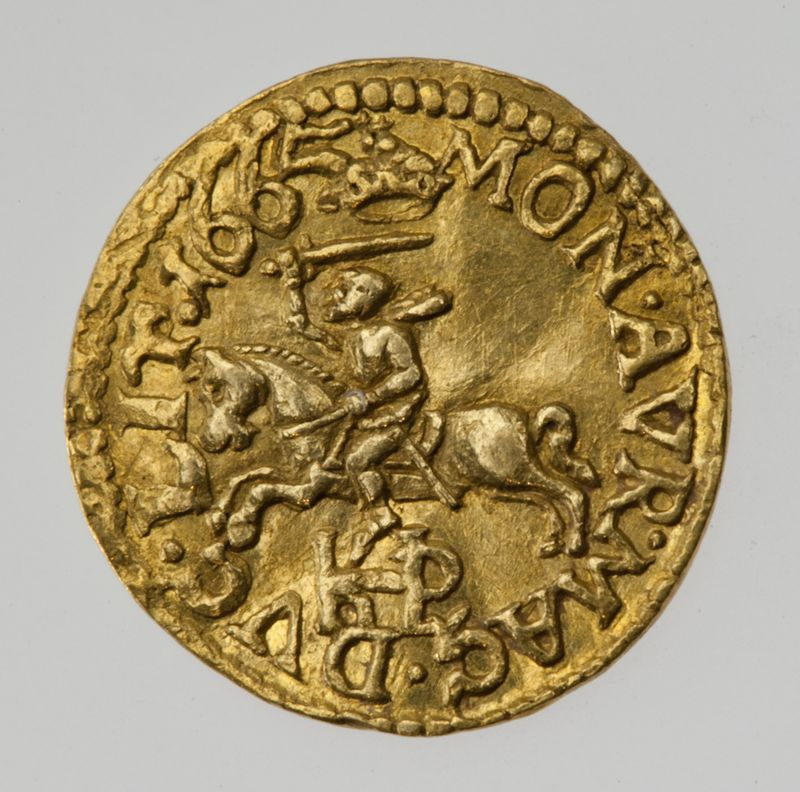
Goldener litauischer Dukat von Großherzog Johann II. Kasimir mit Vytis (Waykimas), 1665
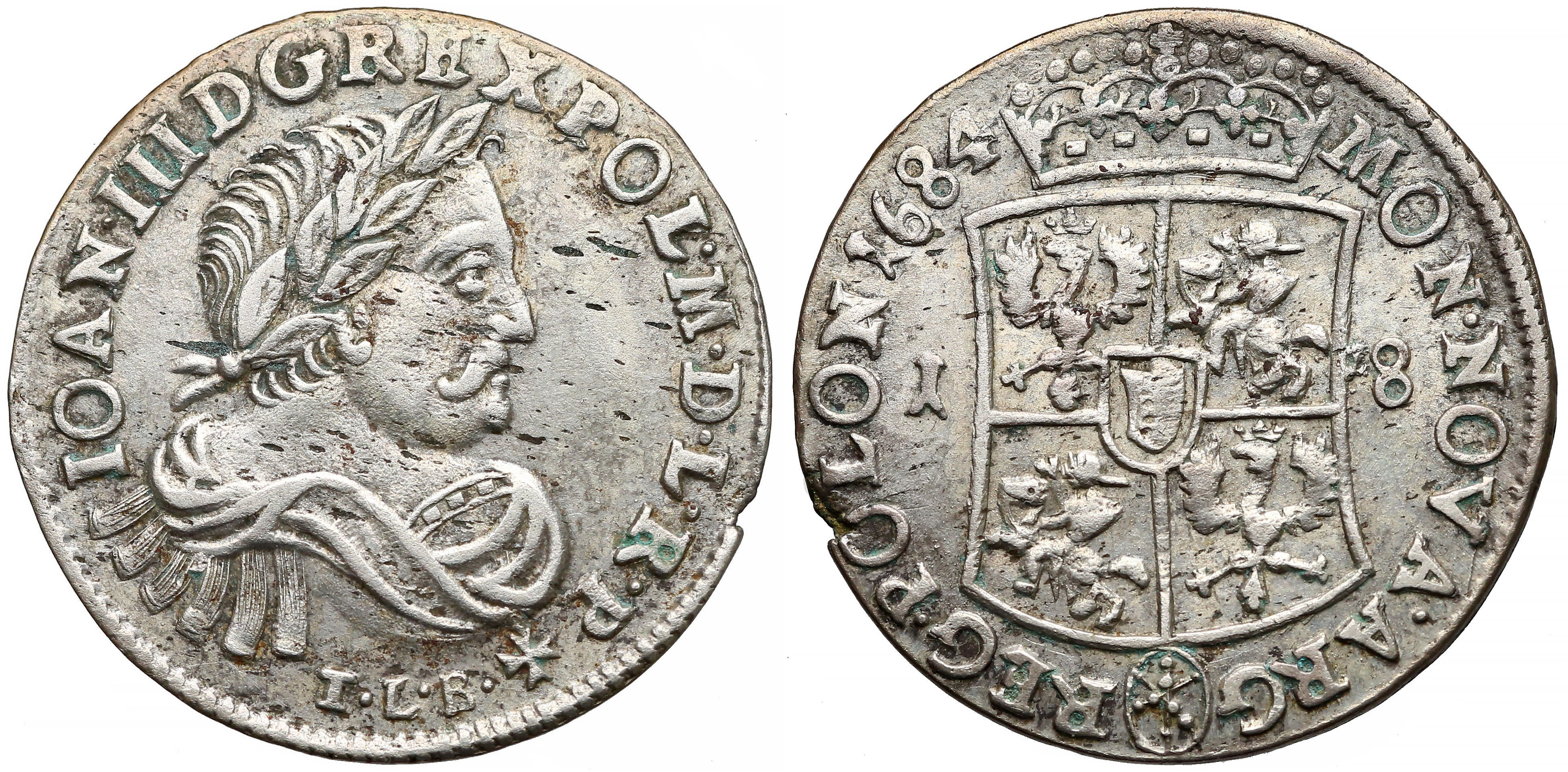
Münze von Großherzog Johann III. Sobieski mit Vytis (Waykimas) und dem polnischen Adler, 1684

Die Renaissance führte kleinere stilistische Veränderungen und Variationen ein: lange Federn, die von der Spitze des Ritterhelms wehen, eine lange Schabracke, der nach oben gedrehte und als Blumenstrauß geformte Schachtelhalm. Mit diesen Änderungen überlebte die rote Flagge mit ihrem weißen Ritter bis zum Ende des 18. Jahrhunderts und Großherzog Stanislaus II. August Poniatowski war der letzte Großherzog von Litauen, der sie verwendete. Seine Flagge war purpurrot, hatte zwei Schwänze und war auf der einen Seite mit dem Ritter zu Pferd und auf der anderen Seite mit dem Monogramm des Herrschers – SAR (lateinisch: Stanislaus Augustus Rex) – geschmückt. Das SAR-Monogramm war auch auf der Spitze des Fahnenmastes eingraviert. Der am Osttor der Stadtbefestigung Vilnius' („Tor der Morgenröte“) angebrachte Vytis (Waykimas), der sich bis heute erhalten hat, symbolisierte die Stellung der Stadt als litauische Hauptstadt.
Nach der dritten Teilung des Königliche Republik der Polnischen Krone und des Großfürstentums Litauen im Jahr 1795 wurde das Großherzogtum Litauen dem Russischen Kaiserreich angegliedert, wobei ein kleinerer Teil an das Königreich Preußen ging, und das traditionelle Wappen Litauens, das den Staat für mehr als repräsentierte vier Jahrhunderte wurde abgeschafft und die Russifizierung Litauens verhängt. Der litauischen Vytis (Waykimas) wurde in das russische Große Wappen integriert. Es wurde in veränderter Form für die Stadt Vilnius und das zugehörige Gouvernement weiter verwendet.

Wappen Litauens aus dem 18. Jahrhundert
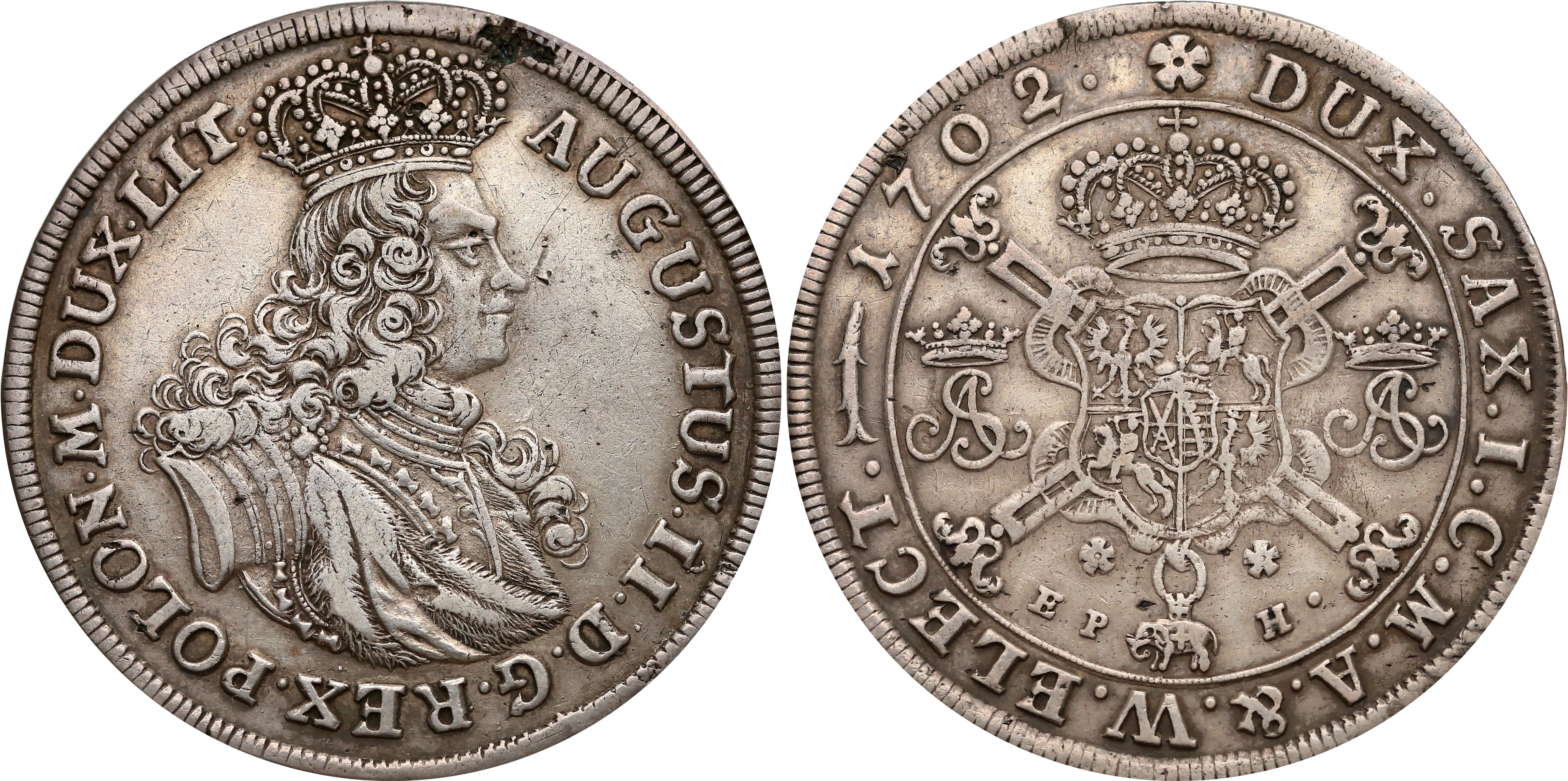
Taler von Großherzog August II. dem Starken mit Vytis (Waykimas), 1702
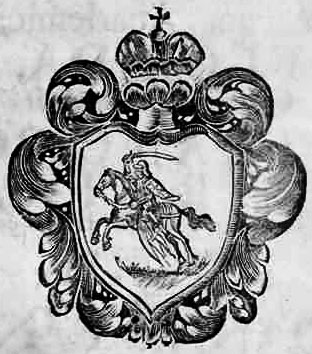
Wappen der Universität Vilnius mit Vytis (Waykimas), 1707
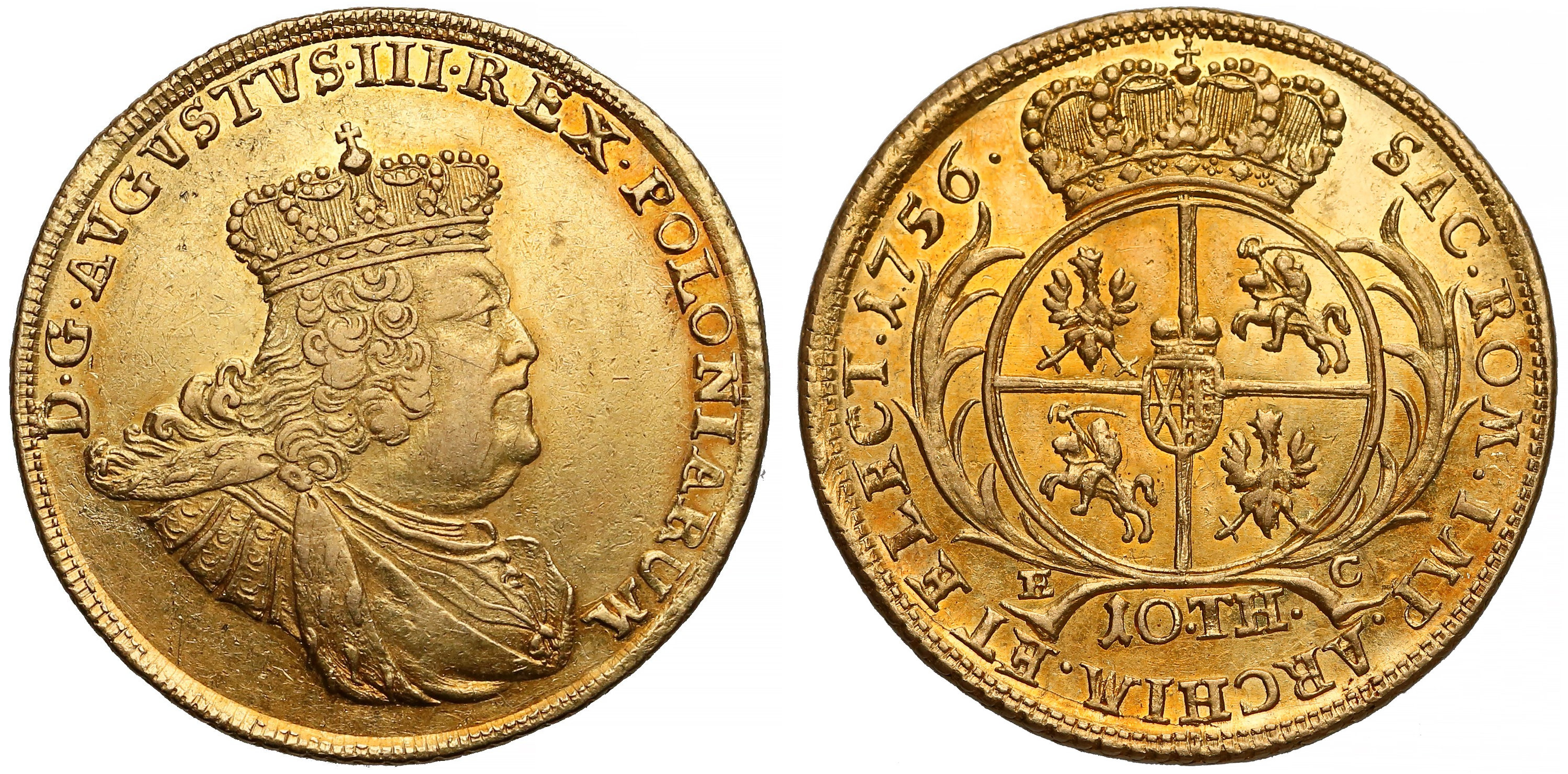
Münze zu 10 goldenen Dukaten des Großherzogs August III. mit Vytis (Waykimas), 1756
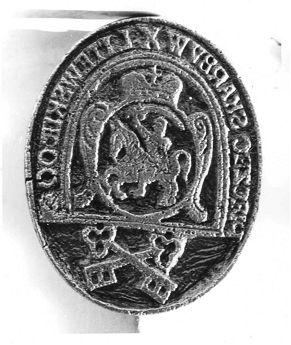
Siegel des litauischen Schatzamtes, 18. Jahrhundert
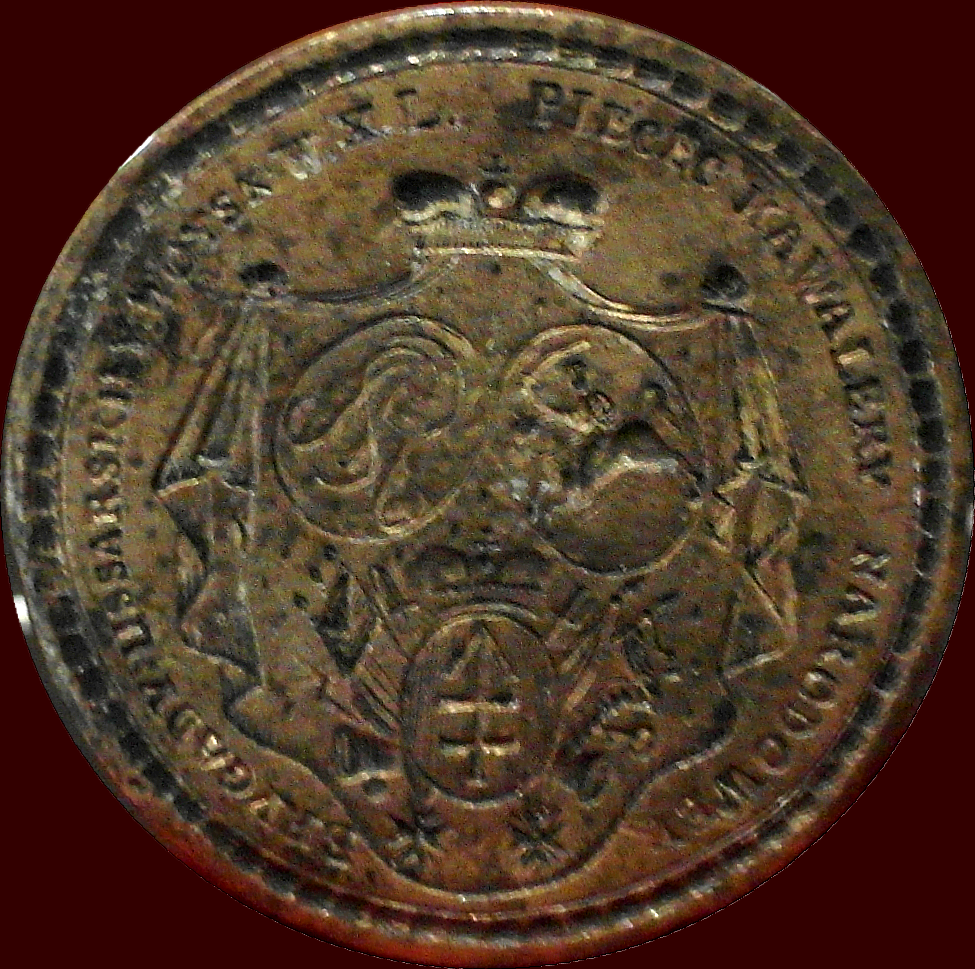
Großsiegel der 1. litauischen nationalen Kavallerie-Brigade (Ende des 18. Jahrhunderts)
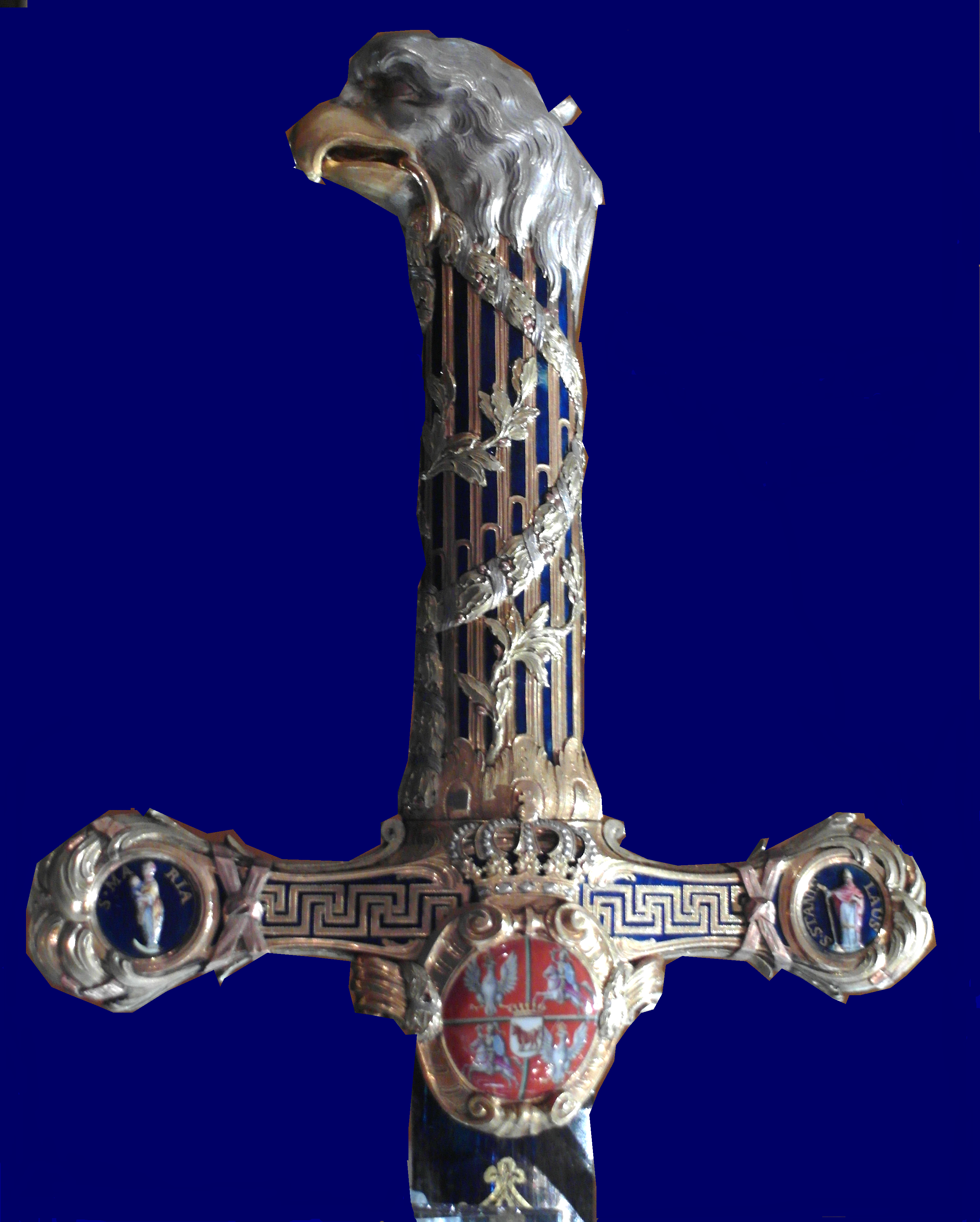
Griff des zeremoniellen Schwertes von Stanislaus II. August Poniatowski mit dem Wappen der Königliche Republik der Polnischen Krone und des Großfürstentums Litauen, 18. Jahrhundert
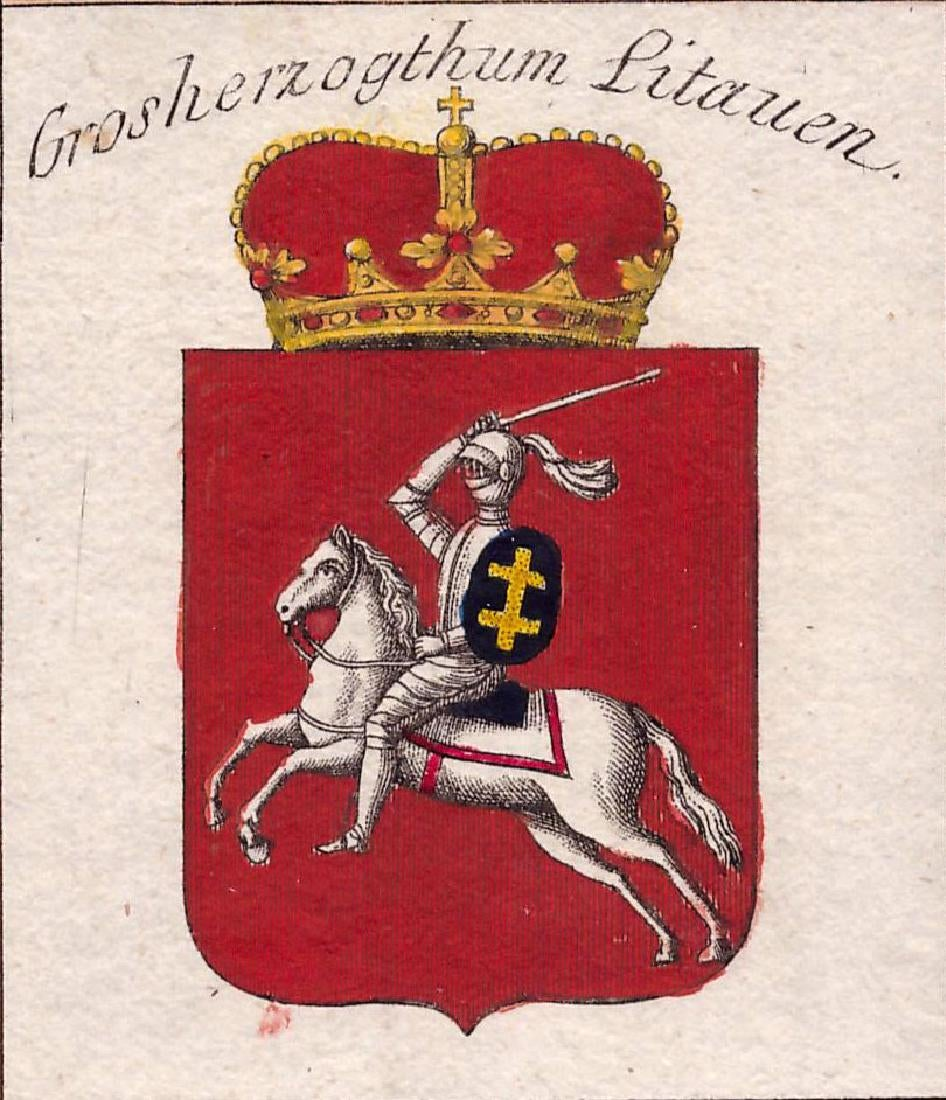
Wappen Litauens mit dem Doppelkreuz der Jagiellonen, dargestellt von Franz Johann Joseph von Reilly im Jahr 1793

### Unter fremder Herrschaft (1795–1918)

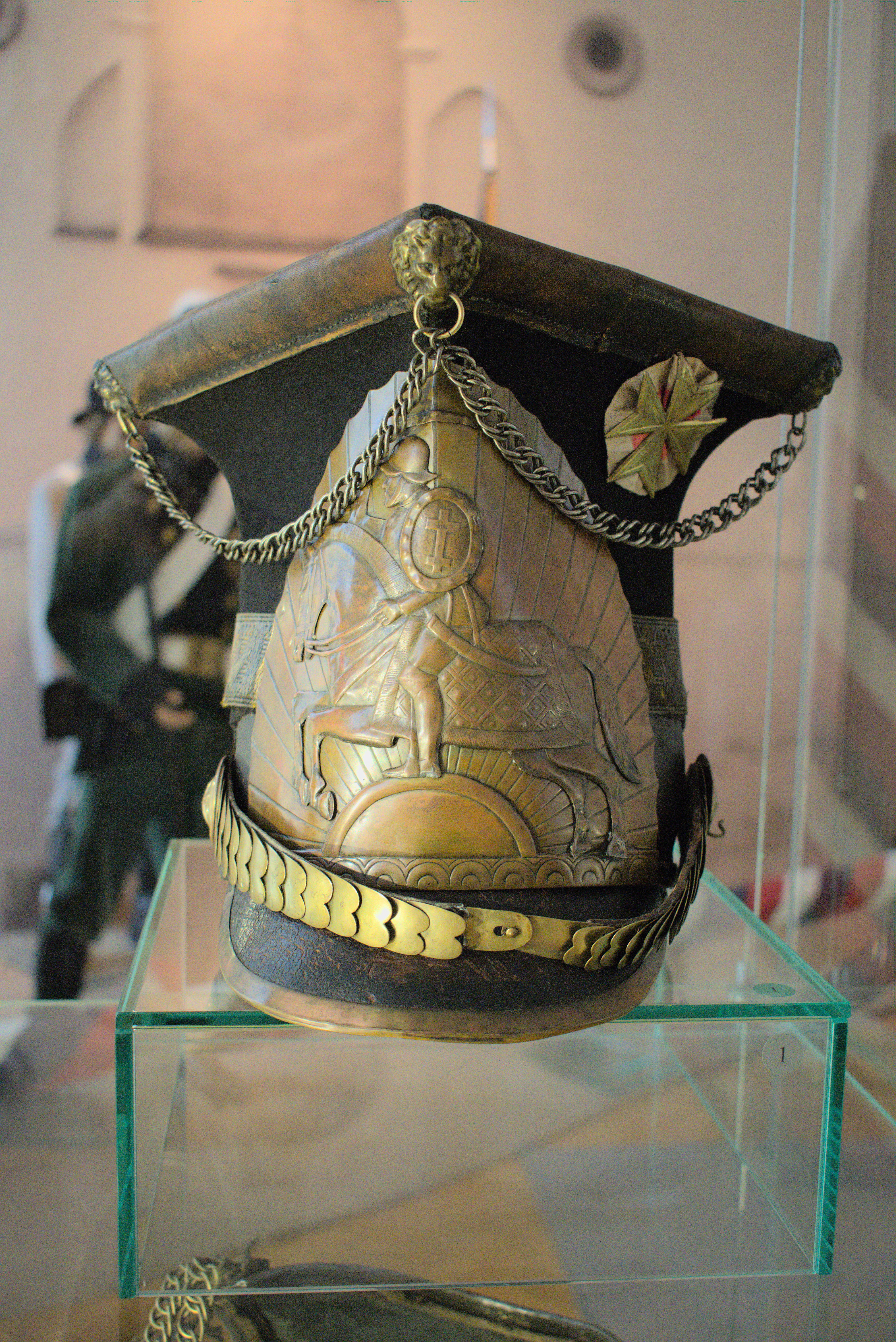
Wappen Litauens auf einem Ulanenhut des 17. litauischen Ulanenregiments Grande Armée

Zunächst wurde der angreifende Ritter als Herrscher des Landes gedeutet. Im Laufe der Zeit wurde er zu einem Ritter, der Eindringlinge aus seiner Heimat jagt. Eine solche Interpretation war besonders im 19. Jahrhundert und in der ersten Hälfte des 20. Jahrhunderts beliebt, als Litauen Teil des Russischen Kaiserreiches war und seine Unabhängigkeit anstrebte. Während der litauischen nationalen Wiederbelebung im 19. Jahrhundert behaupteten die litauischen Intellektuellen Teodor Narbutt und Simonas Daukantas, dass die wiedererstarkte litauische Nation der Erbe des Erbes des Großherzogtums Litauen sei, einschließlich des litauischen Wappens Vytis (Waykimas), das weit verbreitet war in ihre organisierten Veranstaltungen.

#### Antirussische Aufstände im 19. Jahrhundert
Bei Aufständen zur Wiederherstellung des Königliche Republik der Polnischen Krone und des Großfürstentums Litauen wie dem Novemberaufstand von 1830 bis 31 und dem Januaraufstand von 1863 bis 1864 wurde Vytis (Waykimas) als Symbol der Rebellion gegen das Russische Kaiserreich verwendet. Der litauische Vytis wurde neben dem polnischen Weißen Adler während der Aufstände häufig auf Fahnen, Bannern, Münzen, Banknoten, Siegeln, Medaillen usw. verwendet. Nach der Entthronung von Kaiser Nikolaus I. Pawlowitsch (Kaiser von Russland seit 1825, König von Polen 1825–1831) durch den Sejm während seiner Verhandlungen in Warschau am 25. Januar 1831 wurden die Wappen der russischen Kaiser von den Münzstempeln entfernt und Polnische Złotys mit Adler und Vytis wurden in Umlauf gebracht, die in der Warschauer Banknotenfabrik hergestellt und in der Warschauer Münze geprägt wurden, als die Provisorische Regierung am 9. Dezember 1830 die Bank von Polen zur Verwaltung der Warschauer Münze ernannte.

Wappen Litauens in den Aufständen von 1830–1831 und 1863–1864
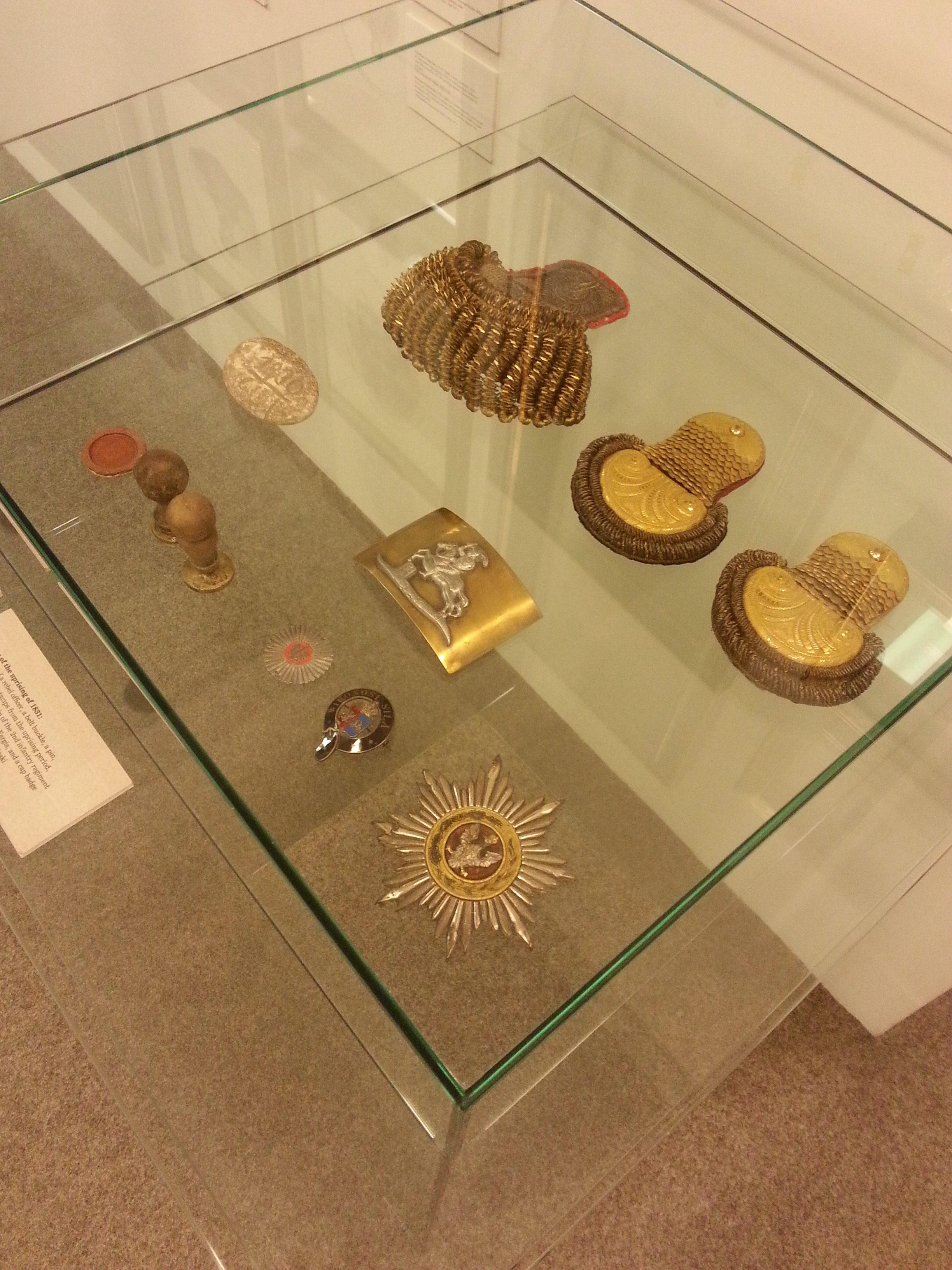
Relikte des Novemberaufstand, ausgestellt im Nationalmuseum von Litauen in Vilnius
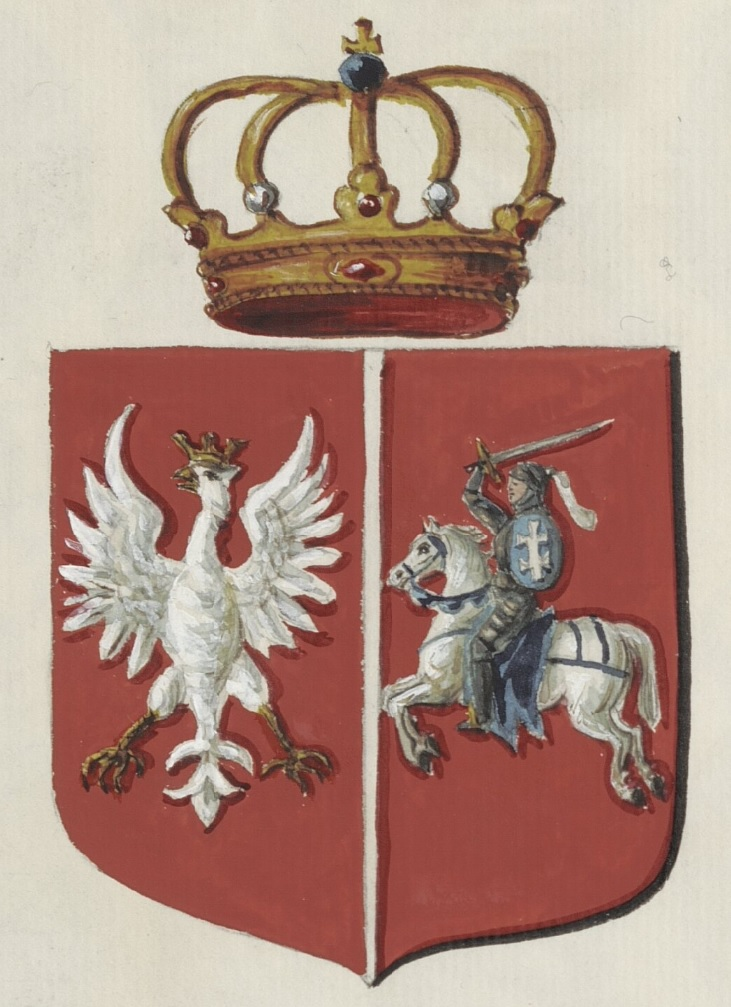
Wappen des Novemberaufstands, 1830–1831
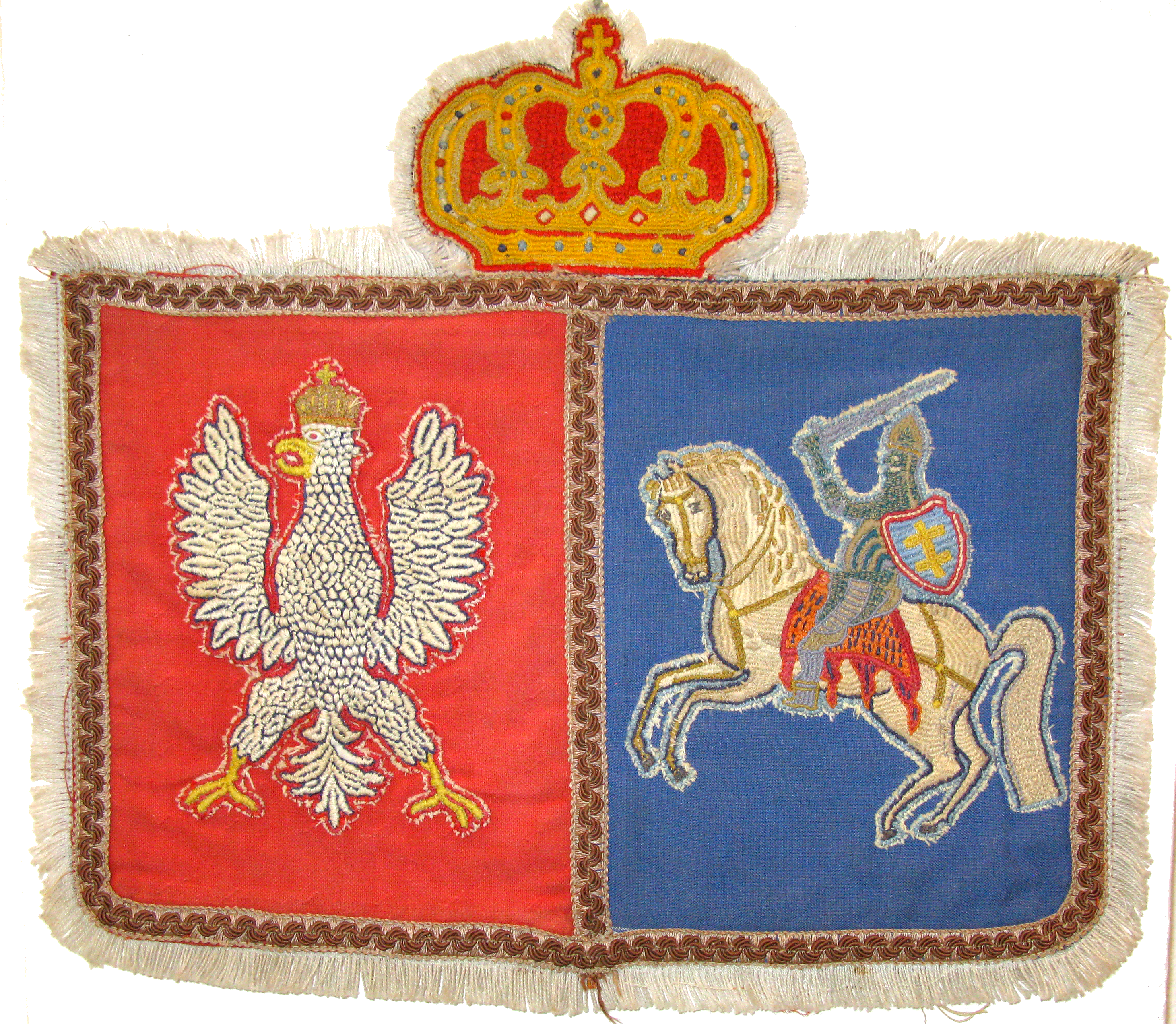
Banner mit Emblem des Novemberaufstands, 1830–1831
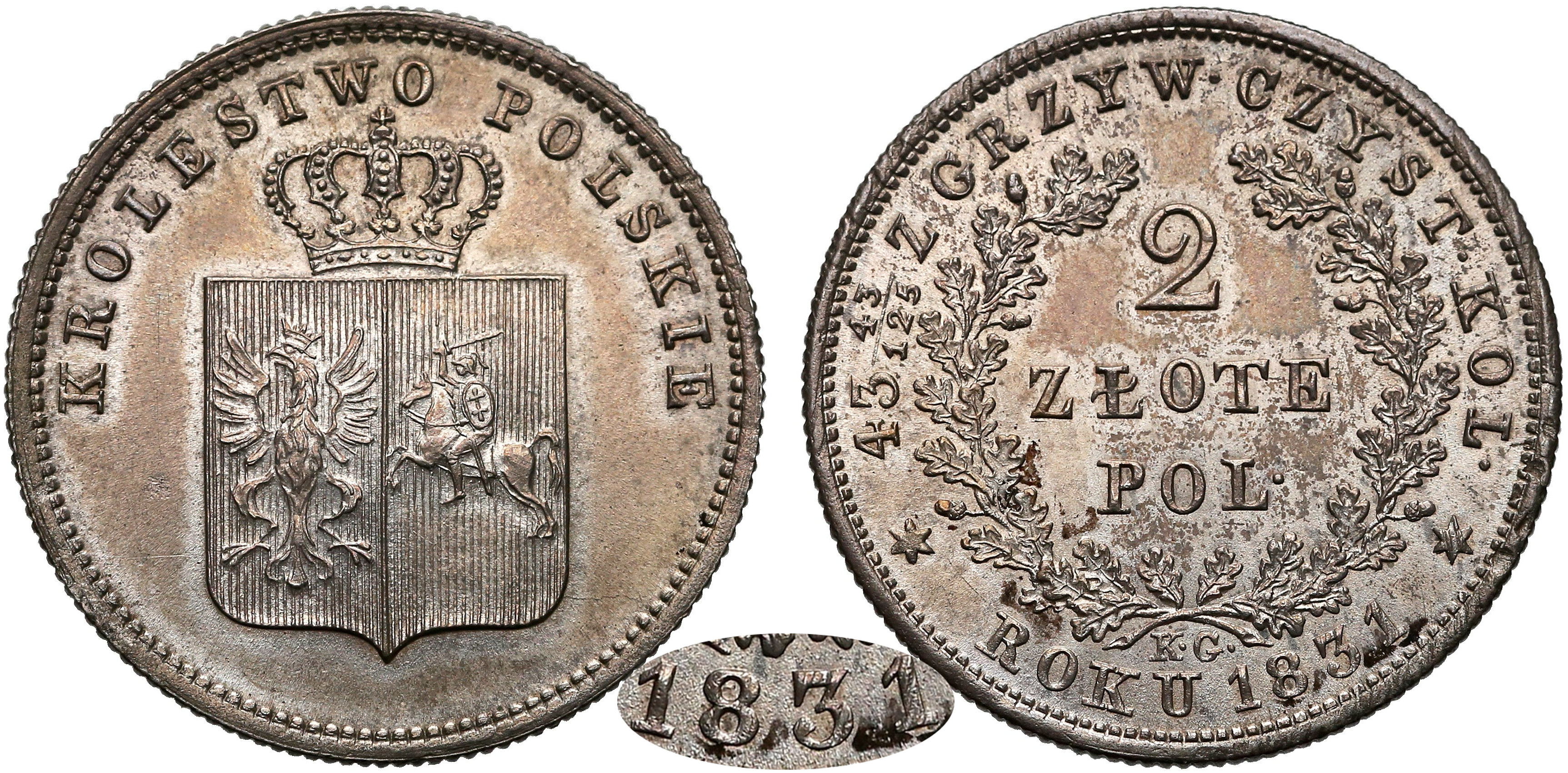
Die Provisorische Regierung in Warschau führte den litauischen Vytis und den polnischen Adler während des Novemberaufstands von 1830 bis 31 auf den Münzen und Banknoten wieder ein
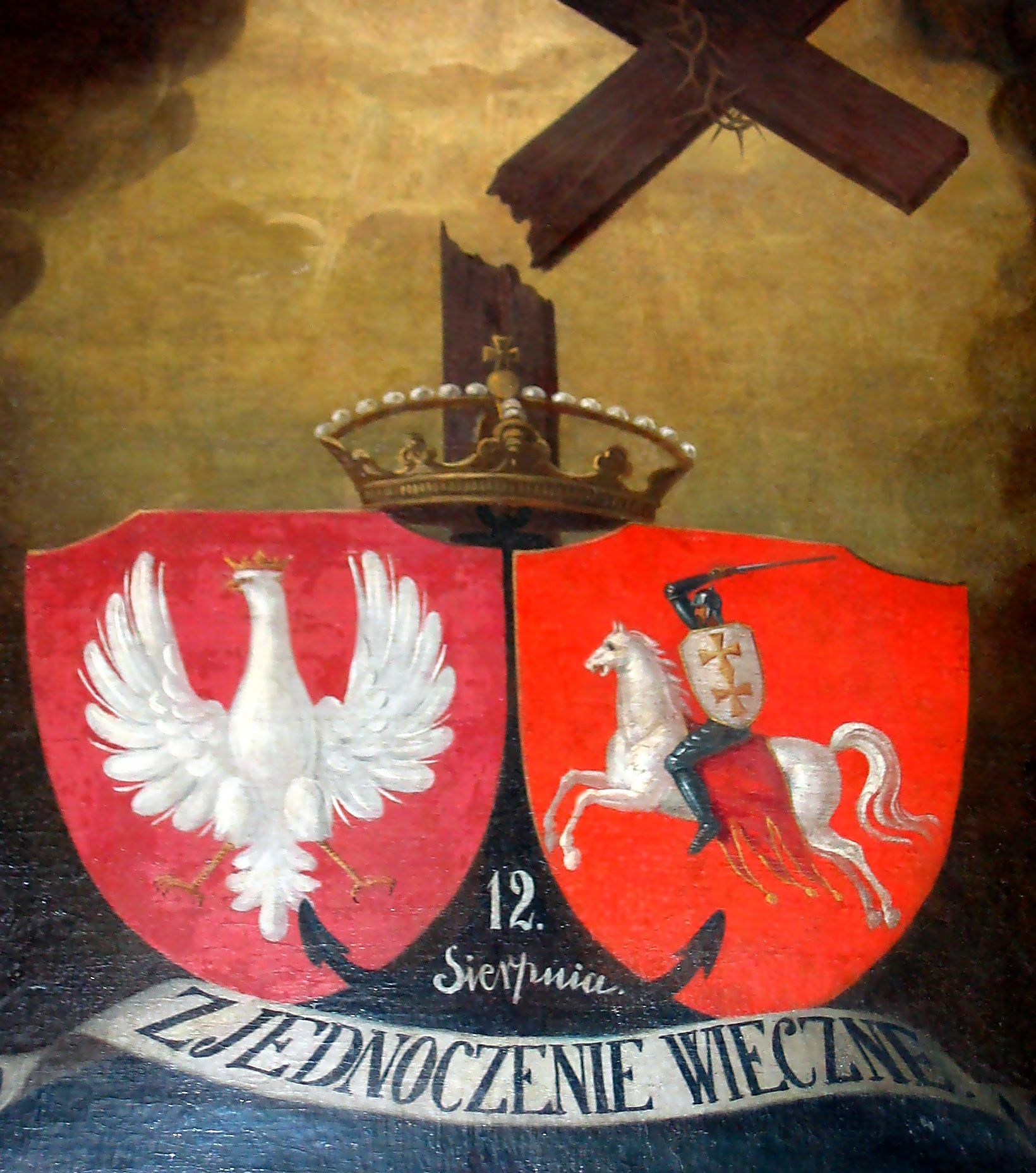
Gemälde zum Gedenken an die Polnisch-Litauische Union; ca. 1861. Das Motto lautet „Ewige Vereinigung“.
Wappen des Januaraufstands, 1863–1864

Der Januaraufstand von 1863 bis 1864 verbreitete sich besonders weit in den ethnisch litauischen Ländern (lateinisch: Lituania Propria), während viele Rebellen einen völlig unabhängigen, souveränen litauischen Staat forderten, aber zu dieser Zeit entschied sich die Mehrheit der Litauer, die polnisch-litauische Union zu unterstützen, um den zu bekämpfen Russische Unterdrückung effektiver. Der Januaraufstand von 1863/64 wurde zu Sowjetzeiten als Klassenkampf zwischen Bauernschaft und Bourgeoisie interpretiert, seit 1990 in Litauen als Befreiungskampf von der russischen Herrschaft. Am 22. November 2019 wurden die Kommandeure des Januaraufstands von 1863 bis 1864, Kastus Kalinouski und Zygmunt Sierakowski, nach der Wiederentdeckung ihrer sterblichen Überreste auf dem Gediminas-Hügel auf dem Rasos-Friedhof in Vilnius beigesetzt, während die Flaggen, die ihre Särge bedeckten, dem Präsidenten von überreicht wurden Litauen Gitanas Nausėda und der polnische Präsident Andrzej Duda.

#### Im Russischen Kaiserreich (1795–1915)
Nach der Teilung des Königliche Republik der Polnischen Krone und des Großfürstentums Litauen wurde der größte Teil des Großherzogtums Litauen vom Russischen Reich übernommen und der litauische Vytis wurde in das Große Wappen des Russischen Reiches aufgenommen. Vytis war das Wappen des Gouvernements Wilna nach der Eingliederung von Vilnius und den umliegenden Ländern in das Russische Kaiserreich. Vytis-Statuen auf den Weißen Säulen von Vilnius begrüßten Besucher an den Eingängen von Vilnius von 1818 bis 1840, als die Statuen durch die doppelköpfigen Adler ersetzt wurden – das Staatssymbol des Russischen Kaiserreiches. Im Jahr 2019 schlug der Bürgermeister von Vilnius Remigijus Šimašius vor, die Weißen Säulen von Vilnius in der Ältestenschaft der Stadt Naujamiestis zu restaurieren. Ein bemerkenswertes Beispiel für die Verwendung des litauischen Wappens Vytis während der Zarenzeit befindet sich auf dem Brückengeländer über dem Fluss Vilnia in Vilnius. Mehrere authentische Wappen Litauens überlebten die Besetzungen und Annexionen in Vilnius. Zum Beispiel an der Seitenwand der Kathedrale von Vilnius, am Hauptportal der Dominikanerkirche des Heiligen Geistes und am Tor der Morgenröte.

Verwendung des litauischen Wappens durch das Russische Kaiserreich
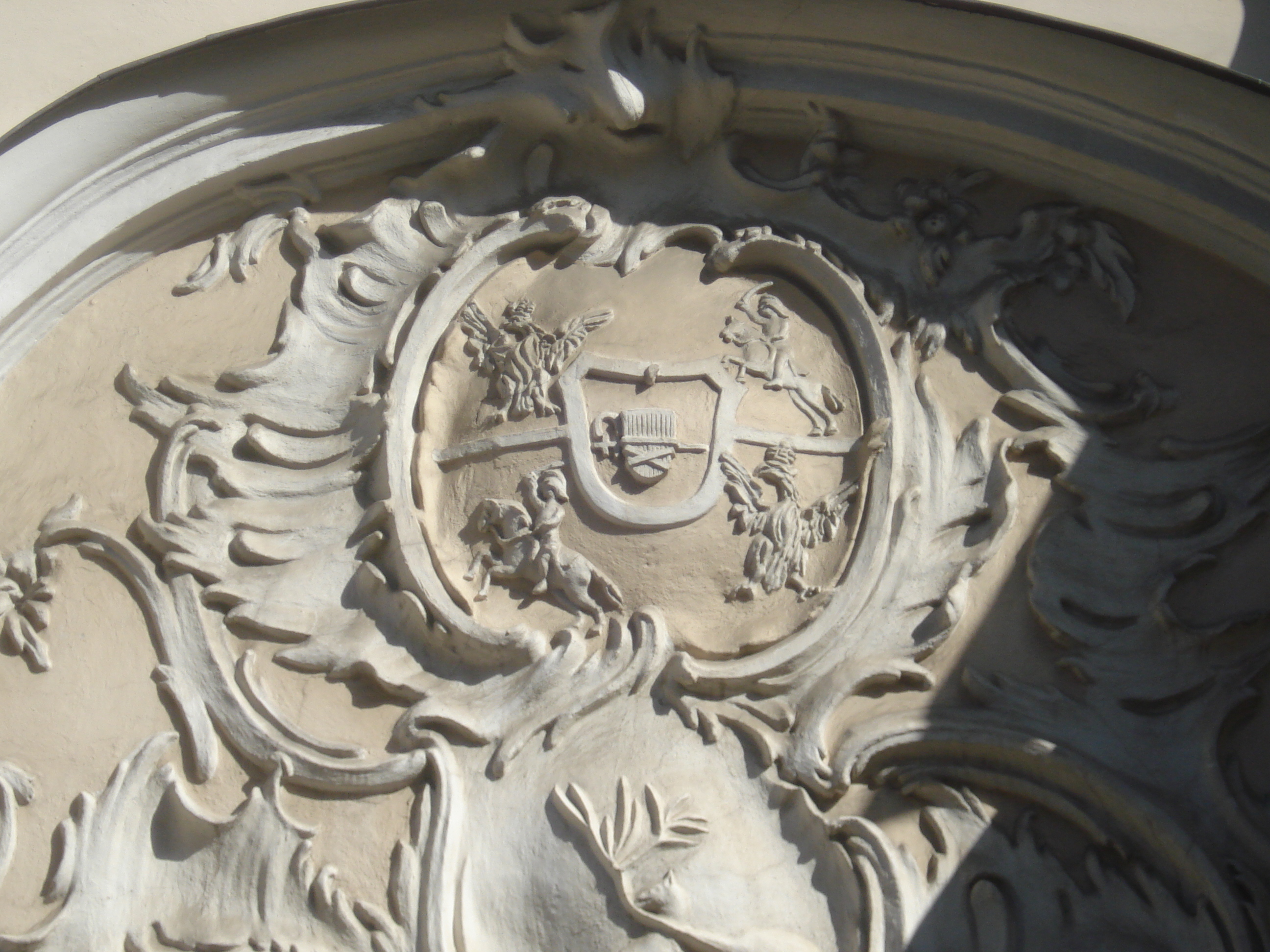
Authentisches Wappen des Königliche Republik der Polnischen Krone und des Großfürstentums Litauen auf dem Hauptportal der Dominikanerkirche des Heiligen Geistes in Vilnius
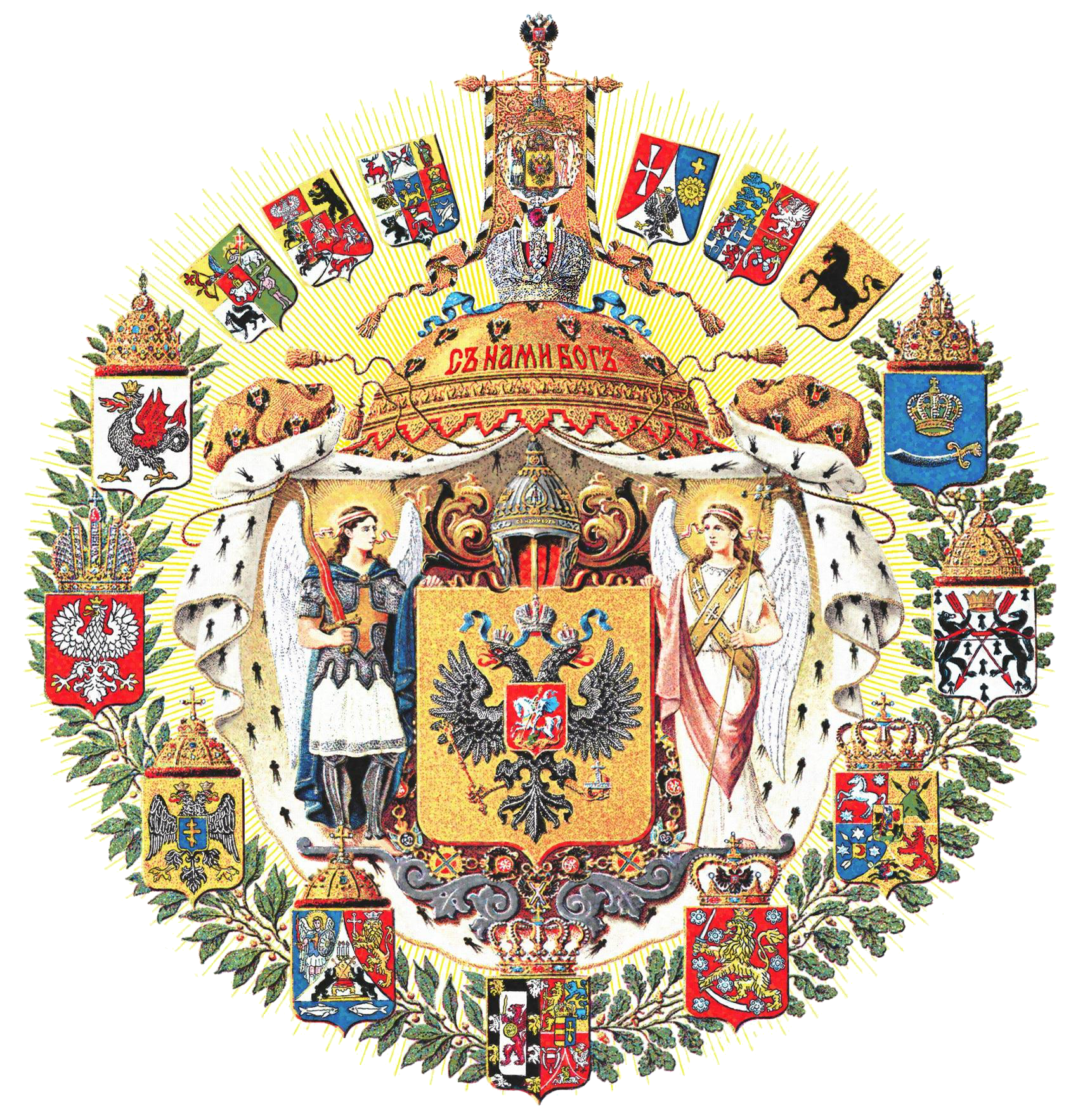
Staatswappen des Russischen Kaiserreiches. Wappen mit dem litauischen Vytis sind in der Nähe der Spitze.
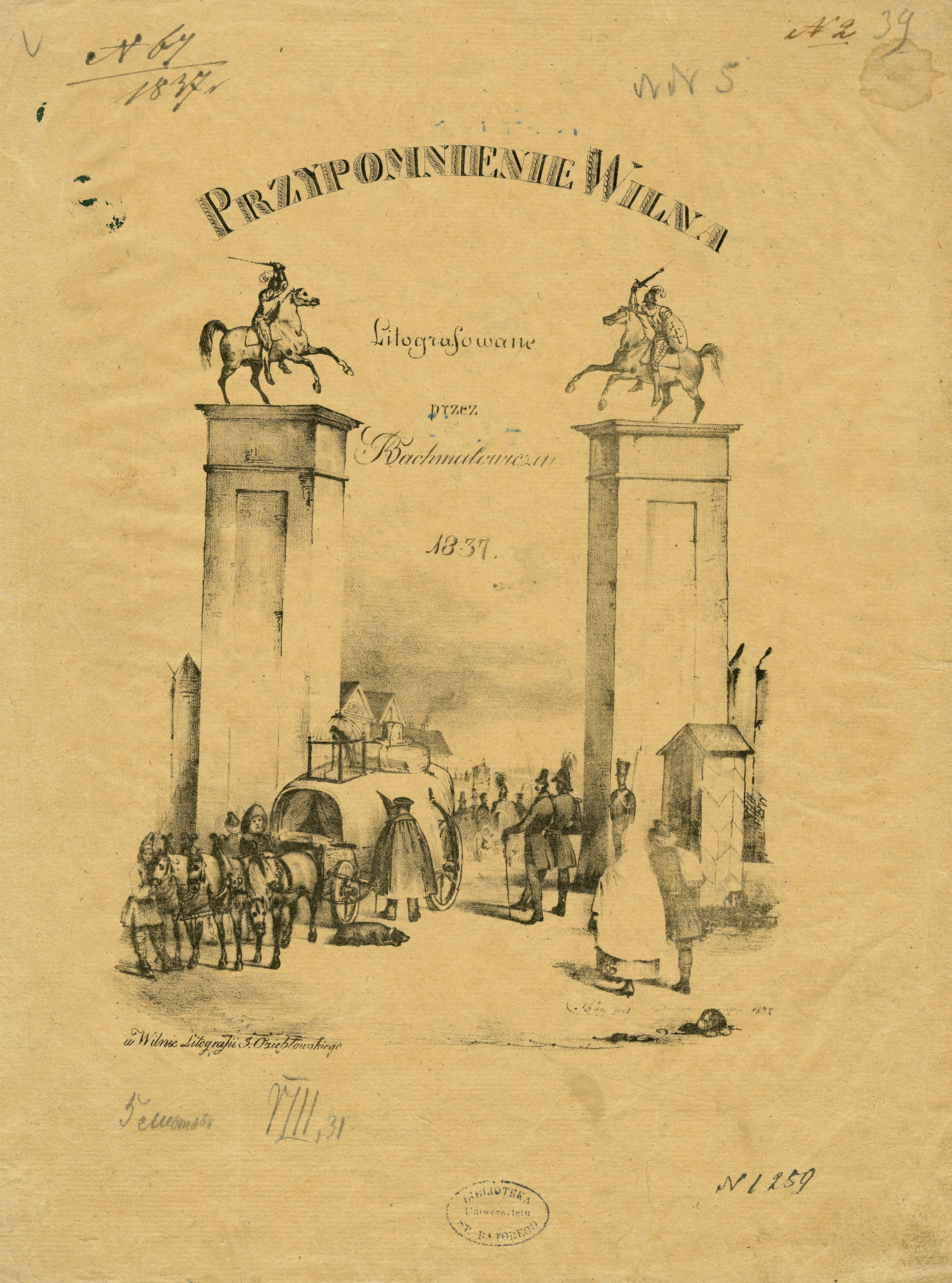
Die Weißen Säulen von Vilnius (1818–1840) mit Vytis, die später durch die Doppeladler ersetzt wurden
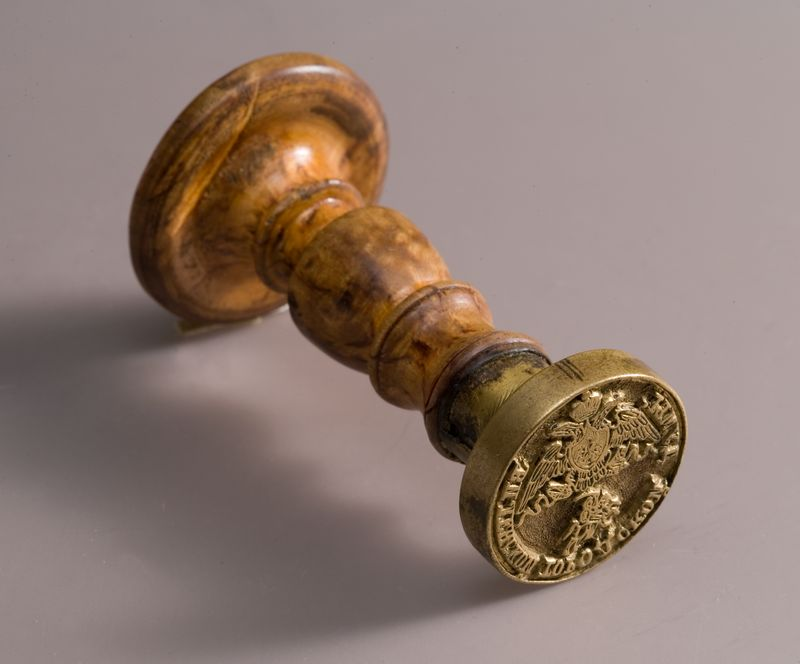
Siegel der Duma der Stadt Vilnius, 19. Jahrhundert
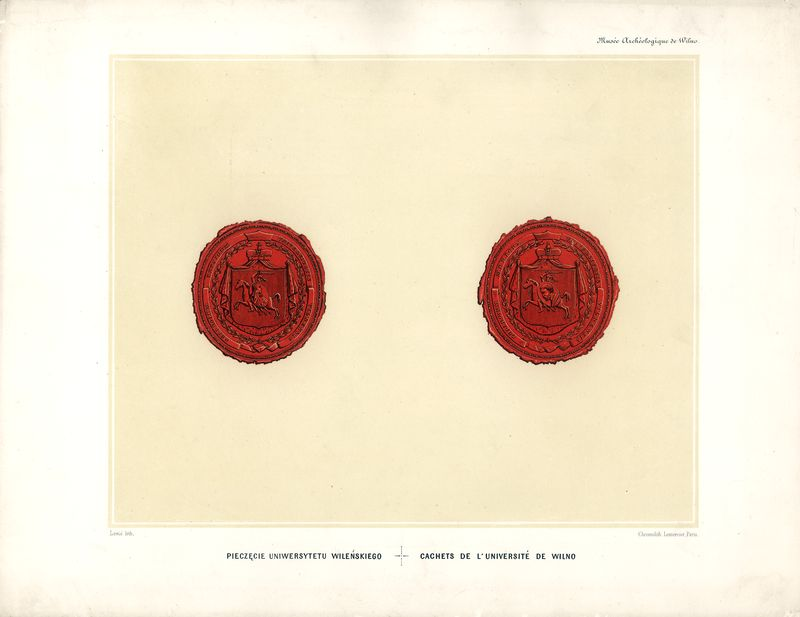
Siegel der Universität Vilnius, Mitte des 19. Jahrhunderts
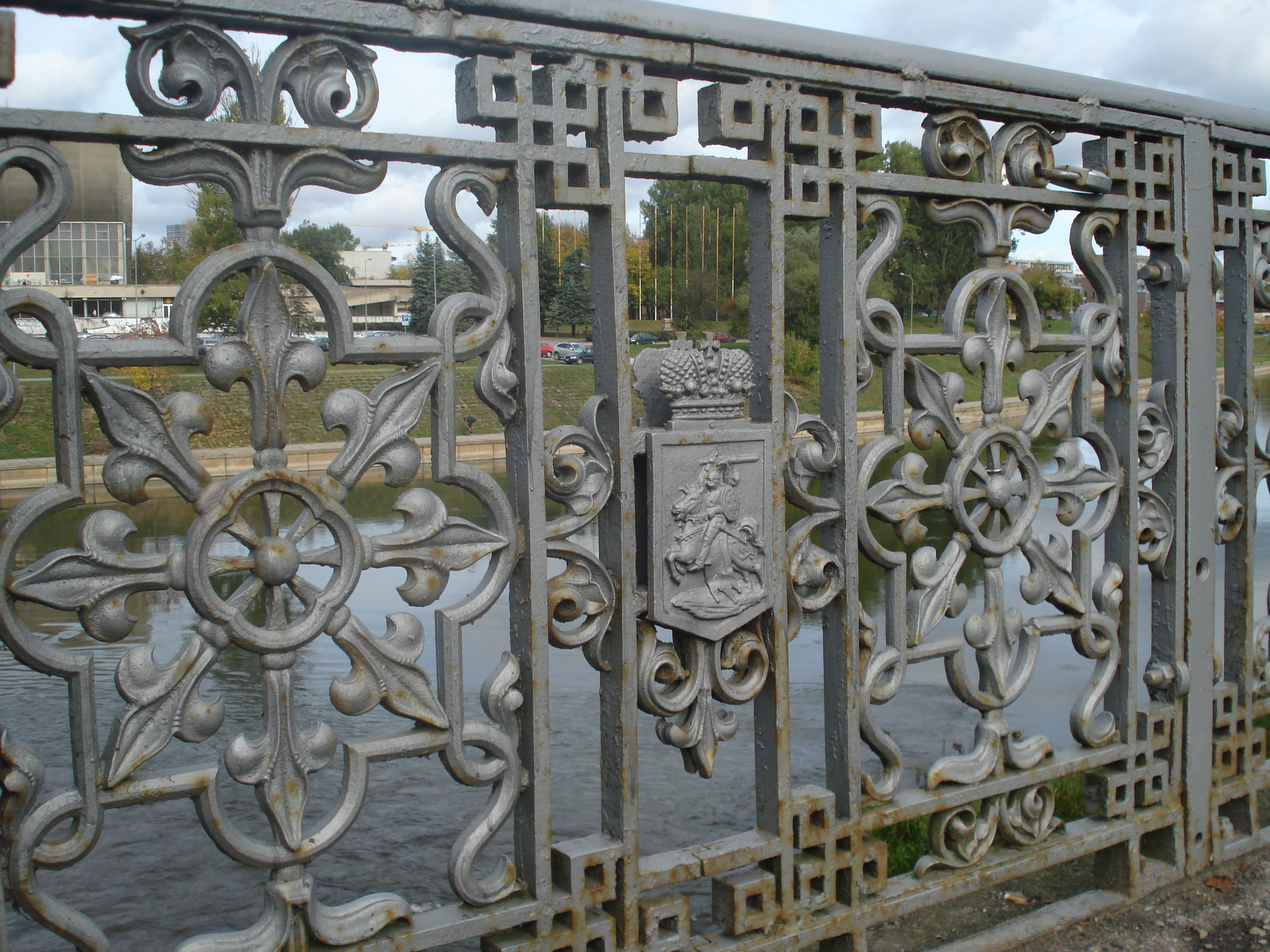
Handlaufdekor der Schlossbrücke mit dem litauischen Vytis in Vilnius
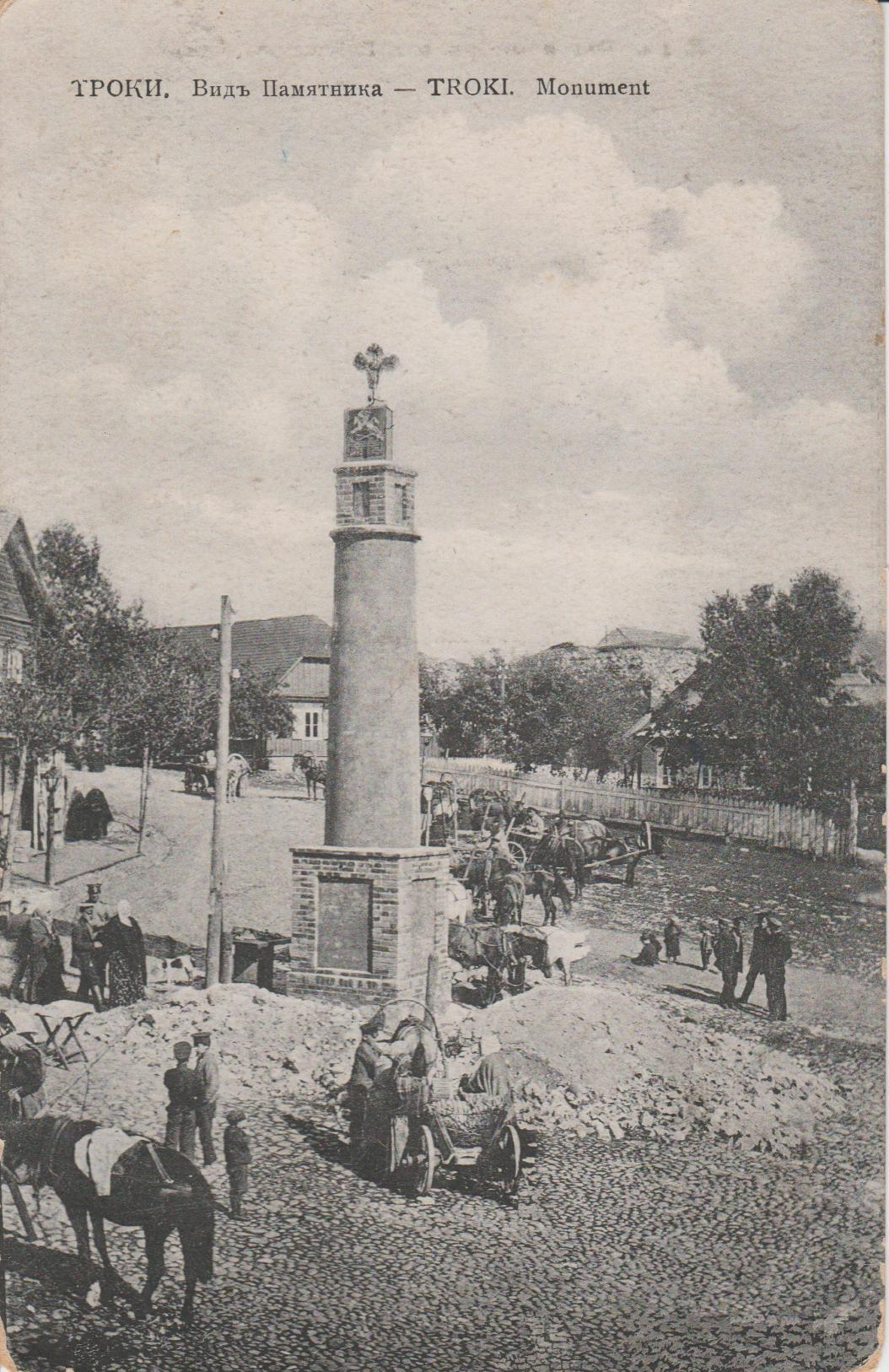
Säule mit Vytis in Trakai, 1910

Eine bemerkenswerte spätere Änderung war der Ersatz des jagiellonischen Doppelkreuzes durch das goldene oder rote byzantinische Doppelkreuz auf dem Schild des Ritters zu Pferd. Das Russische Kaiserreich betrachtete das Großherzogtum Litauen als seinen historischen Rivalen und Feind auf ruthenischem Gebiet und versuchte daher, seinen Namen sogar auszulöschen, indem es das 1796–1801 bestehende litauische Gouvernement mit seinem Verwaltungszentrum in Vilnius zerstörte, das bald zur Nordwestkrai wurde.

Wappen der kaiserlich-russischen Gouvernements, die auf dem Wappen Litauens basierten
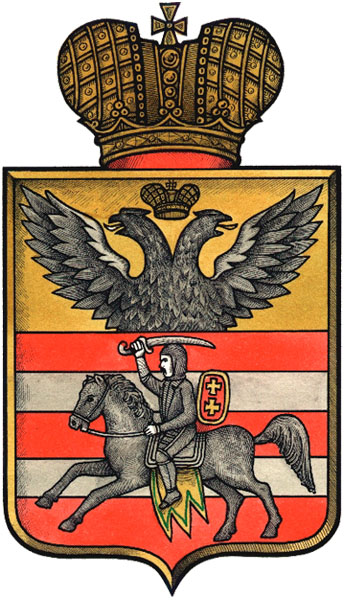
Wappen von Wizebsk, 1781
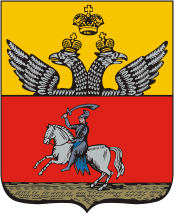
Wappen des Gouvernement Mogiljow, 1781–1796 und 1802–1878
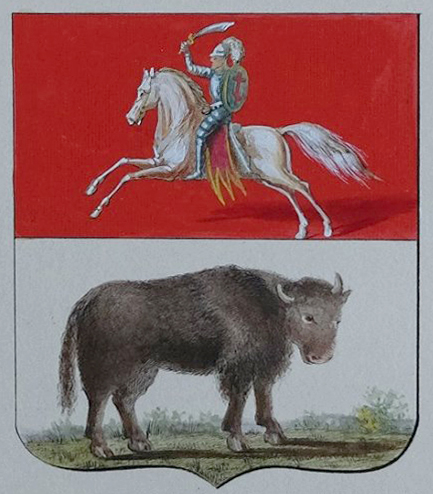
Wappen des Gouvernements Grodno, 1802
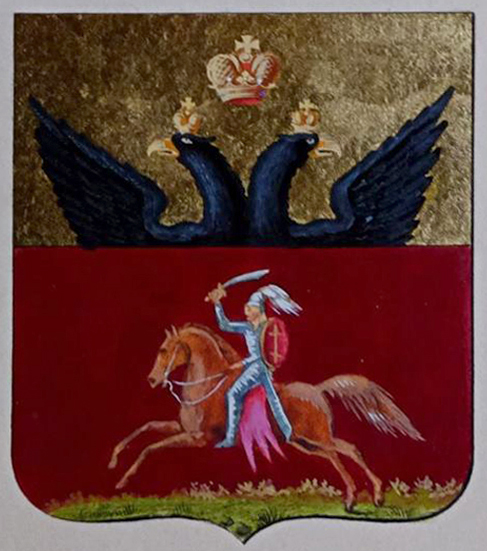
Wappen von Dünaburg, 1843
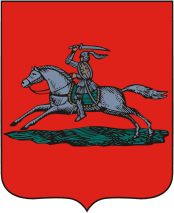
Wappen des Gouvernements Wilna, 1845
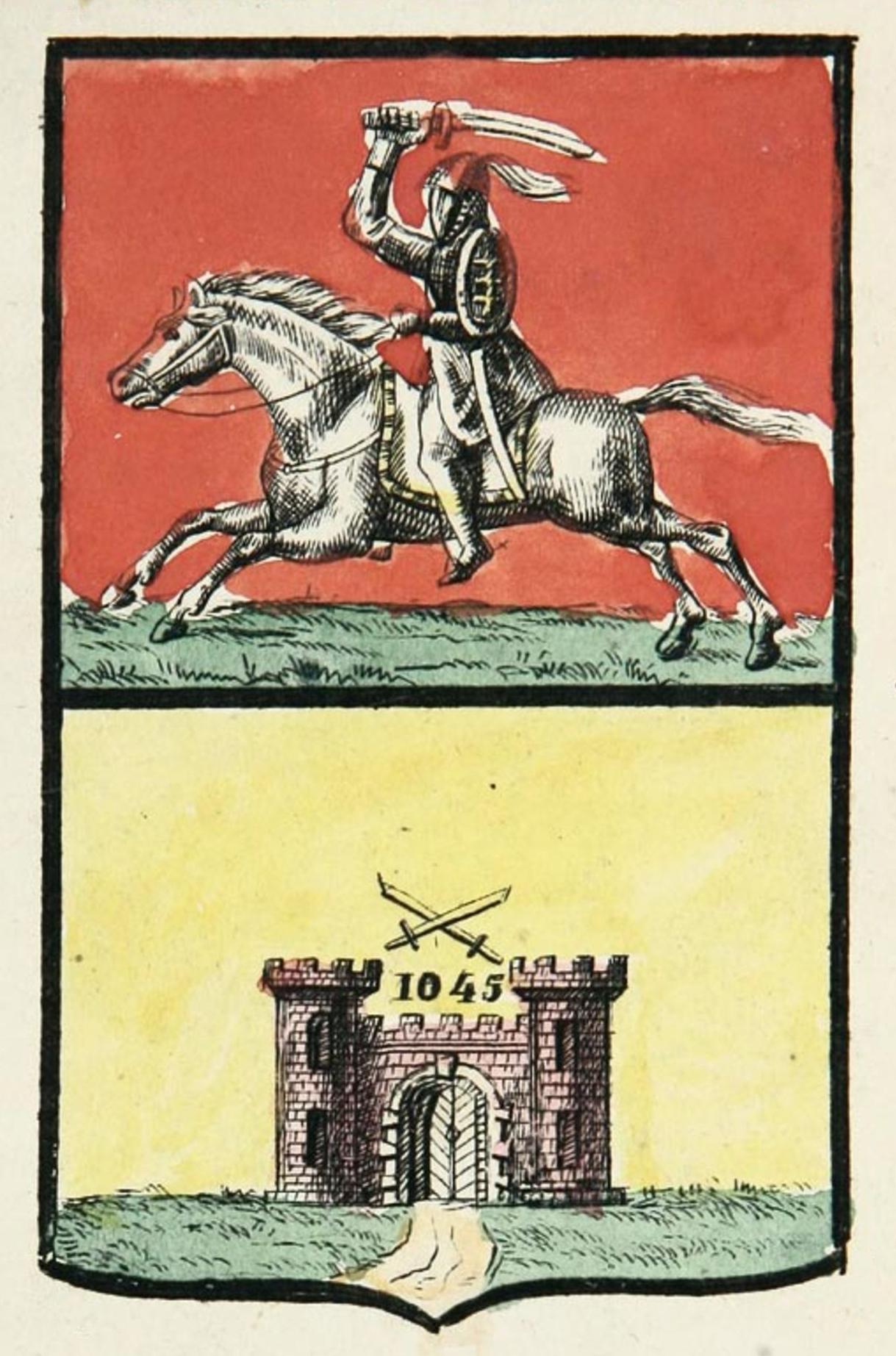
Wappen von Trakai, 1846
Wappen des Gouvernements Wilna, 19. Jahrhundert

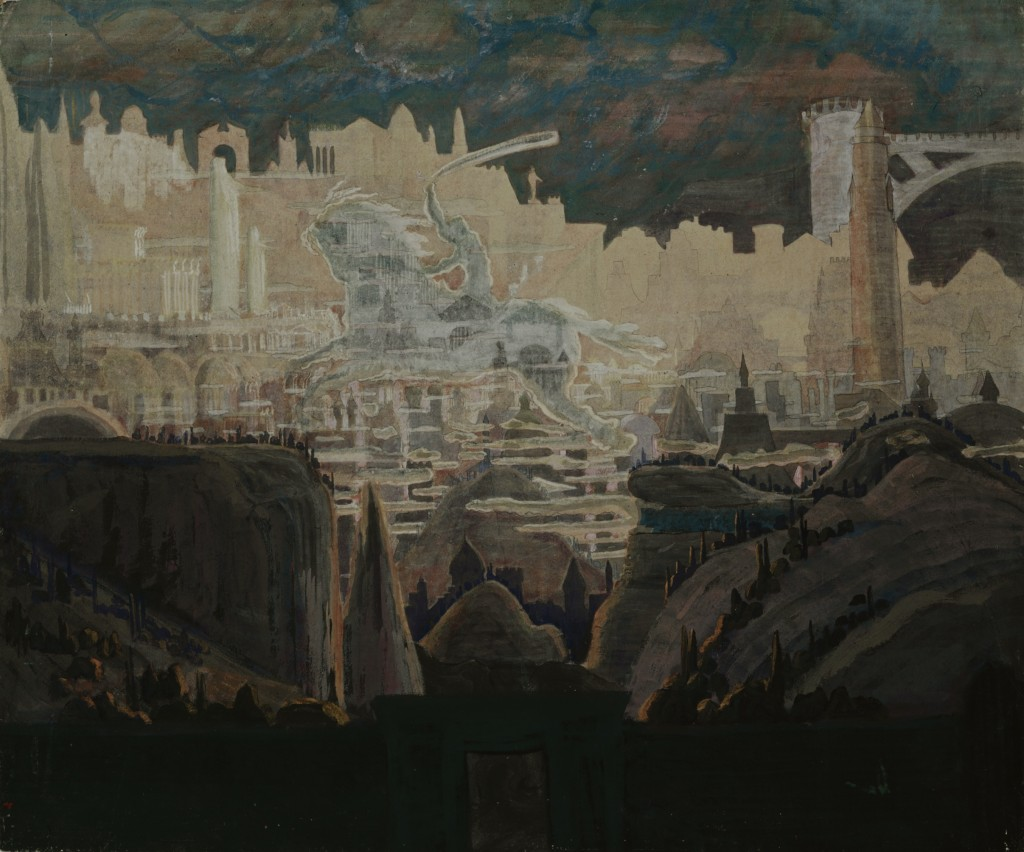
Präludium von Vytis von Mikalojus Konstantinas Čiurlionis, 1909

1905 fand in Vilnius der Große Seimas von Vilnius statt, bei dem die Entscheidung getroffen wurde, eine breite politische Autonomie Litauens innerhalb des Russischen Reiches zu fordern. Der Vorsitzende des Großen Seimas von Vilnius, Jonas Basanavičius, schlug vor, die Flagge des Großherzogtums Litauen (ein weißer Ritter zu Pferd auf einem roten Feld) als die Flagge Litauens anzuerkennen, aber dieser Vorschlag wurde aufgrund des Negativs abgelehnt. Assoziationen der roten Farbe mit der Russischen Revolution von 1905.

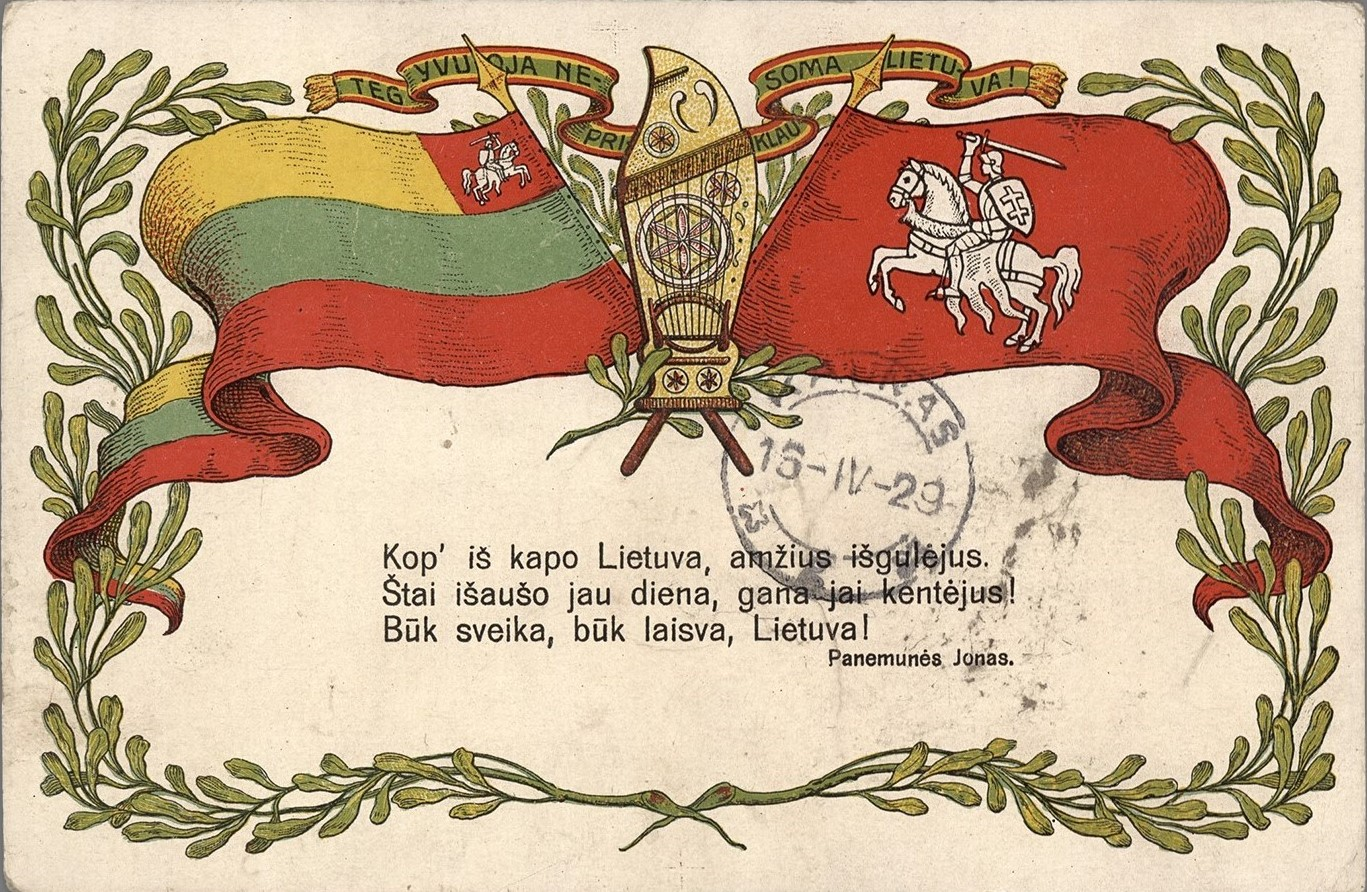
Flaggen Litauens mit Vytis, entworfen Ende der 1910er Jahre. Zwischen den Flaggen ist das litauische Musikinstrument kanklės abgebildet.

#### 1915–1918
Die Diskussionen über die Nationalflagge wurden während des Ersten Weltkriegs wieder aufgenommen. Nach der Besetzung Litauens durch das Deutsche Reich im September 1915 versammelten sich die Litauer in Komitees und Organisationen verschiedener Strömungen, die ihre Vertreter vereinten. Laut Petras Klimas, dem Unterzeichner des litauischen Unabhängigkeitsaktes vom 16. Februar 1918, betrachteten sie die Hauptprobleme der Wiederherstellung der litauischen Staatlichkeit, unter denen eine der Hauptfragen die Nationalfarben und die Nationalflagge waren. Allerdings wurden ernsthafte Diskussionen über die litauische Staatsflagge und das litauische Wappen erst 1917 wieder aufgenommen, als sich die wirkliche Aussicht auf die Wiederherstellung des litauischen Staates abzeichnete.
Am 6. Juni 1917 wurde laut Petras Klimas zum ersten Mal eine spezifische Frage der Nationalflagge und der Nationalfarben auf dem Konsortiumstreffen der litauischen Intelligenz in den Räumlichkeiten der litauischen wissenschaftlichen Gesellschaft (dem sogenannten Konsortiumstreffen der vereinigten litauischen Intellektuelle in Vilnius, wie Jonas Basanavičius, Povilas Dogelis, Petras Klimas, Jurgis Šaulys, Antanas Smetona, Mykolas Biržiška, Augustinas Janulaitis, Steponas Kairys, Aleksandras Stulginskis, Antanas Žmuidzinavičius). Während dieses Treffens des Konsortiums verlas Jonas Basanavičius einen Bericht, in dem er bewies, dass in der Vergangenheit die Farbe der litauischen Flagge rot war und dass auf dem roten Feld ein Reiter mit erhobenem Schwert auf einem Apfelschimmel abgebildet war. Jonas Basanavičius schlug vor, diese Tradition fortzusetzen und diese Option als Flagge des wiedergeborenen litauischen Staates zu wählen. Es gab niemanden, der dagegen war, jedoch begannen Überlegungen, dass eine solche Variante der Nationalflagge das Problem der Nationalfarben nicht löst, insbesondere weil eine rote Flagge ohne Vytis aufgrund der Assoziierung mit kommunistischen Symbolen aus dem Osten nicht verwendet werden könnte.
Infolgedessen mussten neue Farben gewählt werden, die eine einfache, alltagstaugliche, leicht genähte Flagge bilden konnten, die neben der historischen Flagge von Vytis (Waykimas) verwendet werden würde. Die Mitglieder dieses Treffens legten das Prinzip fest, nach dem Nationalfarben ausgewählt werden sollten: Alle waren sich einig, dass es notwendig ist, solche Farben zu wählen, die am häufigsten in Volkswaren, Bändern, Schürzen usw. zu finden sind. Alle waren sich einig, dass solche Farben Grün und Rot sind; deshalb wurde die Aufgabe, diese Farben in der Flagge zu harmonisieren, dem Künstler Antanas Žmuidzinavičius übertragen, aber die Suche nach einer Farbkombination dauerte lange. Die Kombinationen der Nationalflaggenfarben des Künstlers und Archäologen Tadas Daugirdas, der als Berater eingeladen wurde, unterschieden sich von denen, die von Antanas Žmuidzinavičius vorgeschlagen wurden. Im Allgemeinen stellte sich die Frage nach der Anzahl der Farben, da einige eine grün-rote Flagge forderten (ein solcher Vorschlag wurde auch von den litauischen Amerikanern unterstützt), während die anderen eine Trikolore-Kombination forderten. Die Suche nach der dritten Farbe war die schwierigste Aufgabe, es fand sogar eine Ausstellung von Flaggenprojekten statt, die Frage wurde jedoch erst auf der Vilnius-Konferenz von 1917 gelöst, weshalb eine Frage der Nationalfarben in die Tagesordnung der Vilnius-Konferenz aufgenommen wurde.

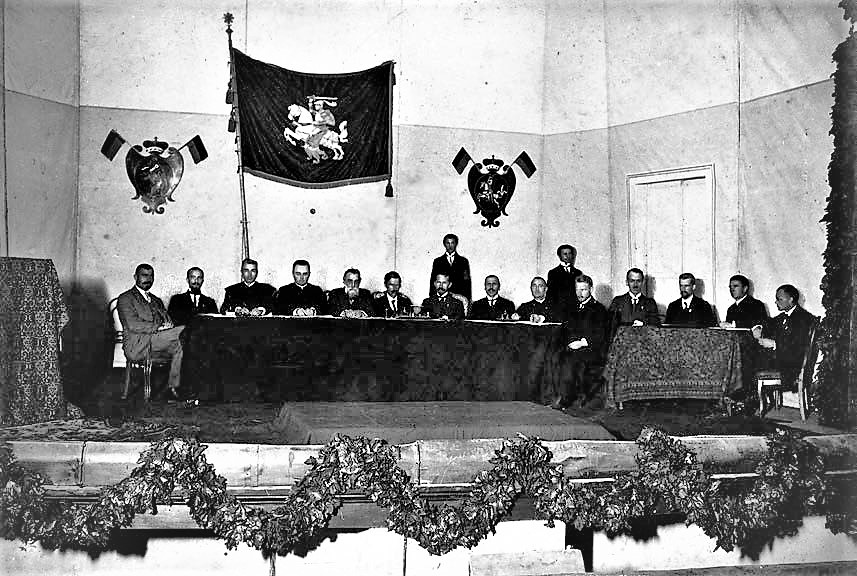
Vilnius-Konferenz 1917 mit Flaggen von Vytis

Während der Vorbereitung der Vilnius-Konferenz, die in Vilnius zusammentrat und die Richtlinien für die Wiederherstellung der Unabhängigkeit Litauens festlegte und die Mitglieder des Lietuvos Taryba wählte, bereitete Antanas Žmuidzinavičius ein grün-rotes litauisches Flaggenprojekt vor, mit dem der Theatersaal der Stadt Vilnius zusammenarbeitete (heutiges Russisches Dramatheater Litauens) dekoriert. Die von Antanas Žmuidzinavičius vorgeschlagene Flagge erschien den Teilnehmern der Konferenz von Vilnius jedoch düster. Folglich schlug Tadas Daugirdas eine Flagge vor, die oben grün, in der Mitte weiß und unten rot war, aber er selbst war von einem solchen Vorschlag nicht begeistert, da er die Kombination aus Grün und Rot bevorzugte, weil diese Farben in den litauischen Stoffen dominierten. Schließlich schlug Tadas Daugirdas vor, eine schmale gelbe Linie zwischen den beiden anderen Farben Grün und Rot einzufügen, wobei die gelbe Farbe die Morgendämmerung (die erste nationale litauische Zeitung hieß auch Aušra) und die Wiedergeburt (Litauische nationale Wiederbelebung) symbolisierte. Trotzdem verteidigte Antanas Žmuidzinavičius kategorisch die grüne und rote Flagge, da diese Farben Liebe und Hoffnung symbolisierten, während die anderen ein Grün (unten; Symbol für grüne Felder und Wiesen), Gelb (in der Mitte; Symbol für gelbe Blüten) forderten und rot (oben; symbolisiert die aufgehende Sonne). Infolgedessen haben die Teilnehmer der Konferenz nicht über die Farben der Flagge entschieden und diese Frage einer vom Lietuvos Taryba gebildeten Kommission übertragen, die aus Jonas Basanavičius, Antanas Žmuidzinavičius und Tadas Daugirdas bestand.

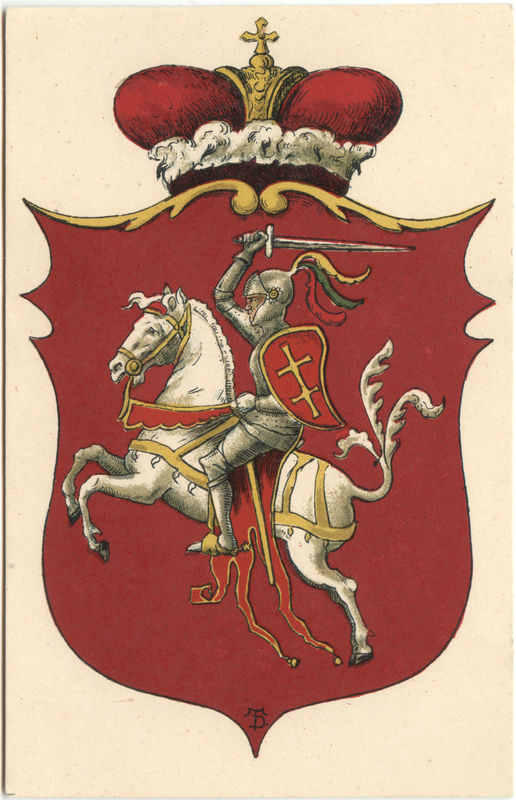
Vytis, entworfen 1918 von Tadas Daugirdas

Am 16. Februar 1918 erklärte der litauische Rat die Unabhängigkeit Litauens und nahm Vytis als sein Wappen an, wobei die ersten Entwürfe des Wappens von Tadas Daugirdas und Antanas Žmuidzinavičius entworfen wurden. Am 19. April 1918 nahm die Kommission ein litauisches Flaggenprojekt an, das aus drei gleich breiten horizontalen Linien in den Farben Gelb, Grün und Rot bestand. Am 25. April 1918 genehmigte der litauische Rat einstimmig dieses Flaggenprojekt als Flagge des litauischen Staates. Bei der Sitzung am selben Tag wurde vorgeschlagen, die Trikolore des litauischen Staates über dem Turm der Gediminas-Burg zu hissen, was Mitte 1918 nach schwierigen Verhandlungen mit den deutschen Behörden geschah.
Nach der Besetzung Vilnius durch Sowjetrussland wurden die litauischen Institutionen in den ersten Januartagen 1919 in die provisorische Hauptstadt Kaunas evakuiert. In der temporären Hauptstadt Kaunas wurde die historische Flagge Litauens über dem Präsidentenpalast, dem Palast von Seimas und auf dem Turm des Kriegsmuseums von Vytautas dem Großen gehisst (diese historische Flagge wurde zuvor vom Lietuvos Taryba angenommen und hatte einen weißen Ritter zu Pferd auf einem roten Feld auf der einen Seite und die Säulen von Gediminas auf der anderen Seite).

### Republik Litauen in der Zwischenkriegszeit
"Was ist das Ideal unserer Nation? Es ist in das Symbol unseres Staates eingeschrieben, das aus alten Zeiten geerbt wurde. Andere Nationen haben Löwen, Ares oder andere Machtsymbole in ihren Flaggen. Es ist schön, es ist majestätisch! Wir haben Vytis, einen gepanzerten Reiter auf einem Pferd mit einem Schwert in der Hand, der im Galopp dahineilt. Es ist schön, es ist edel! Er wurde, wie in den alten Schriften veröffentlicht, von den Vaidilas [ein Geistlicher in der baltischen Religion] gesungen und von den Sängern gesungen. Dieses Symbol ist der Stolz unserer Nation: ein Symbol ritterlicher Gerechtigkeit. Vergessen wir ihn nie, weder in unseren Beziehungen zu unseren Minderheiten noch zu anderen Staaten. Solange wir ihm nicht treu sind, wird uns niemand besiegen. Der Ritter ist rechtschaffen, aber er ist mit Rüstungen ausgestattet und hat ein Schwert in der Hand. Wenn es nötig ist, zieht er das Schwert und setzt sich für Gerechtigkeit gegen diejenigen ein, die es verachten. Gerechtigkeit so darzustellen heißt, sich nicht nur staatsmännisch, sondern auch national zu fühlen und zu handeln."

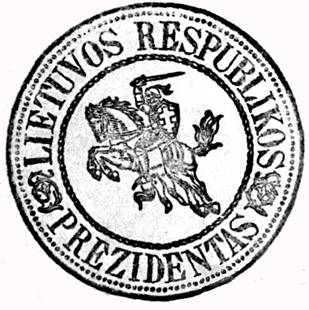
Präsidentensiegel der Republik Litauen mit Vytis, verwendet 1919–1940

Als Litauen 1918–1920 seine Unabhängigkeit wiederherstellte, fertigten mehrere Künstler aktualisierte Versionen des Wappens an. Fast alle enthielten eine Scheide, die in ihren frühesten historischen Versionen nicht zu finden ist. Am beliebtesten wurde eine romantisierte Version von Antanas Žemaitis. Das Pferd schien durch die Luft zu fliegen (Wappenfigur). Die Ausrüstung war sehr kunstvoll. Zum Beispiel war die Satteldecke sehr lang und dreigeteilt. Es gab keine einheitliche oder offizielle Version des Wappens. Um auf Beschwerden der Bevölkerung einzugehen, wurde 1929 eine Sonderkommission eingesetzt, um die besten Vytis-Exemplare aus dem 16. Jahrhundert zu analysieren und ein offizielles Staatsemblem zu entwerfen. Mstislaw Walerianowitsch Dobuschinski war der Hauptkünstler. Die Kommission arbeitete 5 Jahre lang, aber ihre Version wurde nie offiziell bestätigt. In der Zwischenzeit wurde ein Design von Juozas Zikaras zur offiziellen Verwendung auf litauischen Münzen eingeführt.
Die Säulen der Gediminas und das Doppelkreuz der Jagiellonen wurden in der ersten Hälfte des 20. Jahrhunderts nach der Wiederherstellung des unabhängigen Staates Litauen am 16. Februar 1918 besonders häufig verwendet. Diese Symbole wurden als Erkennungszeichen von den litauischen Landstreitkräften, der litauischen Luftstreitkräfte und anderen Behörden übernommen. Es wurde verwendet, um litauische Münzen, Banknotenorden, Medaillen und Abzeichen zu schmücken und wurde zum Attribut zahlreicher öffentlicher Gesellschaften und Organisationen. Zum Gedenken an den 500. Todestag von Großherzog Vytautas dem Großen wurden 1930 in litauischen Städten und Gemeinden Fahnen gehisst, die mit den Säulen der Gediminas geschmückt waren. Darüber hinaus wurde ihm zu Ehren im selben Jahr ein litauischer Staatspreis eingeführt – der Orden Vytautas des Großen, der für herausragende Verdienste um den litauischen Staat verliehen wurde und seit 1991 noch heute verliehen wird.
1919 wurde das Doppelkreuz der Jagiellonen zum Kreuz für die Heimat ernannt und auf einer der höchsten litauischen Staatsauszeichnungen – dem Orden des Vytis-Kreuzes – verliehen, der für mutige Taten bei der Verteidigung der Freiheit und Unabhängigkeit verliehen wurde von Litauen (Der Orden wurde nach der Besetzung Litauens abgeschafft, aber 1991 wiederhergestellt). Gemäß einem Präsidialerlass vom 3. Februar 1920, herausgegeben vom litauischen Präsidenten Antanas Smetona, wurde das Heimatkreuz in Vytis-Kreuz umbenannt. 1928 wurde der Orden des litauischen Großfürsten Gediminas eingeführt und den Bürgern Litauens für herausragende Leistungen in zivilen und öffentlichen Ämtern verliehen (er wurde ebenfalls nach den Besetzungen Litauens abgeschafft, aber 1991 wieder eingeführt).
Vytis war das Staatswappen der Republik Litauen bis 1940, als die Republik von der Sowjetunion besetzt wurde und nationale Symbole unterdrückt wurden; diejenigen, die sie dennoch zeigten, wurden streng bestraft. Die Litauische SSR erhielt ein Wappen nach dem Vorbild anderer sowjetischer Wappen. Mit der Zerfall der Sowjetunion wurden die Vytis zusammen mit den Säulen von Gediminas und der Nationalflagge zu Symbolen der Unabhängigkeitsbewegung in Litauen. Die sowjetischen Behörden Litauens legalisierten 1988 die öffentliche Zurschaustellung von Vytis.

Wappen der Republik Litauen in der Zwischenkriegszeit
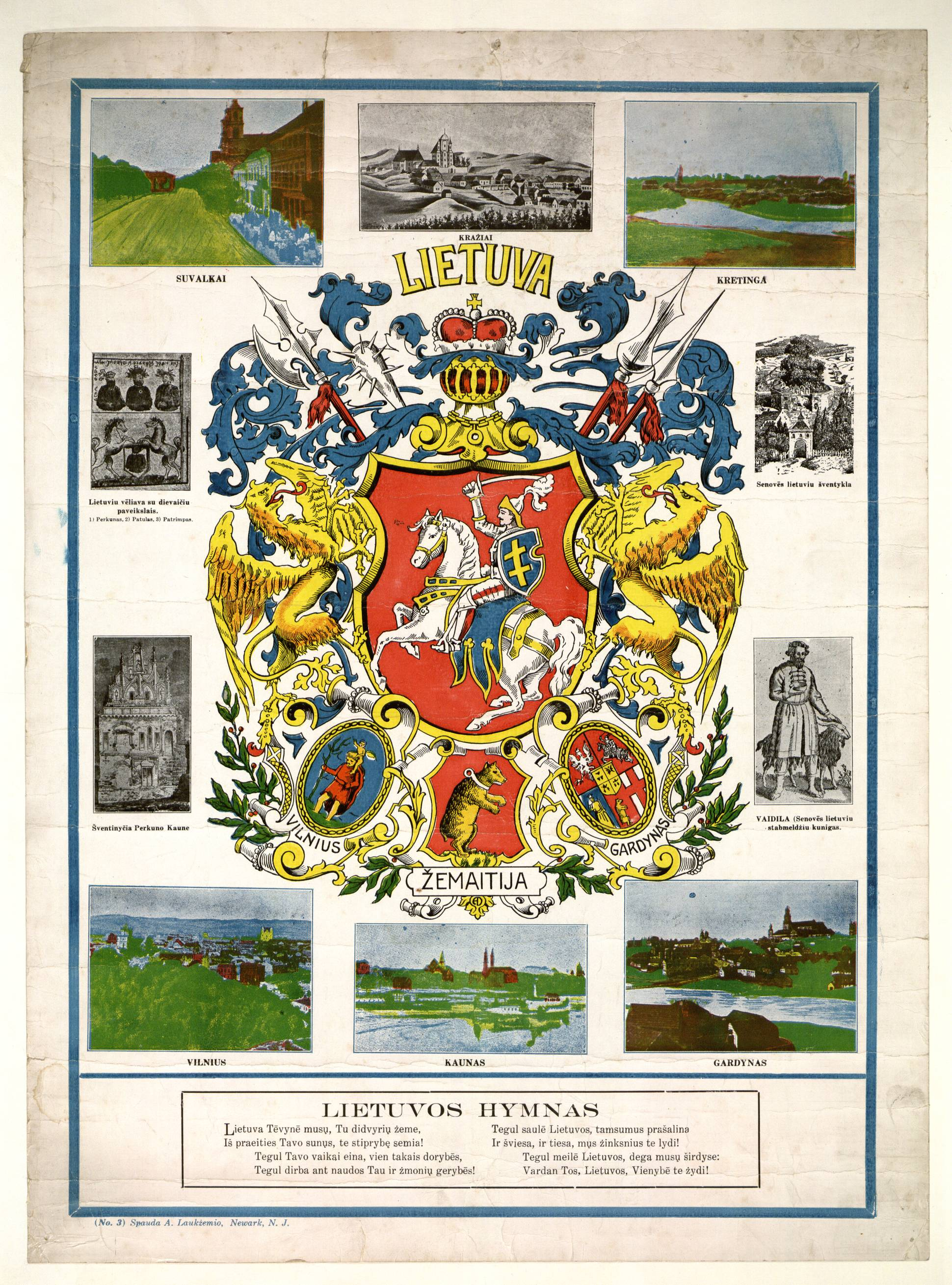
Eine unbekannte Version des Wappens der Ersten Litauischen Republik, wahrscheinlich ihres größeren Wappens
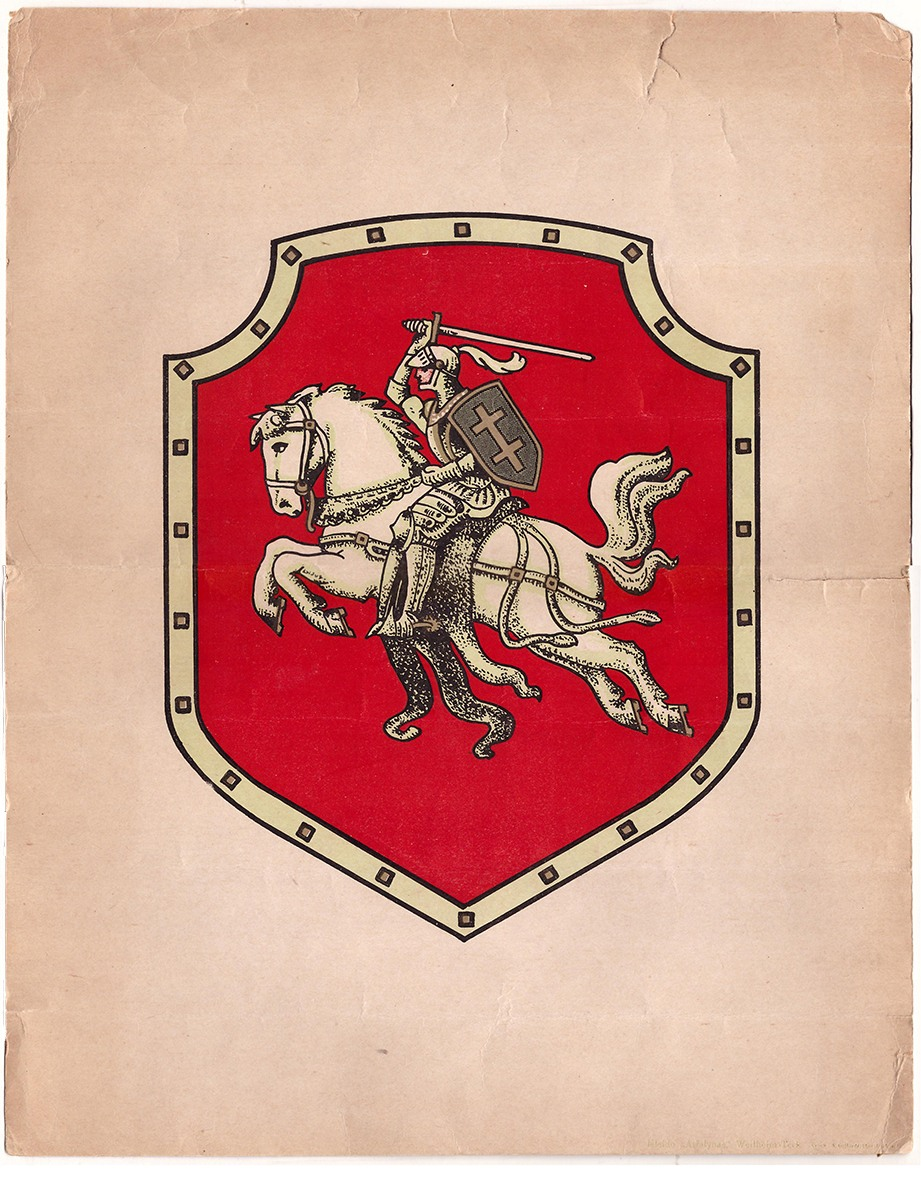
Ein Entwurf von Vytis von Antanas Žemaitis; beliebt im unabhängigen Litauen der Zwischenkriegszeit
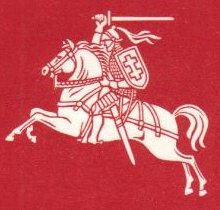
Juozas Zikaras Design von Vytis (1925), weit verbreitet auf den litauischen Münzen der Zwischenkriegszeit
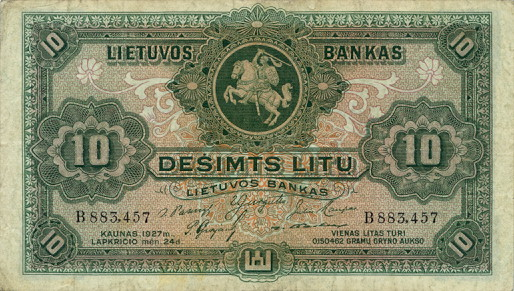
Eine Banknote von 10 litauischen Litas mit Vytis und den Säulen der Gediminas, 1927
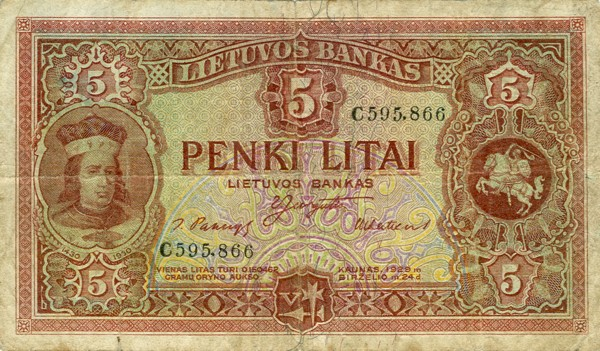
Eine Banknote von 5 litauischen Litas mit Vytautas dem Großen und Vytis, 1929
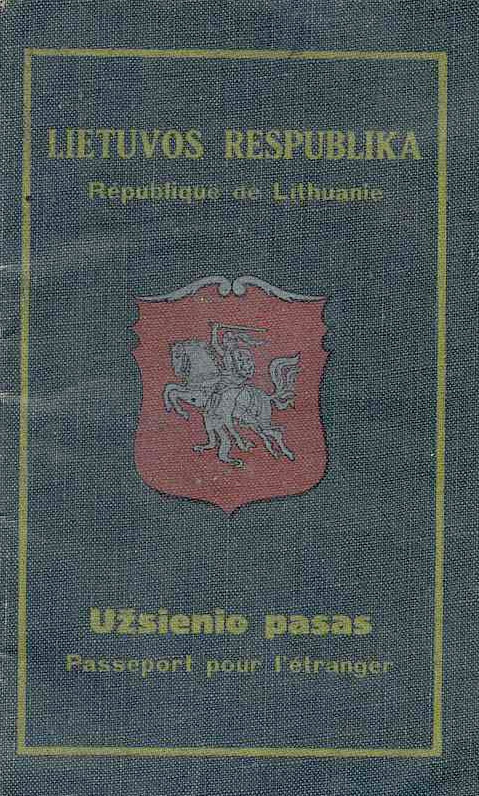
Ein ausländischer Pass der Republik Litauen mit Vytis, der bis zur Annexion 1940 verwendet wurde
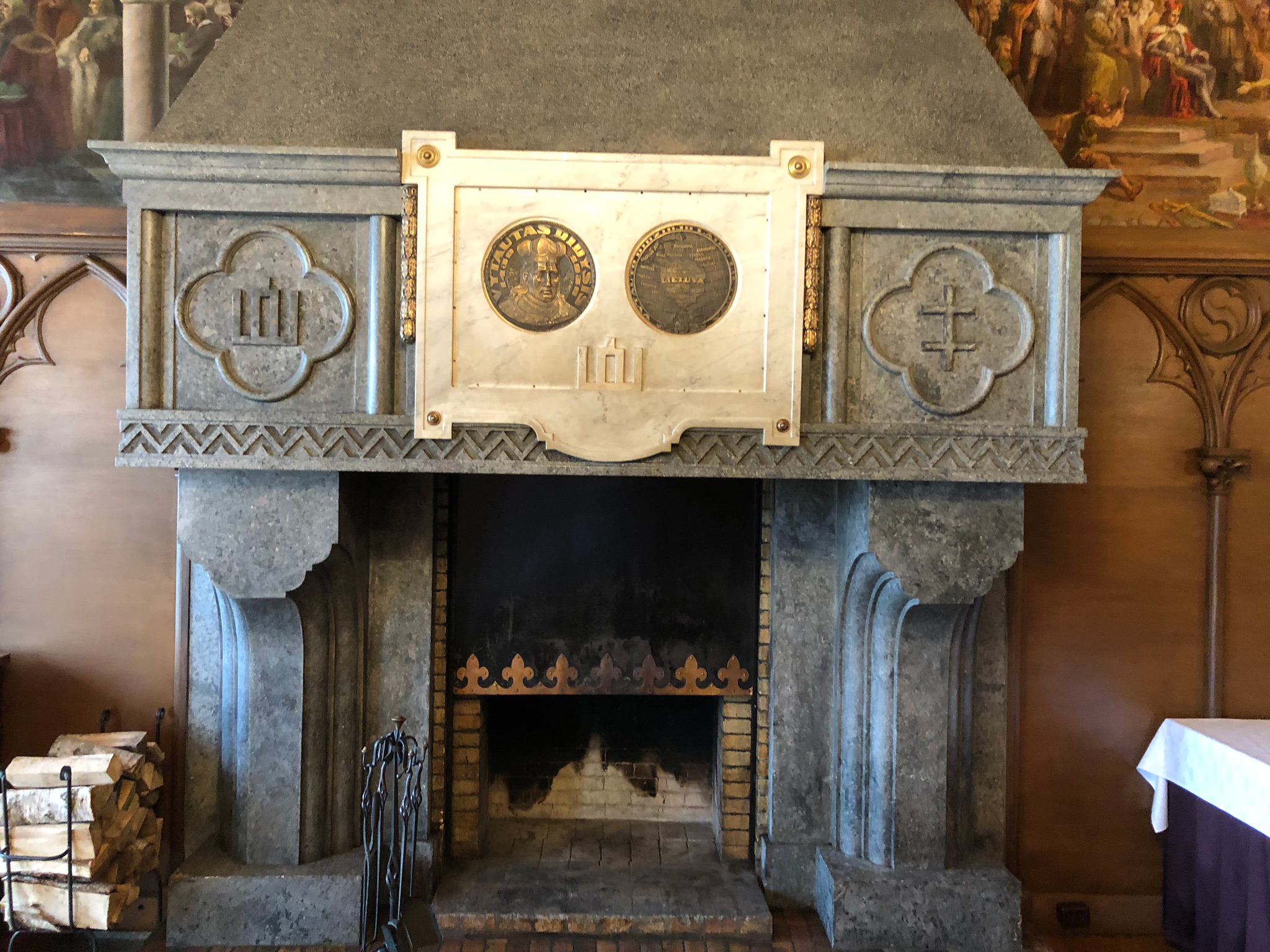
Ein Kamin eines Wohnzimmers von Vytautas dem Großen im Klubgebäude der Garnisonsoffiziere von Kaunas
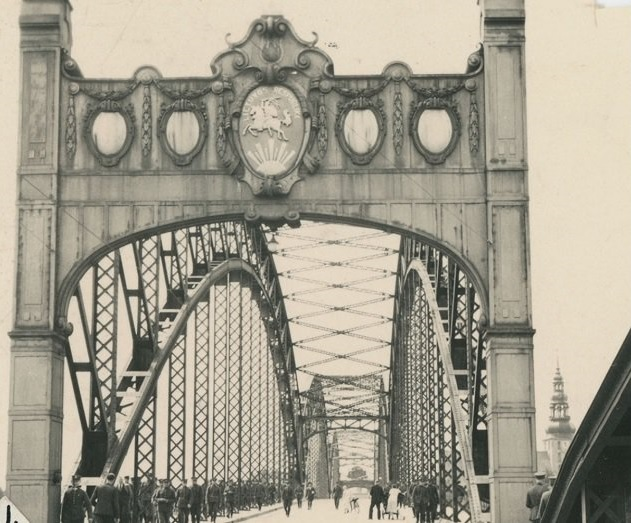
Die Königin-Luise-Brücke, die damals die litauische Stadt Panemunė mit der preußischen Stadt Tilsit verband, wurde 1937 mit Vytis geschmückt
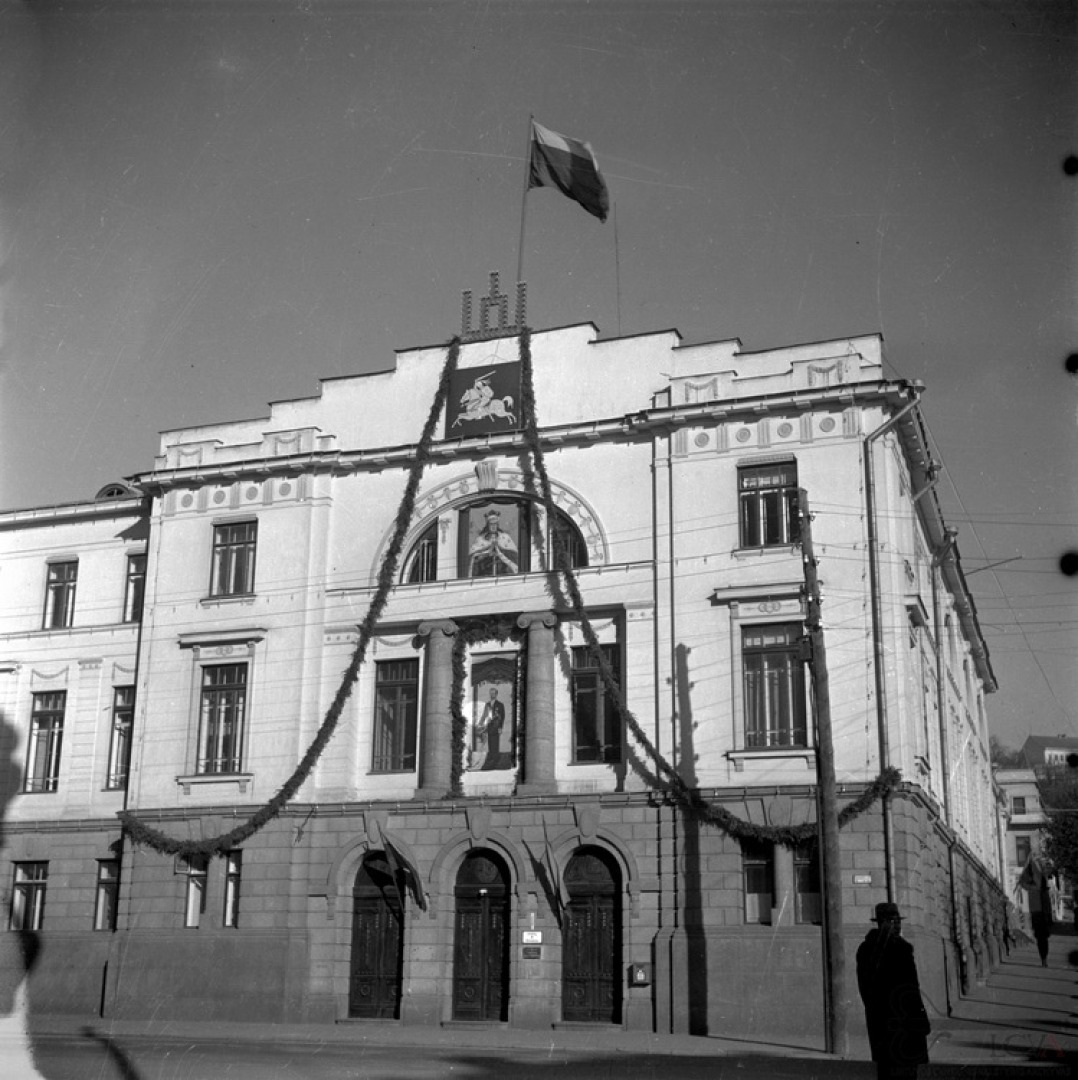
Gebäude des litauischen Finanzministeriums in Kaunas, geschmückt mit Porträts von Antanas Smetona, Vytautas dem Großen, Vytis und den Säulen von Gediminas, 1930
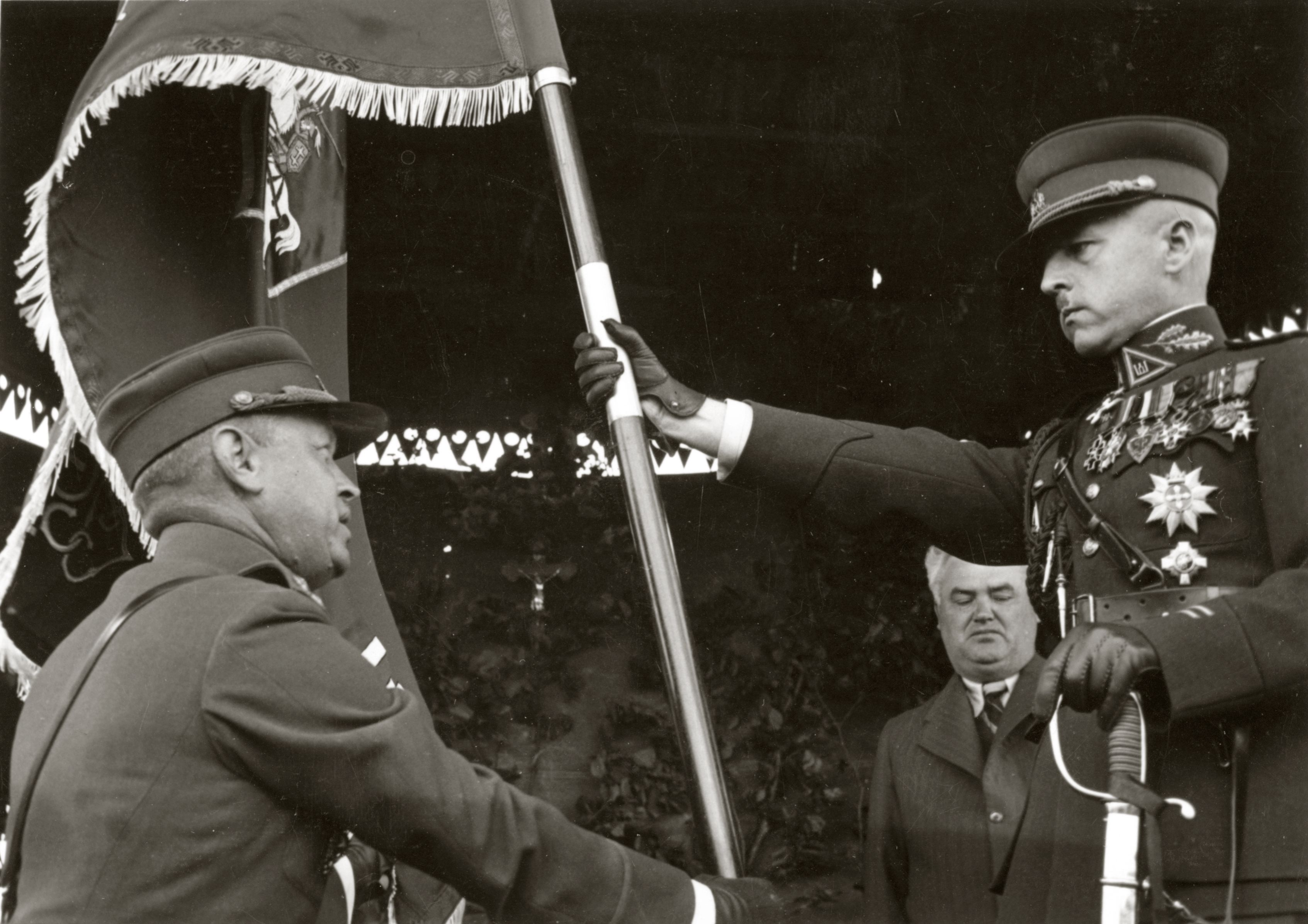
Der Kommandeur der Litauischen Streitkräfte Stasys Raštikis hält die Flagge der litauischen Armee mit Vytis, während ein litauischer Soldat seine Treue schwört, indem er davor kniet
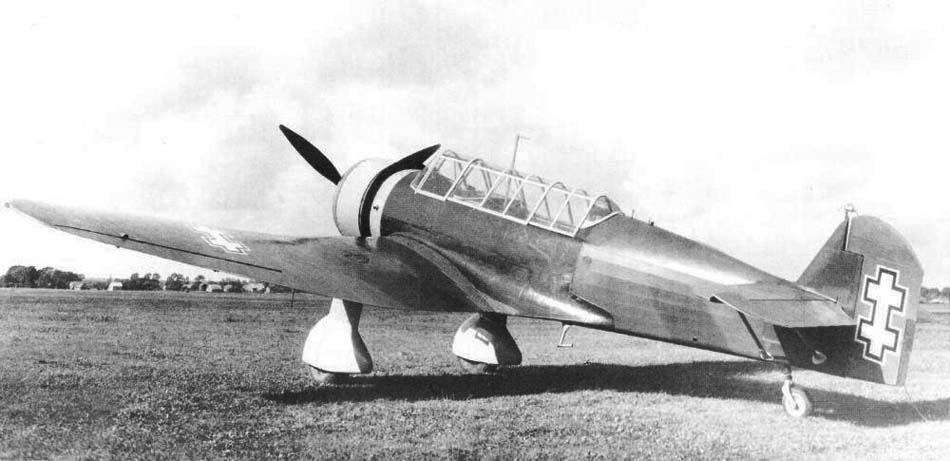
Ein litauischer Bomber-Aufklärungs-Eindecker ANBO VIII mit dem Doppelkreuz der Jagiellonen, konstruiert von dem litauischen Luftfahrtingenieur Antanas Gustaitis, 1939
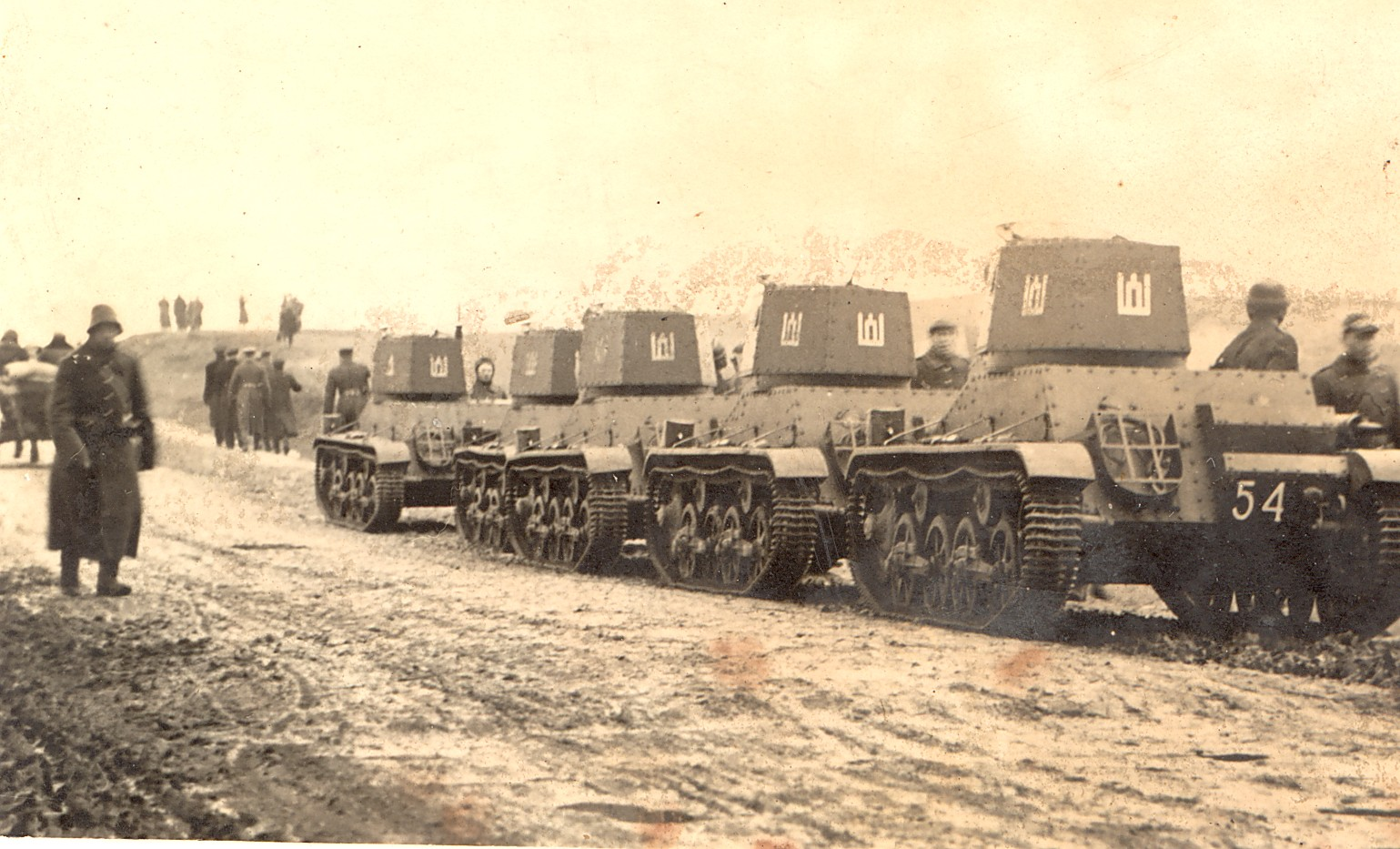
Litauische Vickers-Leichtpanzer M1936 mit den Gediminas-Säulen auf dem Weg zur litauischen Hauptstadt Vilnius im Jahr 1939
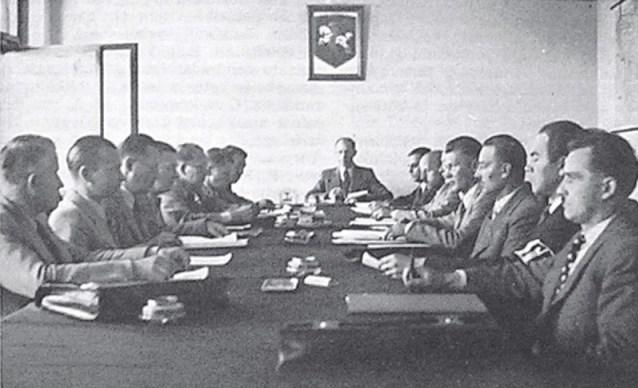
Sitzung der Provisorischen Regierung Litauens, die versuchte, die Eigenstaatlichkeit der Zwischenkriegsrepublik während des Juniaufstands in Litauen im Jahr 1941 wiederherzustellen
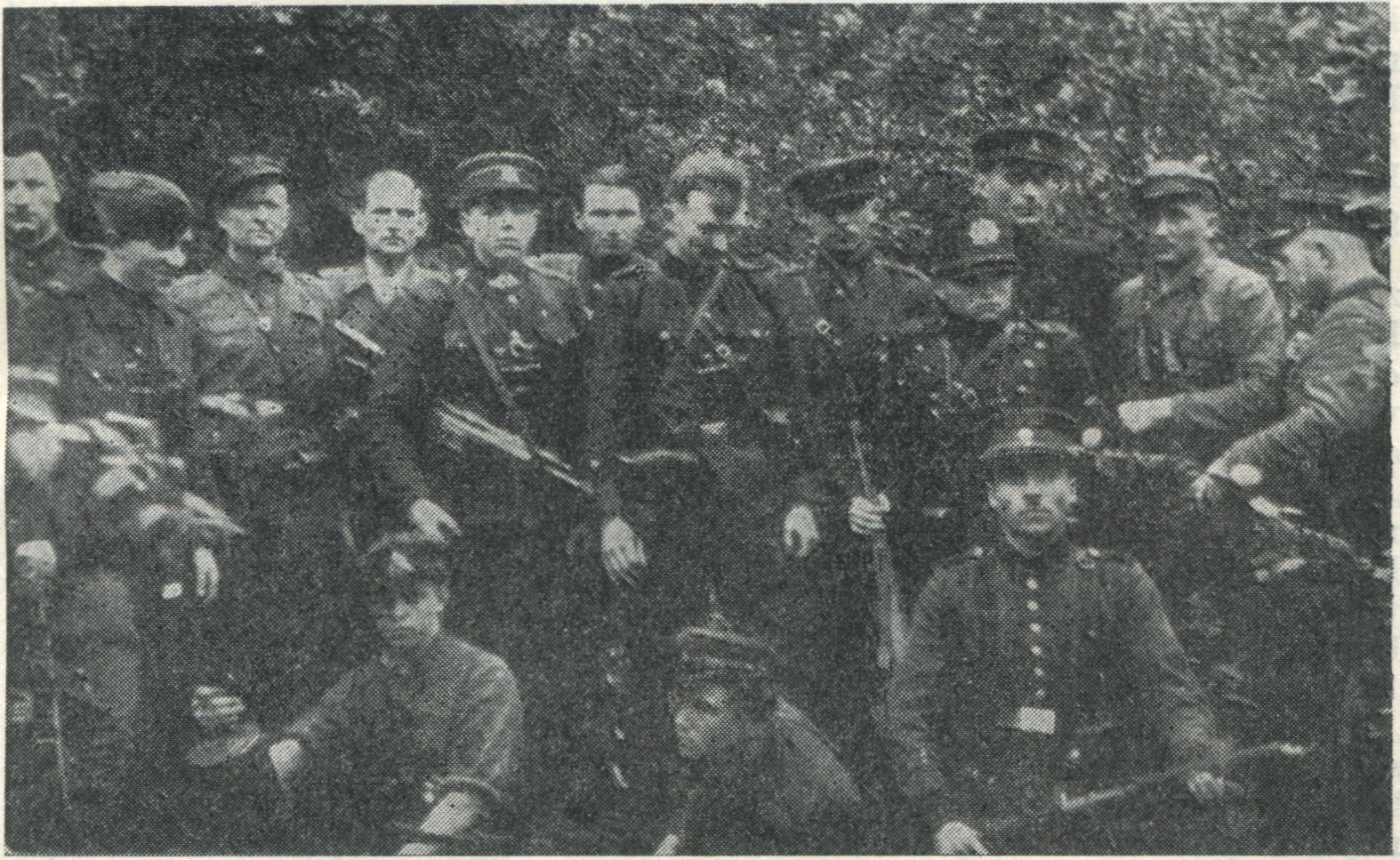
Die litauischen Partisanen kämpften 1944–1953 mit den Besatzern und trugen die litauischen Uniformen und Symbole der Zwischenkriegszeit

### Republik Litauen in der Zeit nach dem Kalten Krieg

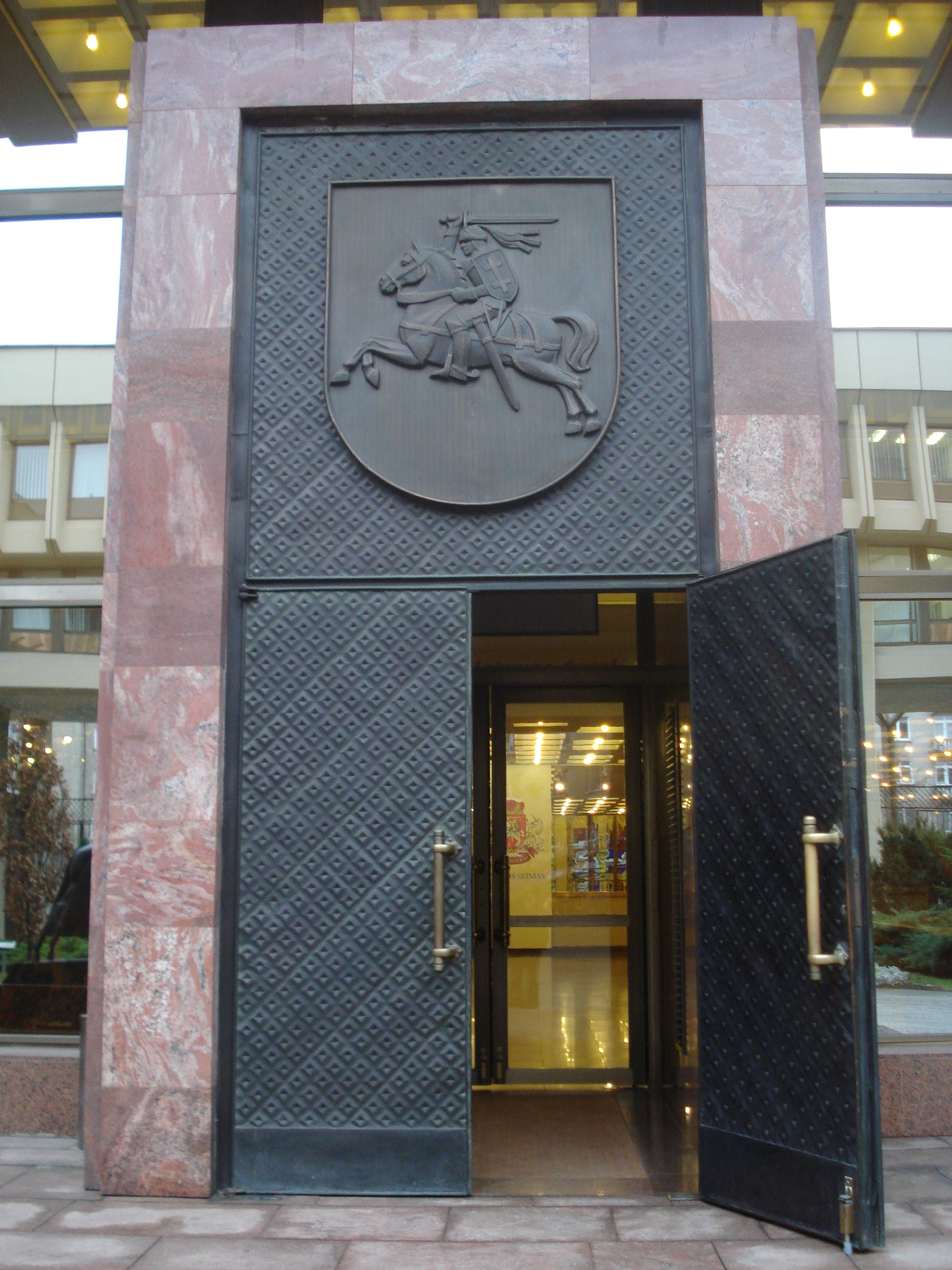
Haupttore des Palastes der Seimas mit Vytis in Vilnius

Am 11. März 1990 erklärte Litauen seine Unabhängigkeit und stellte alle seine nationalen Symbole aus der Vorkriegszeit wieder her, einschließlich seines historischen Wappens Vytis. Am 20. März 1990 genehmigte der Oberste Rat Litauens (Restituierender Seimas) die Beschreibung des Staatswappens und legte die wichtigsten Vorschriften für seine Verwendung fest. Das Design basierte auf der Version von Juozas Zikaras. Dies sollte zeigen, dass Litauen die Traditionen des Staates wieder aufnahm, der zwischen 1918 und 1940 existierte. Am 4. September 1991 wurde ein neues Design von Arvydas Každailis auf der Grundlage der Empfehlungen einer speziellen litauischen Heraldikkommission genehmigt. Es verzichtete auf romantische Zwischenkriegsinterpretationen und erinnerte an die Zeit des Großherzogtums Litauen. Trotzdem stellte es die ursprünglichen Farben und Metalle (Rot, Blau, Silber und Gold) aus der Regierungszeit von Großherzog Vytautas dem Großen wieder her, versetzte Pferd und Reiter jedoch in eine angeblich „defensivere“ Haltung. Die Wiederbelebung historischer Farben und des historischen Wappens Vytis bedeutete, dass die Republik Litauen nicht nur Erbe und Nachfolger der Traditionen der Staatlichkeit des unabhängigen Litauens von 1918–1940, sondern auch des Großherzogtums Litauen ist. Die Verfassung der Republik Litauen, die von den Bürgern der Republik Litauen im Verfassungsreferendum vom 25. Oktober 1992 angenommen wurde, besagt, dass das Staatswappen ein weißer Vytis auf rotem Feld sein soll. Trotz der neu eingeführten Každailis-Variante von Vytis zeigten die litauischen Litas-Münzen das Design von Zikaras, bis sie 2015 durch den Euro ersetzt wurden.
Am 10. April 1990 verabschiedete der Oberste Rat Litauens (Restituierender Seimas) das Gesetz über die Staatswappen, Embleme und andere Insignien der Republik Litauen, das die Verwendung des litauischen Staatswappens Vytis und des historischen regelt nationale Symbole Litauens. Gemäß dem 6. Artikel dieses Gesetzes sind die historischen Nationalsymbole Litauens das Doppelkreuz der Jagiellonen und die Säulen von Gediminas.
Im Jahr 2004 bestätigte Litauens Seimas eine neue Variante des Vytis auf der historischen Flagge Litauens. Es ist auf einem rechteckigen roten Stoff abgebildet und erinnert an die alten Schlachtflaggen des Großherzogtums Litauen. Die Flagge ersetzt nicht die gelb-grün-rote dreifarbige Nationalflagge Litauens und wird zu besonderen Anlässen, Jubiläen und Gebäuden von historischer Bedeutung verwendet (zum Beispiel, Palast der Großfürsten von Litauen, Inselburg Trakai, Schloss Medininkai). Im historischen und modernen Kontext würde die rote Farbe das Blut symbolisieren, das für den Kampf der Freiheit des Großfürstentum Litauen, der Befreiungsbewegungen während der Aufstände von 1830–1833 und 1860–1863 im ehemaligen Territorium von Polen-Litauen und der Befreiungsbewegungen während der sowjetischen Besetzung steht und deshalb in dem Wappen zu verankern wäre.
Derzeit wird vorgeschlagen, eine größere Version des Wappens anzunehmen. Es würde eine Zeile aus Tautiška giesmė, der Nationalhymne Litauens, Vienybė težydi ‚Möge Einheit blühen‘ enthalten. Die Seimas verwenden bereits eine größere Version des Wappens mit diesem Satz als Motto, zusammen mit zwei Unterstützern: der Geschickte ein silberfarbener Greif mit Schnabel und Gliedern oder schmachtende Gules und der finstere ein silberfarbenes Einhorn, bewaffnet und ungeregelt oder, schmachtende Gules und der herzogliche Hut auf dem Schild. Der litauische Präsident verwendet nur den Schild und die Unterstützer.
Litauen ist der Eurozone beigetreten, indem es am 1. Januar 2015 den Euro eingeführt hat. Die Designs der litauischen Euro-Münzen haben für alle Stückelungen eine ähnliche nationale Seite mit dem Vytis und dem litauischen Landesnamen – Lietuva. Das Design wurde am 11. November 2004 nach einer von der Bank von Litauen durchgeführten Meinungsumfrage bekannt gegeben. Das Pferd springt wieder nach vorne, wie in traditionelleren Versionen.
Gintautas Genys veröffentlichte einen dreibändigen historischen Abenteuerroman Pagaunės medžioklė ‚Die Jagd nach Pagaunė‘, der verschiedene Perioden der Geschichte Litauens analysiert: Der erste Band, der 2012 veröffentlicht wurde, handelt vom letzten Jahrzehnt des 18. Jahrhunderts (nahe der dritten Teilung des Königliche Republik der Polnischen Krone und des Großfürstentums Litauen), der zweite Band, erschienen 2014, präsentiert die Vision der Wiederherstellung des Großherzogtums Litauen im klebrigen Netz von Intrigen und Konflikten der Monarchen von Frankreich, Russland und Preußen, während der dritte Band, der 2019 veröffentlicht wurde, den Verlauf der Geschichte Russlands, Polens und Litauens von den 1810er bis 1860er Jahren darstellt und das schreckliche Drama der gegenseitigen Beziehungen zwischen ihnen konsequent und anschaulich enthüllt.
Im Jahr 2023 wurde das Design der litauischen Kfz-Kennzeichen um Vytis erweitert.

Wappen der Republik Litauen in der Zeit nach dem Kalten Krieg
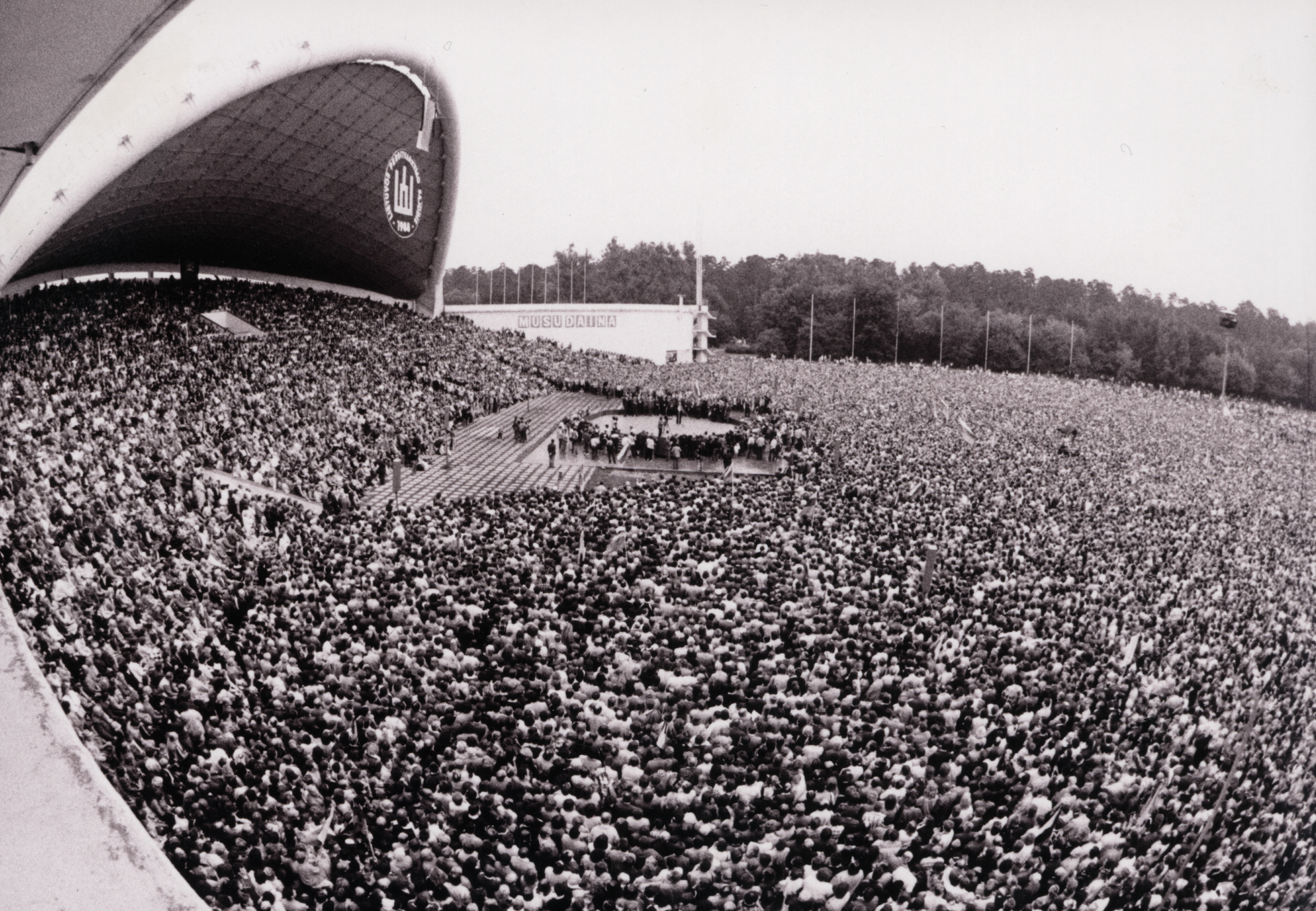
Eine antisowjetische Kundgebung im Vingis-Park mit etwa 250.000 Menschen im Jahr 1988. Die Säulen von Gediminas hängen über der Bühne.
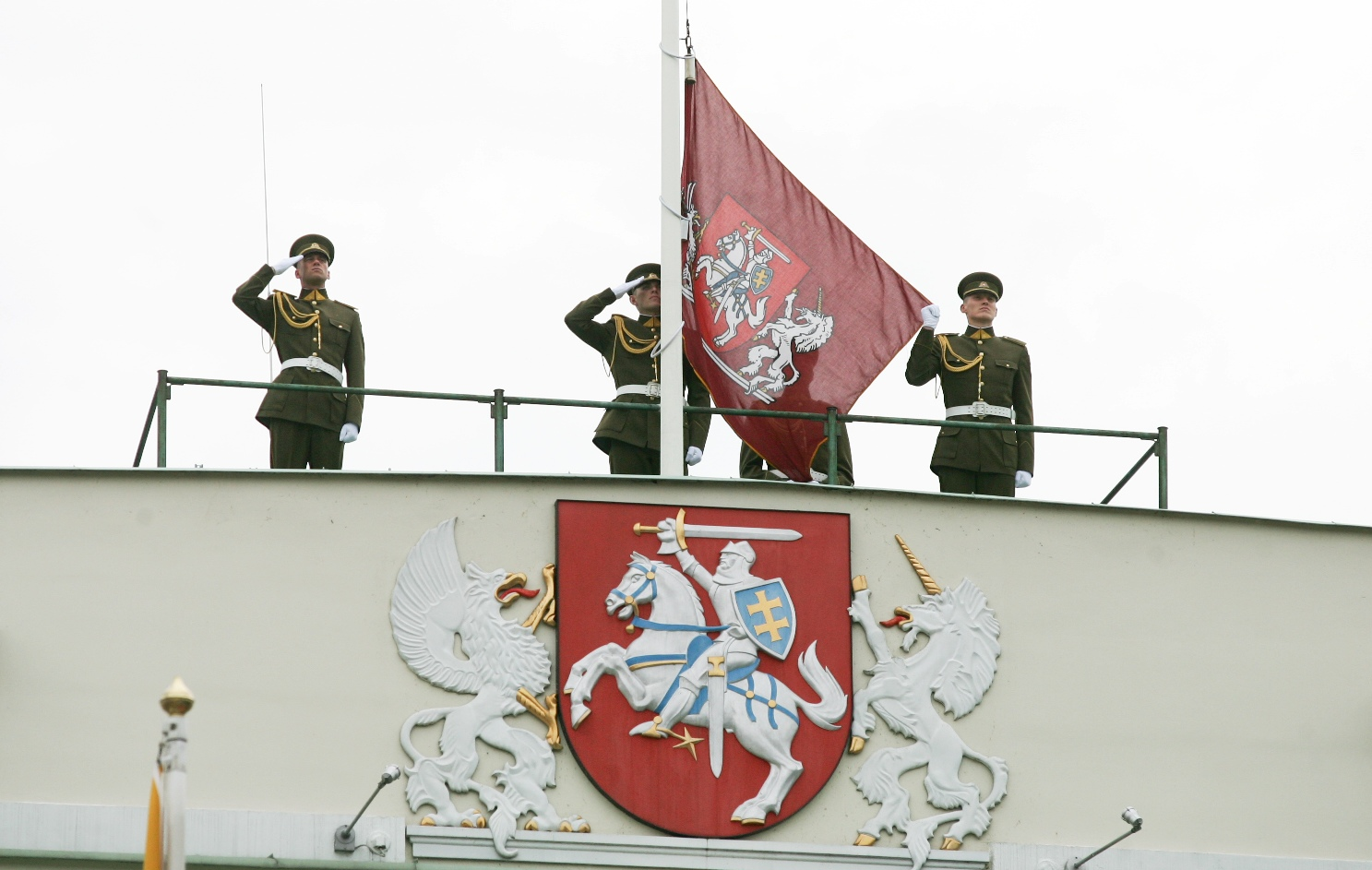
Die Präsidentenversion des Wappens, wie es auf dem Präsidentenpalast abgebildet ist, und die Flagge des litauischen Präsidenten
Die historische Staatsflagge Litauens mit Vytis
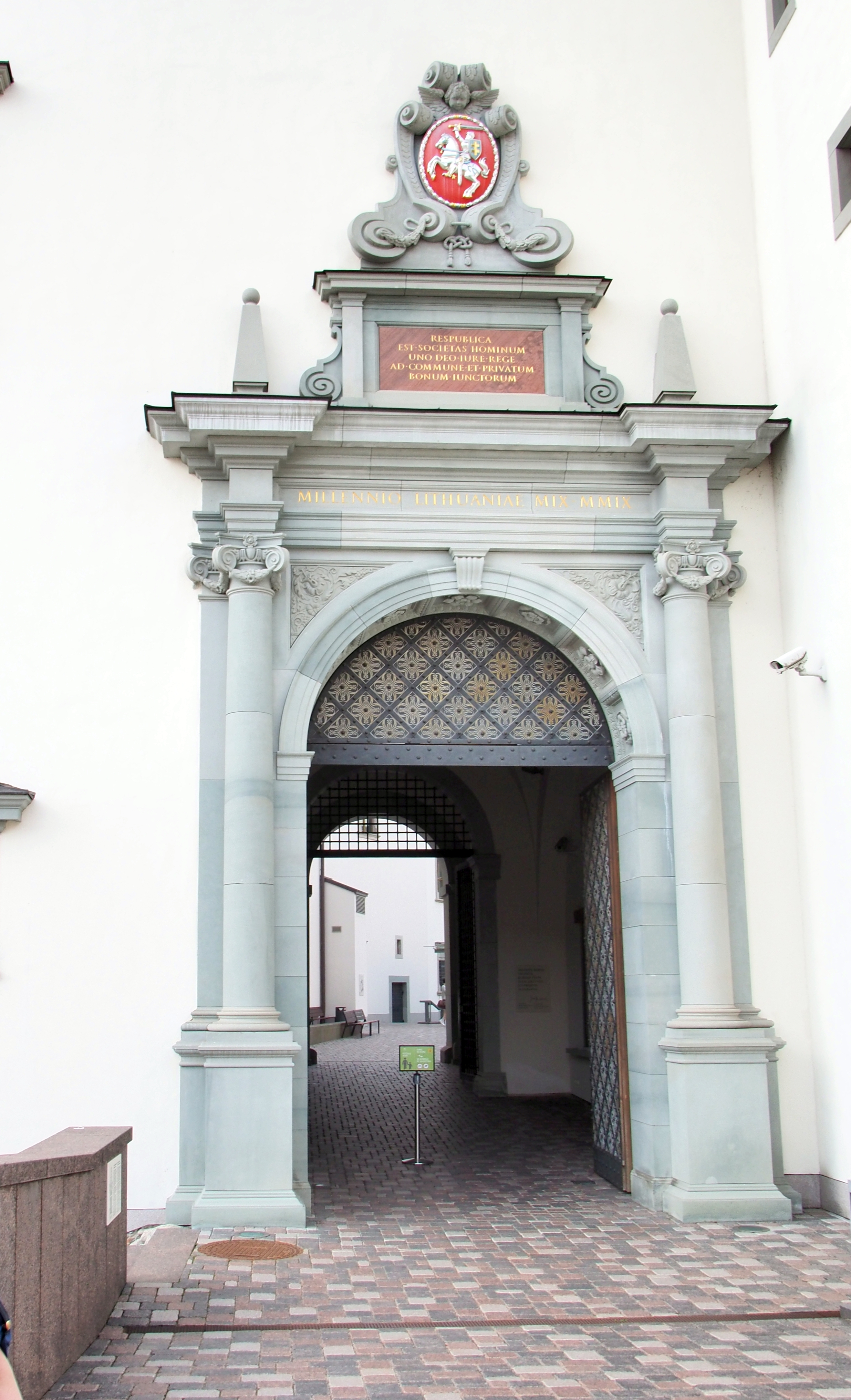
Haupttore des Palastes der Großfürsten von Litauen mit Vytis in Vilnius
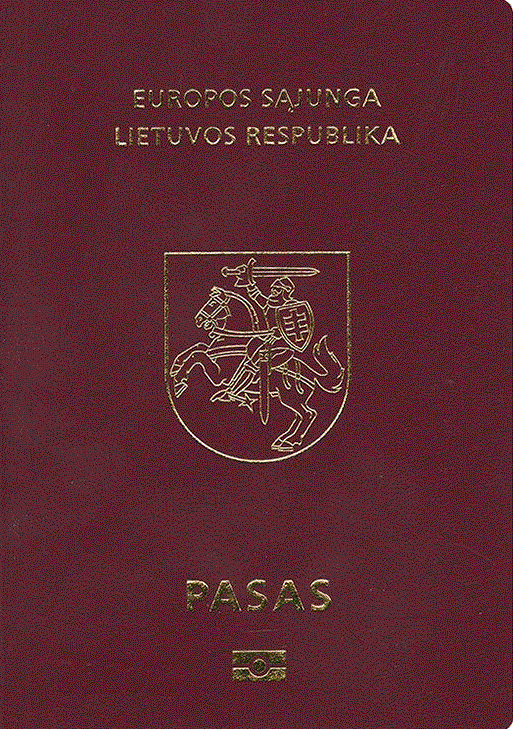
Das aktuelle Passdesign der Republik Litauen
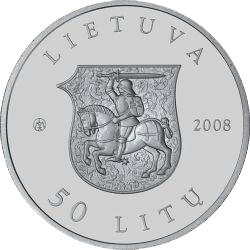
Litas-Gedenkmünze mit historischem Vytis
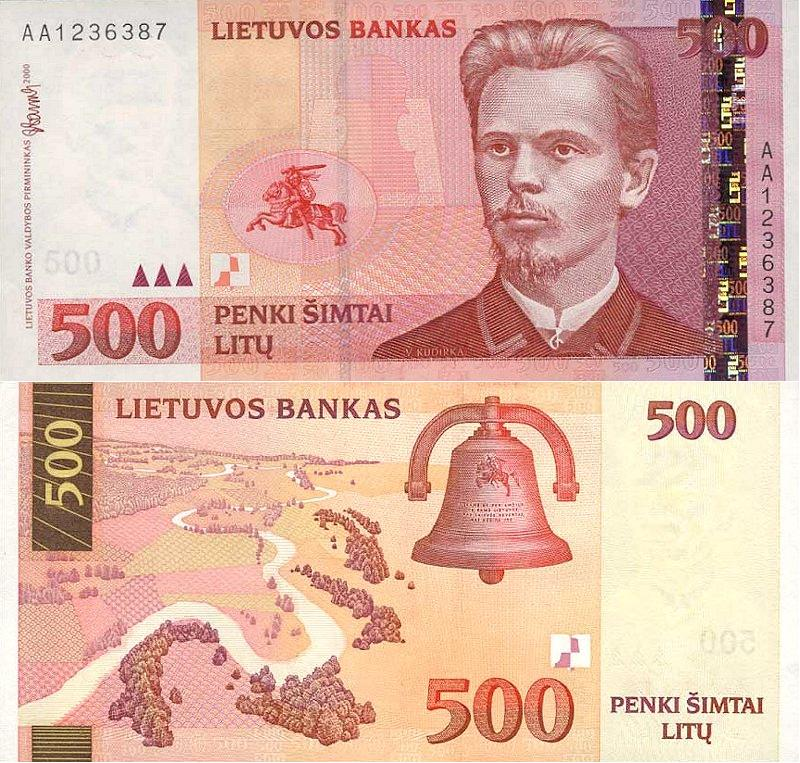
Eine Banknote von 500 litauischen Litas mit Vincas Kudirka und Vytis, 2000
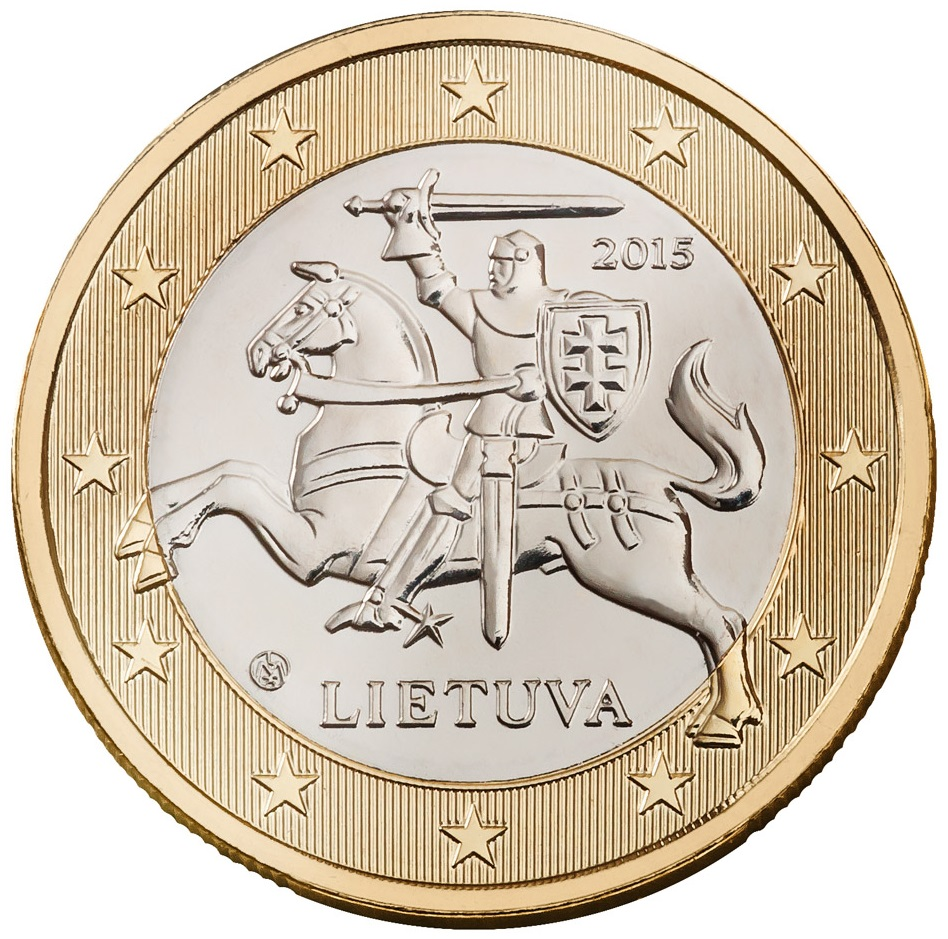
Eine 1-Euro-Münze mit Vytis, verwendet seit dem 1. Januar 2015
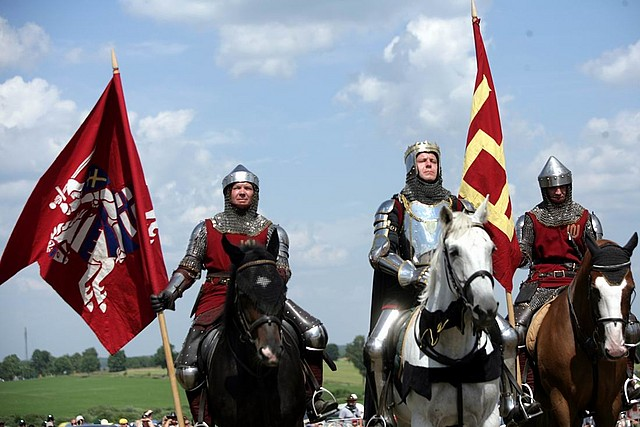
Die litauischen Soldaten mit den Vytis und Säulen von Gediminas während der Rekonstruktion der Schlacht bei Tannenberg (Grunwald)
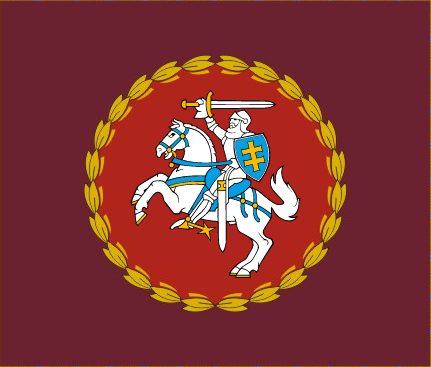
Flagge der litauischen Streitkräfte mit Vytis
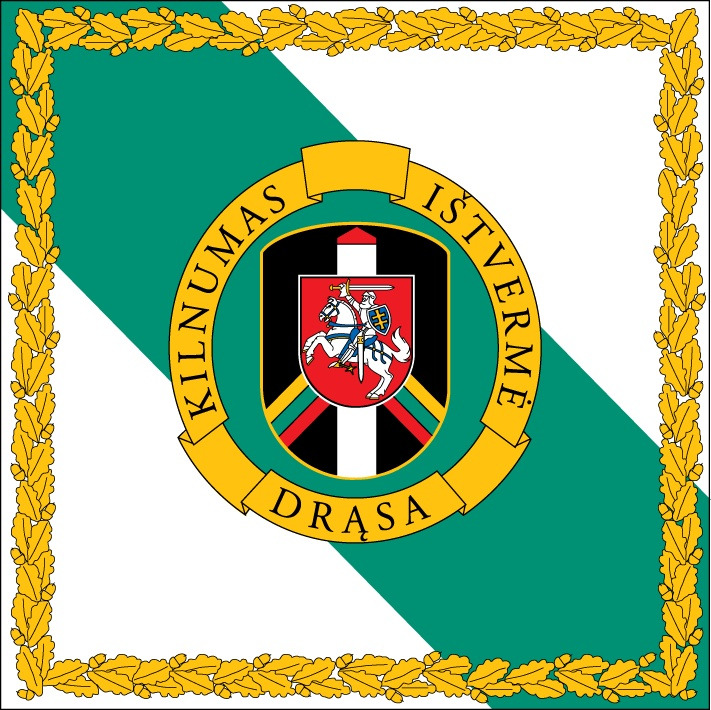
Flagge des litauischen Staates Grenzschutzes
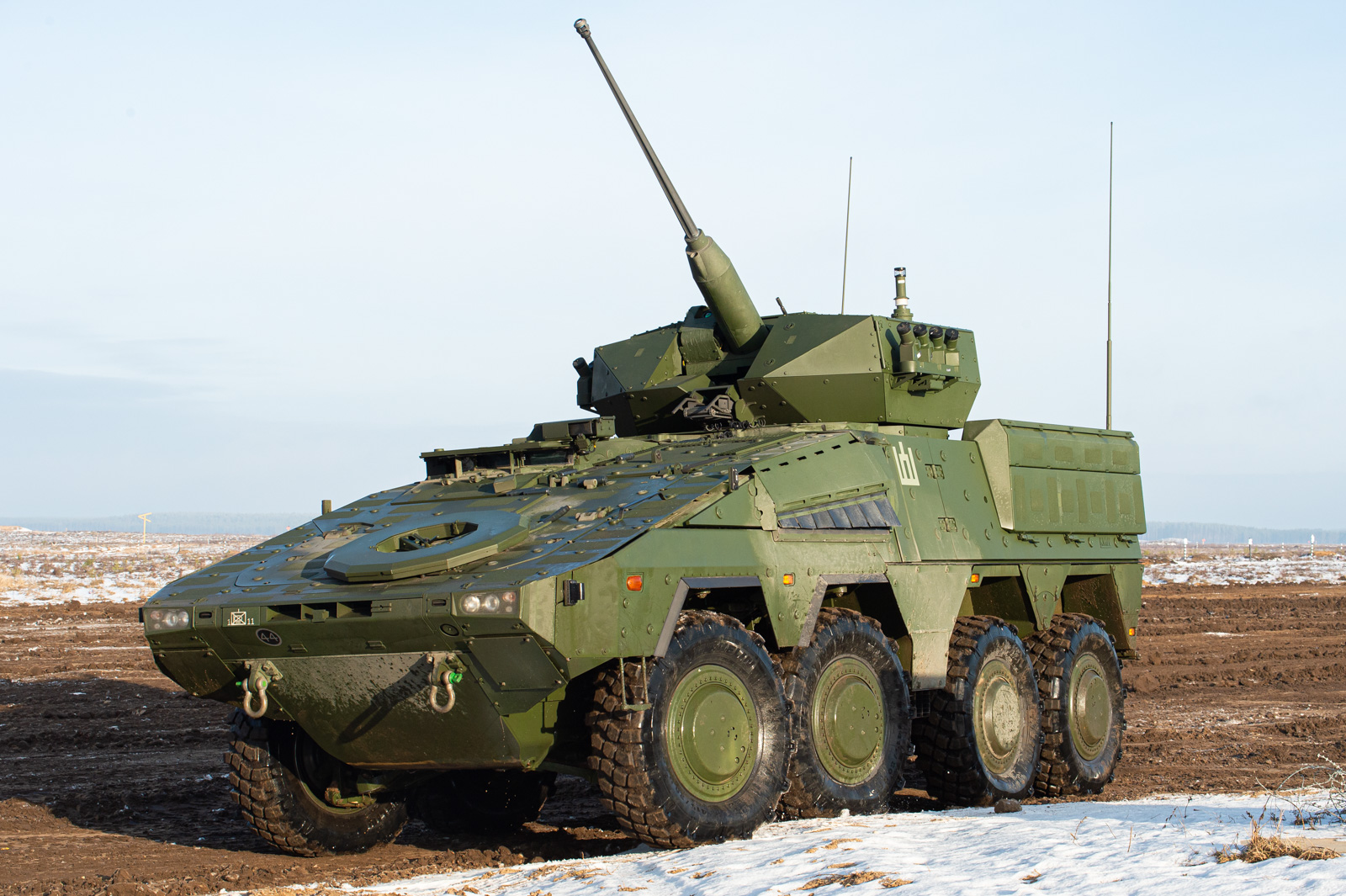
Ein gepanzertes Kampffahrzeug Vilkas (litauische Variante von GTK Boxer) mit den Säulen von Gediminas
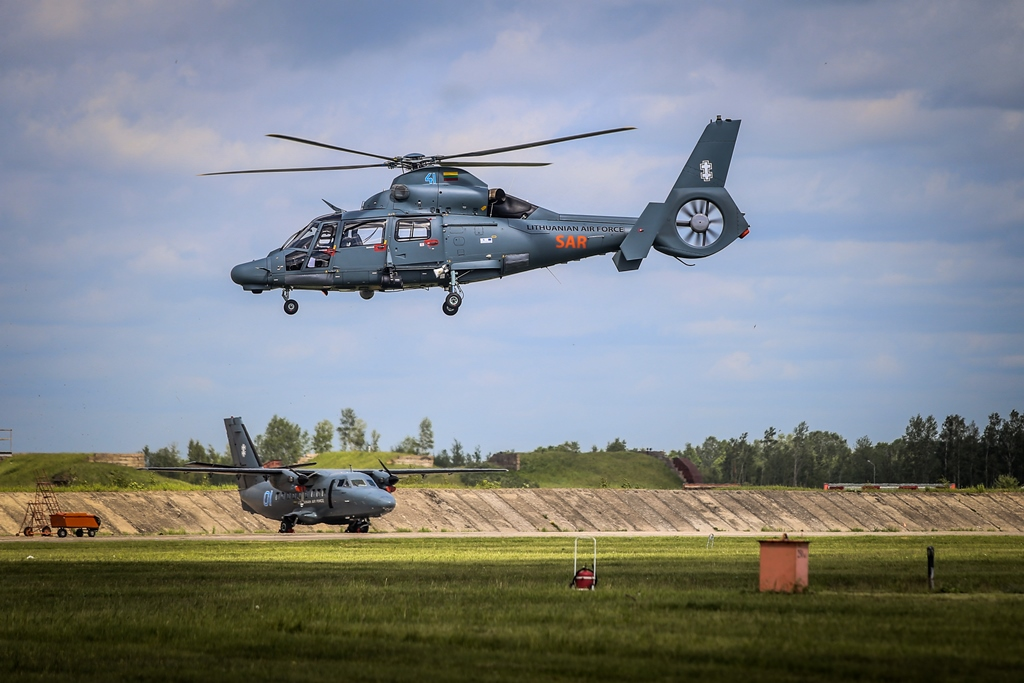
Flugzeug der litauischen Luftstreitkräfte mit dem Doppelkreuz der Jagiellonen im Jahr 2016
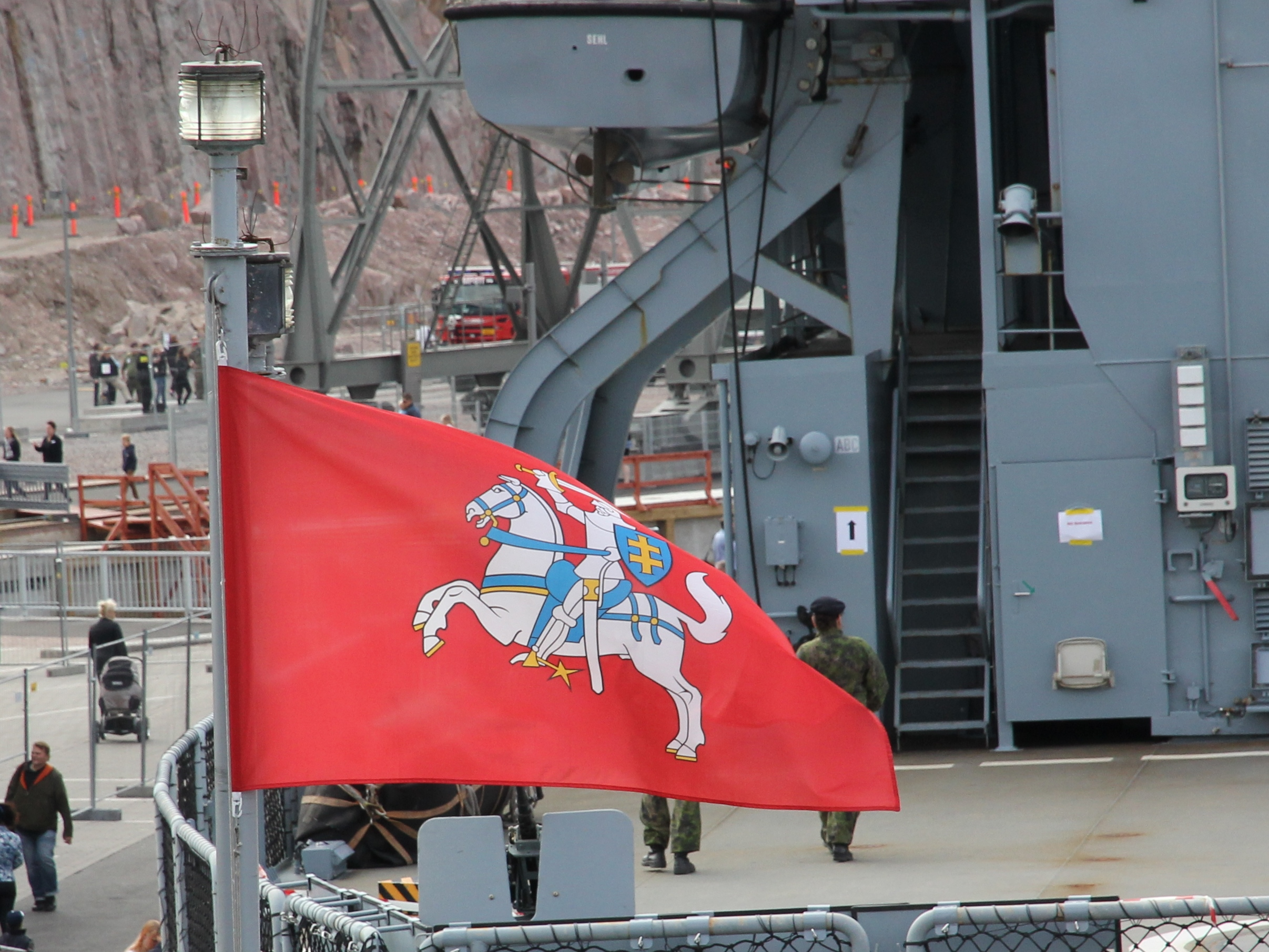
Schiff Jotvingis (N42) der litauischen Seestreitkräfte mit der historischen Staatsflagge Litauens

## Ähnliche Wappen

### Litauen
Kürzlich angenommene Wappen der Bezirke Vilnius und Panevėžys verwenden unterschiedliche Farbschemata und fügen zusätzliche Details zum Grundbild des Ritters zu Pferd hinzu. Mehrere Städte in Litauen verwenden ähnliche Motive wie Vytis. Zum Beispiel ist das Wappen von Liudvinavas pro Pale geteilt. Eine Hälfte zeigt die Vytis und die andere Justitia.

Wappen der litauischen Landkreise, Städte, Gemeinden und Organisationen mit einem Ritter zu Pferd
Wappen der ethnographischen Region Aukštaitija
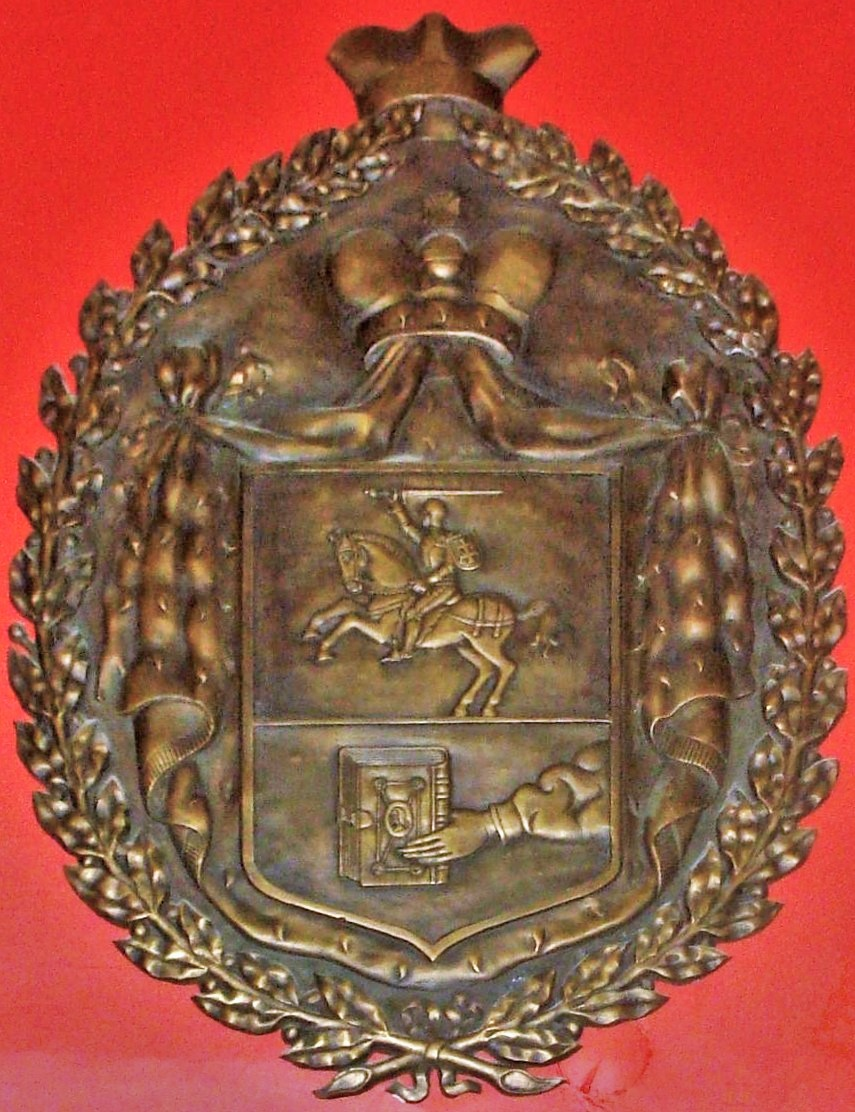
Wappen der Universität Vilnius
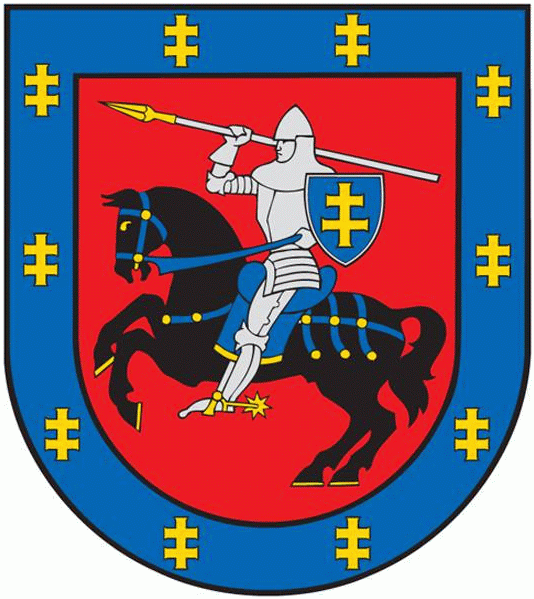
Wappen des Bezirks Vilnius
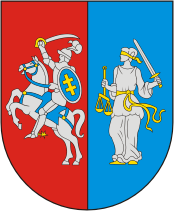
Wappen von Liudvinavas
Wappen des Bezirks Panevėžys
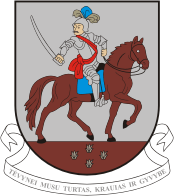
Wappen von Veiviržėnai
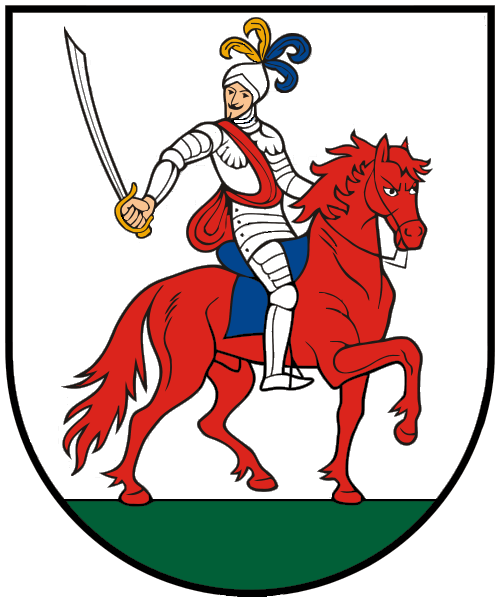
Wappen von Josvainiai
Wappen von Marijampolė
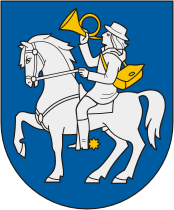
Wappen von Daugailiai
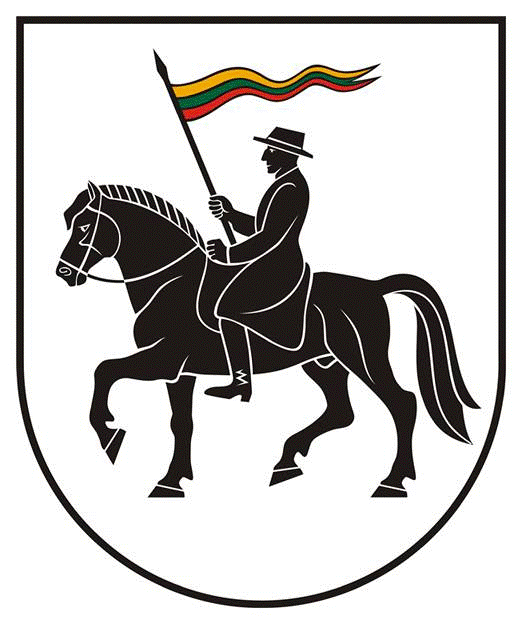
Wappen von Adutiškis

### Polen
Da Litauen und Polen jahrhundertelang eng miteinander verwandt waren, insbesondere während der Zeit des Königliche Republik der Polnischen Krone und des Großfürstentums Litauen, wurde das Wappen Litauens auch in Polen abgebildet.

Verwendung von Vytis (Pogonia) in Polen
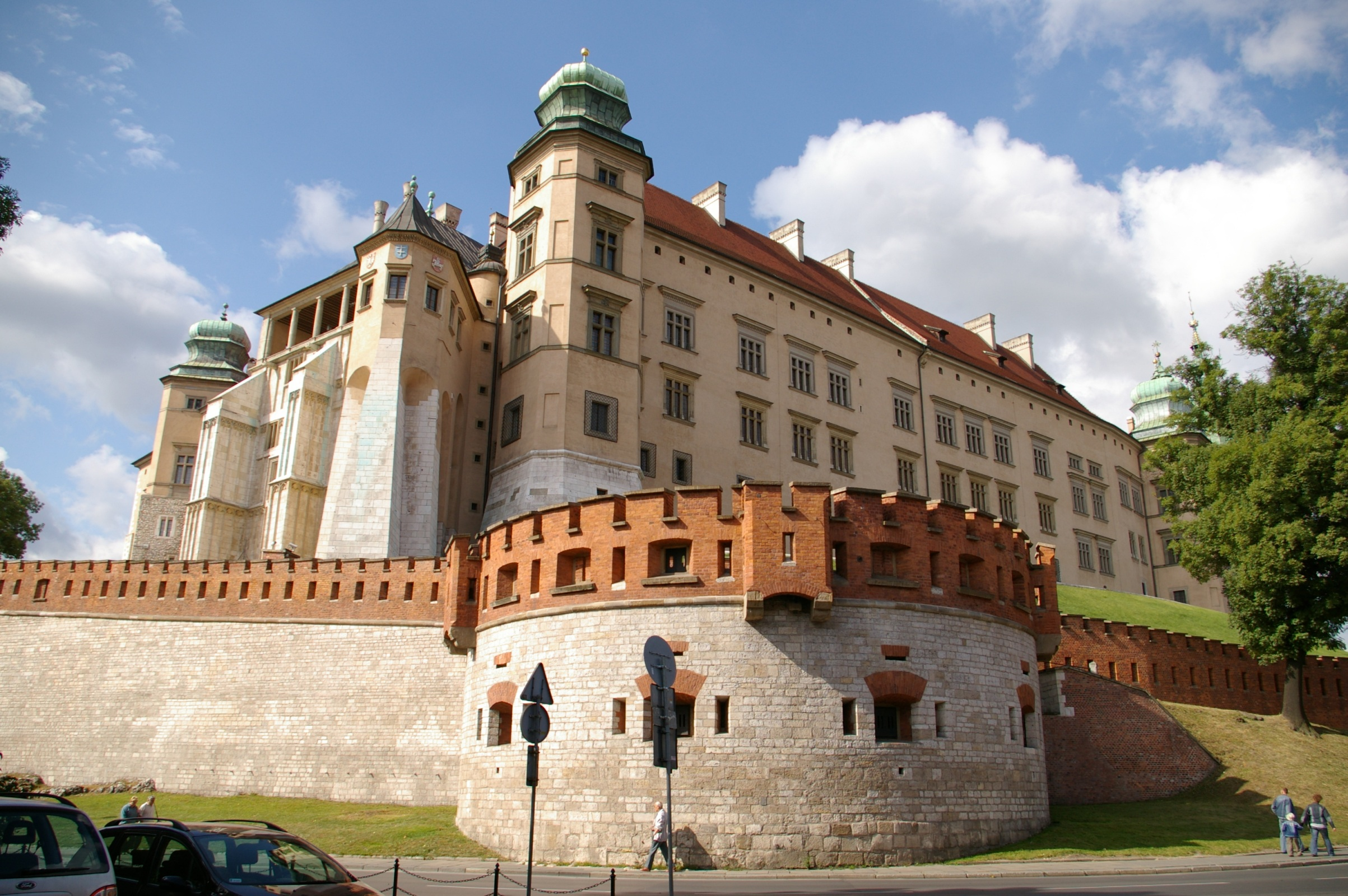
Vytis (Pogonia) ist auf einem der Türme des Schlosses Wawel in Krakau neben dem polnischen Adler und dem Doppelkreuz der Jagiellonen abgebildet
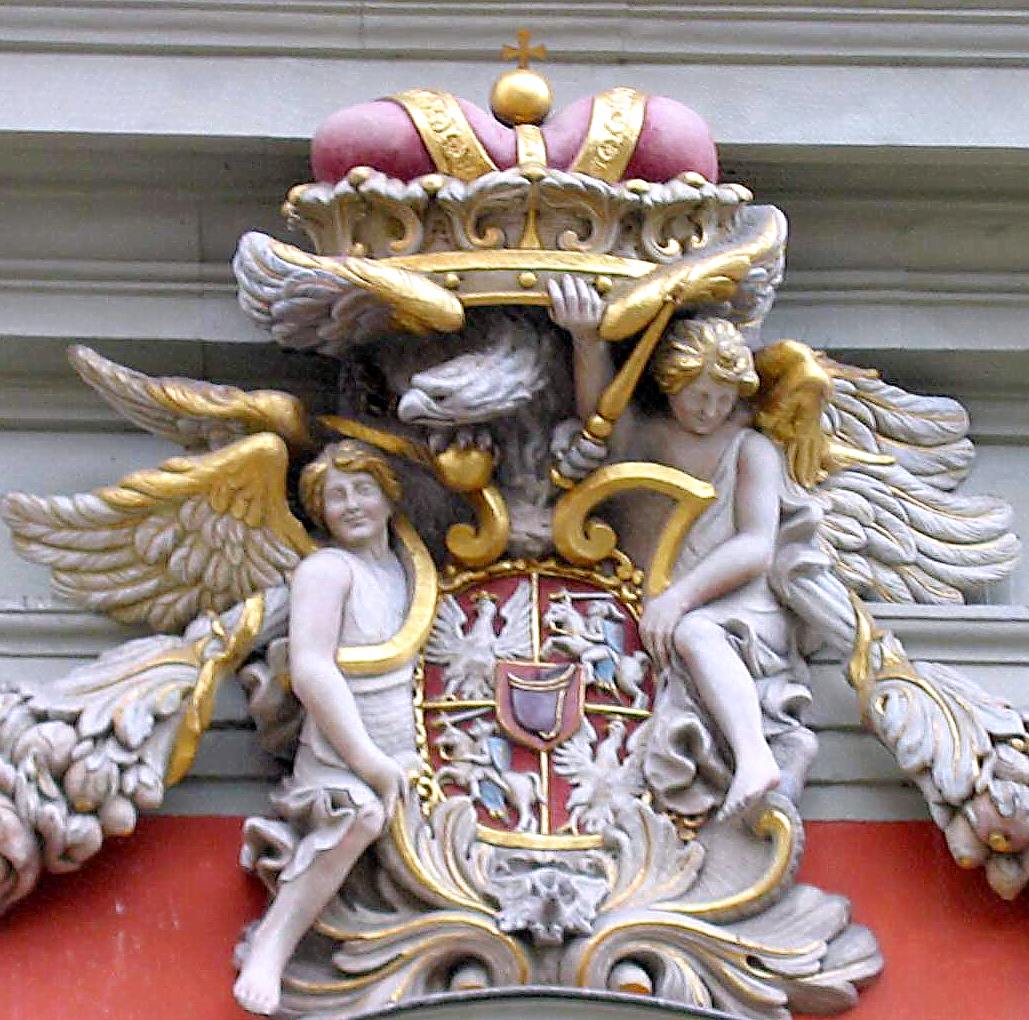
Wappen von Johann III. Sobieski, das die Königliche Kapelle in Danzig mit Vytis (Pogonia) krönt
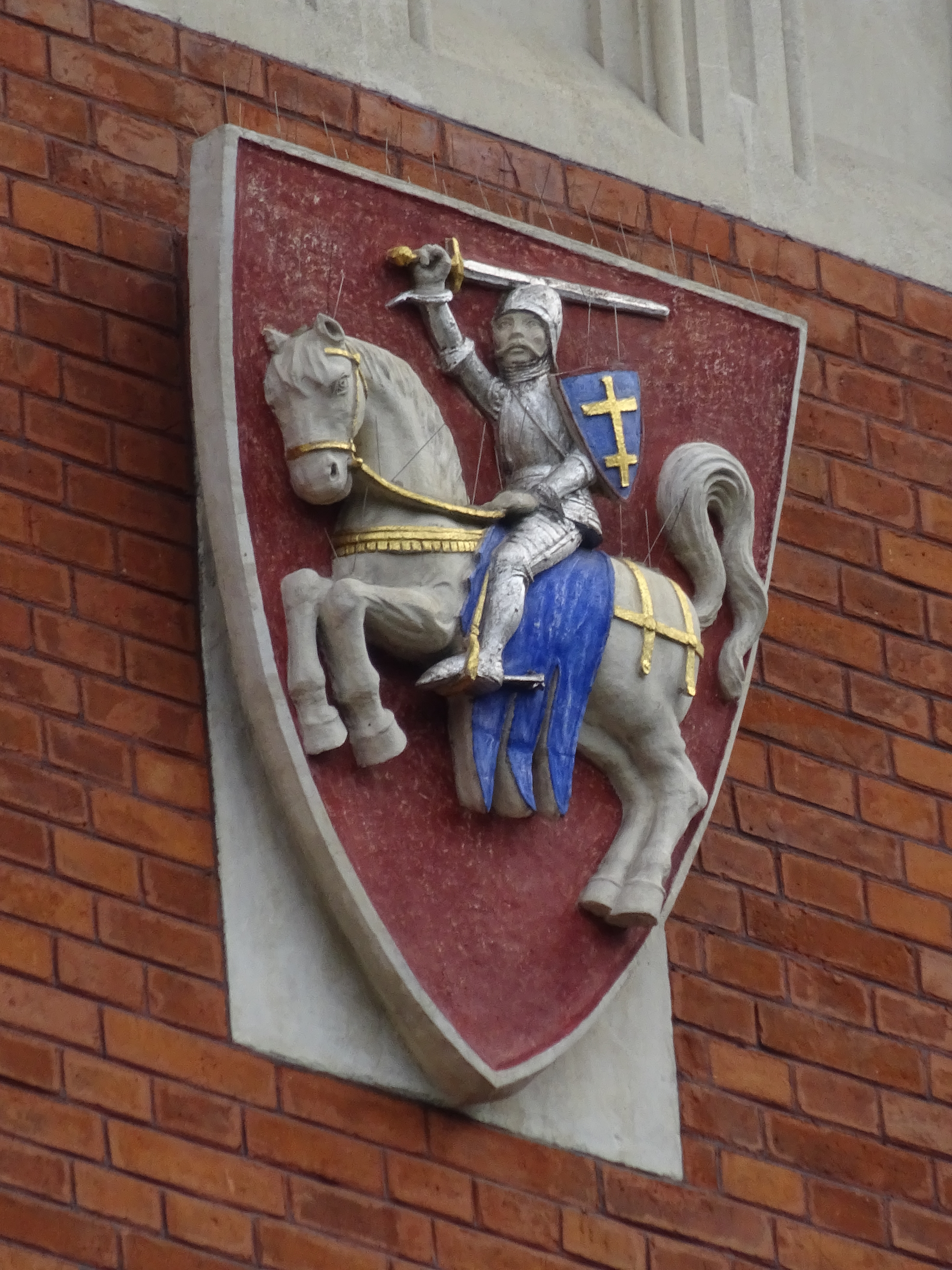
Vytis (Pogonia) wie auf der Fassade des Collegium Novum der Jagiellonen-Universität in Krakau dargestellt
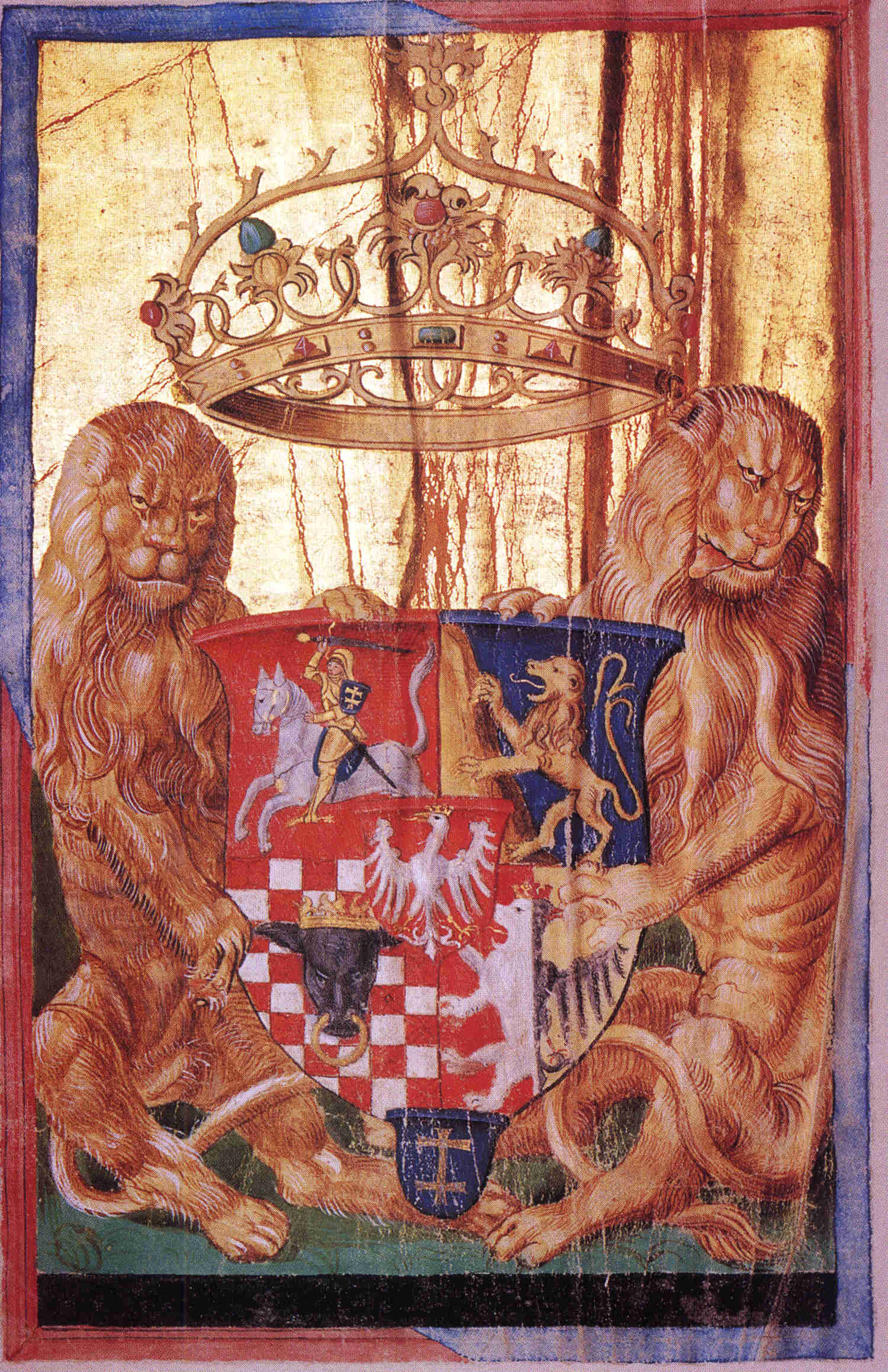
Illustration mit Wappen von Johann I. Albrecht (nach 1492)
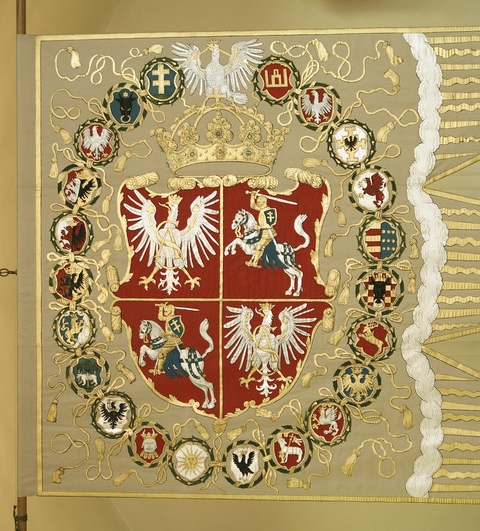
Flagge, die während der Regierungszeit von Sigismund II. August, 16. Jahrhundert, verwendet wurde
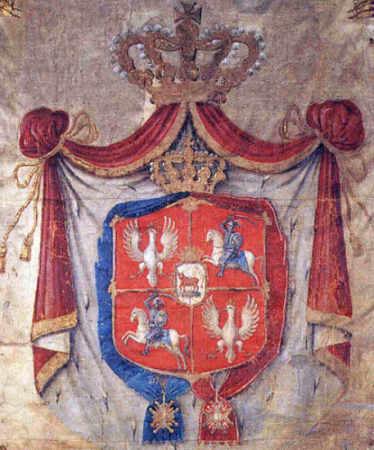
Illustration mit Wappen von Stanislaus II. August Poniatowski, 1780
Wappen der Woiwodschaft Białystok (1919–1939) und der Woiwodschaft Podlachien (1513–1795)
Wappen der Woiwodschaft Podlachien
Wappen von Puławy
Wappen von Siedlce
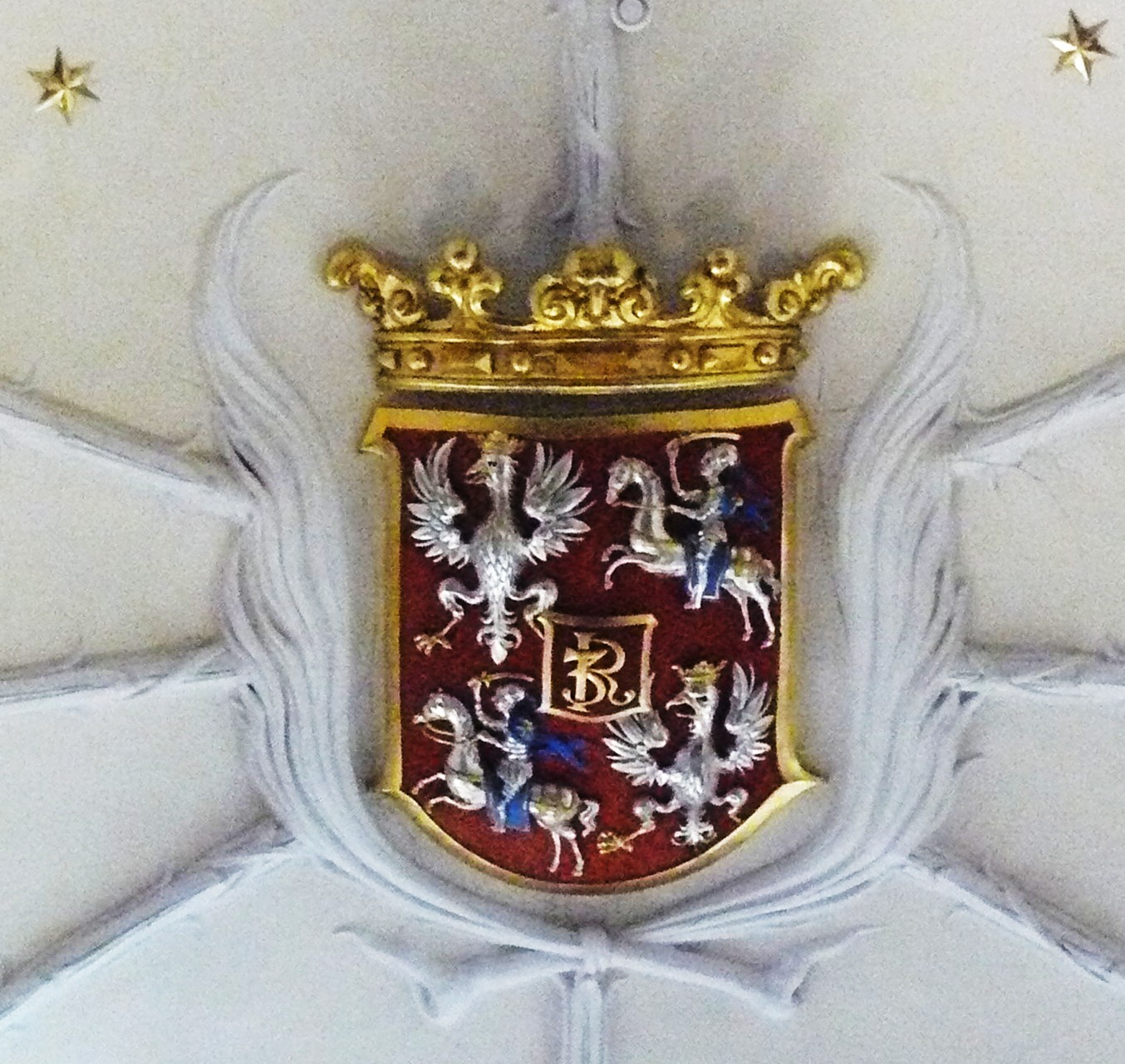
Kirche der Geburt der Heiligen Jungfrau Maria in Piaseczno
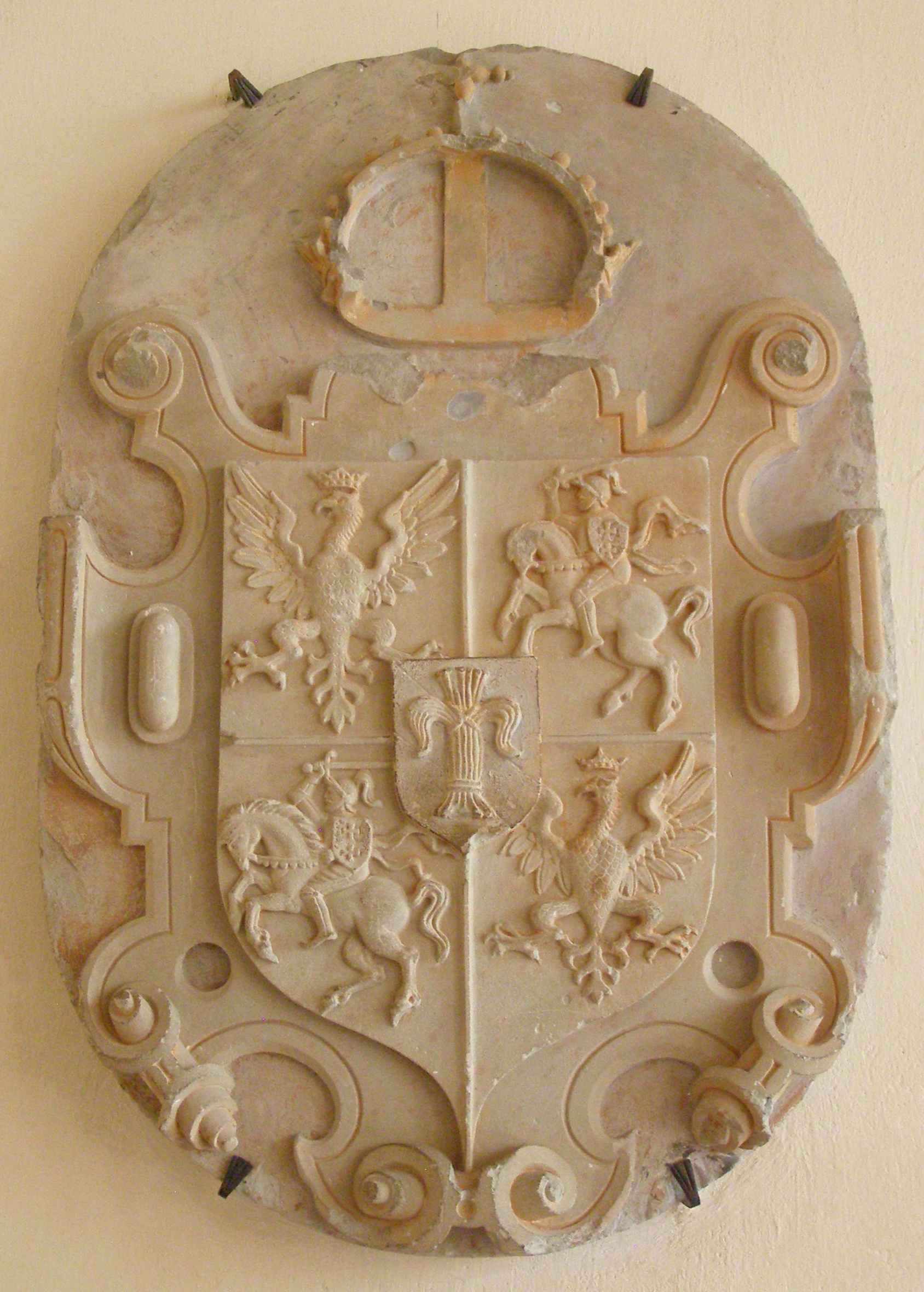
Marienburg, Malbork, 1590er
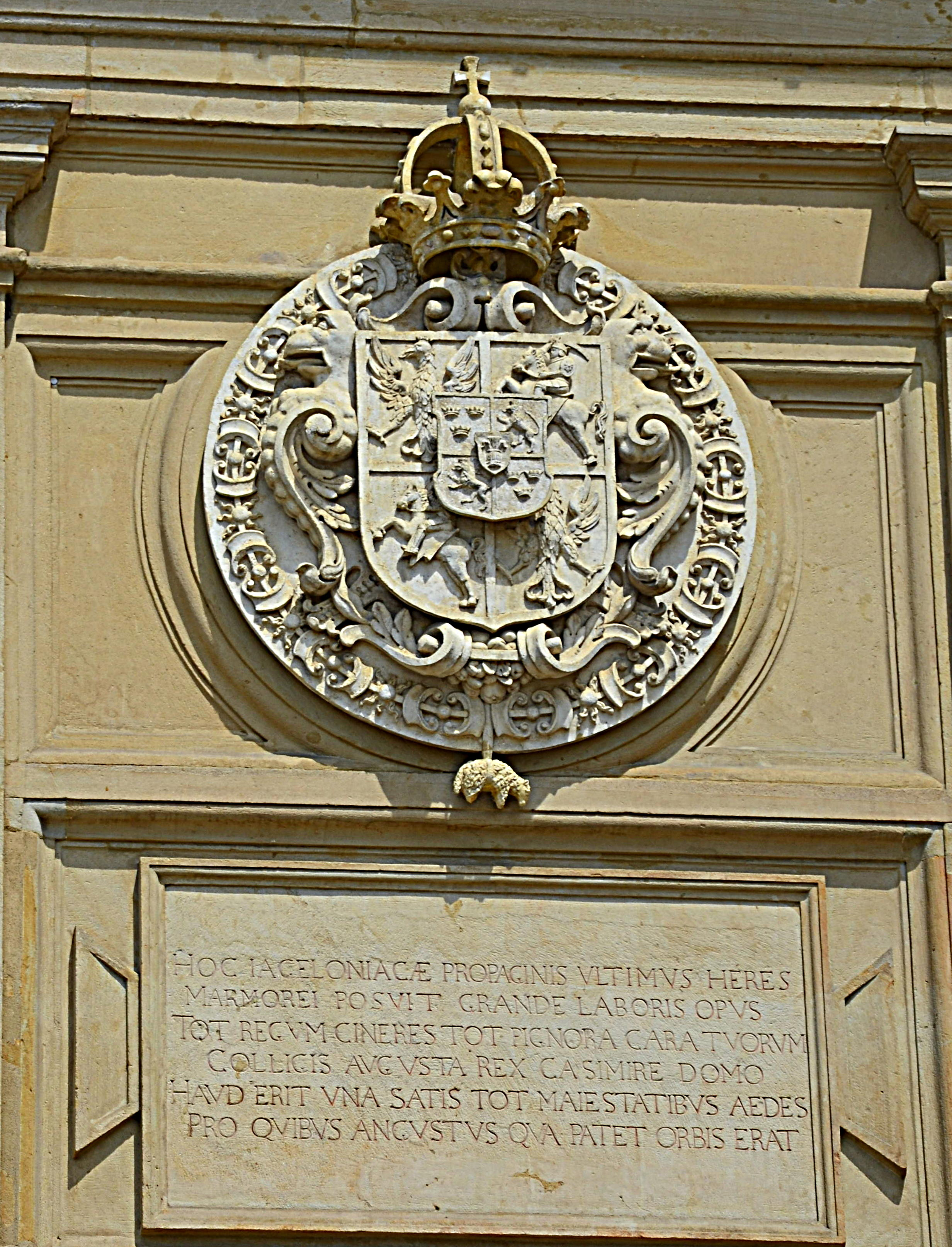
Schloss Wawel, Krakau
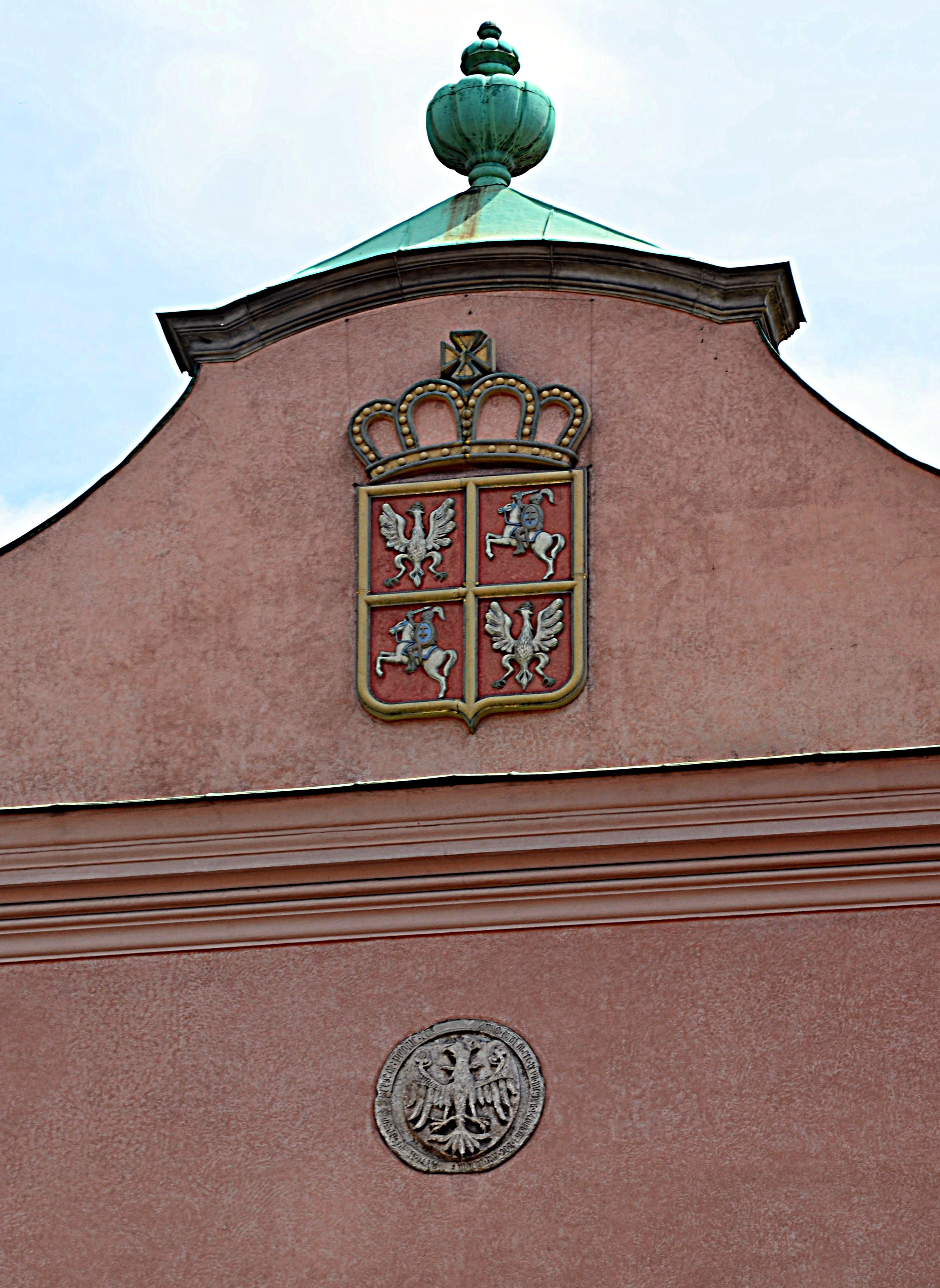
Schloss Wawel, Krakau
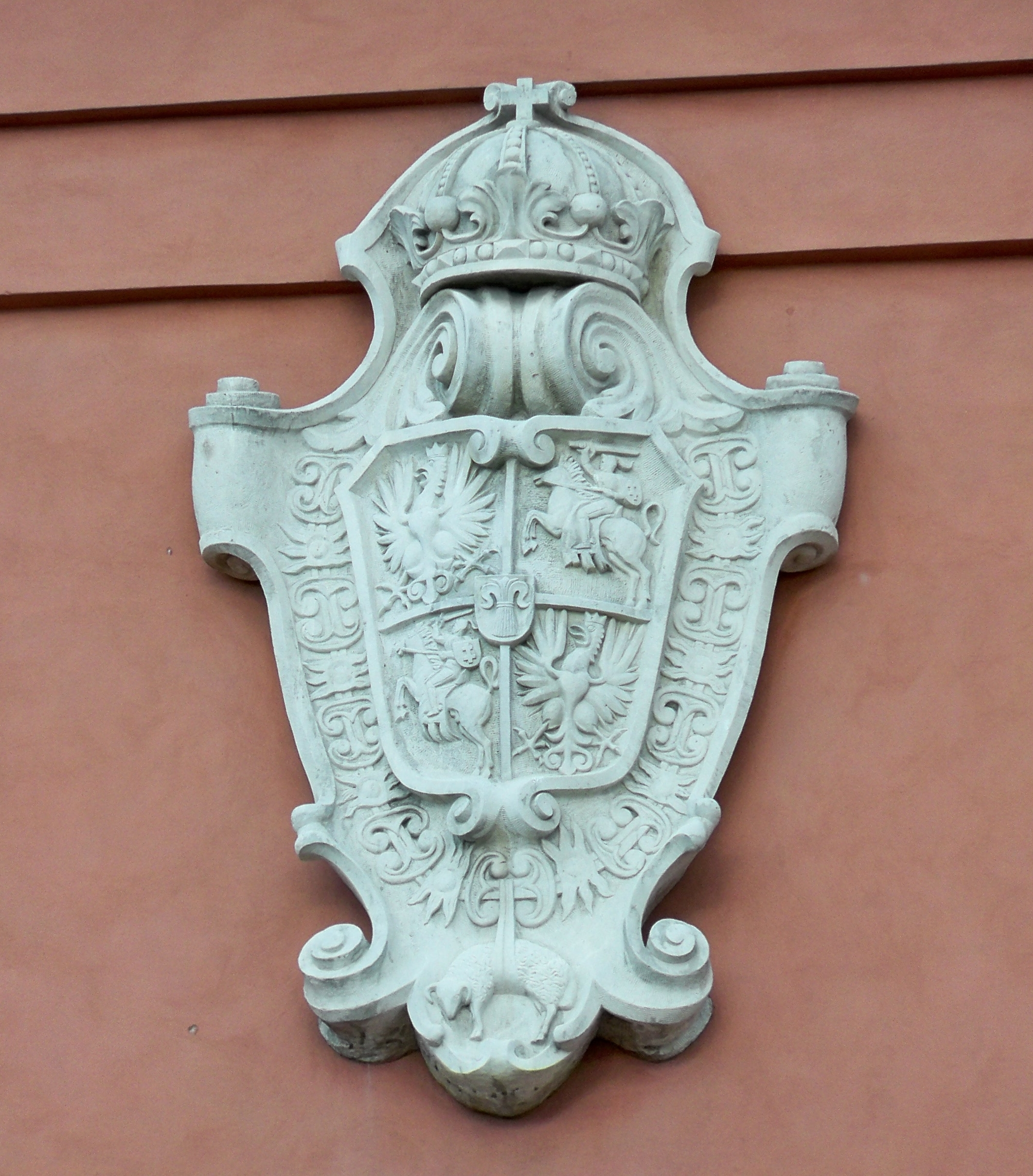
Warschauer Königsschloss, 17. Jahrhundert
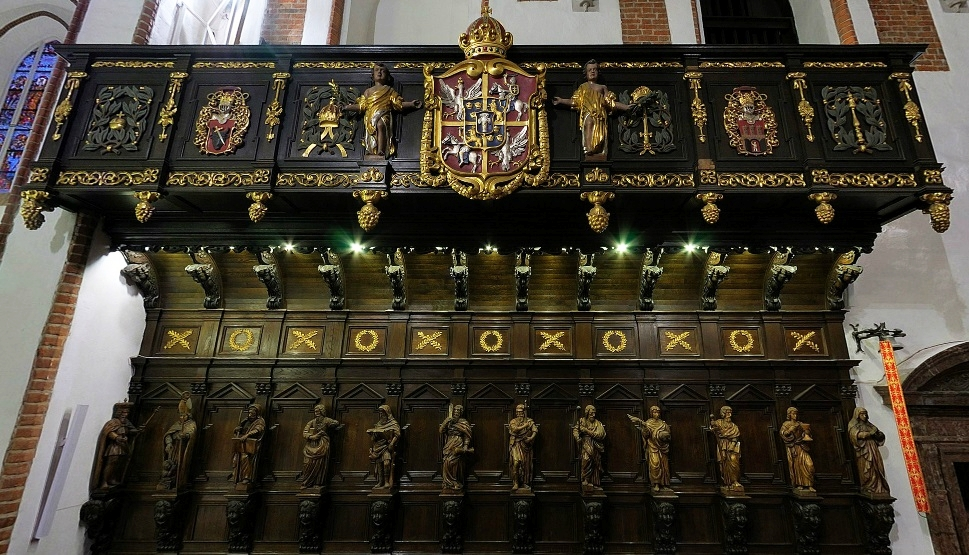
Chorbalkon in der St.-Johannes-Erzkathedrale in Warschau
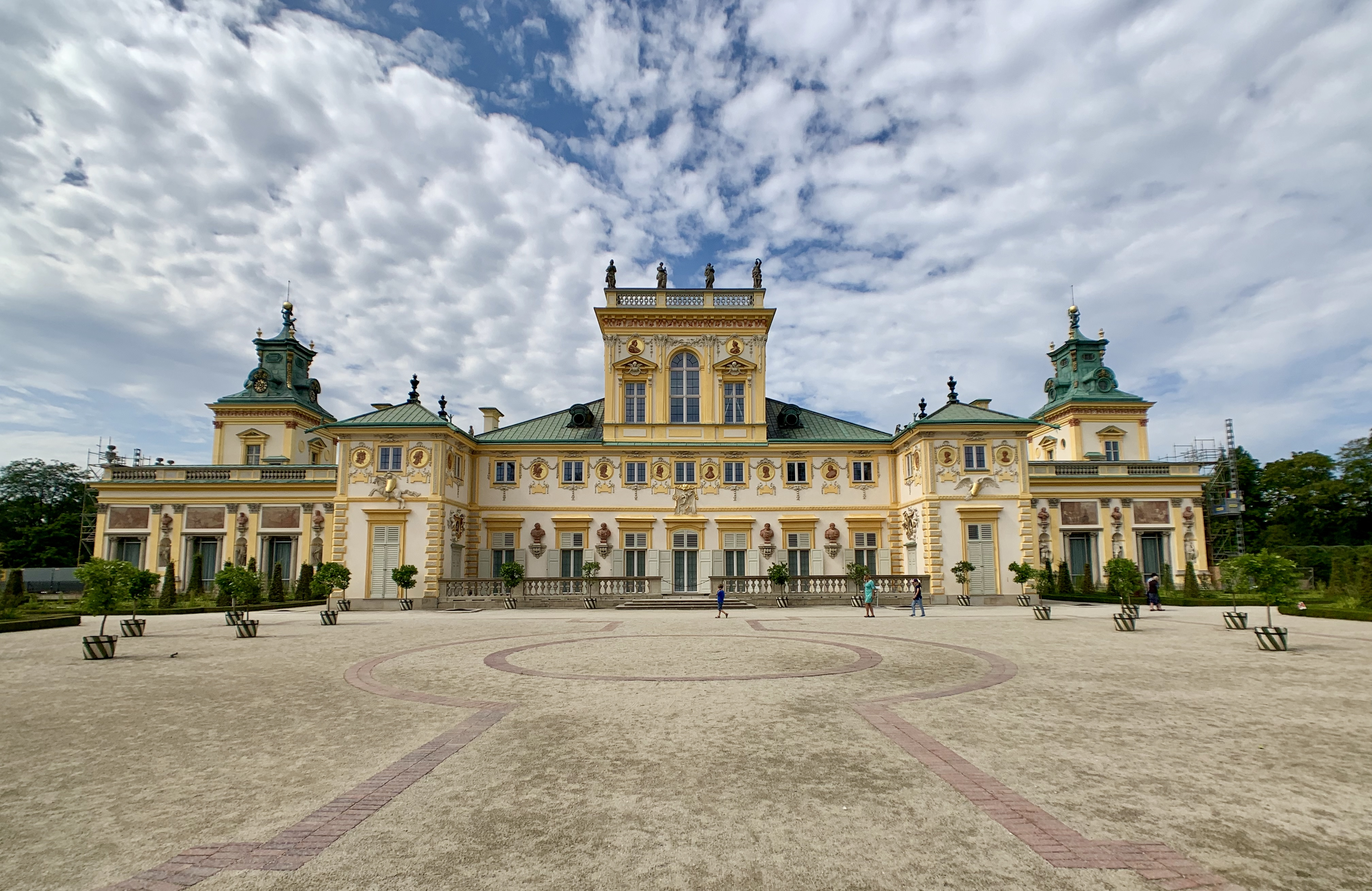
Vytis auf dem Wilanów-Palast (links) in Warschau, 17. Jahrhundert
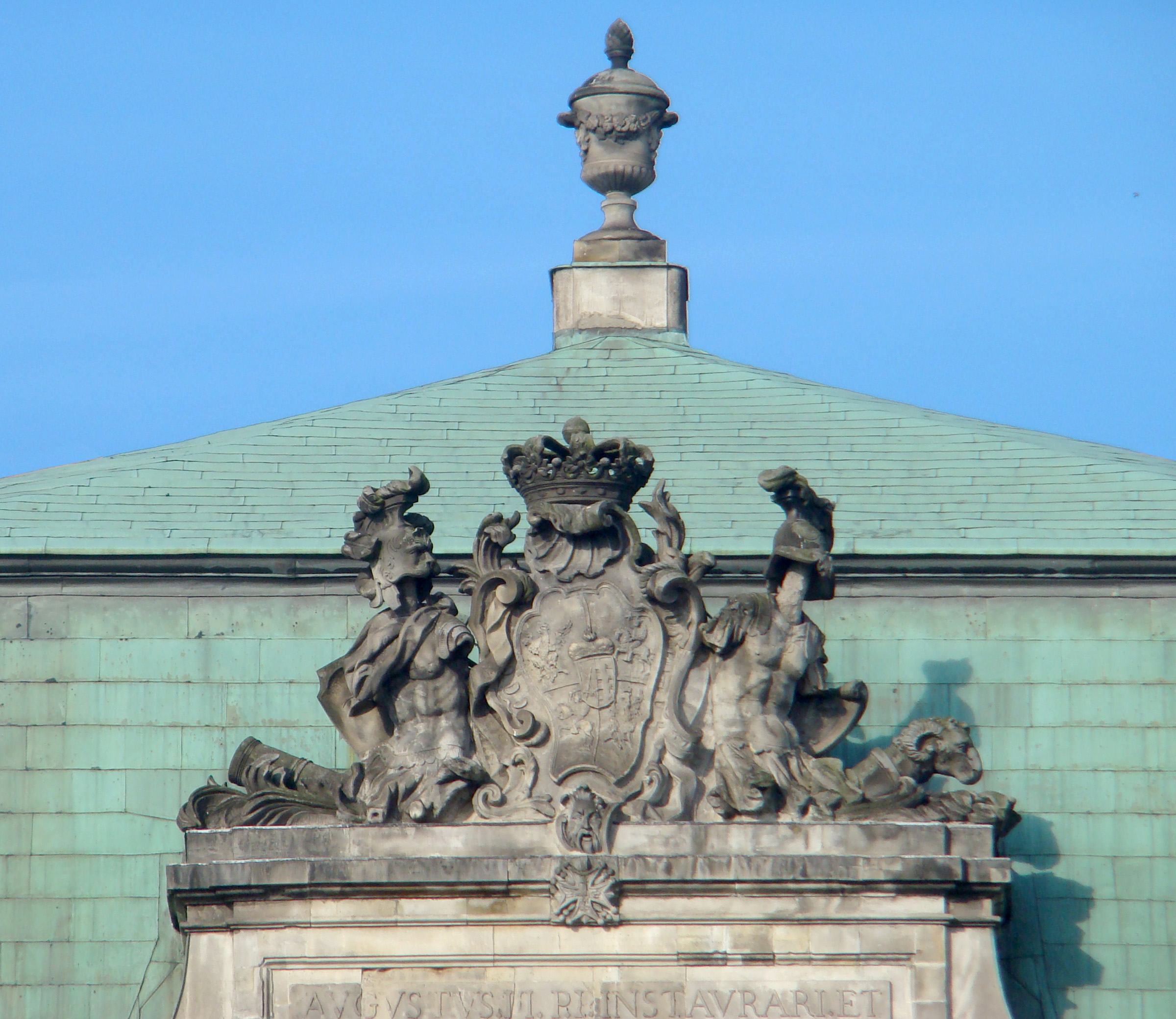
Warschauer Königsschloss, 18. Jahrhundert
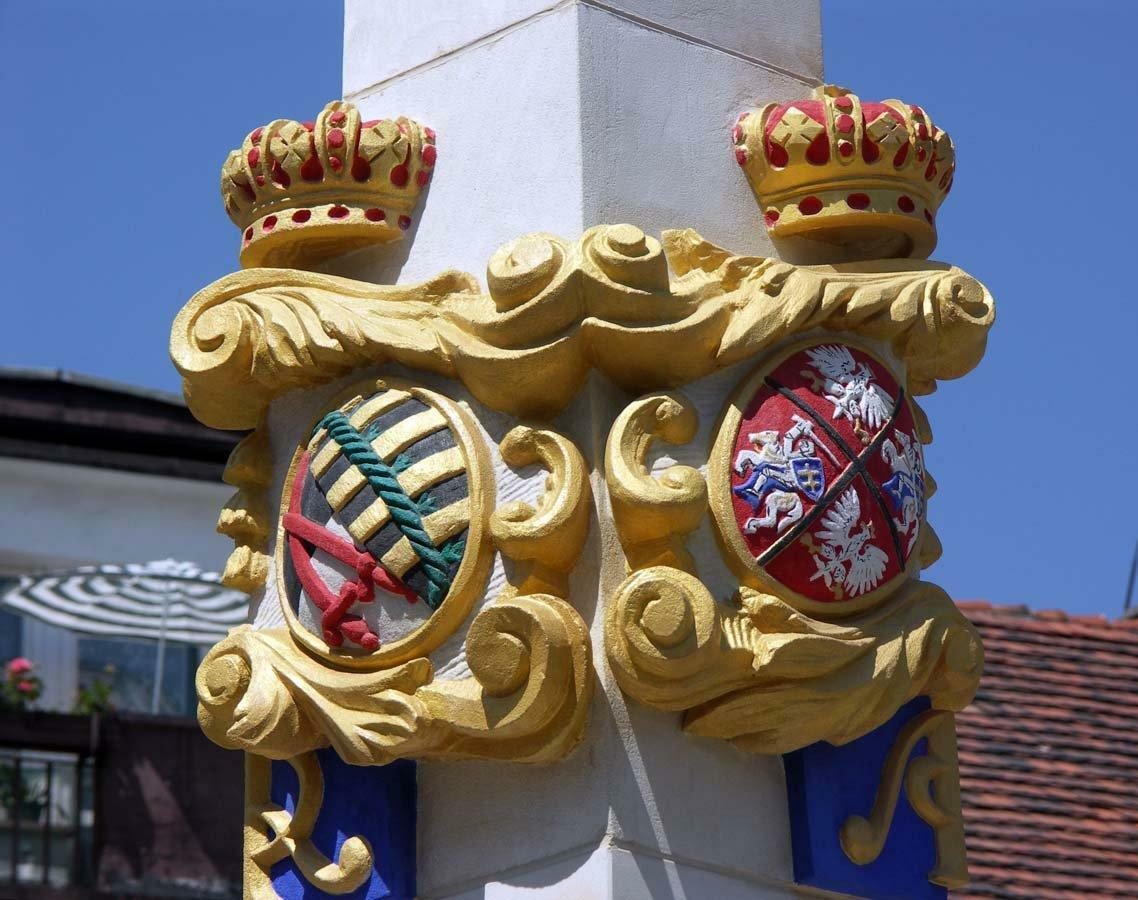
Postmeilenstein in Lubań, 1725
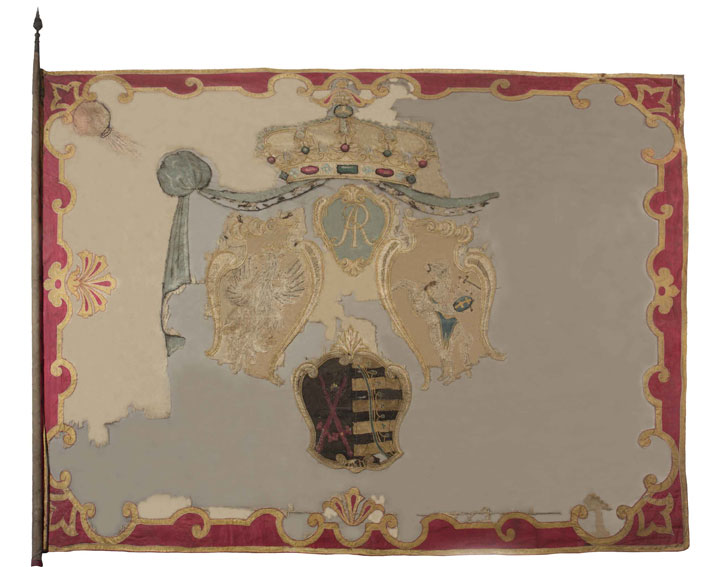
Polnisches Militärbanner mit polnischem Adler und litauischem Vytis (Waykimas), 1697–1763
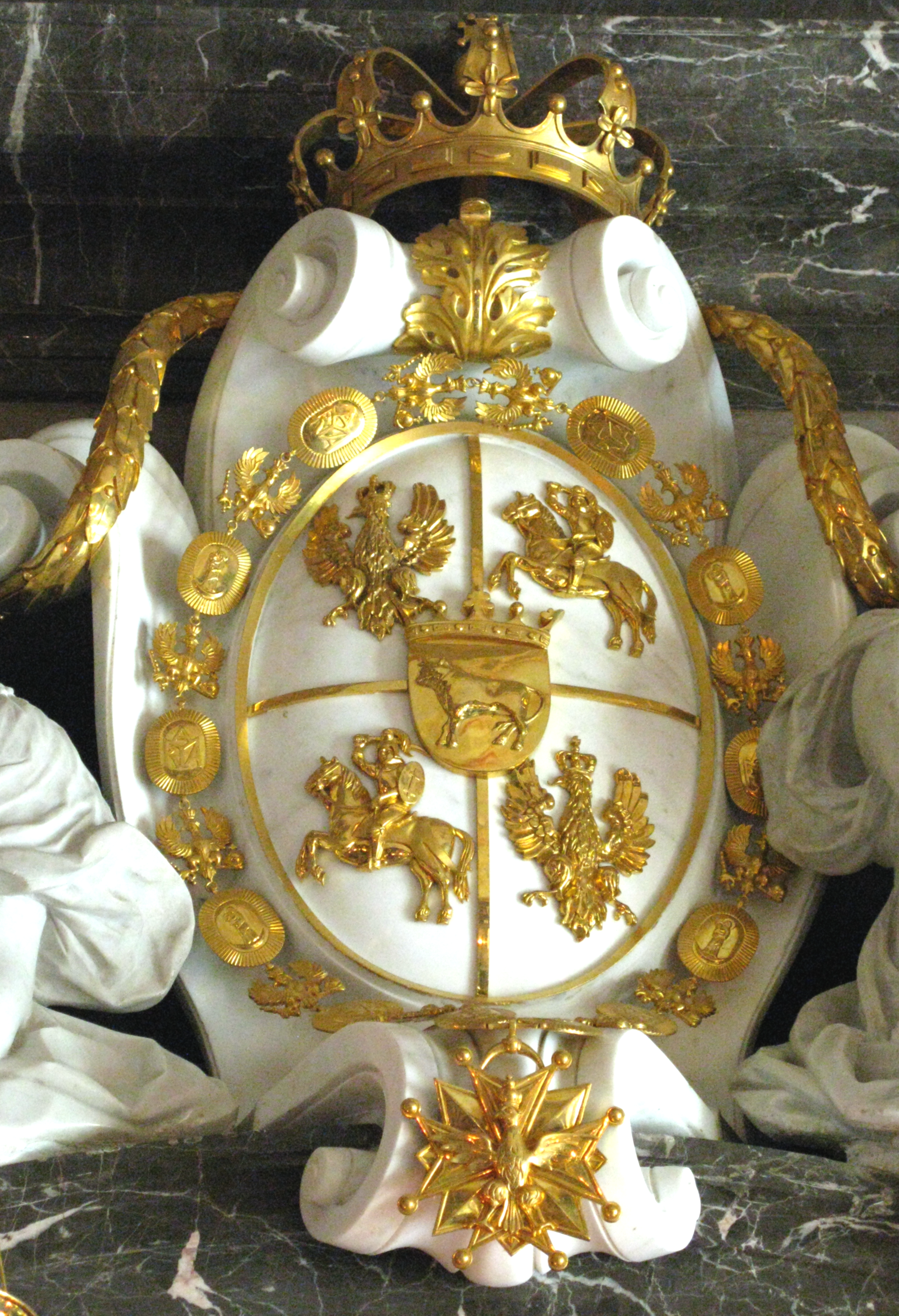
Warschauer Königsschloss, 18. Jahrhundert
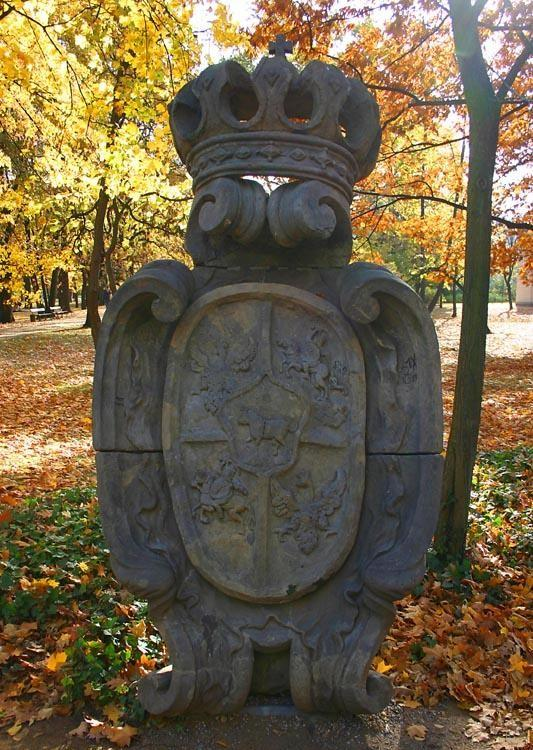
Łazienki-Park, Warschau, 18. Jahrhundert
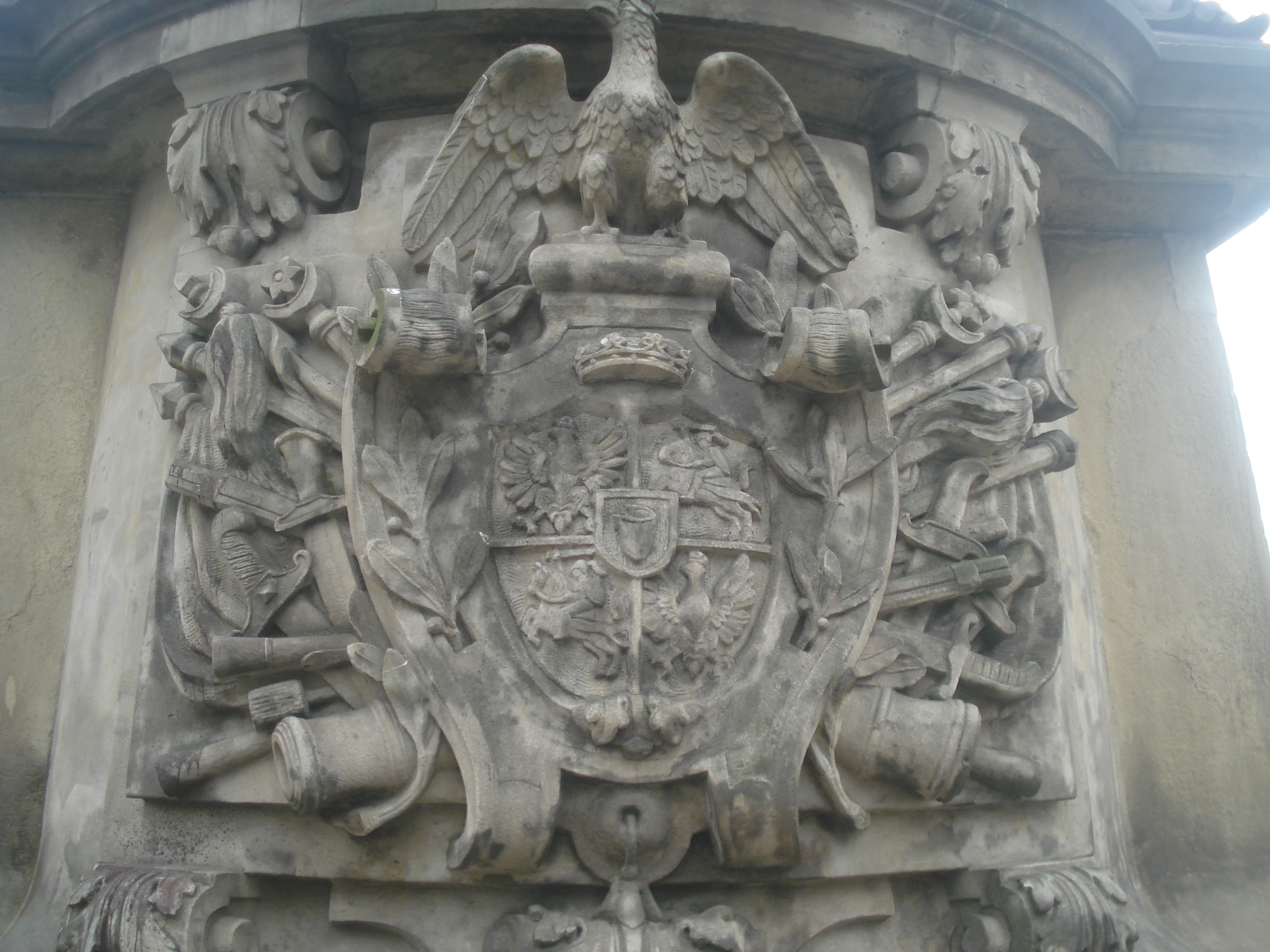
Denkmal von Johann III. Sobieski in Danzig (aus Lwiw verlegt), 1898
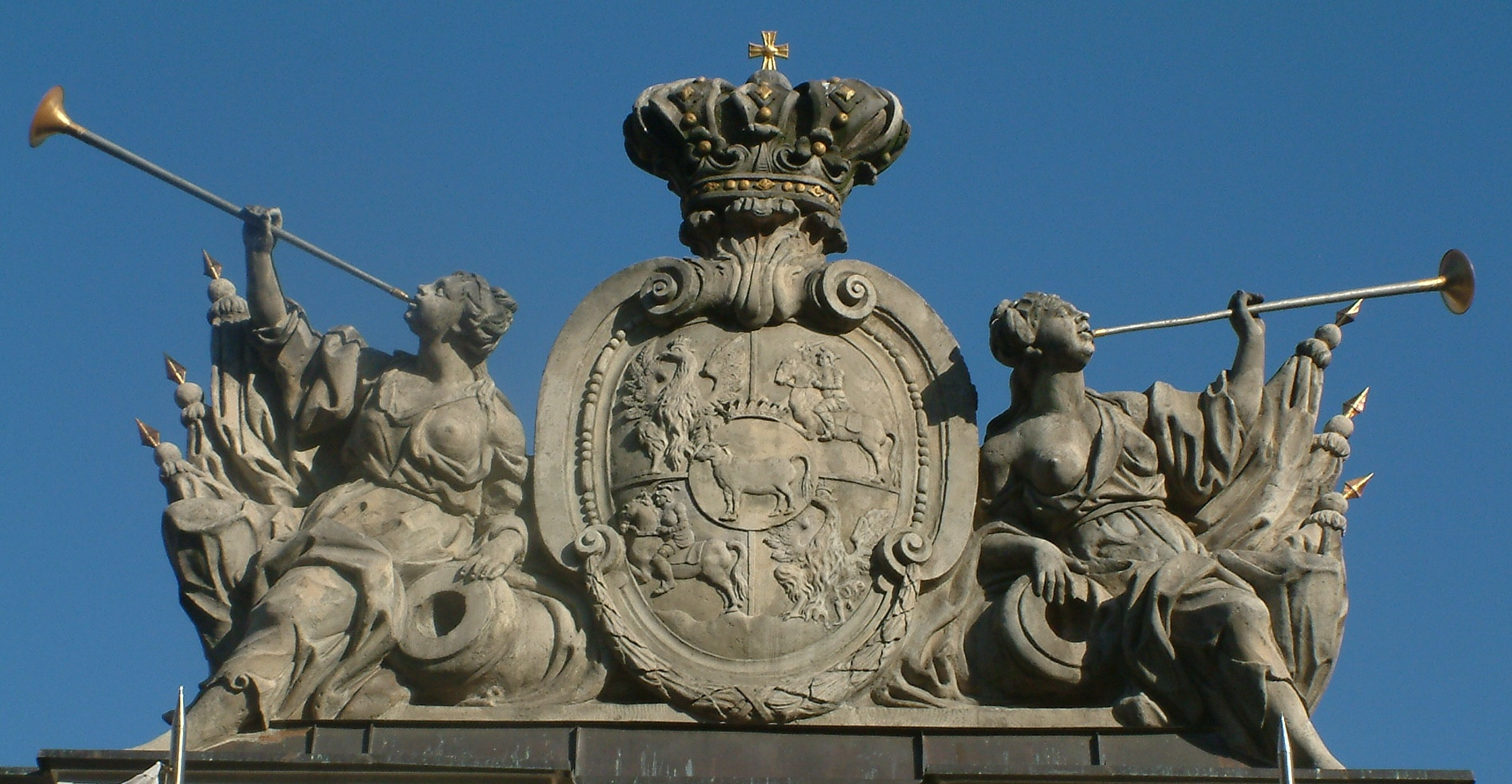
Wachhaus in Poznań, 1780er Jahre
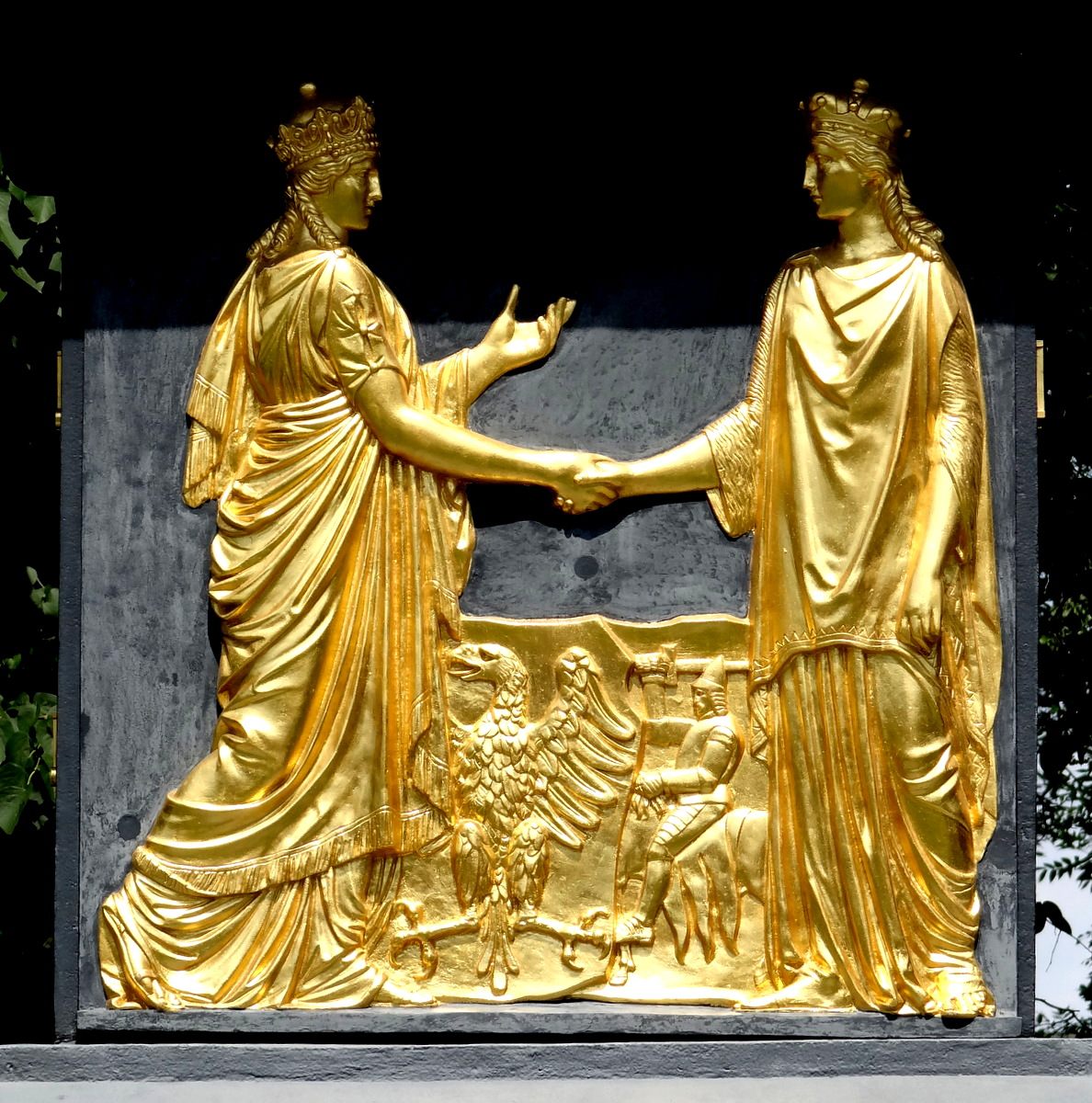
Denkmal für die Union von Lublin in Lublin, 1828

### Weißrussland

Die offizielle weiß-rot-weiße Flagge von Belarus, die 1918, 1990–1995 verwendet wurde und vom litauischen Wappen abgeleitet ist

Basierend auf den Daten der Archäologie, Ethnographie, Anthropologie und Linguistik geht Professor Leszek Bednarczuk davon aus, dass die belarussische Ethnos und Sprache aufgrund der Abhängigkeit vom Großherzogtum Litauen entstanden sind, und während dieser Epoche der litauischen Herrschaft begannen die belarussische Sprache und Nationalität Gestalt anzunehmen. Obwohl die Weißrussen eine ausgeprägte ethnische Identität und Sprache teilen, hatten sie vor 1991 nie eine politische Souveränität, außer während einer kurzen Periode im Jahr 1918. Die belarussischen Nationalisten behaupteten jedoch, das Großherzogtum Litauen sei ein belarussischer Staat, weshalb sie sein Symbol übernahmen.
Einzigartige belarussische Nationalsymbole tauchten erst im 20. Jahrhundert auf, als die Weißrussen 1918 ihre erste staatliche Einheit gründeten und eine einfache weiße Flagge annahmen, die ihren Namen als Weiße Ruthenen bezeichnete. Anschließend wurde diese Flagge durch Hinzufügen eines roten Querstreifens modifiziert, und diese Farben einer weiß-rot-weißen Flagge wurden vom litauischen Wappen abgeleitet, das während der litauischen Herrschaft in Weißrussland verwendet wurde.

#### Zwischenkriegszeit
Am 25. März 1918 erklärte eine kleine Gruppe belarussischer Nationalisten die Bildung einer Weißrussischen Volksrepublik. Allerdings beanspruchten die Sowjets weniger als ein Jahr später dasselbe Gebiet für eine Weißrussische Sozialistische Sowjetrepublik. Der Friedensvertrag von Riga wurde 1921 unterzeichnet, der die belarussischen Länder offiziell zwischen Polen (Westliches Weißrussland) und der Sowjetunion (Ostweißrussland) aufteilte. Die polnische Regierung verfolgte eine Polonisierungspolitik in Westweißrussland, daher kam es bis Mitte der 1920er Jahre zu einem sporadischen Partisanenkrieg gegen die polnischen Behörden, der auch von Litauen unterstützt wurde, weil es den polnisch-litauischen Krieg (Teil der litauischen Unabhängigkeitskriege).

#### In der litauischen Armee

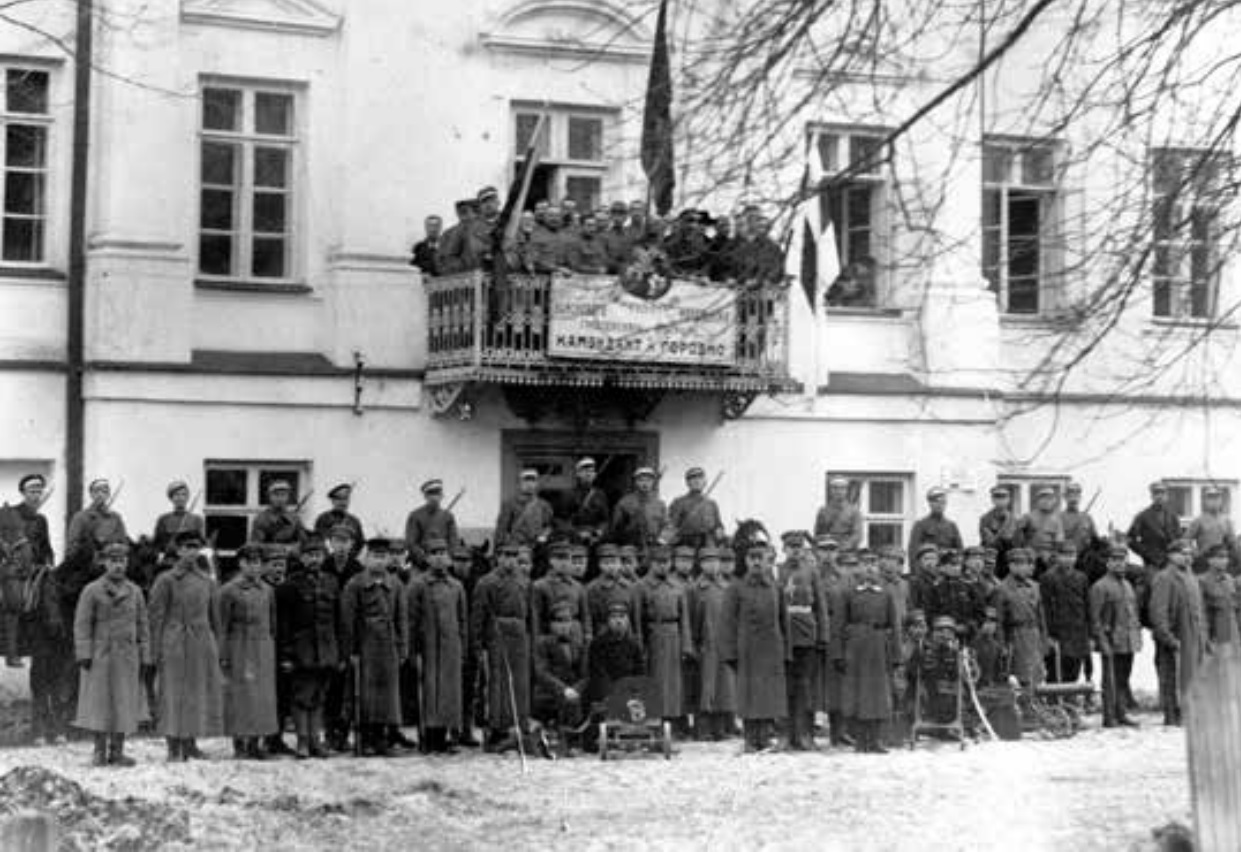
Militärkommando Grodno, das Litauen treu war, geschmückt mit drei Flaggen Litauens, Weißrusslands und mit Vytis (Pahonia), Januar 1919

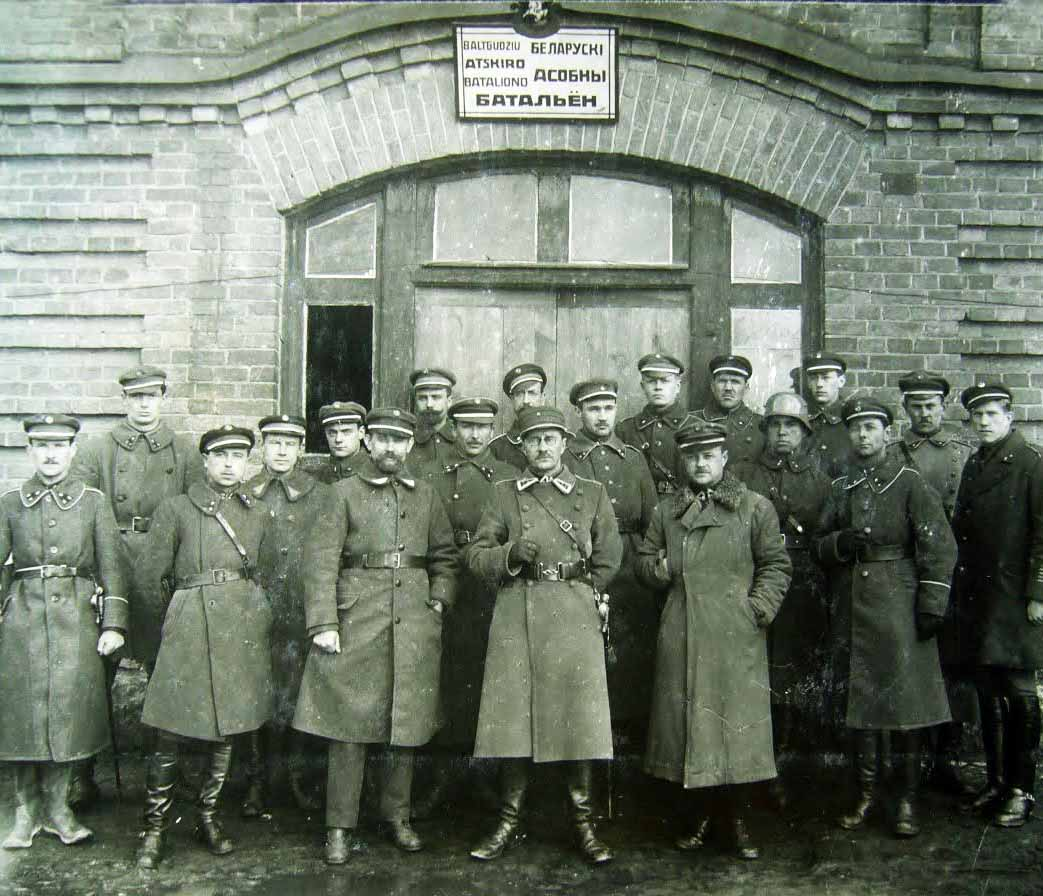
Offiziere und Soldaten des belarussischen Bataillons der litauischen Streitkräfte in Kaunas, 1921

Eine belarussische Einheit namens 1. belarussisches Regiment (litauisch: Pirmasis baltgudžių pėstininkų pulkas) unter dem Kommando von Alaksandar Ružancoŭ (litauisch: Aleksandras Ružancovas) wurde 1919 hauptsächlich aus Grodnos Einwohnern innerhalb der litauischen Streitkräfte gebildet , die sich auch an der Unterstützung der Unabhängigkeit Litauens beteiligten während der Litauische Unabhängigkeitskriege, daher wurden viele Mitglieder dieser Einheit mit der höchsten staatlichen Auszeichnung Litauens – dem Orden des Kreuzes von Vytis – ausgezeichnet. Darüber hinaus wurde innerhalb der litauischen Regierung ein Litauisches Ministerium für belarussische Angelegenheiten (litauisch: Gudų reikalų ministerija) eingerichtet, das von 1918 bis 1924 fungierte und von den ethnischen belarussischen Ministern wie Jazep Varonka und Dominik Semashko geleitet wurde. Die ethnischen Weißrussen wurden auch in den Lietuvos Taryba aufgenommen, und die belarussischen politischen Führer forderten zunächst eine politische Autonomie der belarussischen Länder mit der belarussischen Sprache als Amtssprache in ihnen innerhalb des wiederhergestellten Litauens, bevor sie jegliche Kontrolle über die belarussischen Gebiete verloren an Polen und Sowjets. Nach Angaben des litauischen Präsidenten Antanas Smetona planten die Litauer nach erfolgreicher Rückeroberung der litauischen Hauptstadt Vilnius, die zuvor von Polen annektiert worden war, eine weitere Expansion in die belarussischen Gebiete (die ehemaligen Länder des Großherzogtums Litauen) und erwogen die Gewährung eines Autonomie für die belarussischen Gebiete, wie von der belarussischen Seite gefordert, so hatte Litauen das litauische Ministerium für belarussische Angelegenheiten in Kraft gehalten, und 1924 stellte Smetona fest, dass es unter den Weißrussen viele pro-litauische Sympathien gab.
Die belarussische Einheit der litauischen Streitkräfte in Grodno wurde von den Polen nach ihrer Annexion durch die polnischen Streitkräfte aufgelöst, während die Soldaten dieser Einheit von den polnischen Soldaten entwaffnet, geplündert und öffentlich gedemütigt wurden, die ihnen sogar den Rücken raubten Weißrussische Offiziersabzeichen von ihren Uniformen und diese Symbole mit den Füßen in der Öffentlichkeit zertrampelt, wie historische Dokumente dokumentieren, die von den Weißrussen in die provisorische litauische Hauptstadt Kaunas geschickt wurden, weil diese Einheit sich weigerte, die polnischen Befehle auszuführen und Litauen treu blieb. Nach der Annexion von Grodno wurden die litauischen gelb-grün-roten, belarussischen weiß-rot-weißen Flaggen und Schilder mit dem litauischen Wappen abgerissen und von den polnischen Gendarmen zum Spott auf die staubigen Straßen geschleift; stattdessen wurden an ihrer Stelle überall in der Stadt die polnischen Schilder und Fahnen gehisst. Soldaten und katholischen Offizieren des belarussischen Regiments in Grodno wurde angeboten, sich der polnischen Armee anzuschließen, während diejenigen, die sich weigerten, die Abreise angeboten oder festgenommen, in Konzentrationslager gebracht oder von den Polen, einem Teil der belarussischen Soldaten, aus dem Heimatland deportiert wurden und Offiziere dieses Regiments nach Kaunas evakuiert und dienten weiterhin für Litauen.

#### Nach dem Zusammenbruch der Sowjetunion
Die weiß-rot-weiße Flagge und Vytis (Pahonia) wurden bei der Proklamation der Unabhängigkeit von Belarus im Jahr 1991 erneut eingeführt. Bald nach den belarussischen Präsidentschaftswahlen 1994 stimmten die Weißrussen in einem Referendum 1995 für die Einführung einer modifizierten Version der sowjetischen Flagge, die Einführung von Russisch als zweite Amtssprache und den Kurs der Regierung auf eine enge wirtschaftliche Integration mit Russland (vgl: Russisch-Belarussische Union). Das Referendum wurde abgehalten, weil viele Weißrussen ihre Unzufriedenheit mit der neu angenommenen Symbolik von Belarus zum Ausdruck gebracht hatten. Während des Referendums stimmten 75,1 % der Weißrussen einer Änderung der Staatssymbole zu, und laut Mikhail Pastukhov, dem ehemaligen Richter des Verfassungsgerichts von Belarus, gibt es keinen Grund, das Referendum als ungültig zu betrachten, da es im Verlauf des Referendums keine schwerwiegenden Verstöße gab Abstimmung, er stellte jedoch auch fest, dass die Ergebnisse des Referendums über die Gleichstellung der russischen Sprache mit der belarussischen Sprache rechtlich ungültig seien und abgeschafft werden sollten. Laut Galina Miazhevich wurde diese Entscheidung getroffen, da die Weißrussen „einer der vollsten Träger der sowjetischen Identität“ waren, weil Weißrussland vor dem Kommunismus eines der ärmsten Länder in Europa mit fehlender Staatlichkeit und verzögerter nationaler Bewegung war. Nach dem Referendum verkündete Präsident Aljaksandr Lukaschenka fröhlich, dass „wir Ihnen die Flagge des Landes zurückgegeben haben, für das Sie gekämpft haben. Wir haben Ihnen sowohl die Erinnerung als auch das Gefühl menschlichen Stolzes zurückgegeben“. Die vorherigen Symbole wurden jedoch weiterhin von der belarussischen Opposition verwendet und erlangten während der belarussischen Proteste 2020–2021 unter den Weißrussen außergewöhnliche Popularität. Die weiß-rot-weiße Flagge ist von den belarussischen Behörden verboten. Während des russisch-ukrainischen Krieges verwendeten belarussische Freiwillige, die an der Seite der Ukraine kämpften, auch das Vytis (Pahonia)-Symbol, so etwa Angehörige des Kastus-Kalinouski-Regiments. Eine Einheit in der Internationalen Legion der Territorialverteidigung der Ukraine trägt die Bezeichnung „Pahonja-Regiment“.
Die belarussische Variante des litauischen Wappens Vytis (Pahonia) ist sehr ähnlich, unterscheidet sich aber geringfügig. Insbesondere das patriarchalische Kreuz mit ungleich langen Armen ist auf dem Schild abgebildet, die Satteldecke ist im Renaissancestil, der Schweif des Pferdes zeigt nach unten statt nach oben und Blau (Azurblau) fehlt ganz.

Verwendung von Vytis (Pahonia) in Weißrussland
Die Vytis (Pahonia), wie sie 1918 in der Weißrussischen Volksrepublik verwendet wurde
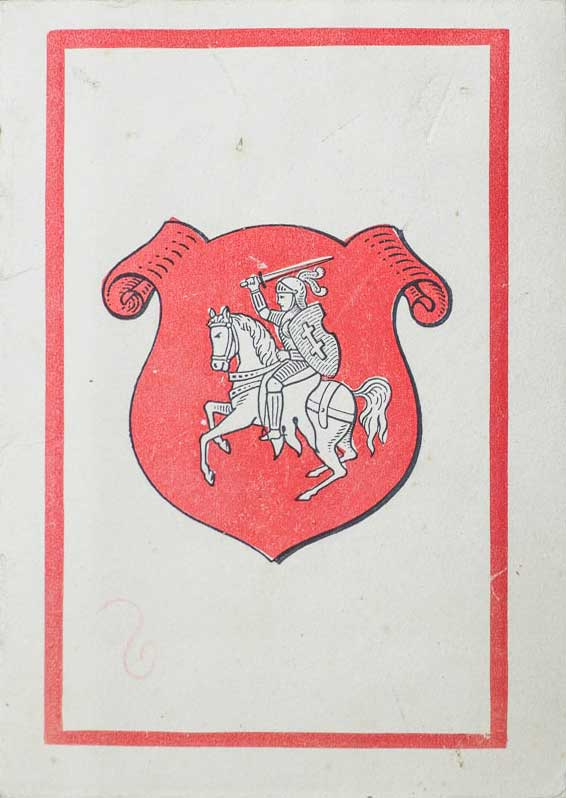
Reisepass der Weißrussischen Volksrepublik, 1918–1919
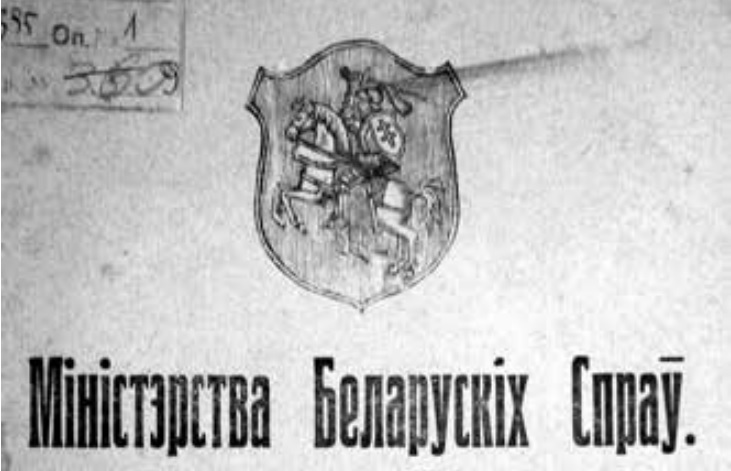
Litauisches Ministerium für belarussische Angelegenheiten (litauisch: Gudų reikalų ministerija), das zwischen 1918 und 1924 in Litauen bestand
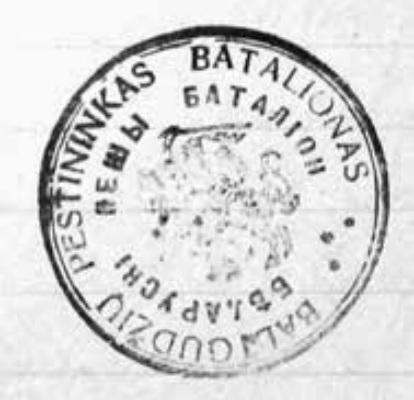
Siegel des belarussischen Bataillons der litauischen Armee, 1919
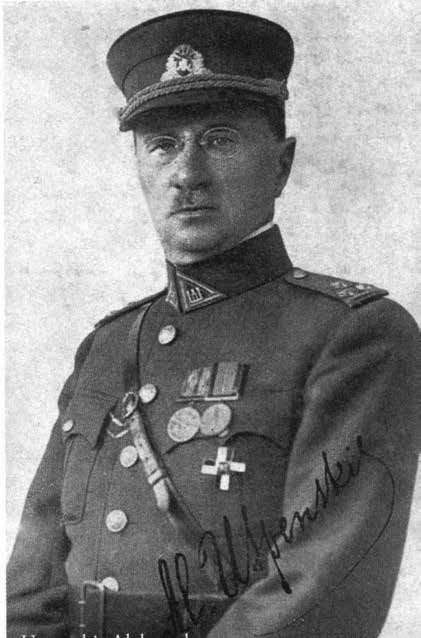
Alaksandar Uśpienski, Kommandeur des 1. belarussischen Regiments in Grodno (1919), auch des belarussischen Bataillons der litauischen Streitkräfte (1920–1921)
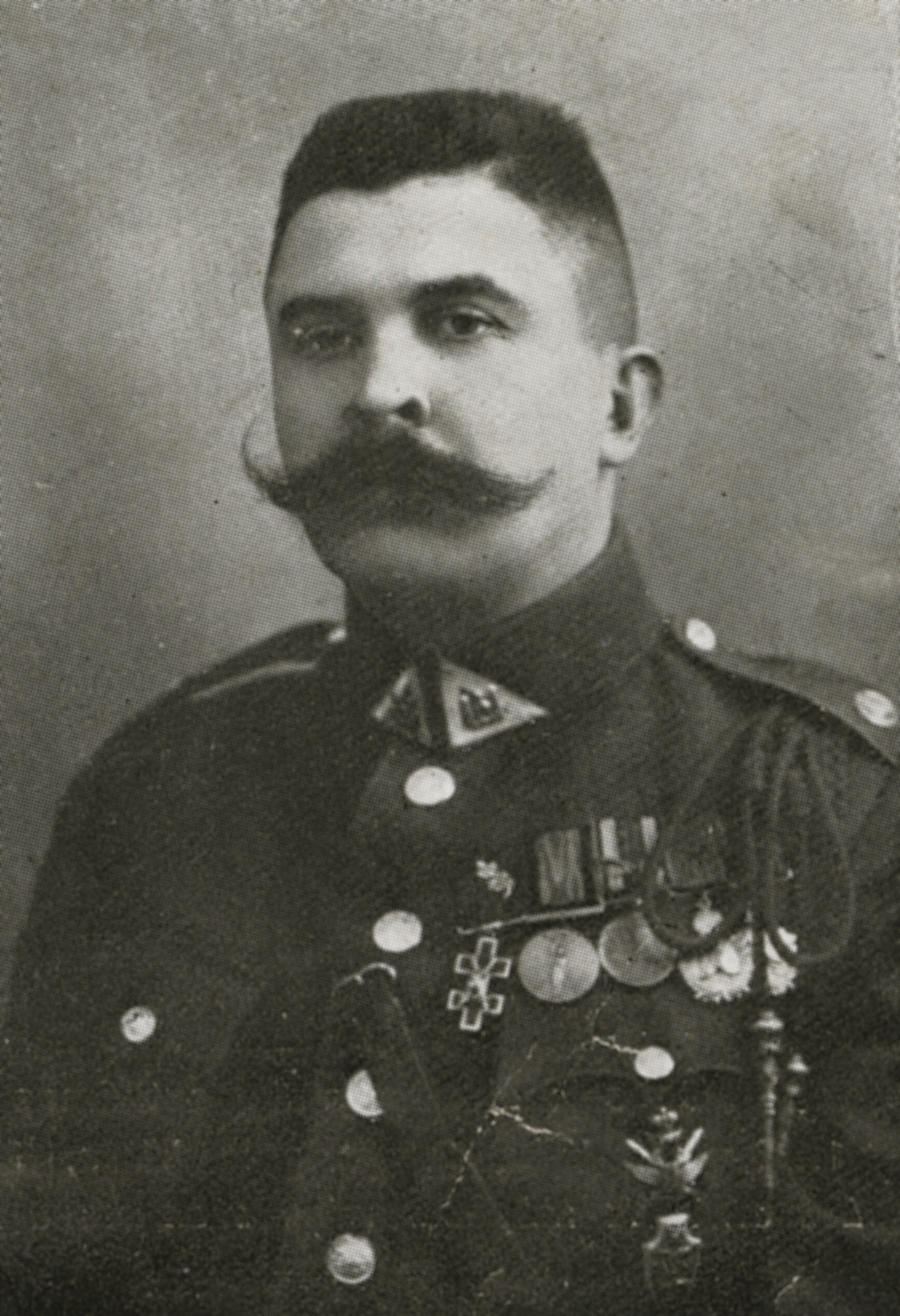
Alaksandar Ružancoŭ, Kommandant der belarussischen Einheiten der litauischen Streitkräfte (1919–1920), mit litauischer Uniform, Staatsauszeichnungen
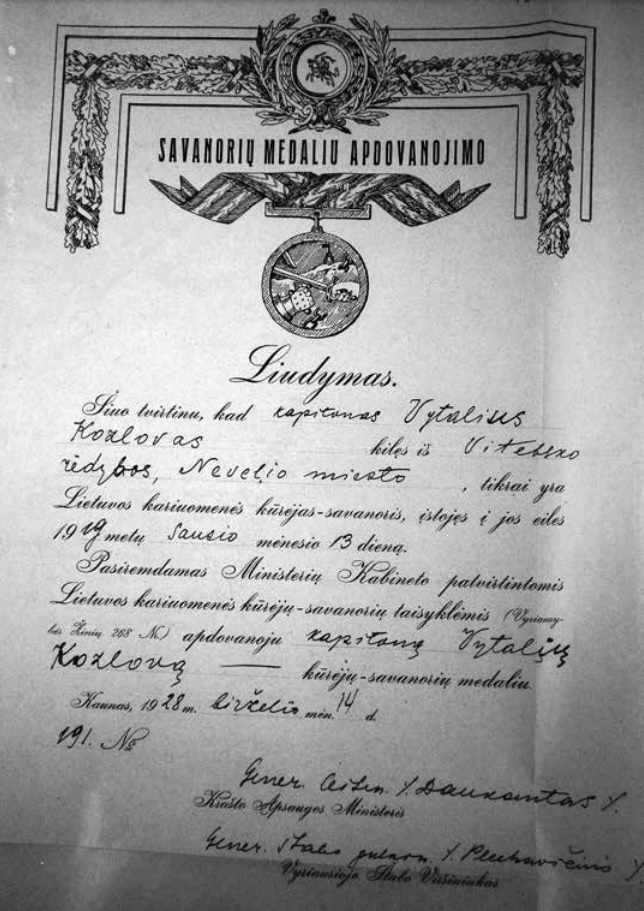
Zeugenaussage für die Verleihung einer Medaille der freiwilligen Gründer der litauischen Armee an den Weißrussen Vitalius Kozlov aus Wizebsk, 1928
Siegel des Weißruthenischen Zentralrat 1943–1944 (während der Nazi-Besatzung)
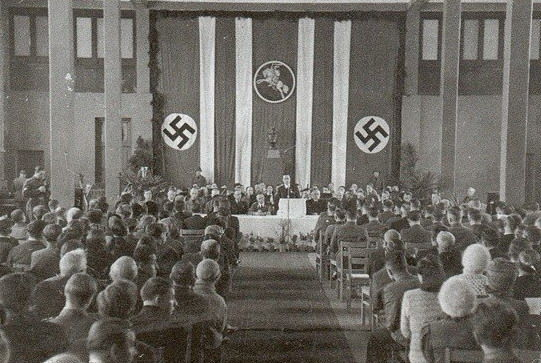
Die erste Sitzung des Weißruthenischen Zentralrat. Radaslau Astrouski spricht in der Mitte. 1944.
Wappen von Belarus von 1991 bis 1995
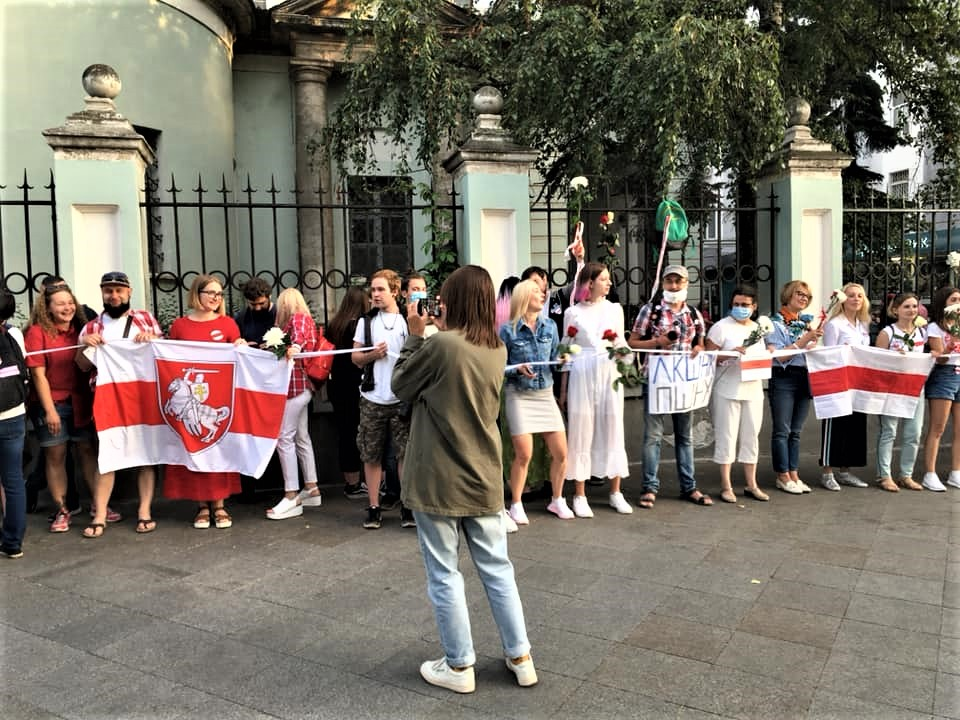
Unterstützer der belarussischen Opposition halten während der belarussischen Proteste 2020–2021 Flaggen mit Vytis (Pahonia).
Wappen der Wizebskaja Woblasz
Wappen von Lepel
Wappen von Mahiljou
Wappen von Retschyza
Wappen von Werchnjadswinsk
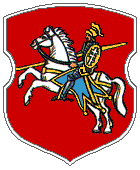
Wappen von Lipnischki
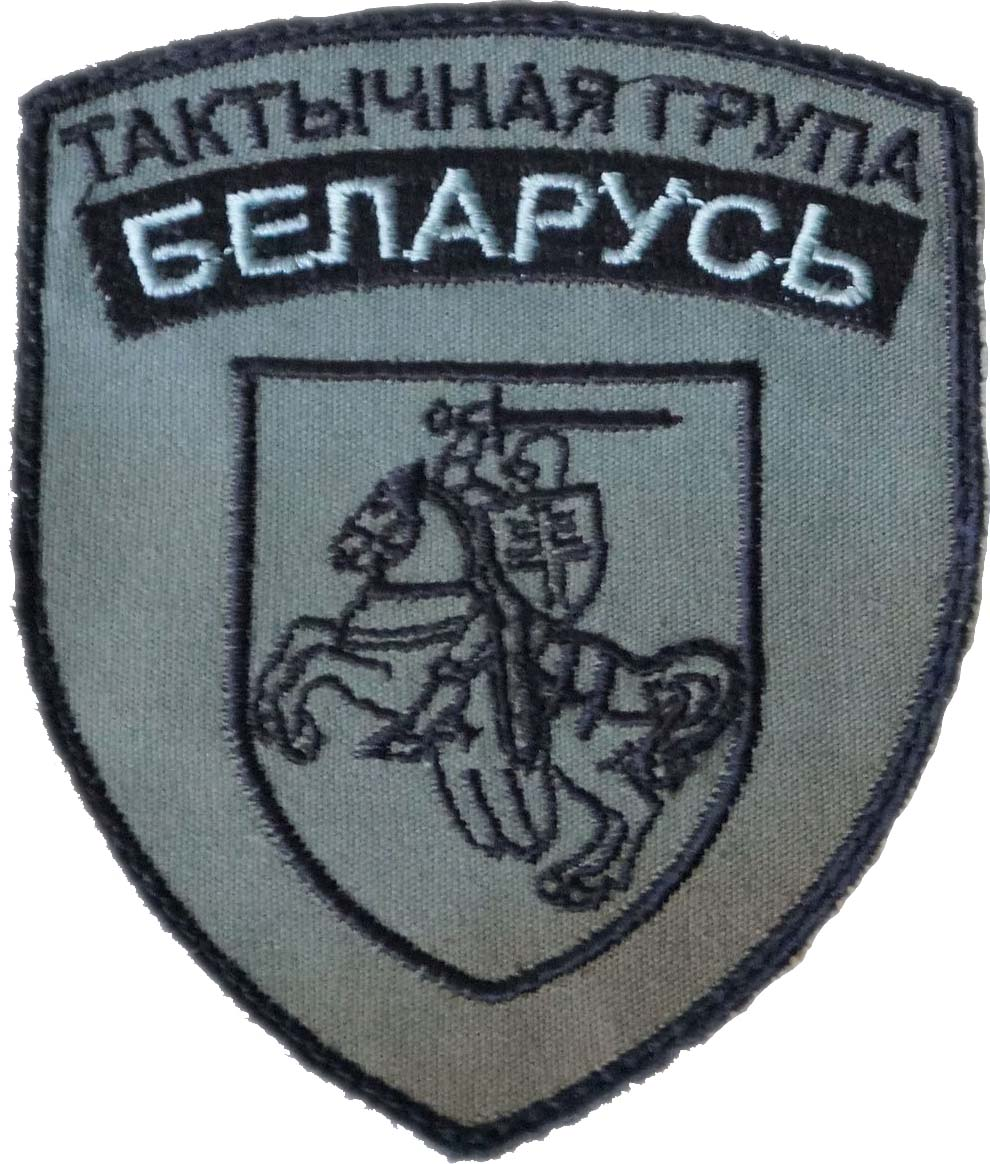
Abzeichen der Taktischen Gruppe „Belarus“
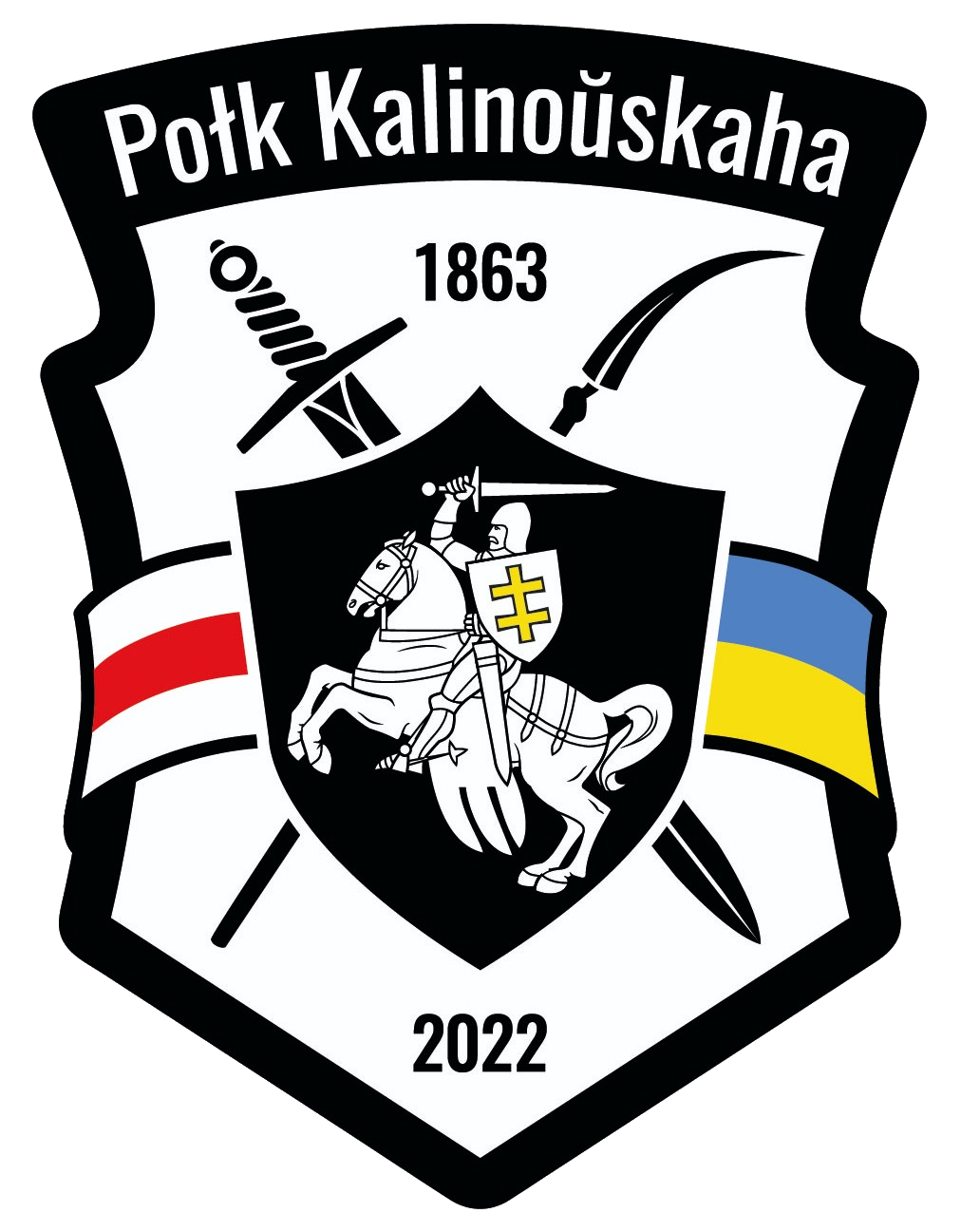
Emblem des Kastus-Kalinouski-Regiments

### Ukraine
Der Ritter zu Pferd war auf dem Wappen des Königreichs Galizien-Wolhynien, auf dem Siegel von König Juri II. Boleslav mit dem ruthenischen Löwen, auf dem Ritterschild und auf dem Vorschlag von Mykhailo Hrushevsky für das Wappen des ukrainischen Volkes abgebildet.

Verwendung des Ritters zu Pferd in der Ukraine
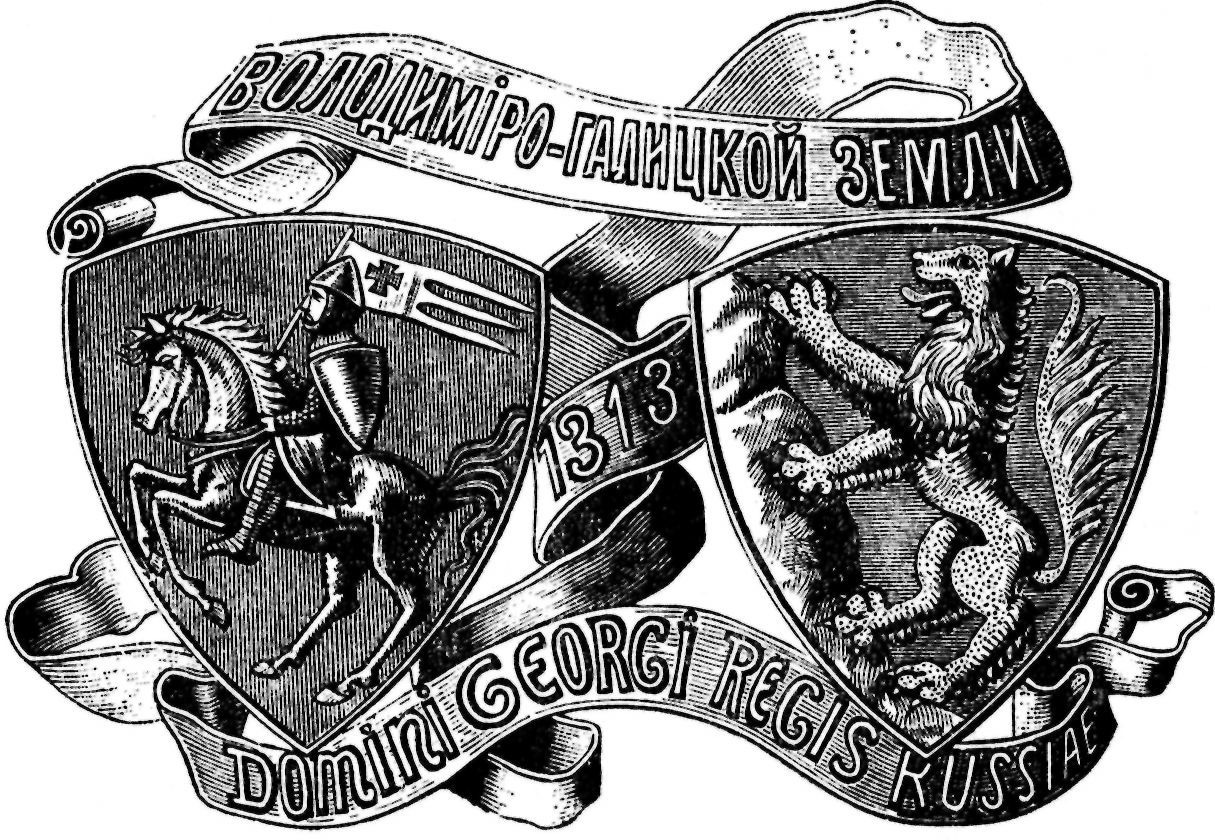
Wappen des Königreichs Galizien-Wolhynien, 1313
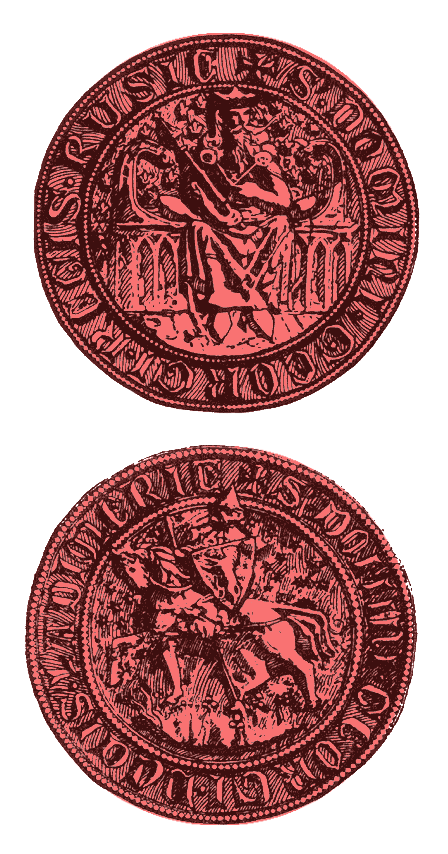
Siegel von König Bolesław Georg II., das einen Ritter zu Pferd mit einem Löwen auf dem Wappen bezeichnet, 14. Jahrhundert
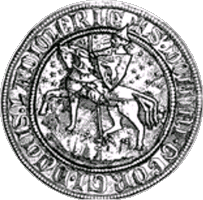
Münze des Königreichs Galizien-Wolhynien von König Bolesław Georg II., 14. Jahrhundert
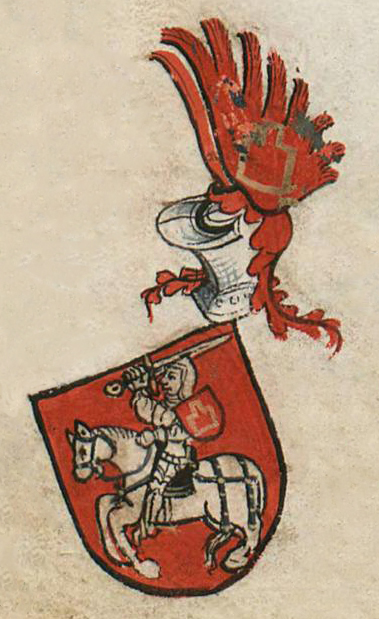
Wappen mit Vytis (Waykimas) von Švitrigaila, um 1440, der damals ruthenische Gebiete in der Ukraine regierte
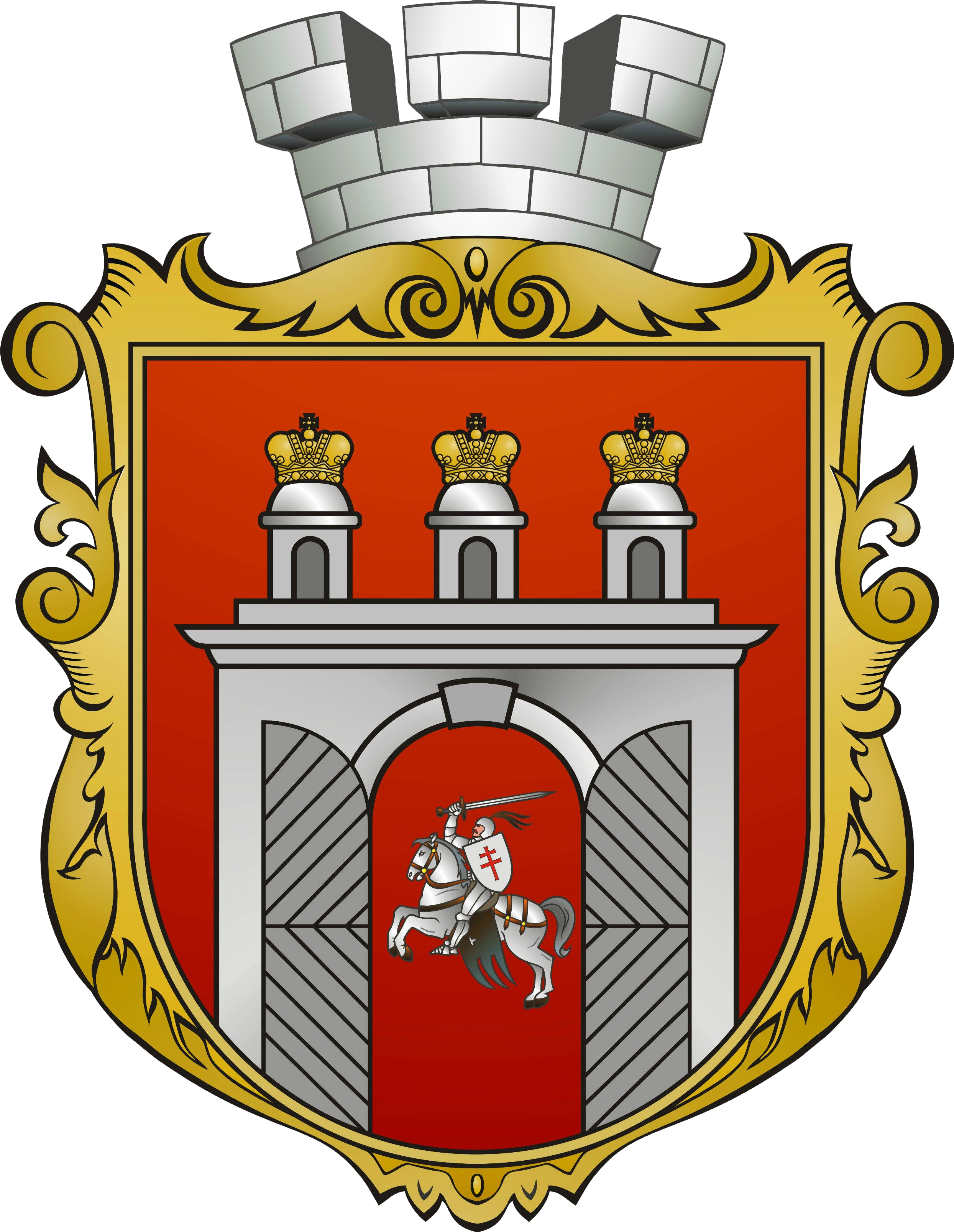
Wappen Isjaslaw mit Ritter zu Pferd und Vytis (Pohonia)
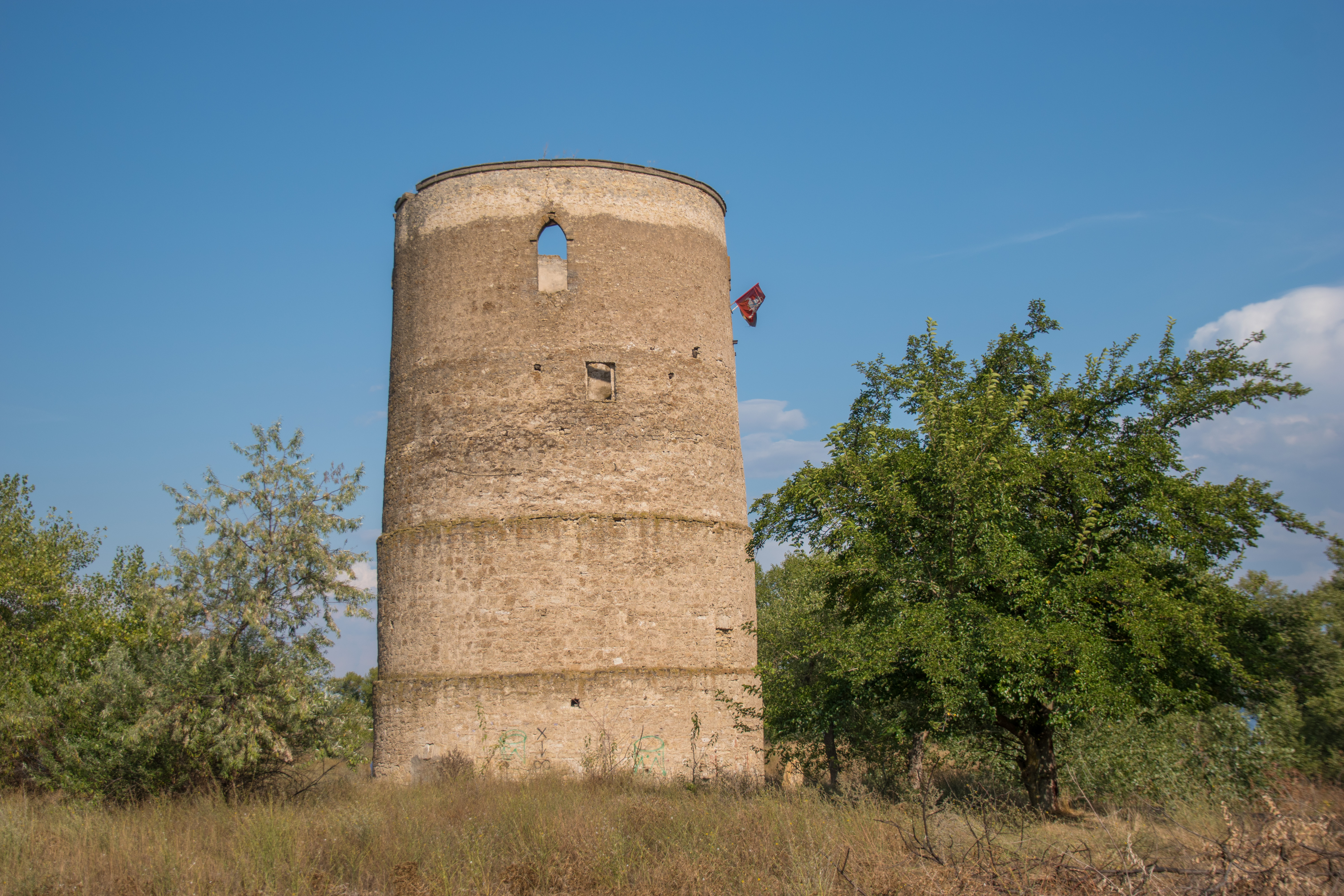
Wachturm von Vytautas dem Großen in Cherson mit der historischen Staatsflagge Litauens
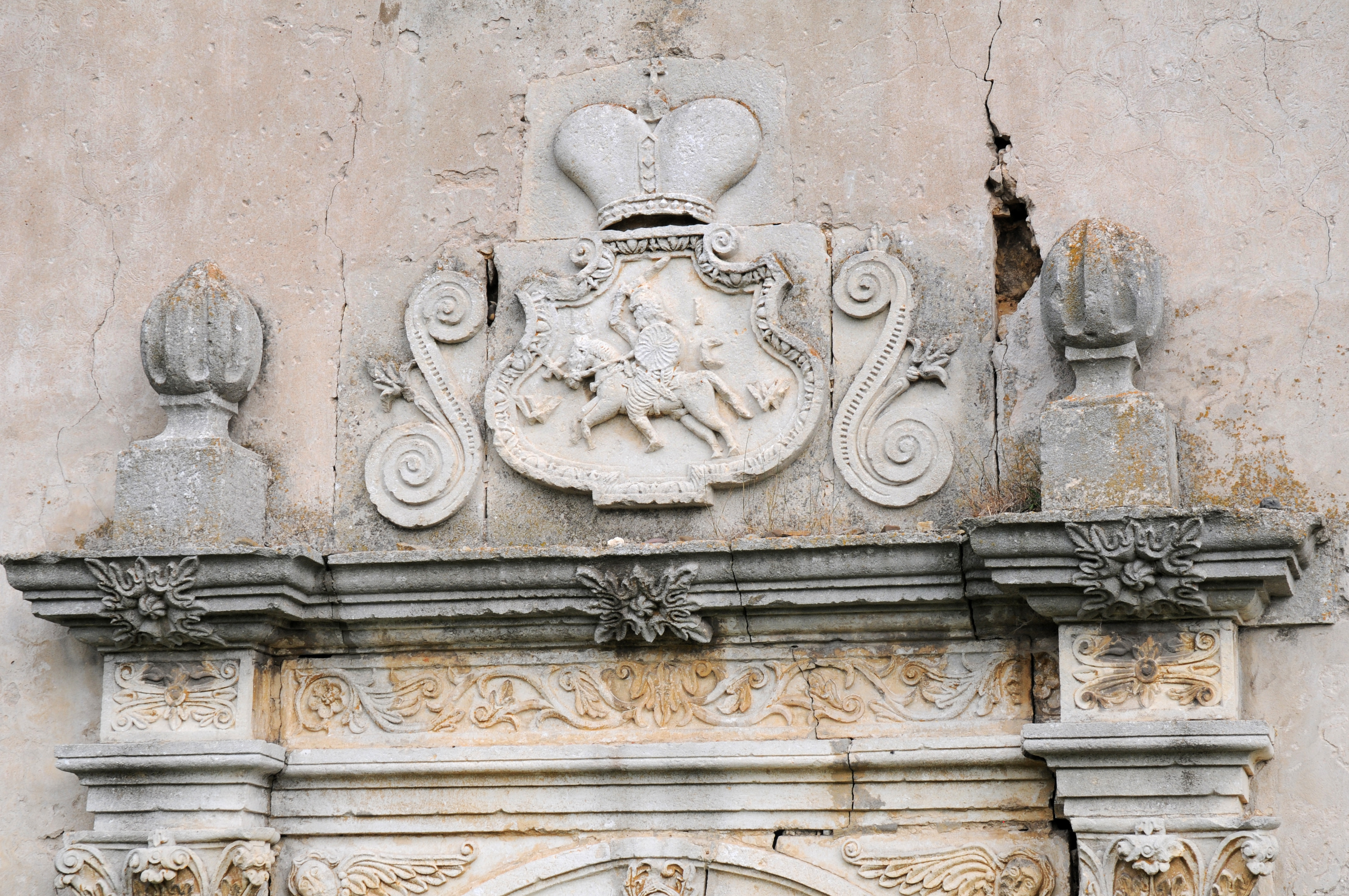
Das Wappen der Herzöge Czartoryski mit Vytis über dem Portal der ehemaligen Dominikanerkirche in Tschernelyzja
Wappen der Stadt Kamjanez-Podilskyj in den Jahren 1374–1796 bis zur Besetzung Podoliens durch das Russische Kaiserreich
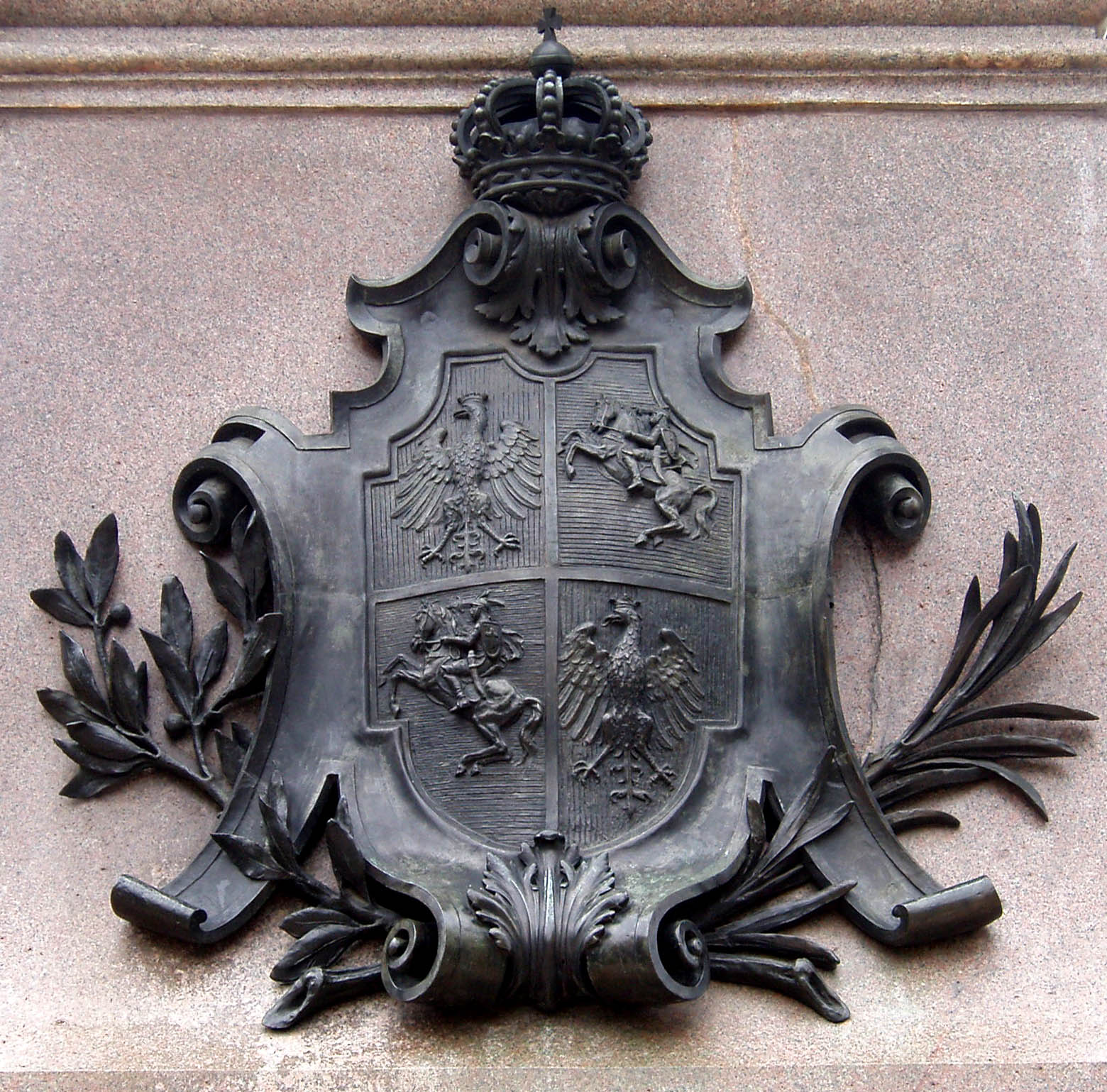
Denkmal von Adam Mickiewicz in Lwiw, 1904
Vorschlag von Mykhailo Hrushevskyi für das Wappen der Ukrainischen Volksrepublik
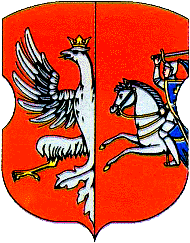
Wappen von Kolky unter polnischer Herrschaft
Wappen Oblast Schytomyr
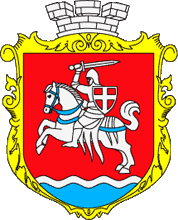
Wappen von Tschartoryjsk
Wappen von Nemenka
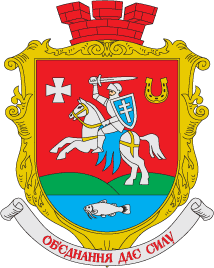
Wappen von Lytowesch
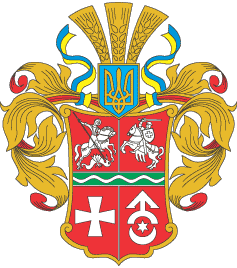
Wappen von Rajon Starokostjantyniw in den Jahren 2004–2020
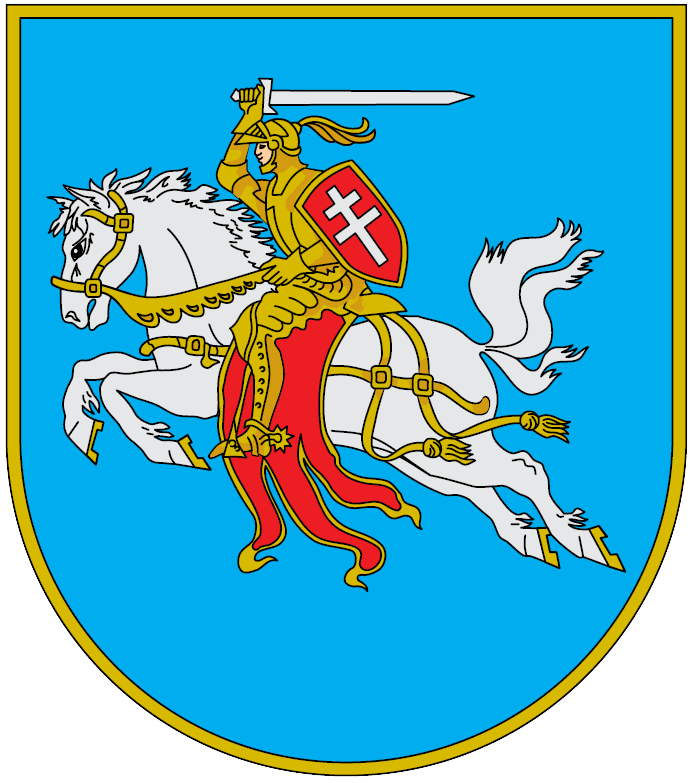
Wappen des Rajons Witowka in den Jahren 2017–2020
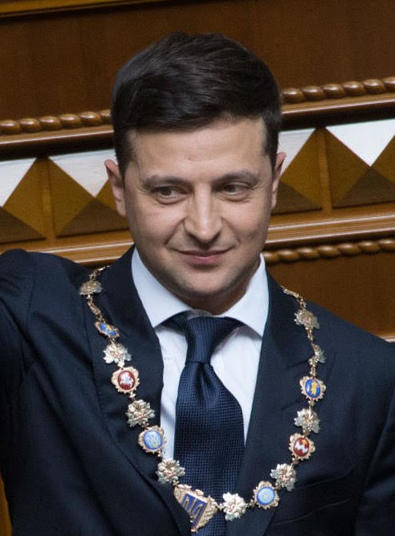
Kragen des Präsidenten der Ukraine, eines seiner Medaillons enthält Vytis (Pahonia)

### Adelige Familien
Das Wappen Litauens wurde mit einigen Modifikationen von mehreren gediminiden litauischen, polnischen und russischen Adelsfamilien übernommen, nämlich Czartoryski, Sanguszko, Chowanski, Trubezkoi und Galitzin. In der polnischen Heraldik heißen diese Wappen Pogoń Litewska.

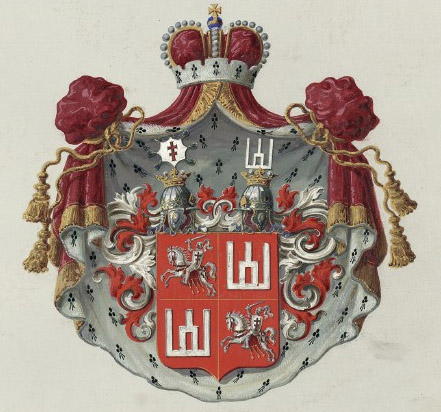
Wappen von Sanguszko
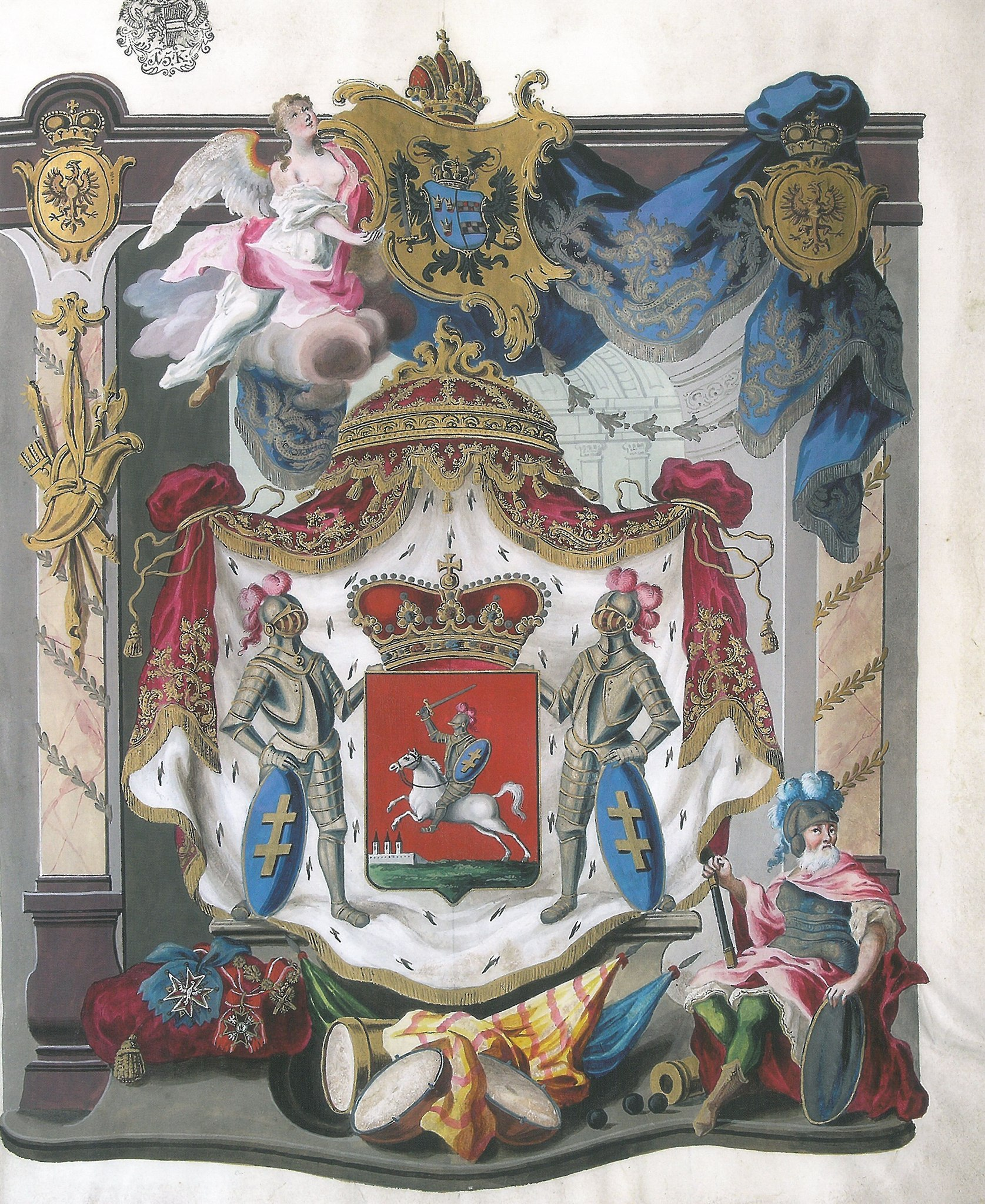
Wappen von Czartoryski
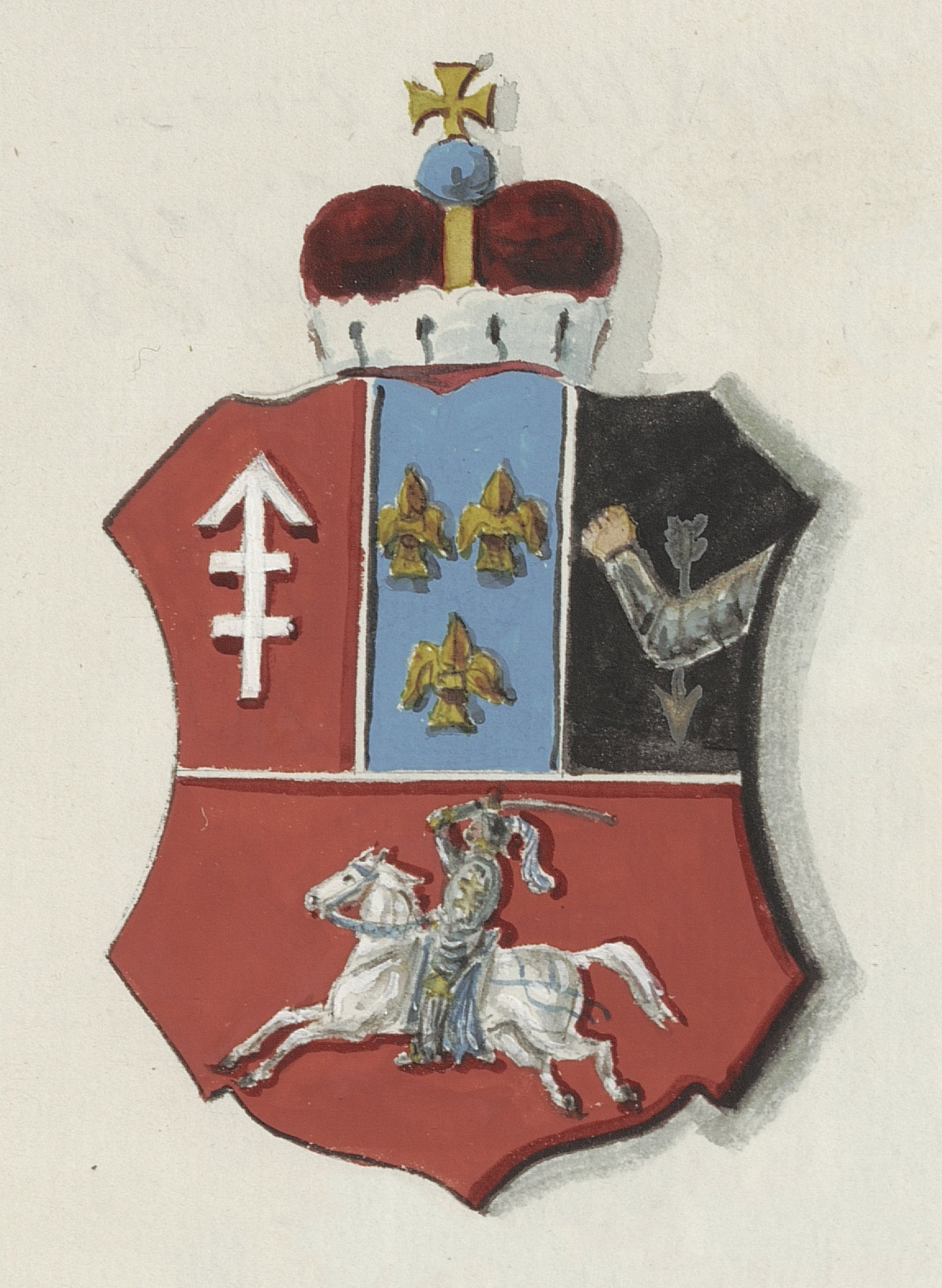
Wappen von Sapieha
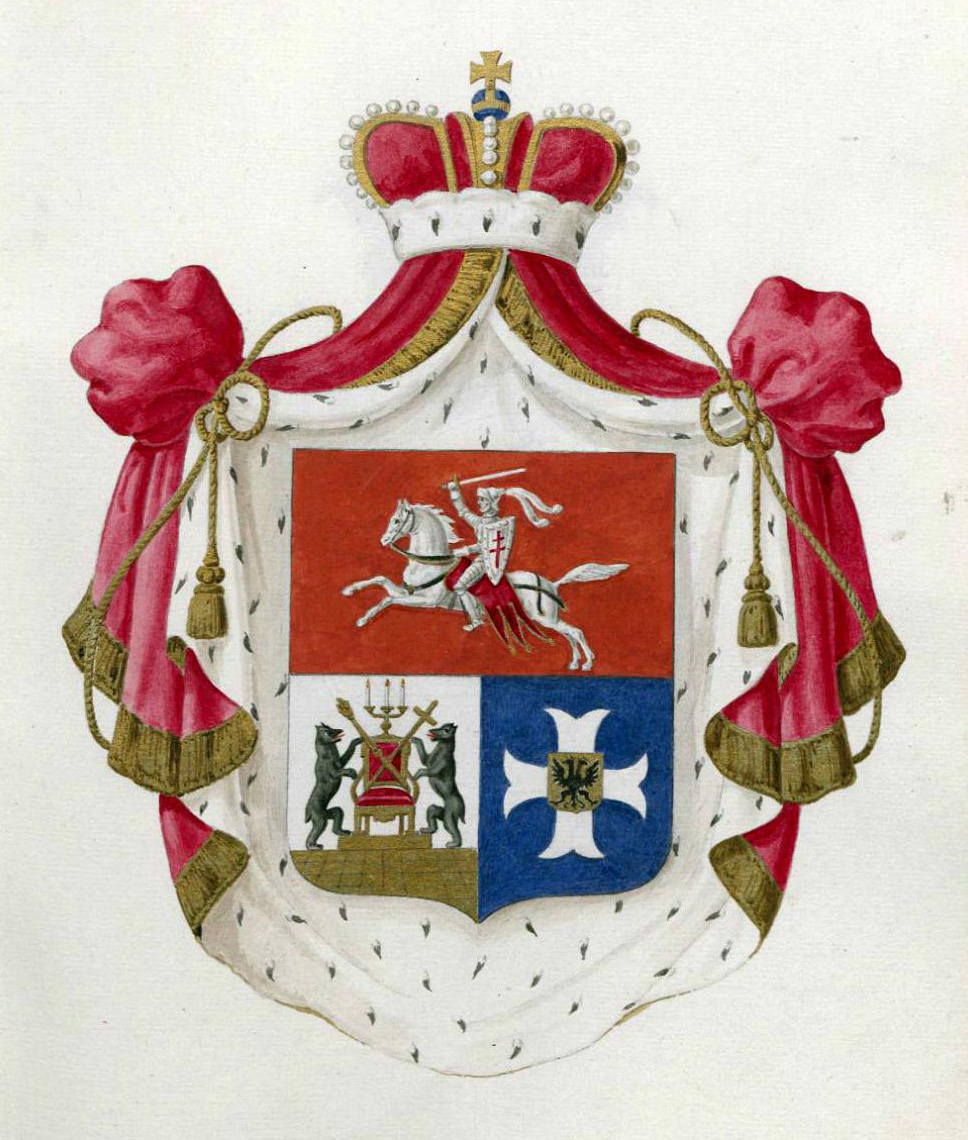
Wappen von Galitzin
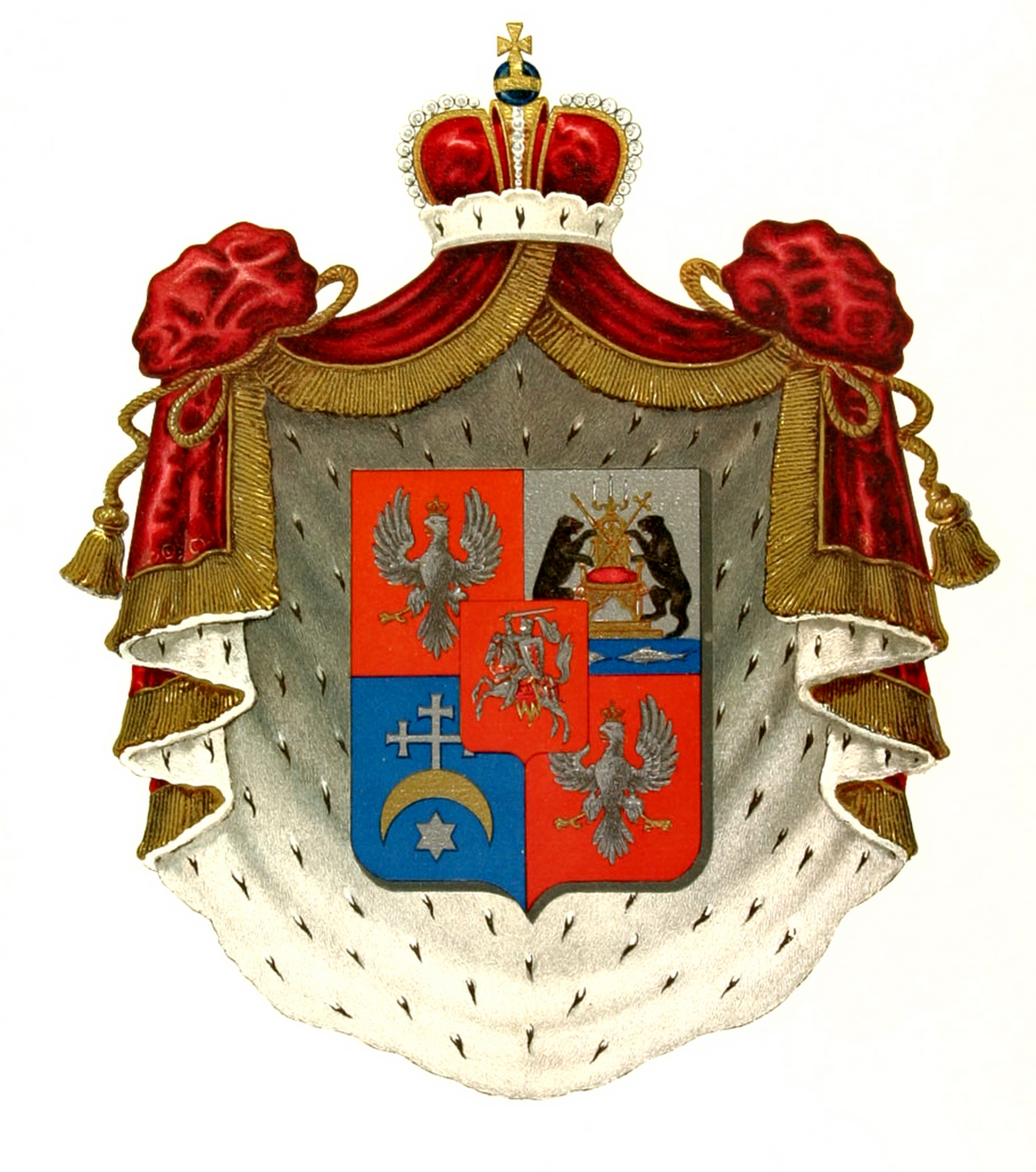
Wappen von Kurakin
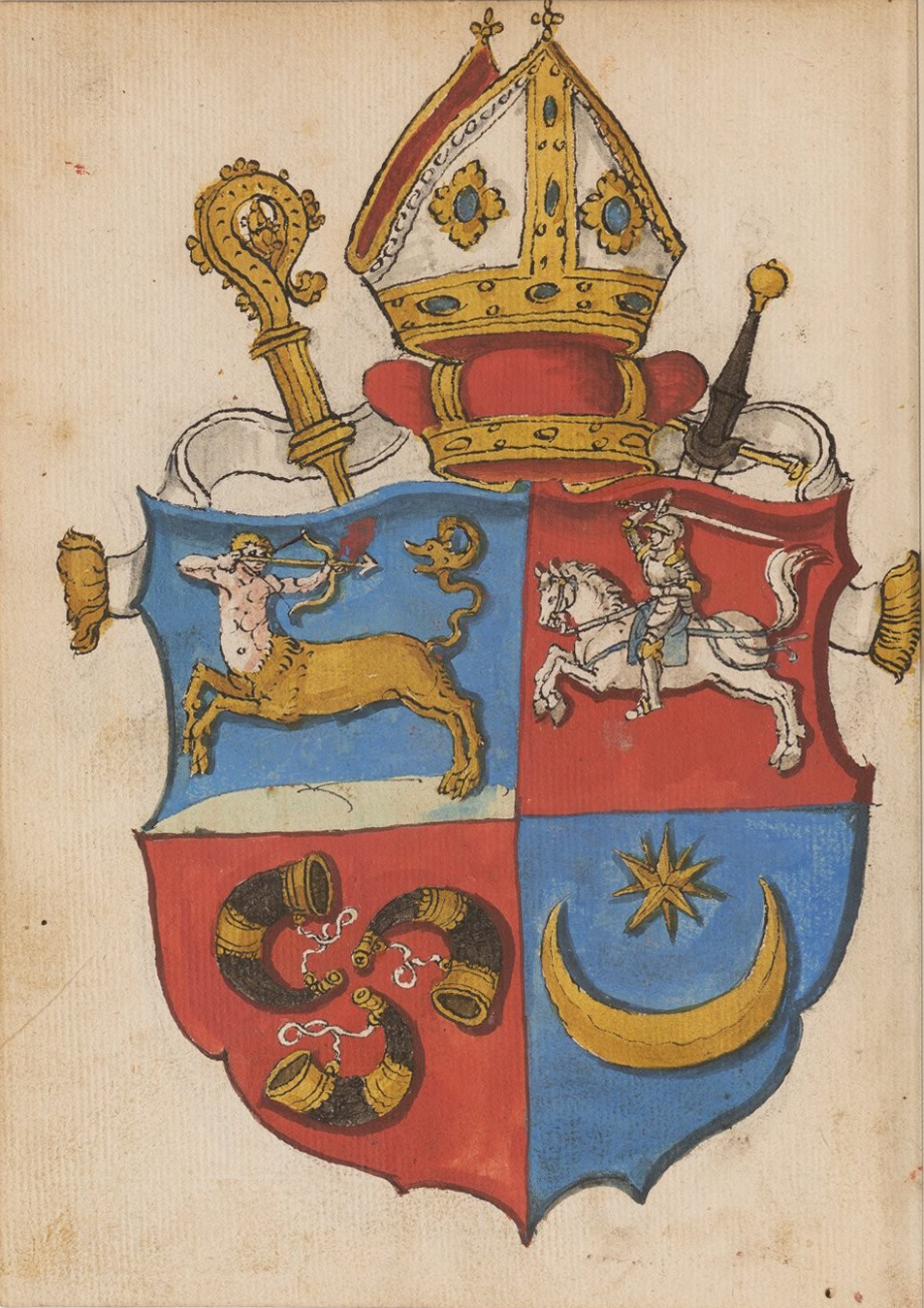
Wappen von Povilas Alšėniškis (familie Holszanski)
Einfache Version
Beyzym, eine Variation

### Andere Standorte

#### Österreich

Vytis in Österreich
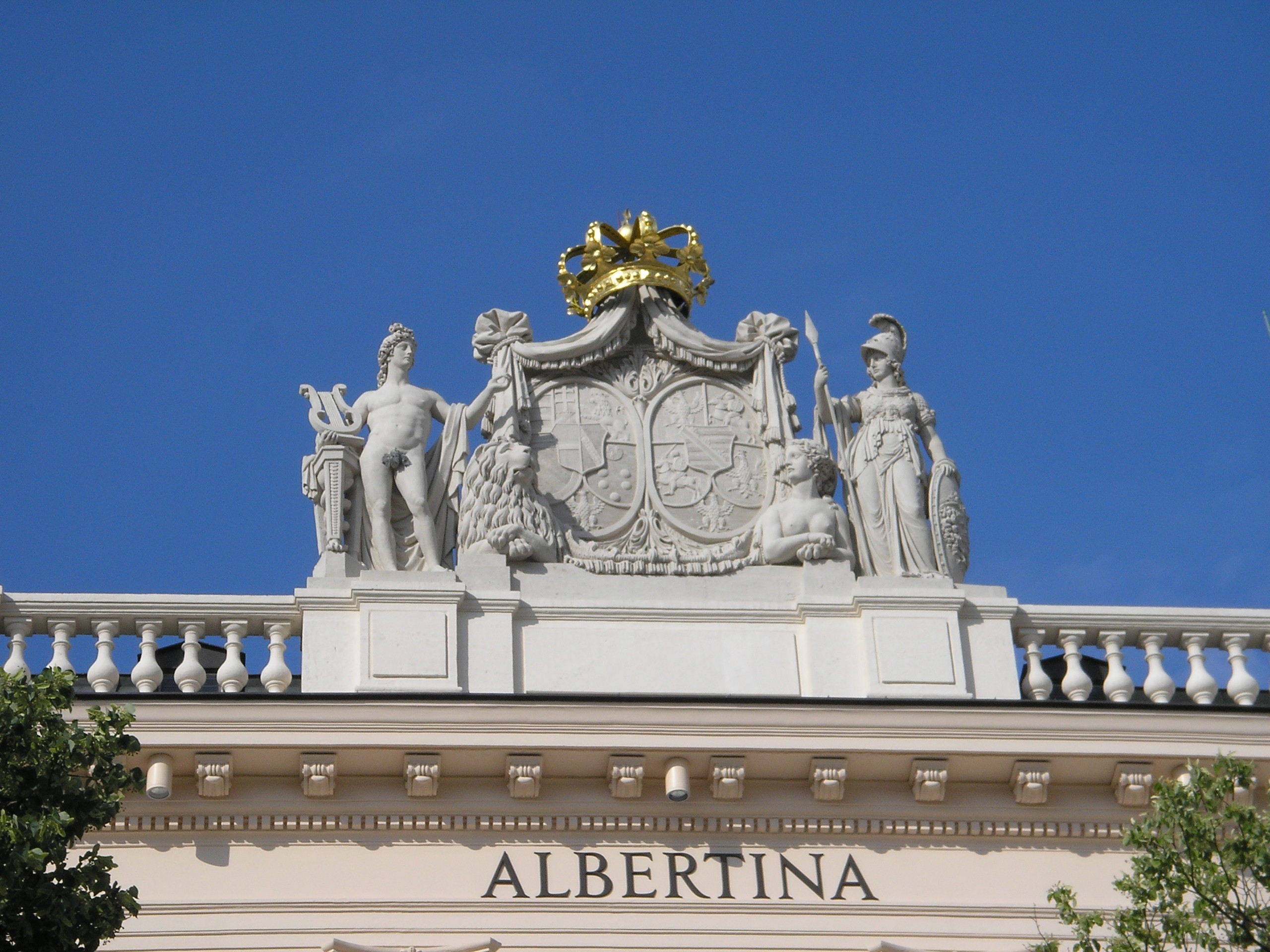
Albertina, Wien, 18. Jahrhundert
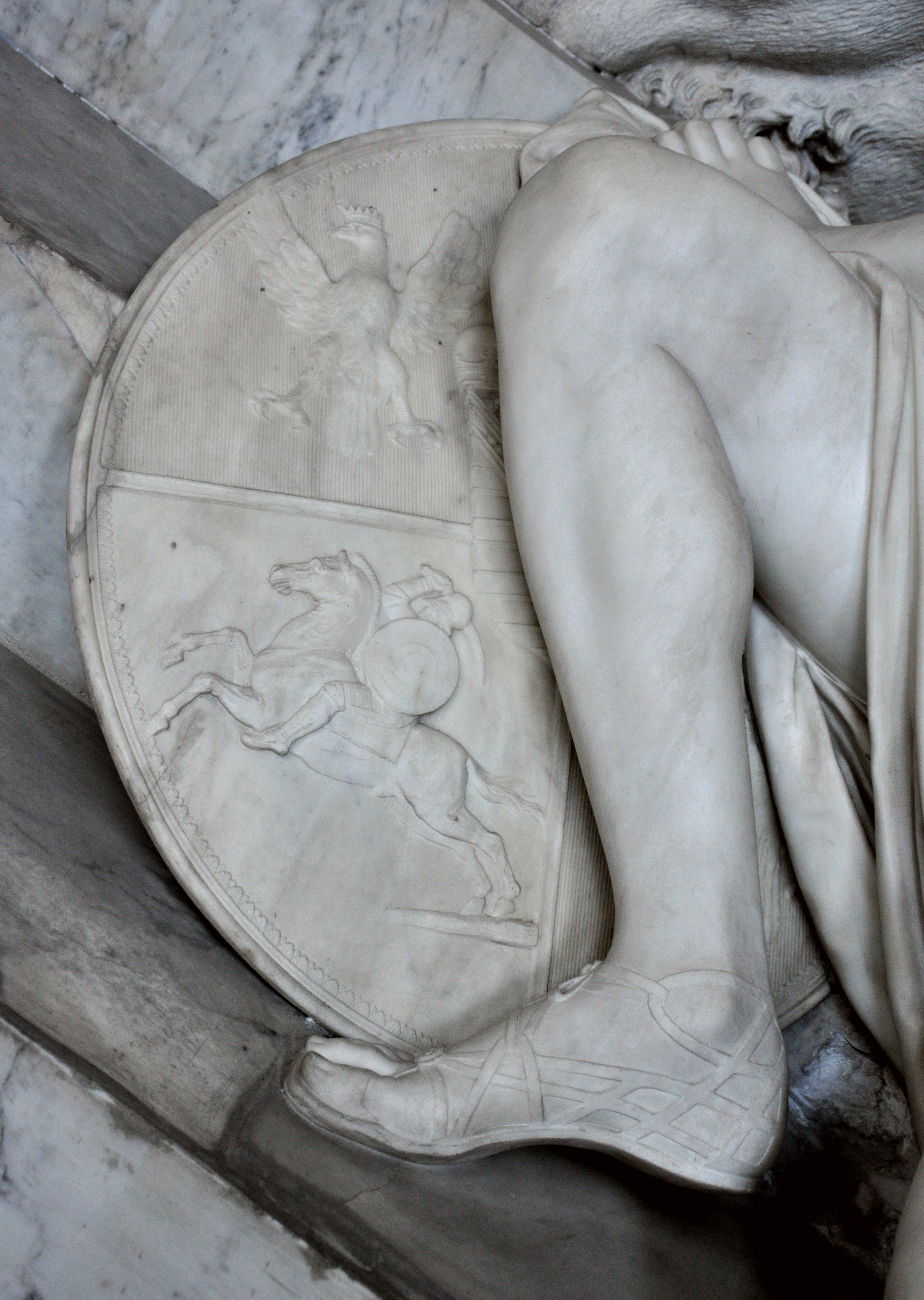
Wappen auf dem Kenotaph von Maria Christina in Wien

#### Frankreich

Vytis in Frankreich
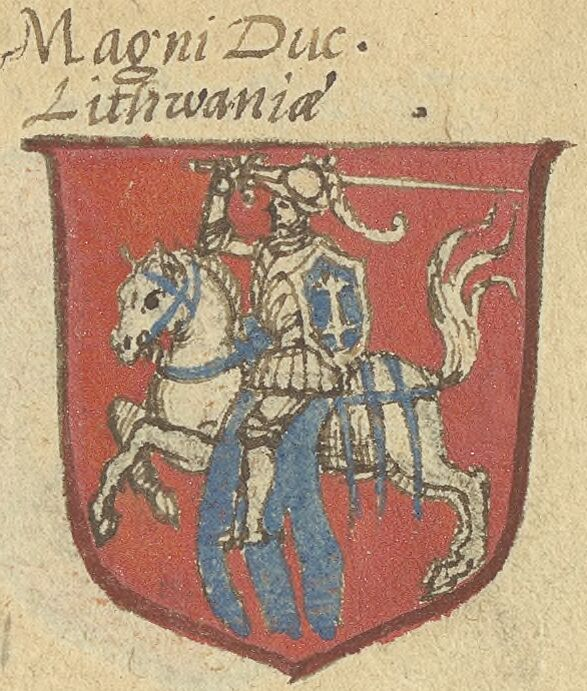
Armorial universel, avec blasons peints, 17. Jahrhundert
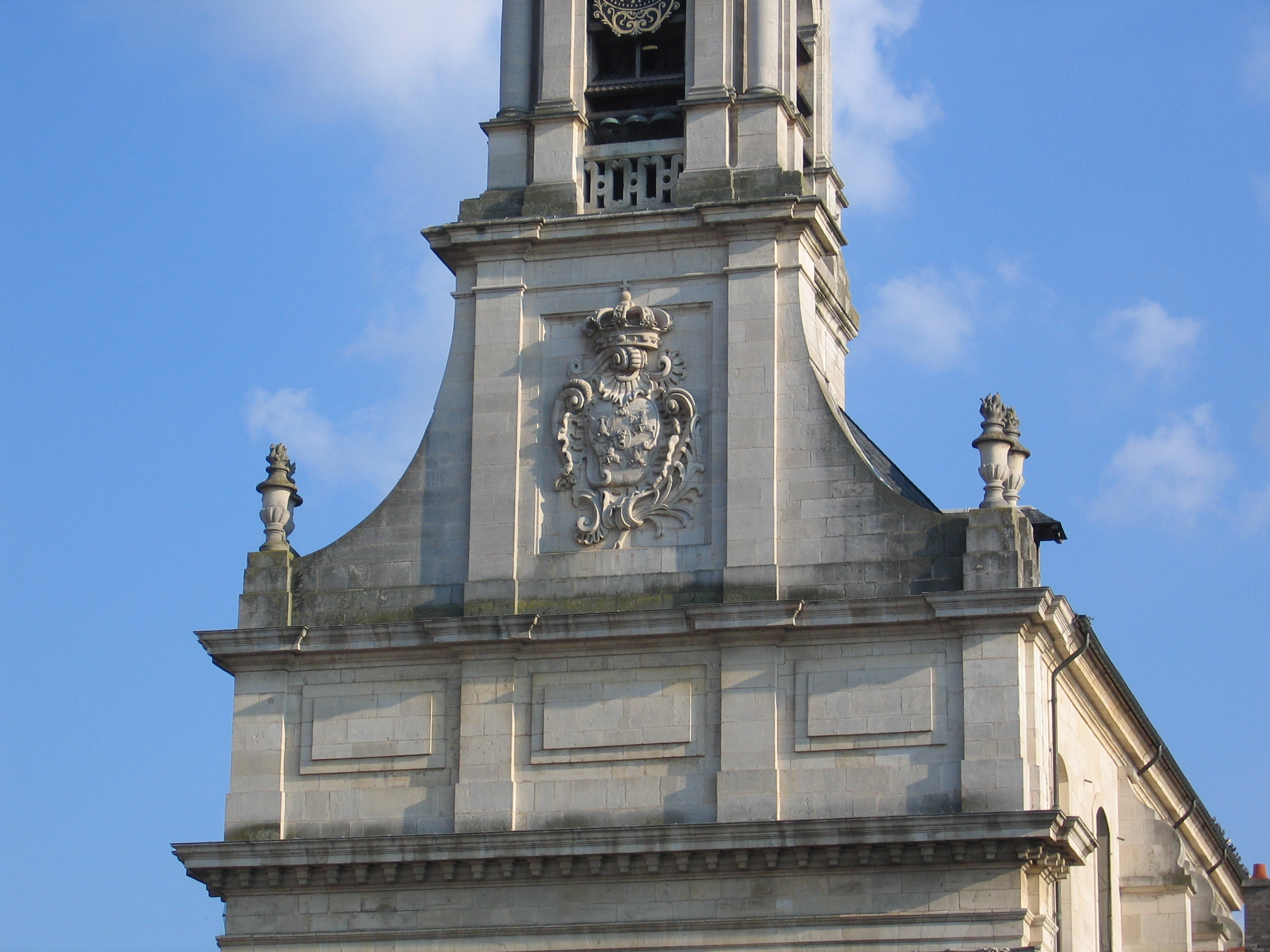
Katholische Kirche in Nancy, 18. Jahrhundert
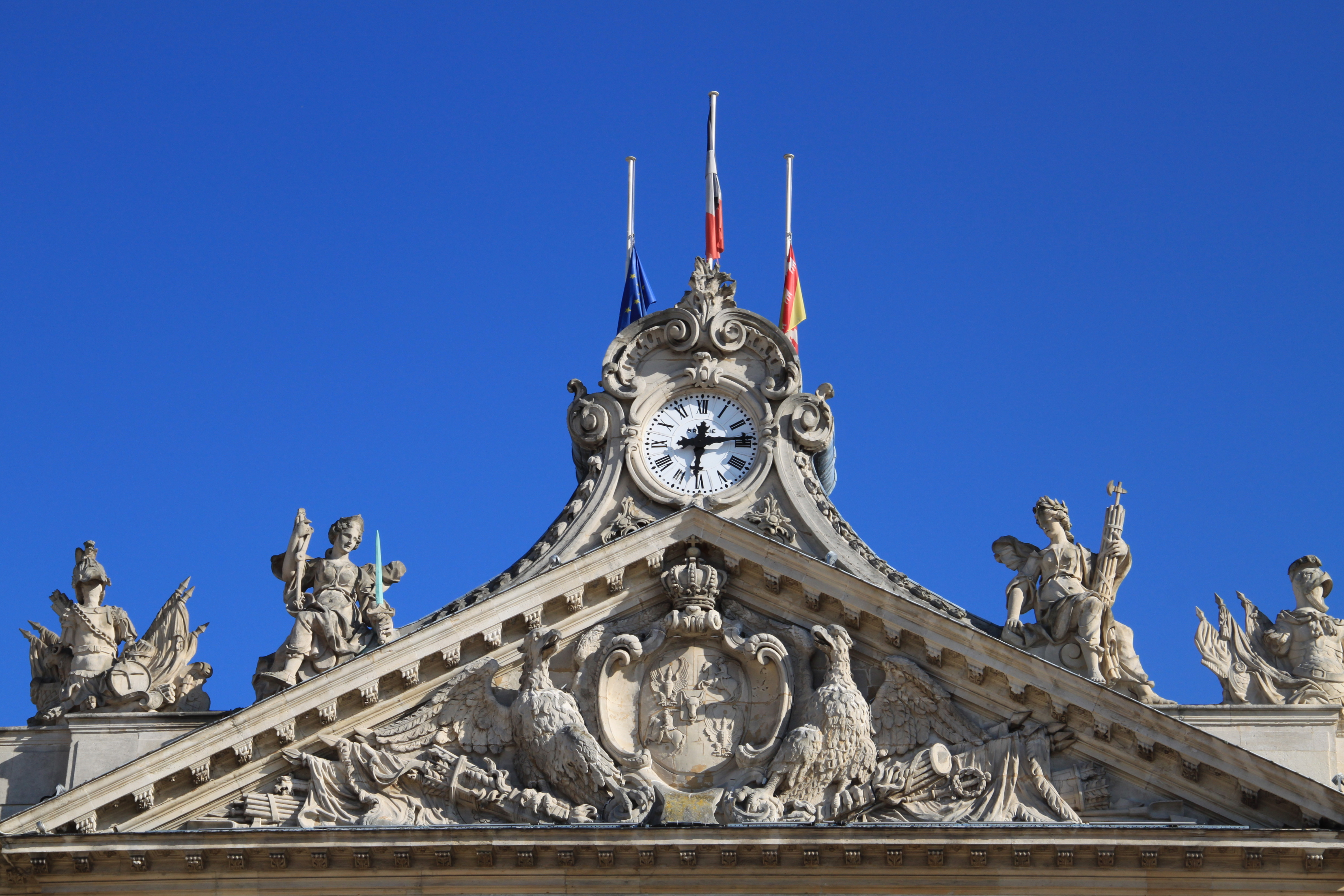
Giebel des Rathauses von Nancy
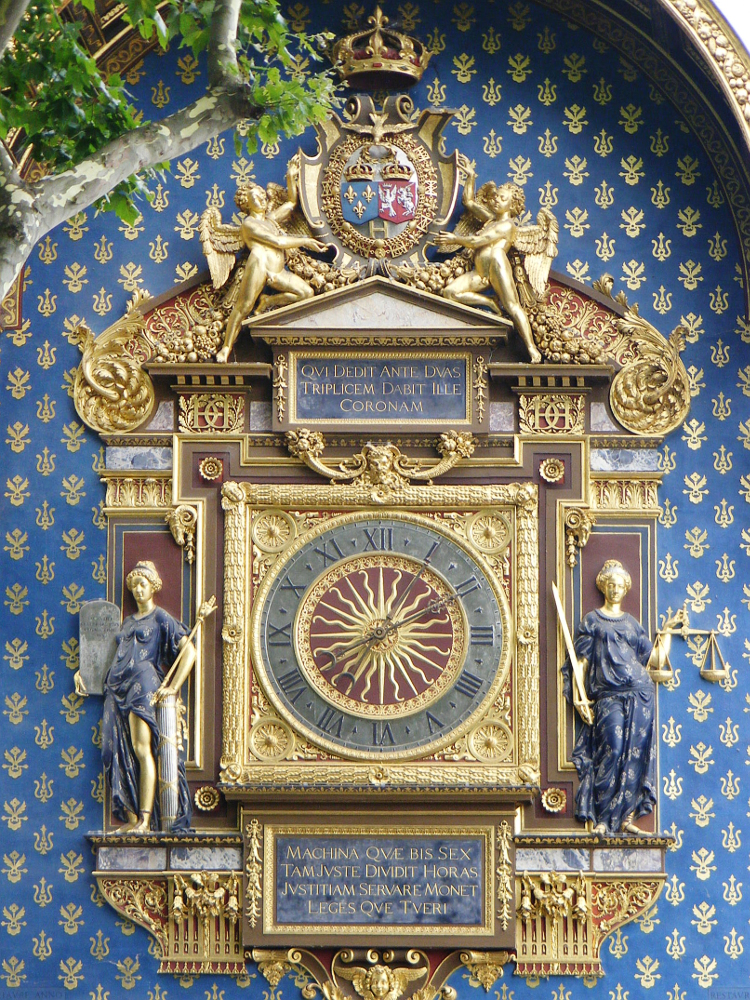
Vytis auf der Uhr Tour de l'Horloge im Palais de la Cité in Paris, seit 1585
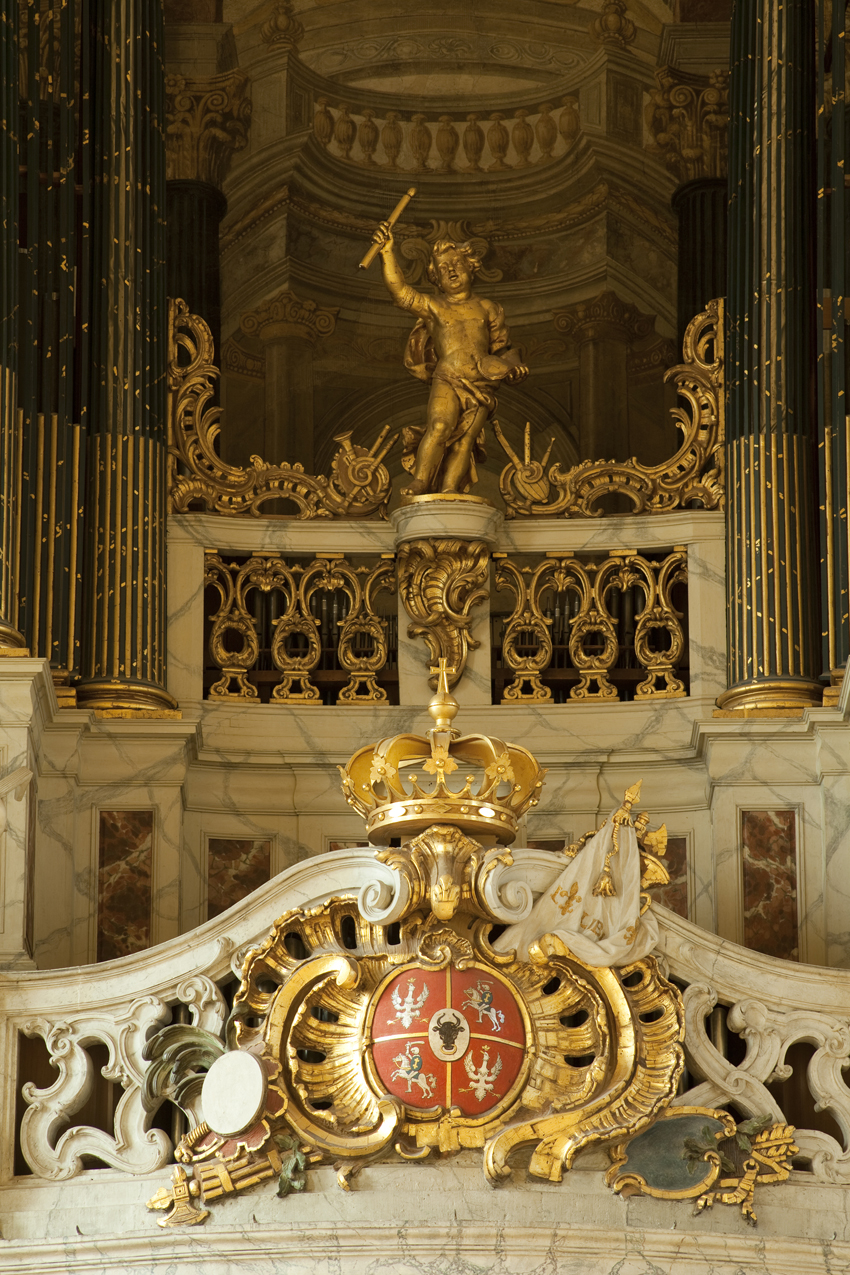
Vytis in der Kirche Saint-Jacques in Lunéville (Wappen von Stanislaus I. Leszczyński)
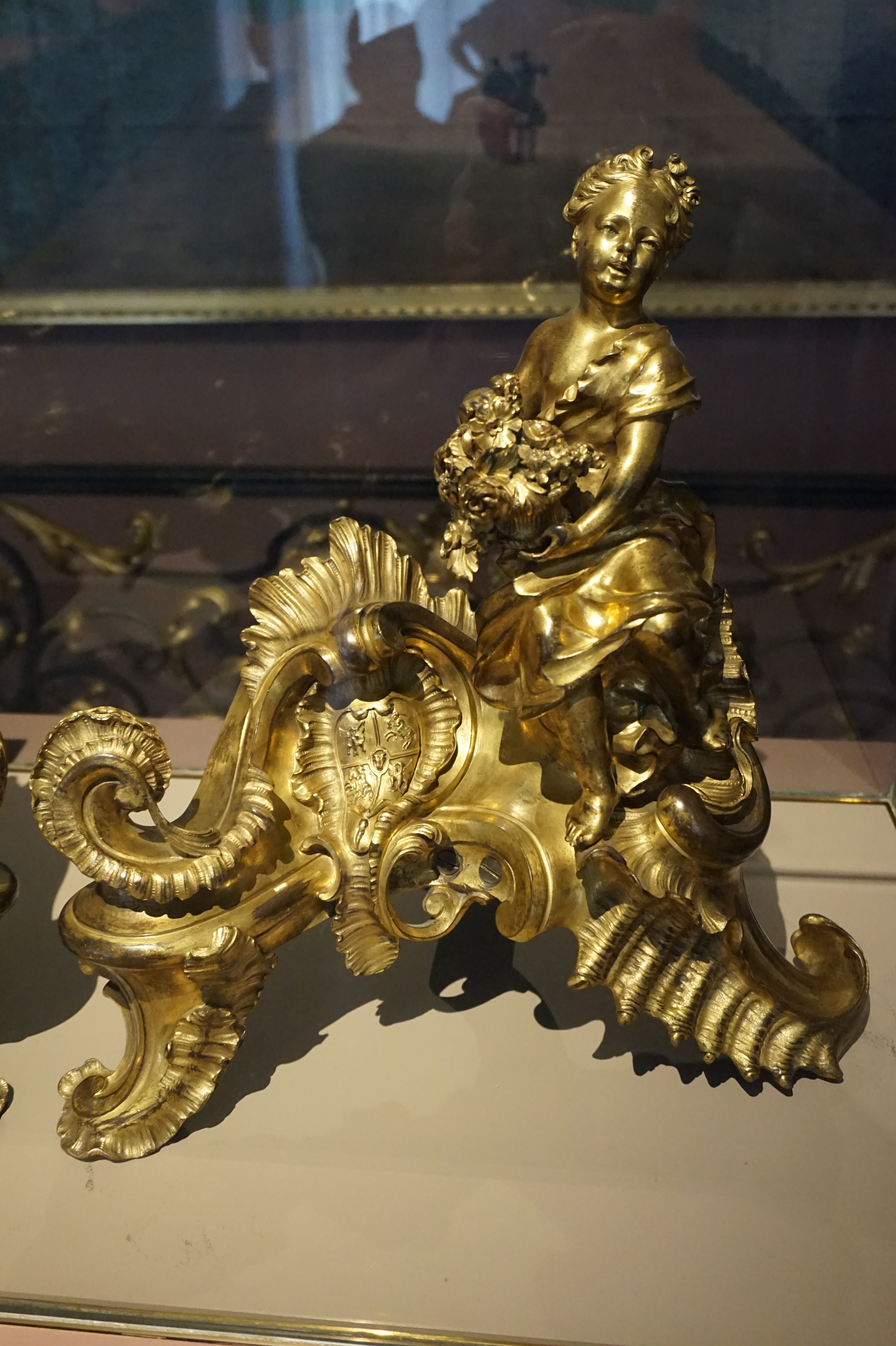
Vytis im Lothringischen Museum (Wappen von Stanislaus I. Leszczyński)
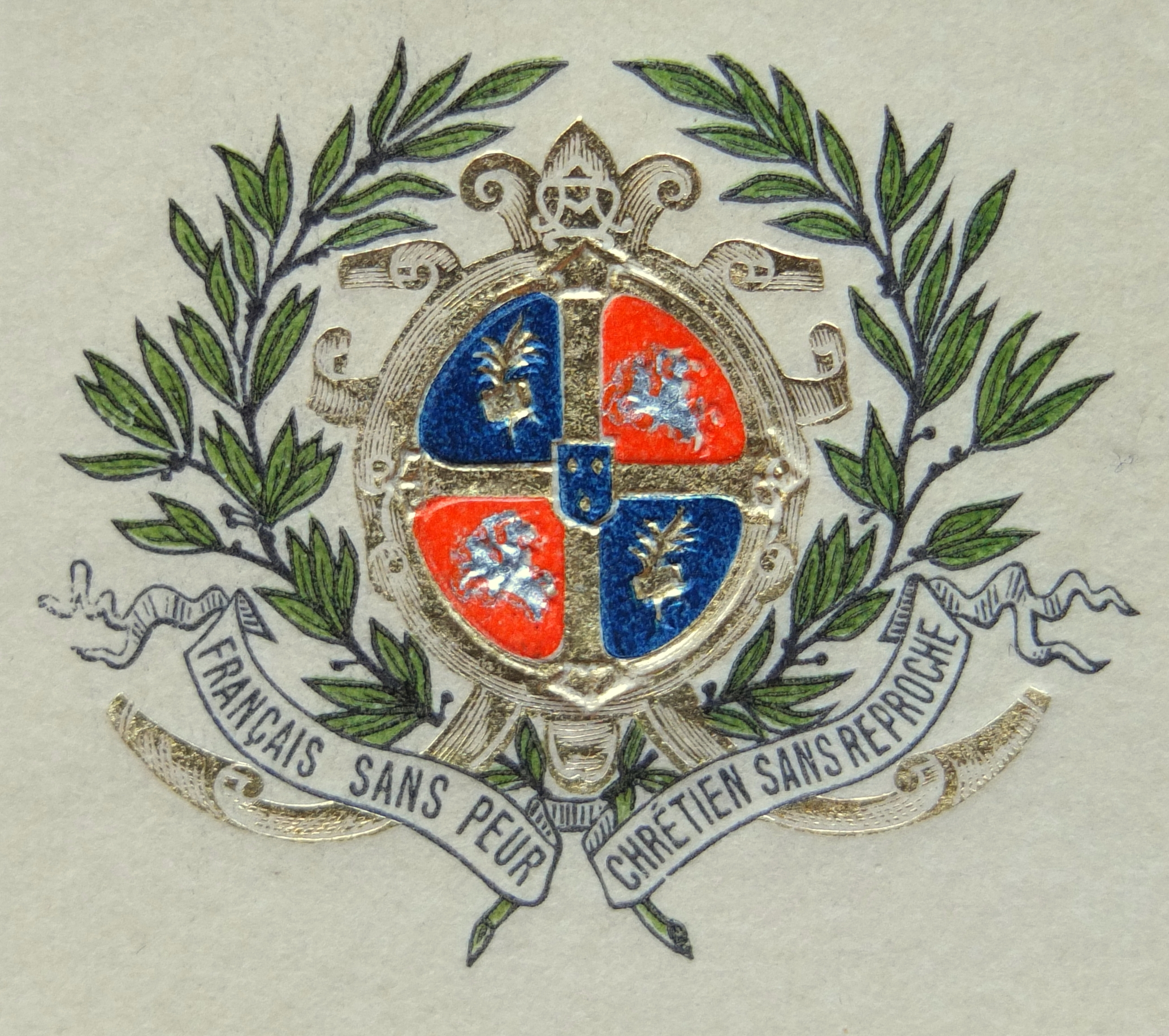
Wappen des Collège Stanislas mit Vytis
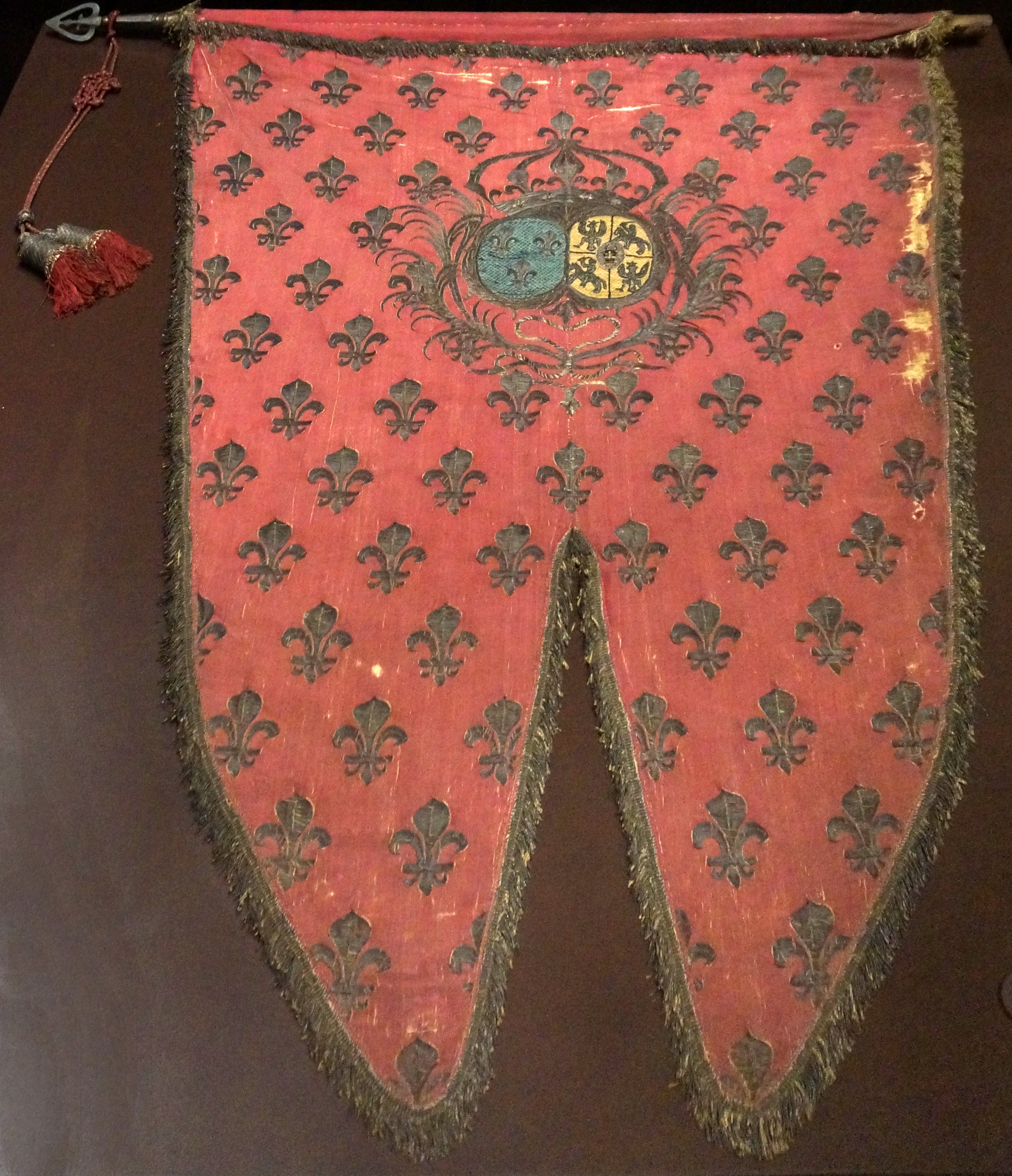
Guidon vom Reine-Dragons-Regiment mit Vytis, um 1749
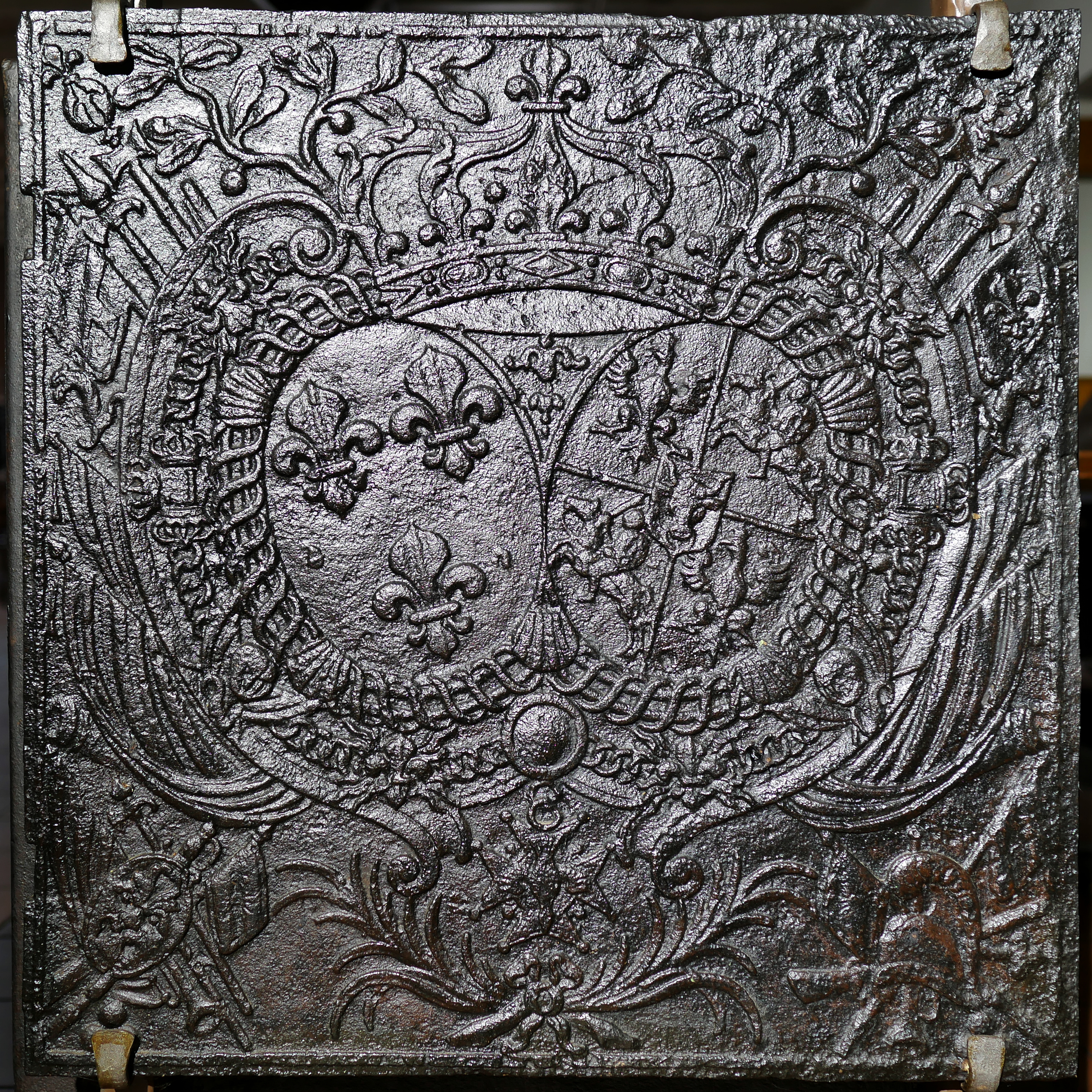
Hochzeitswappen Ludwig XV. und Maria Leszczyńska in Zinsweiler, 1. Hälfte 18. Jahrhundert
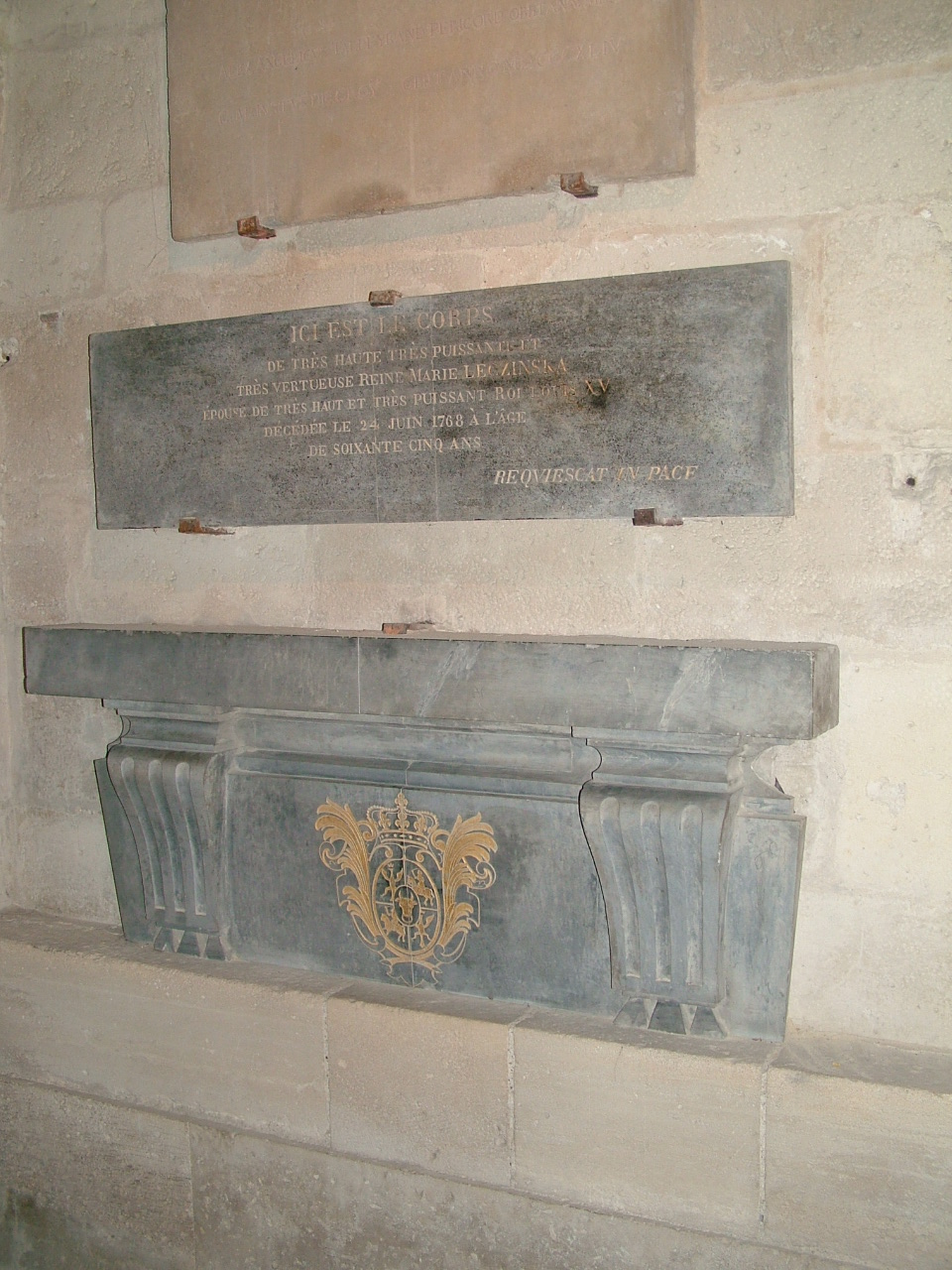
Grab von Maria Leszczyńska in Saint-Denis

#### Lettland

Vytis in Lettland
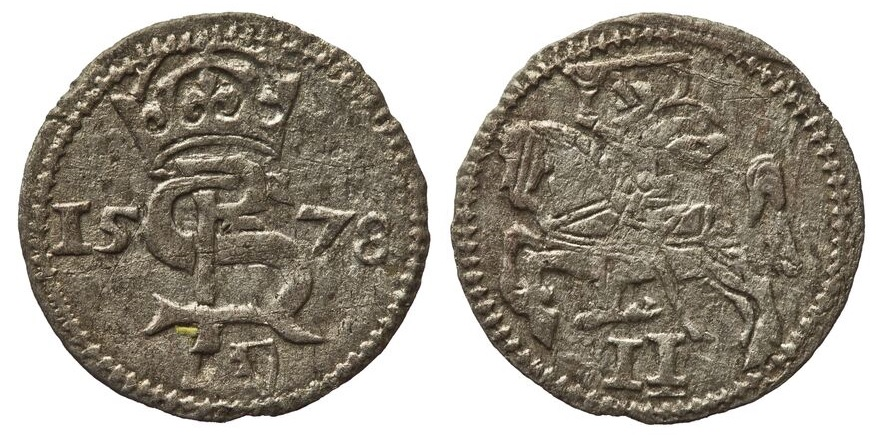
Doppeldenar des Herzogtums Kurland und Semigallien mit Monogramm von Stephan Báthory, Wappen von Gotthard Kettler und Vytis (Waykimas), 1578
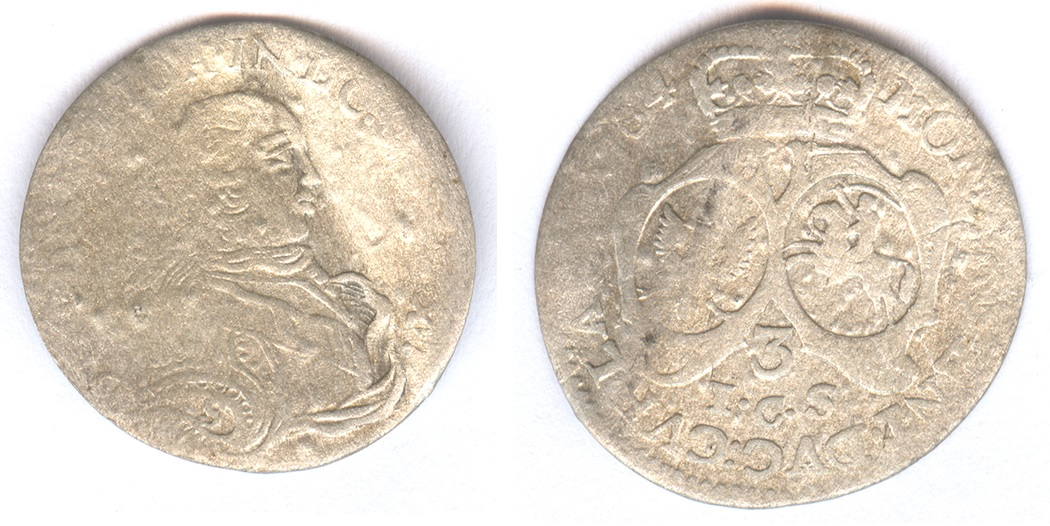
Münze des Herzogtums Kurland und Semgallen mit Porträt von Ernst Johann von Biron, Vytis (Waykimas) und dem polnischen Adler, 1764

#### Deutschland

Vytis in Deutschland
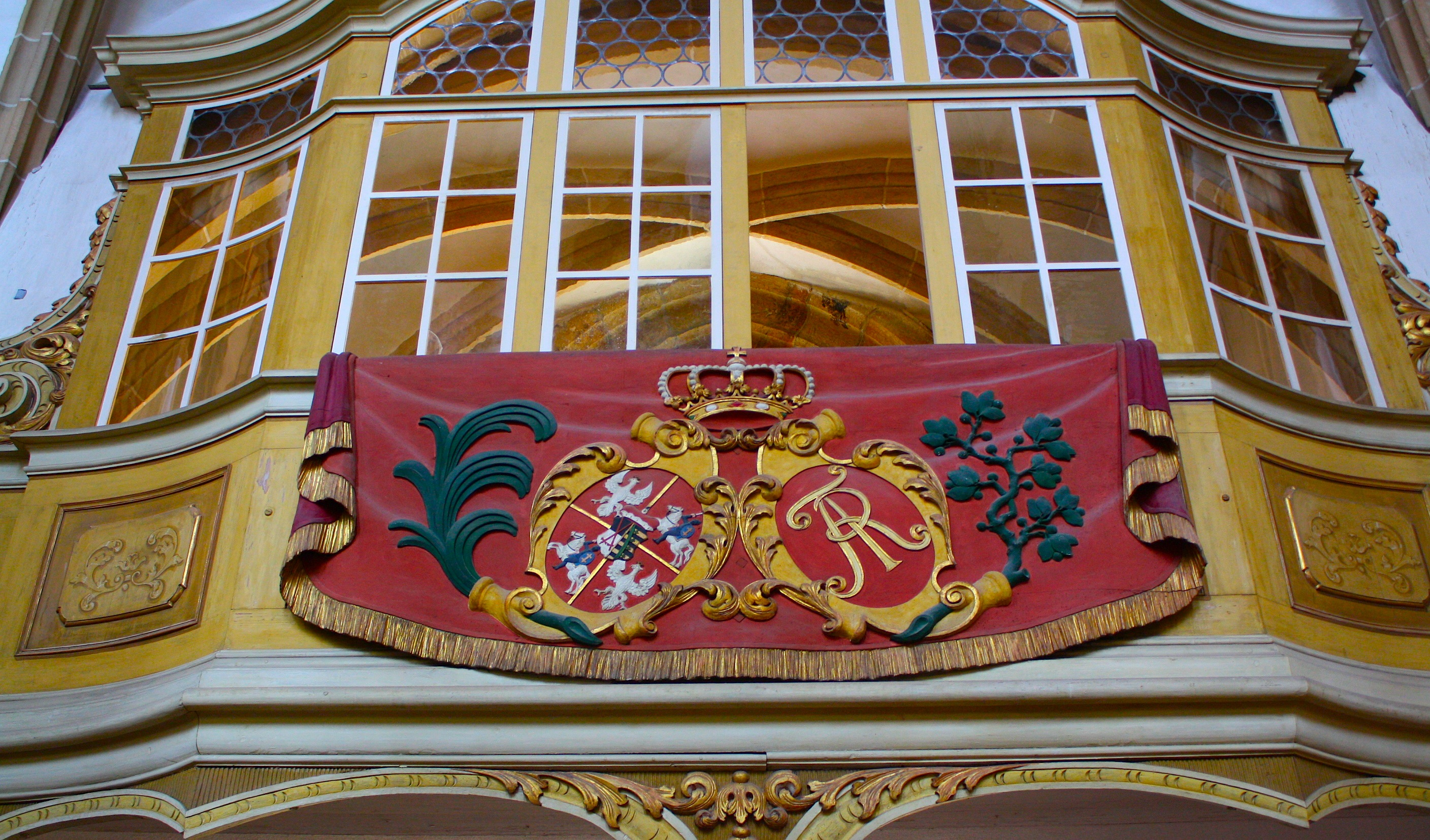
Freiberger Dom in Freiberg, Sachsen, 18. Jahrhundert
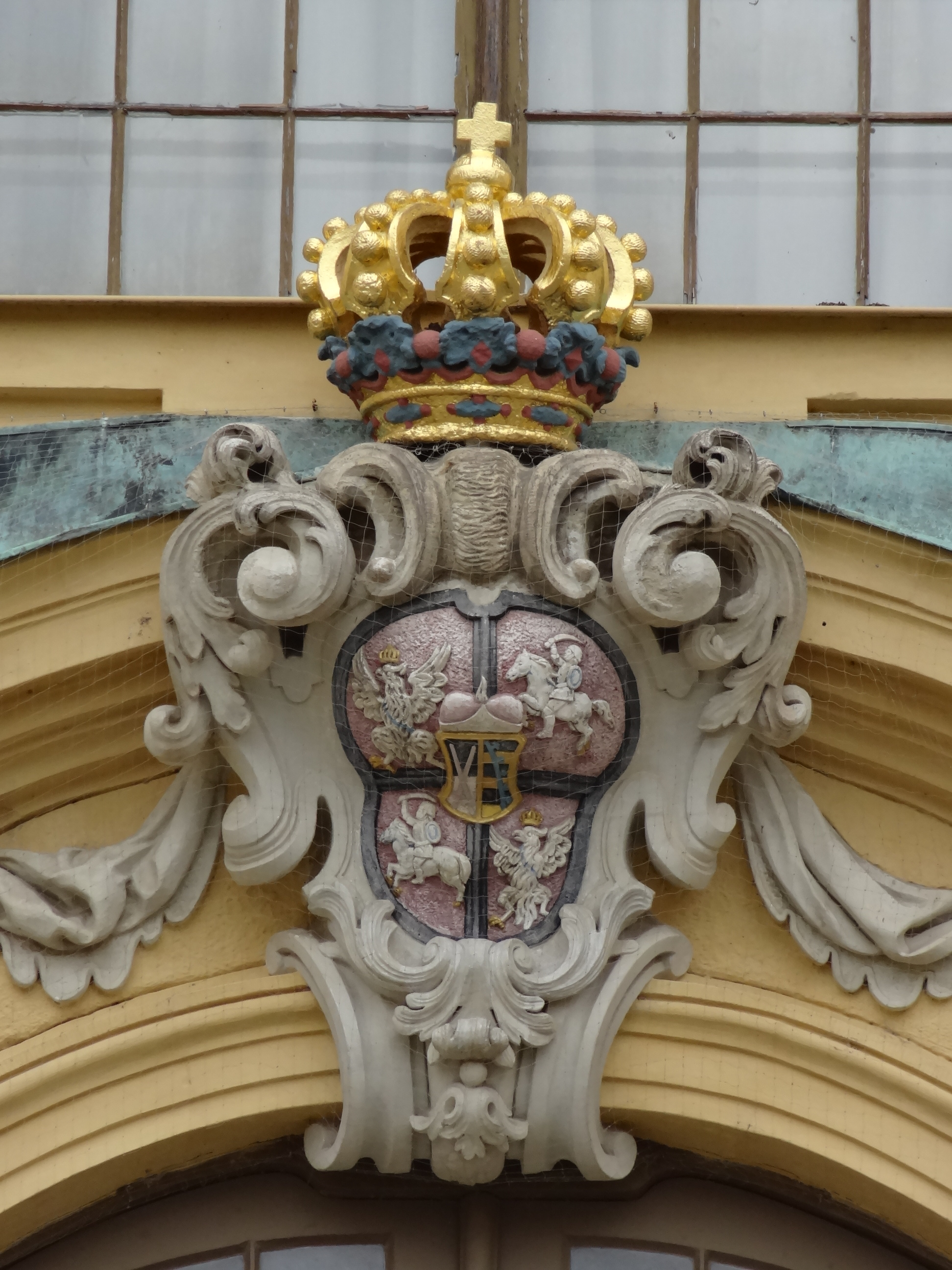
Wappen auf Schloss Moritzburg in Moritzburg, Sachsen
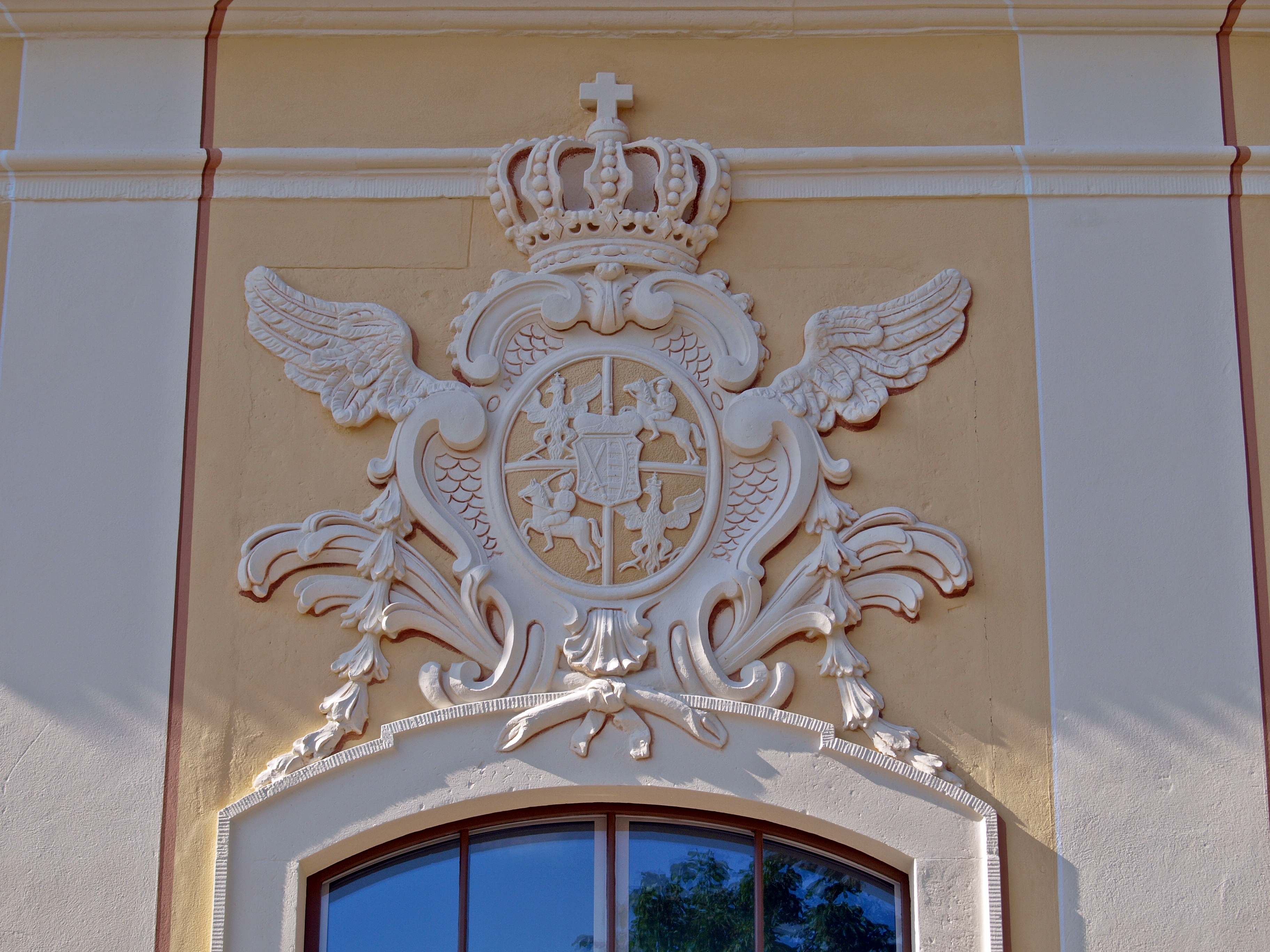
Wappen am Gartenpavillon Schloss Moritzburg
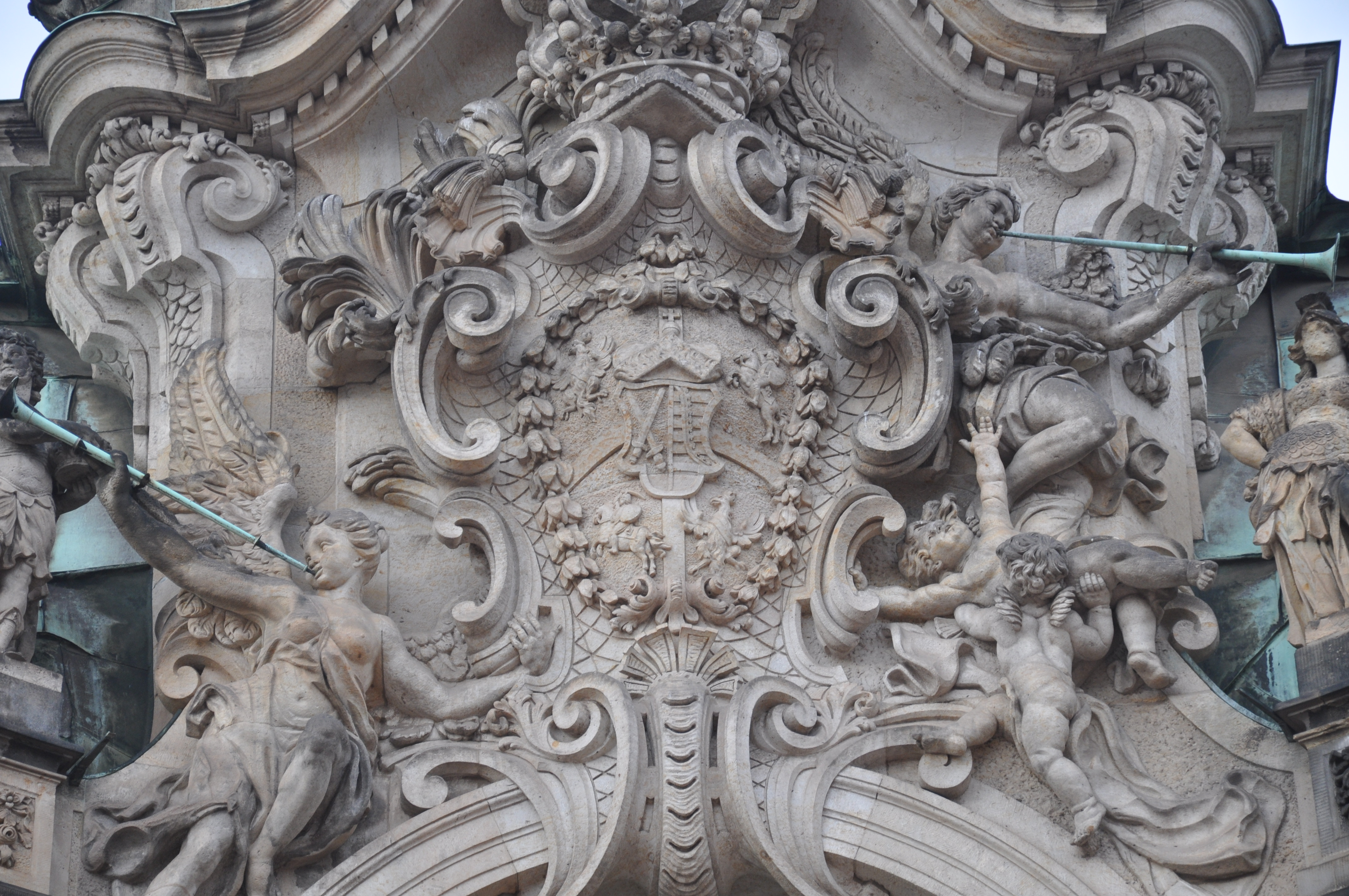
Zwinger, Dresden, 18. Jahrhundert
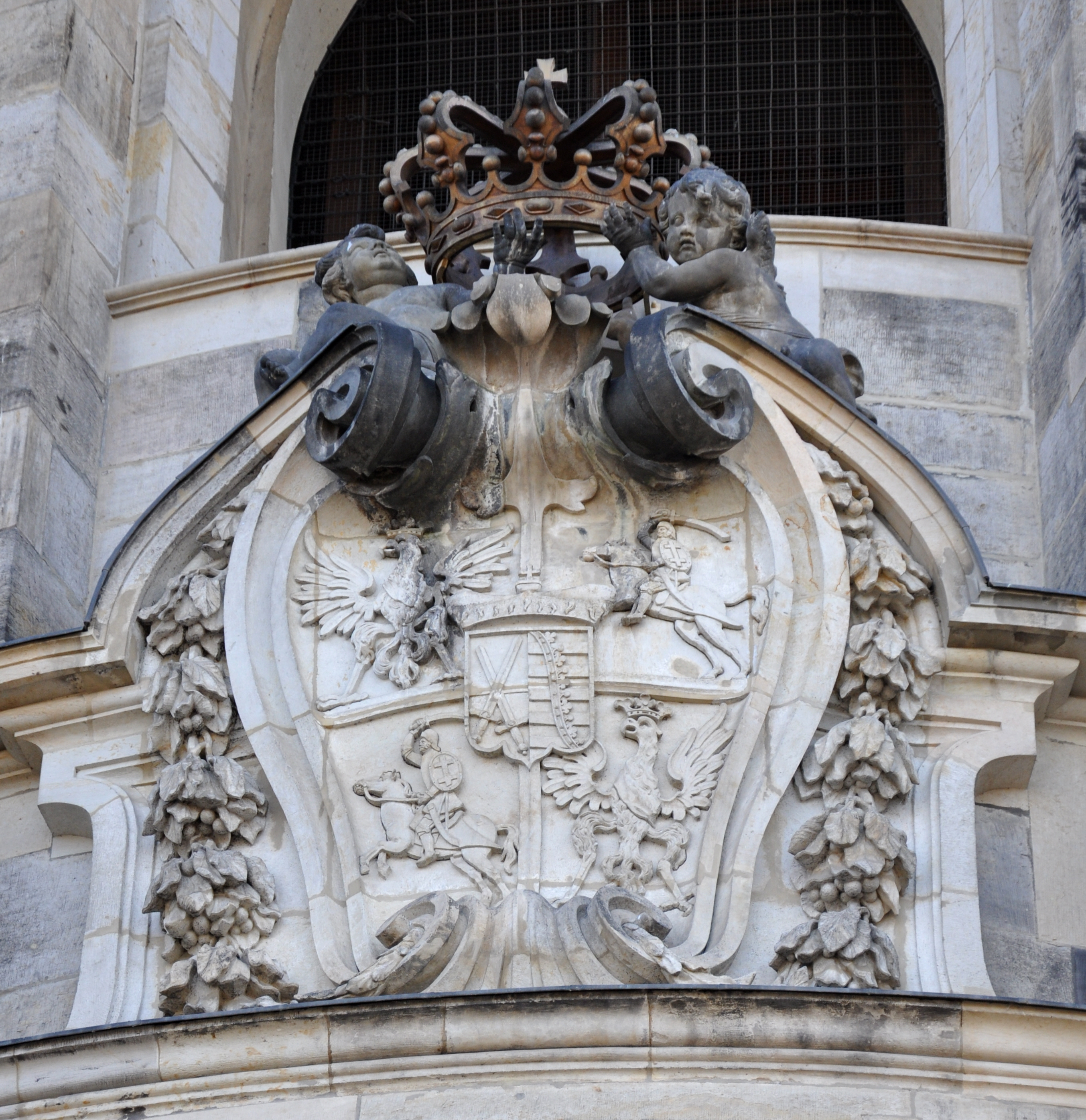
Dresdner Dom, Dresden, 18. Jahrhundert
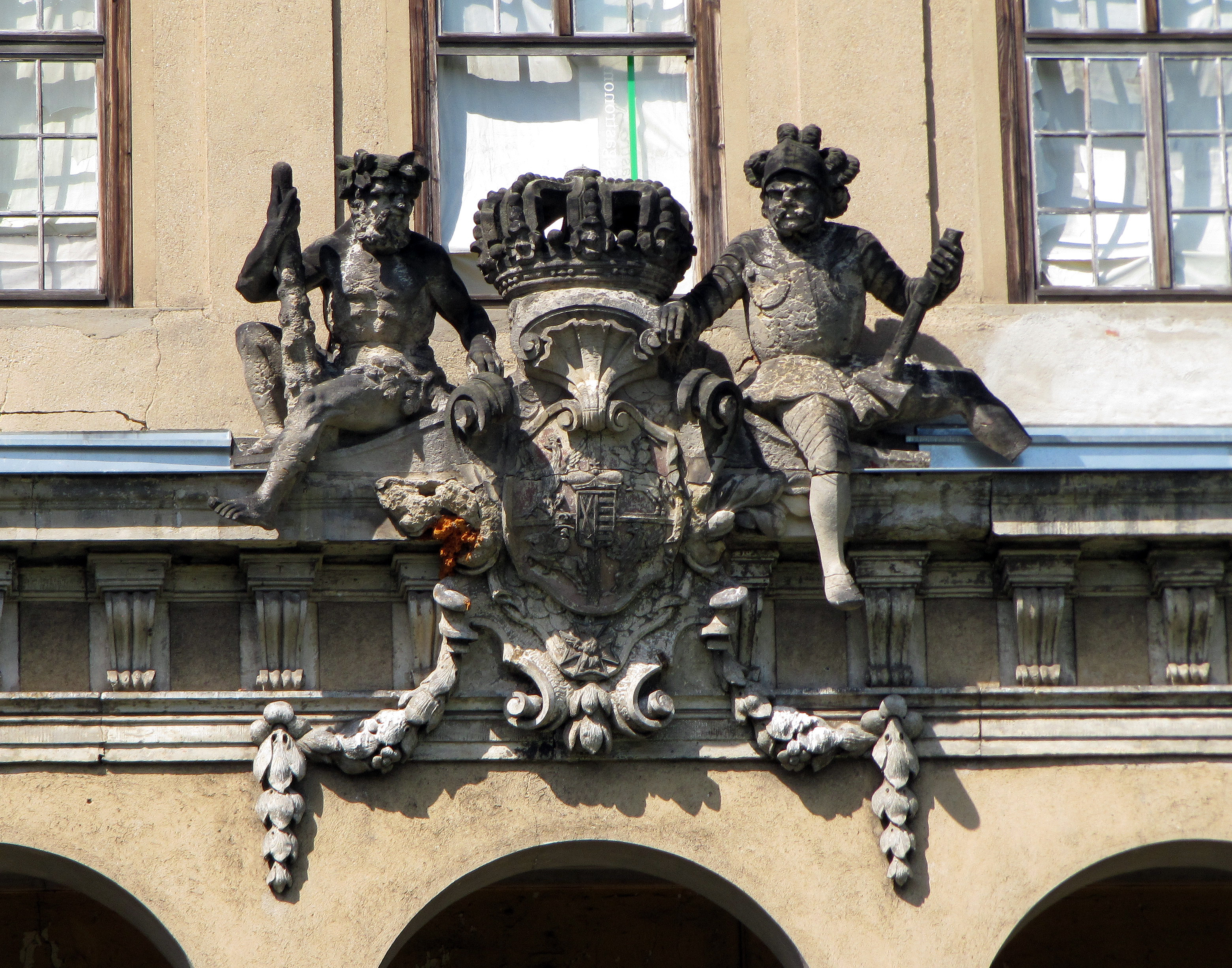
Wappen auf Schloss Übigau mit Herakles, Dresden
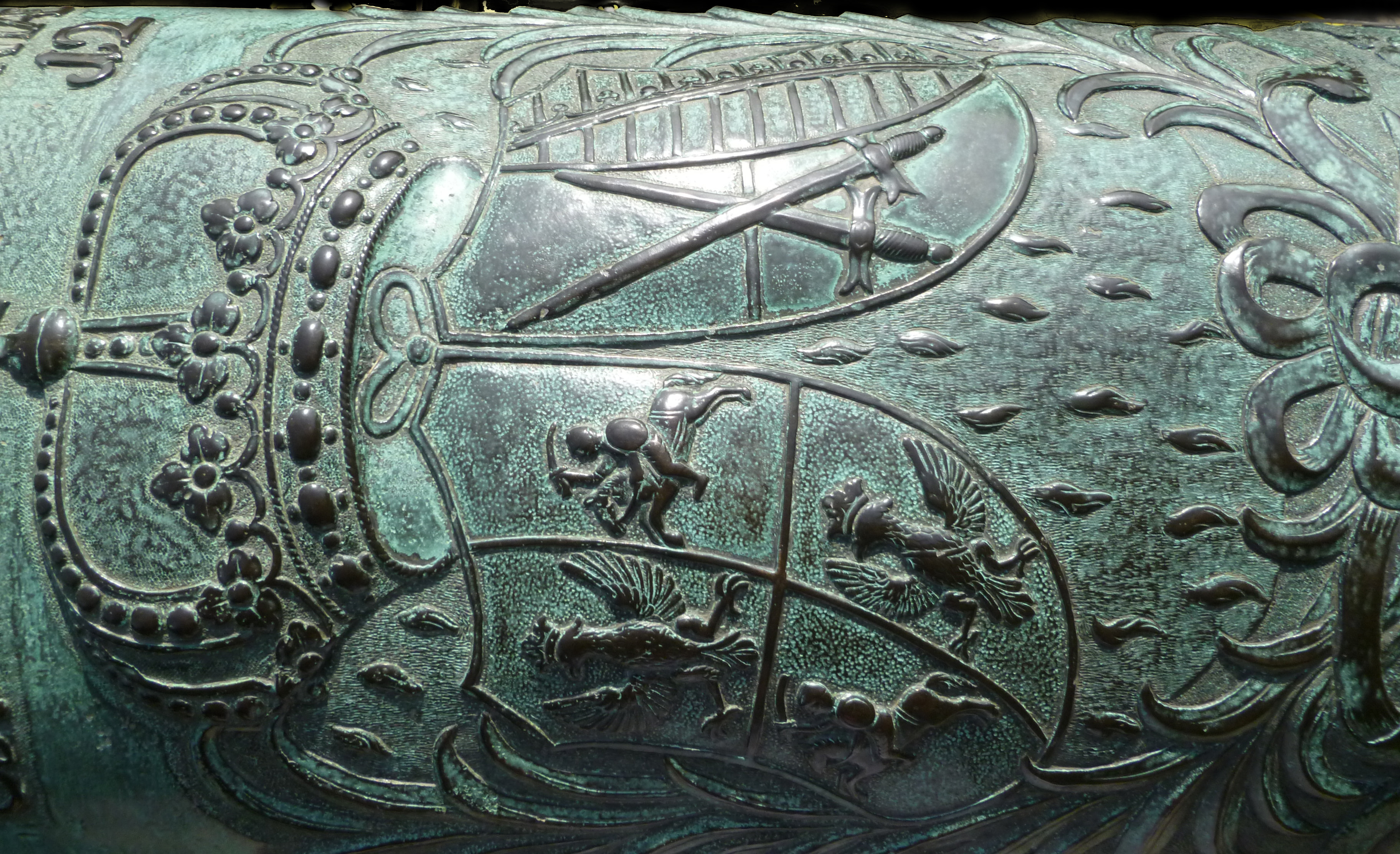
Wappen auf einer Kanone in der Festung Königstein, Dresden
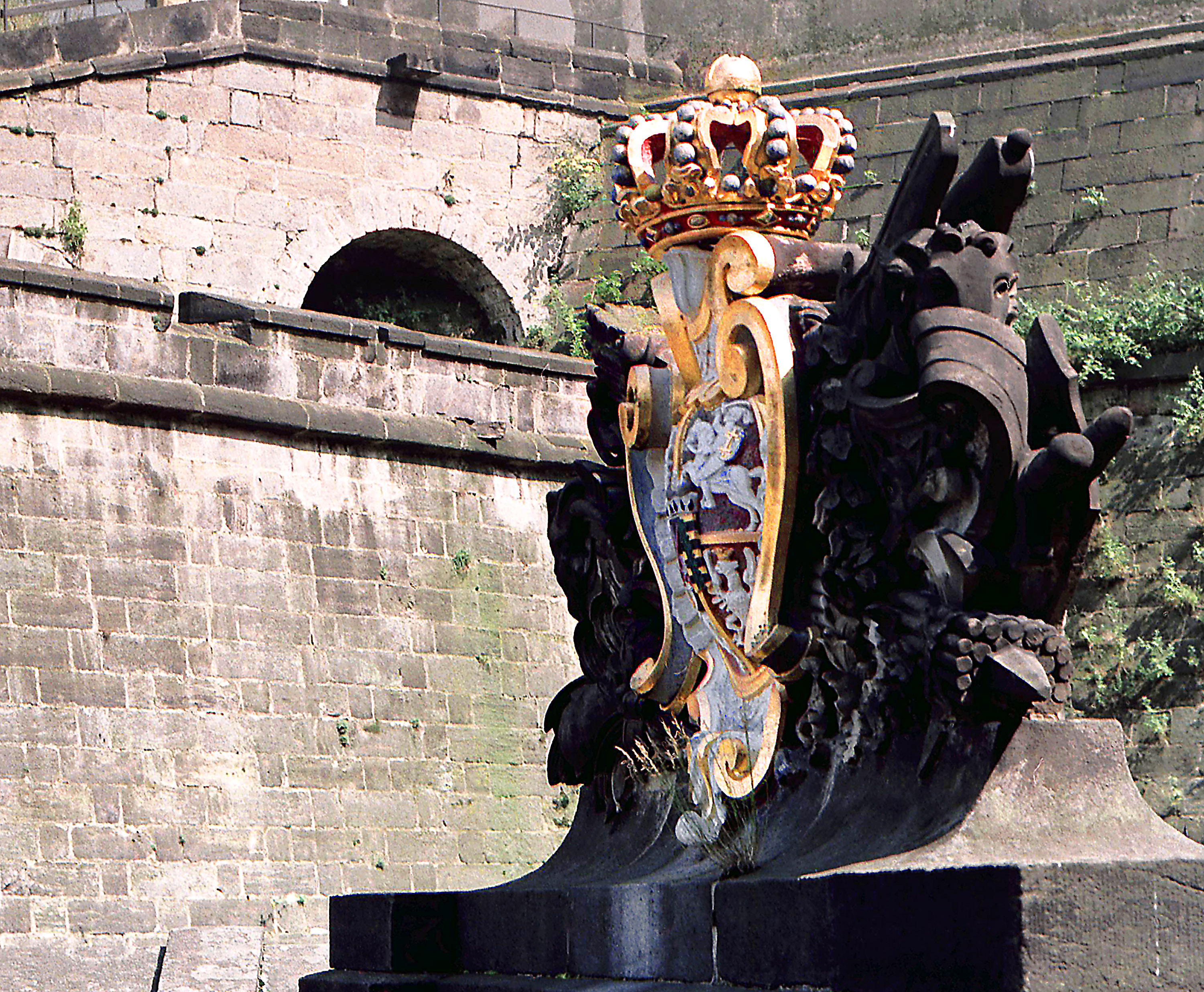
Wappen in der Festung Königstein
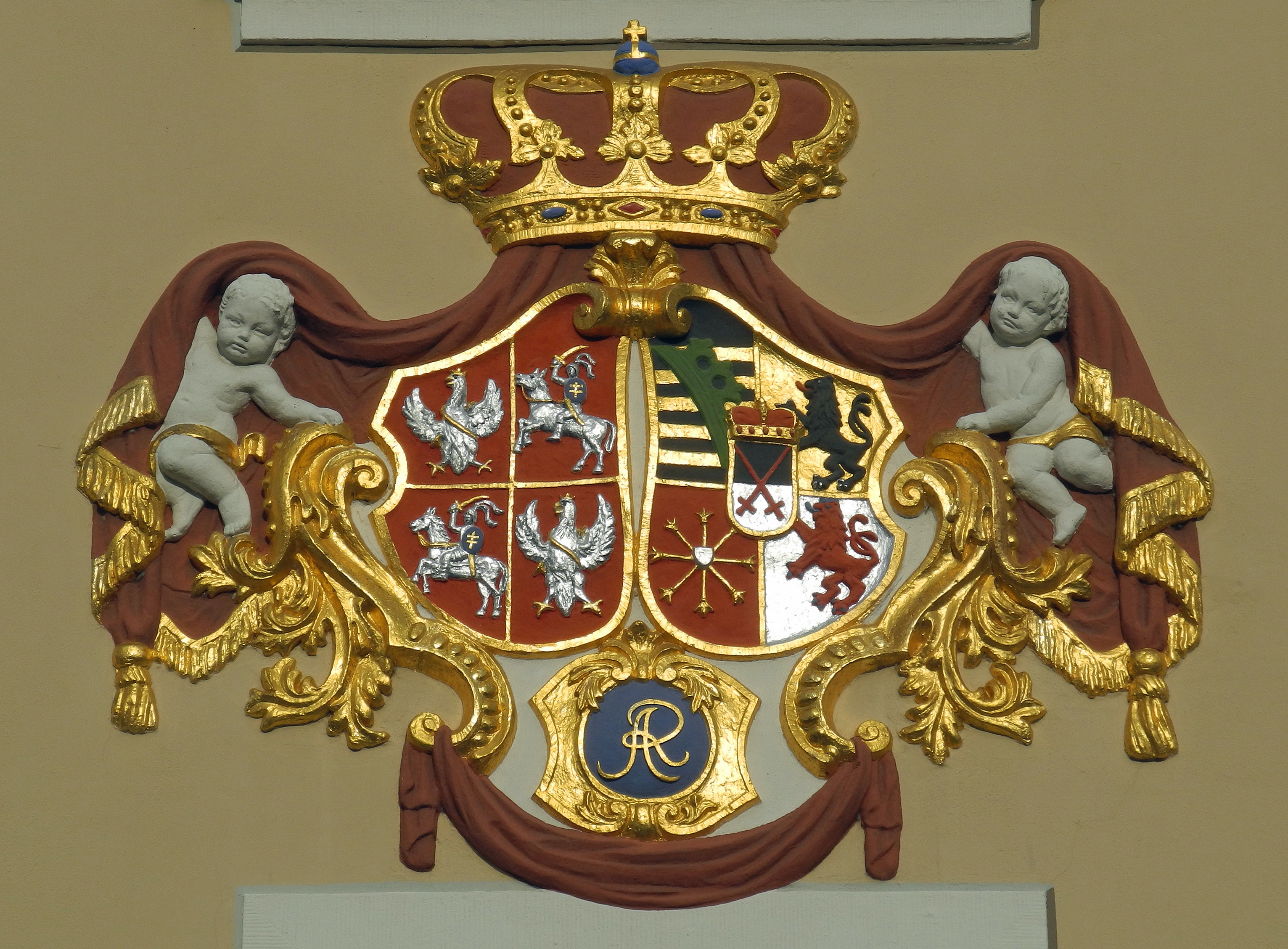
Wappen auf dem Rathaus Löbau
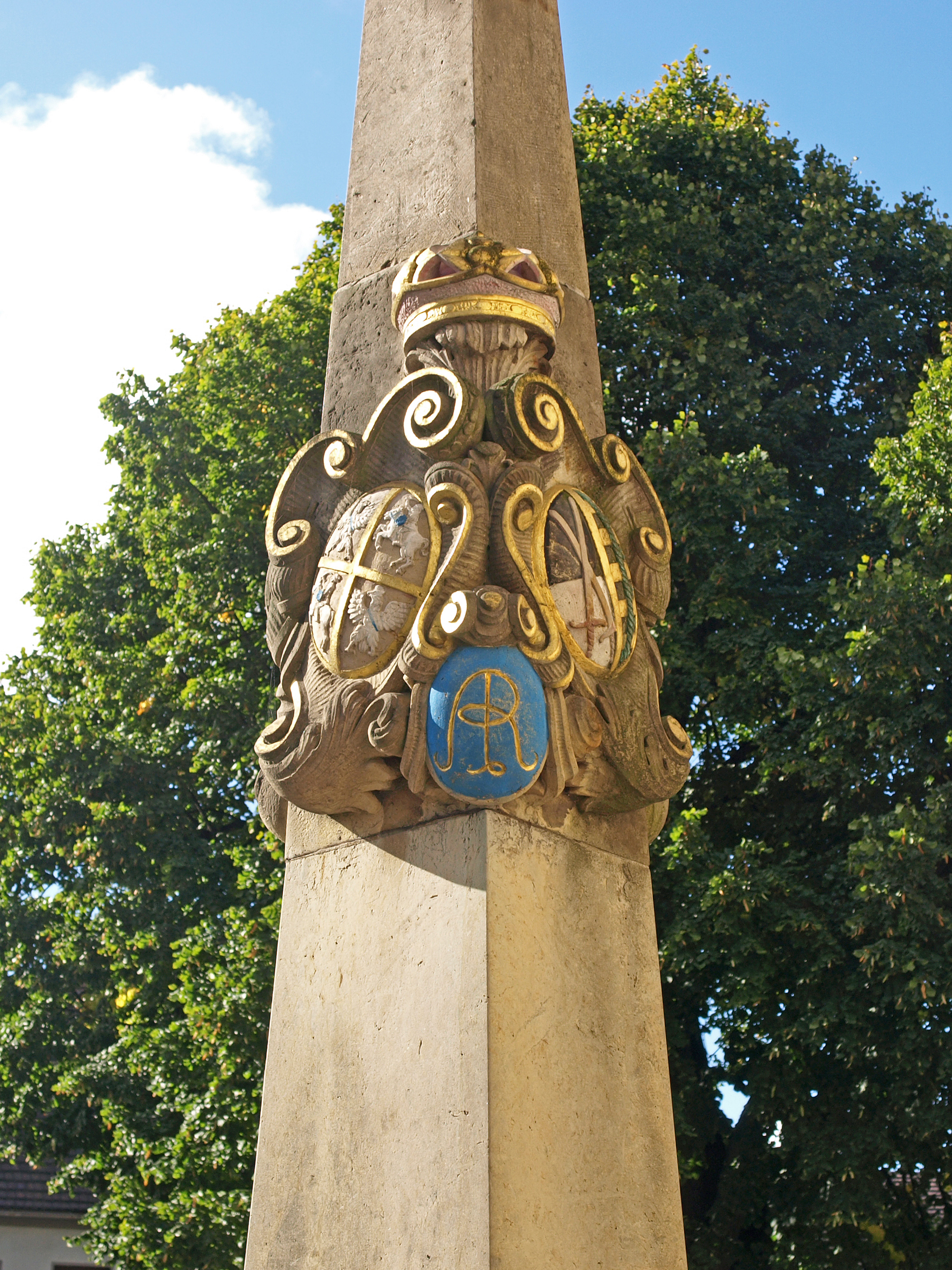
Ein postalischer Meilenstein im sächsischen Löbau
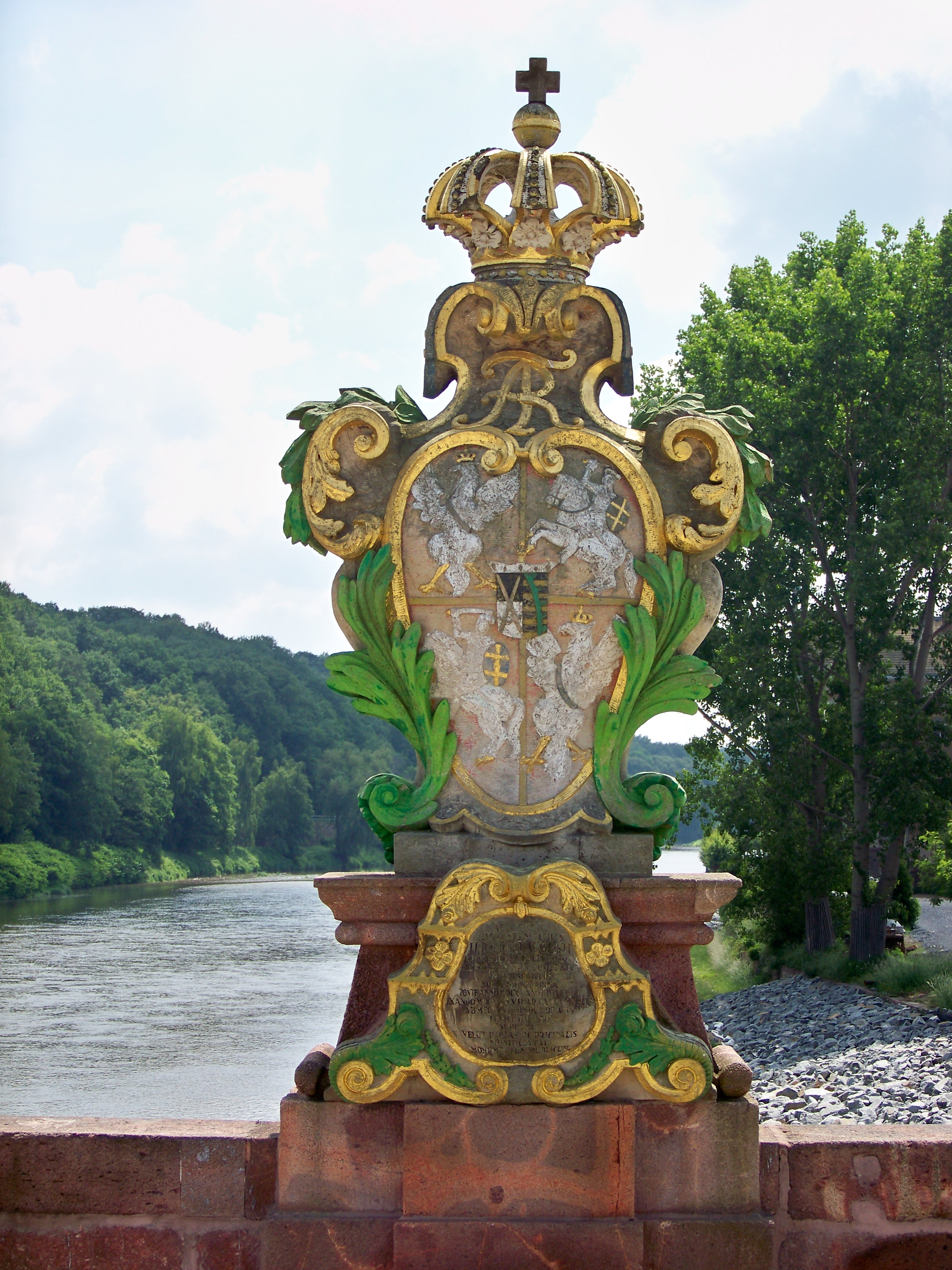
Brücke über die Mulde in Grimma, 18. Jahrhundert
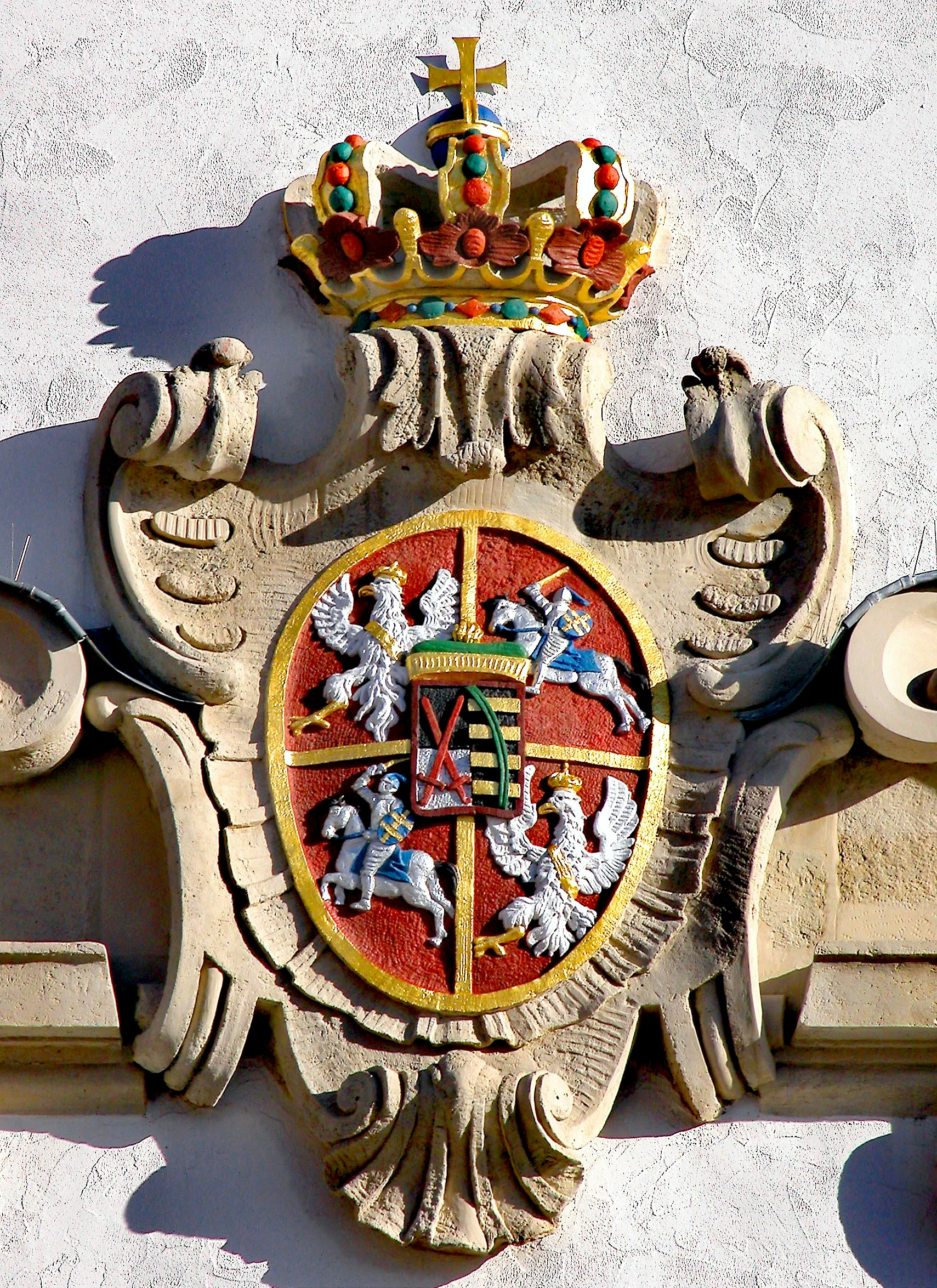
Wappen am Rathaus Wilsdruff, 18. Jahrhundert
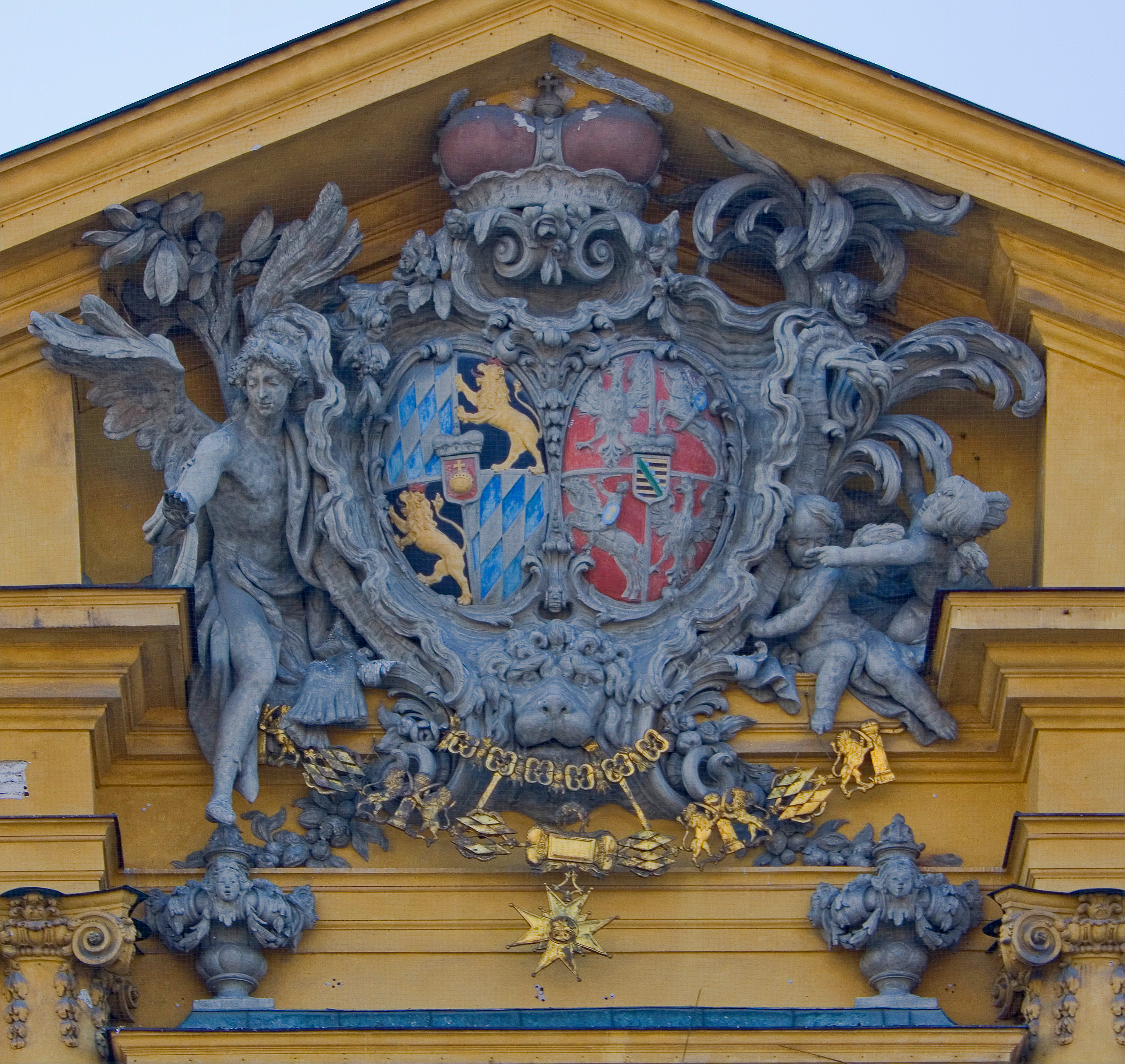
Wappen an der Theatinerkirche in München, 18. Jahrhundert
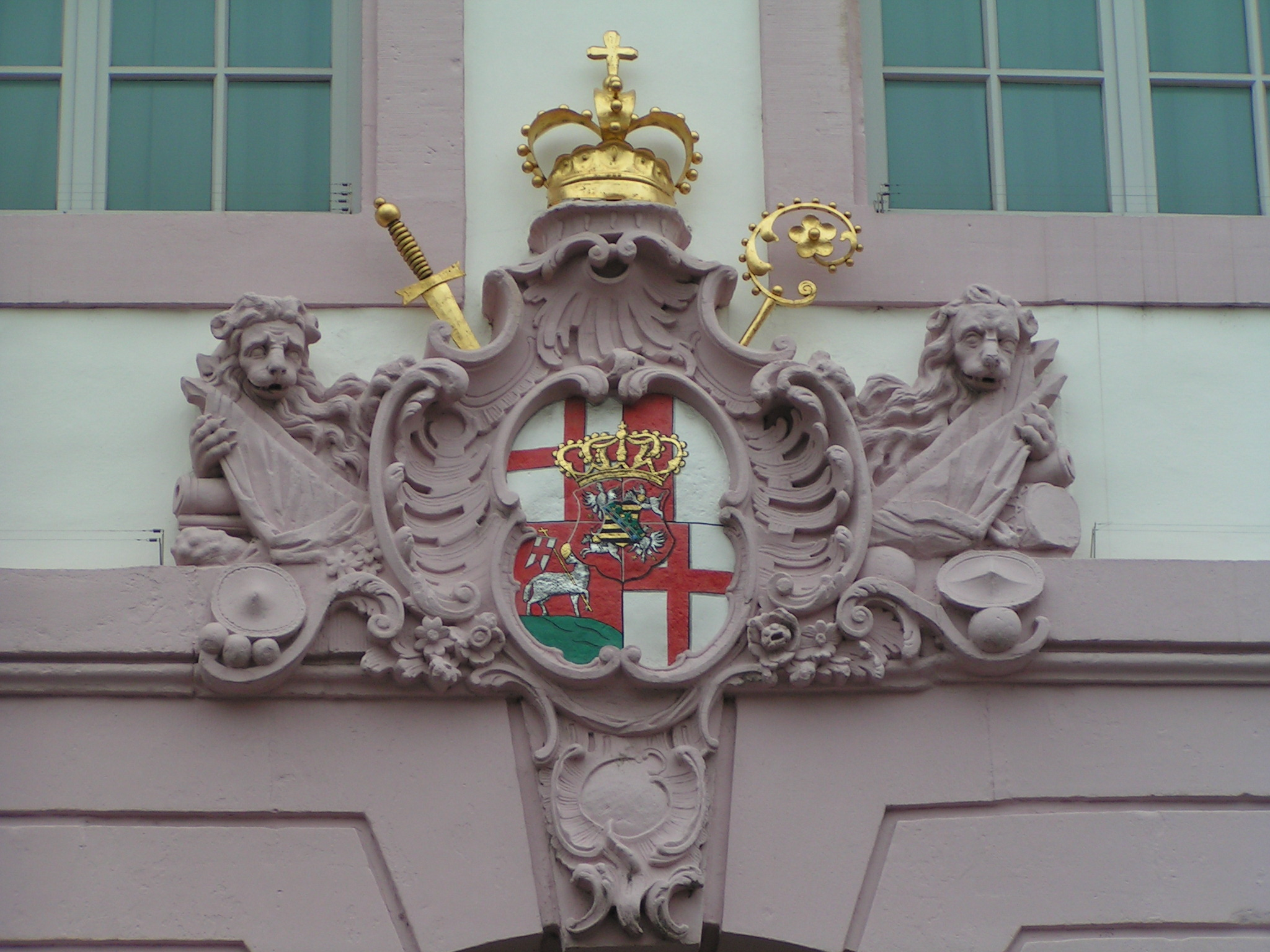
Wappen auf dem Palais Walderdorff in Trier, 18. Jahrhundert
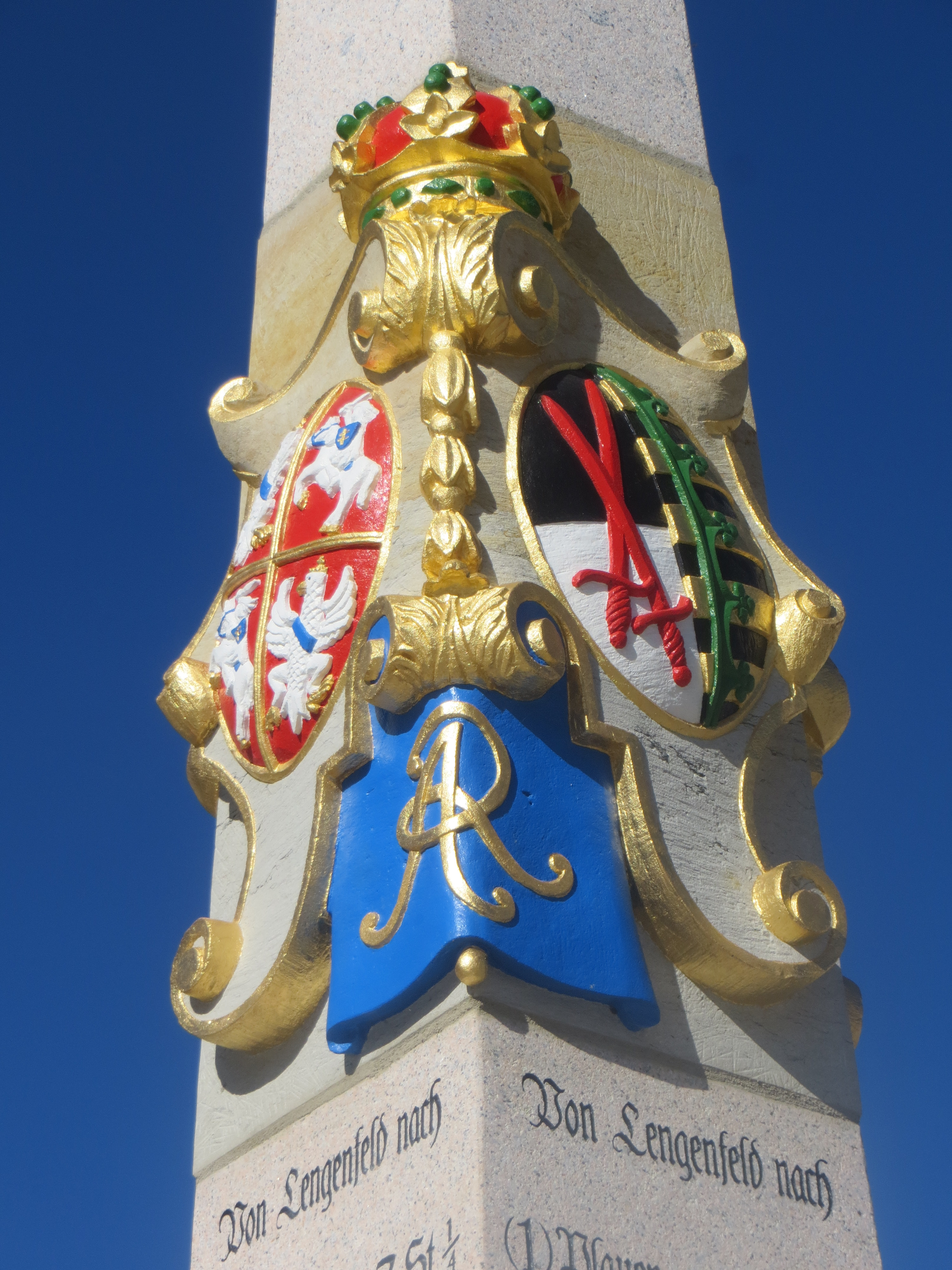
Ein sächsischer Meilenstein in Lengenfeld, Bundesland Sachsen
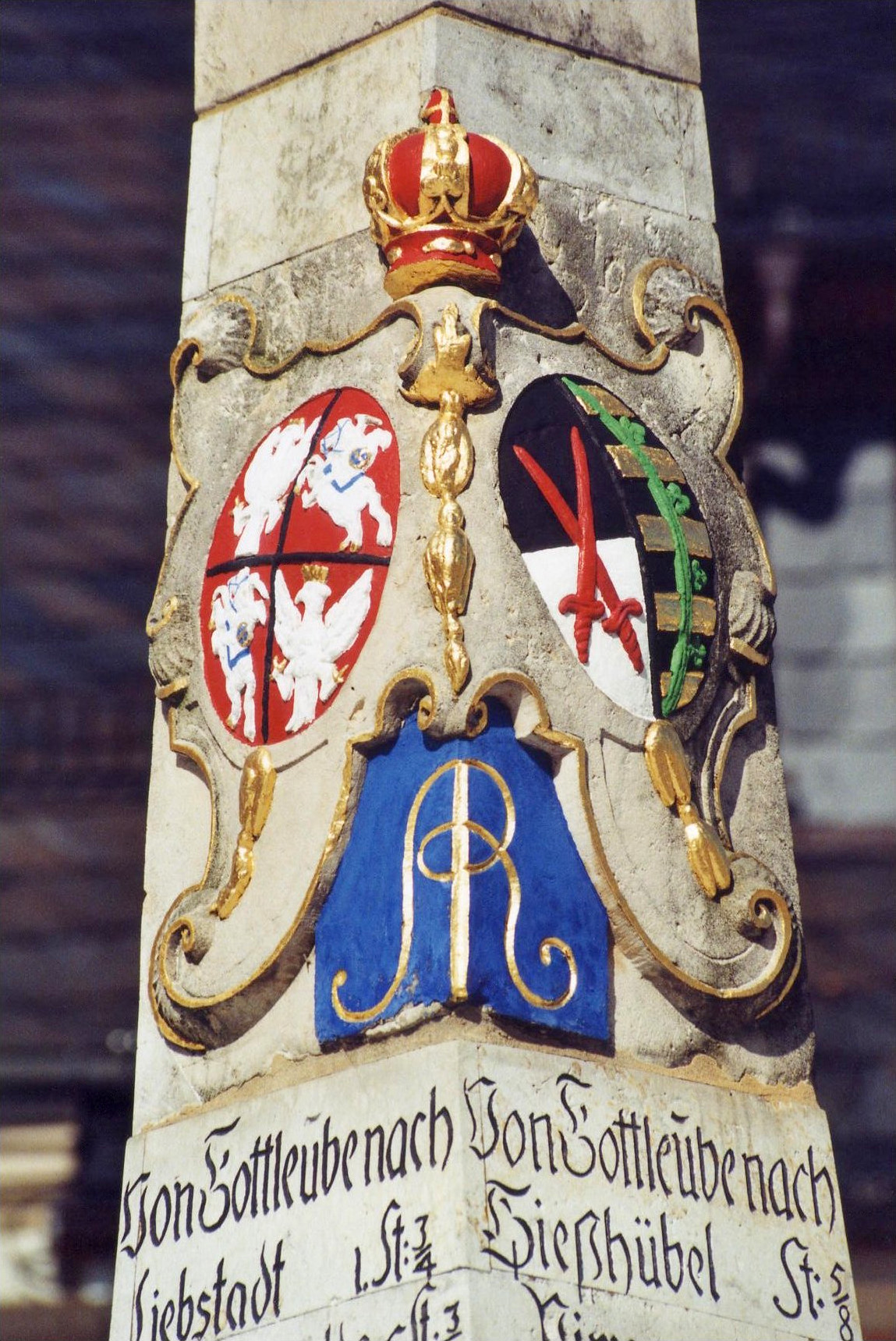
Ein postalischer Meilenstein im sächsischen Bad Gottleuba, 1731
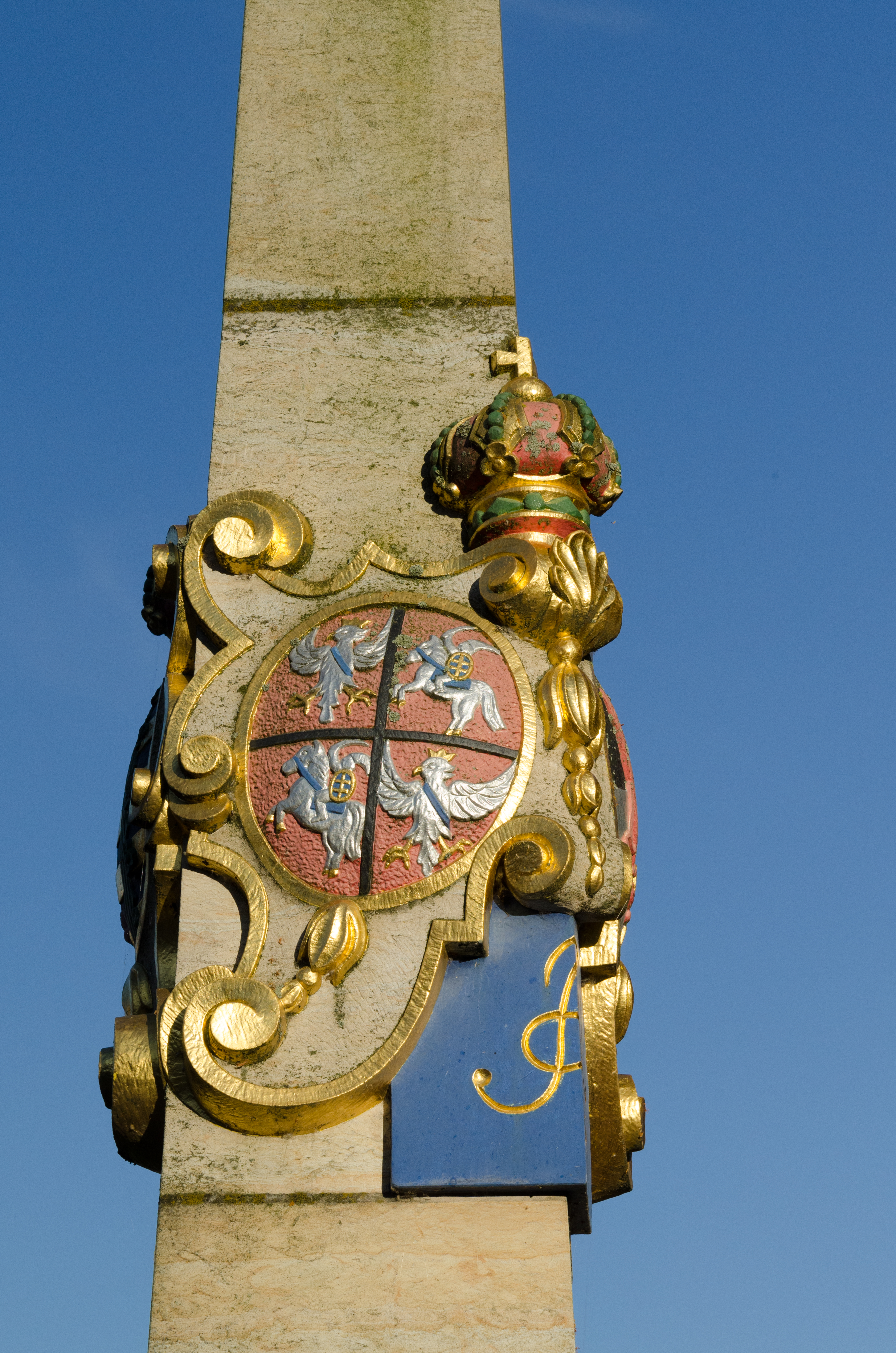
Ein postalischer Meilenstein im sächsischen Grimma
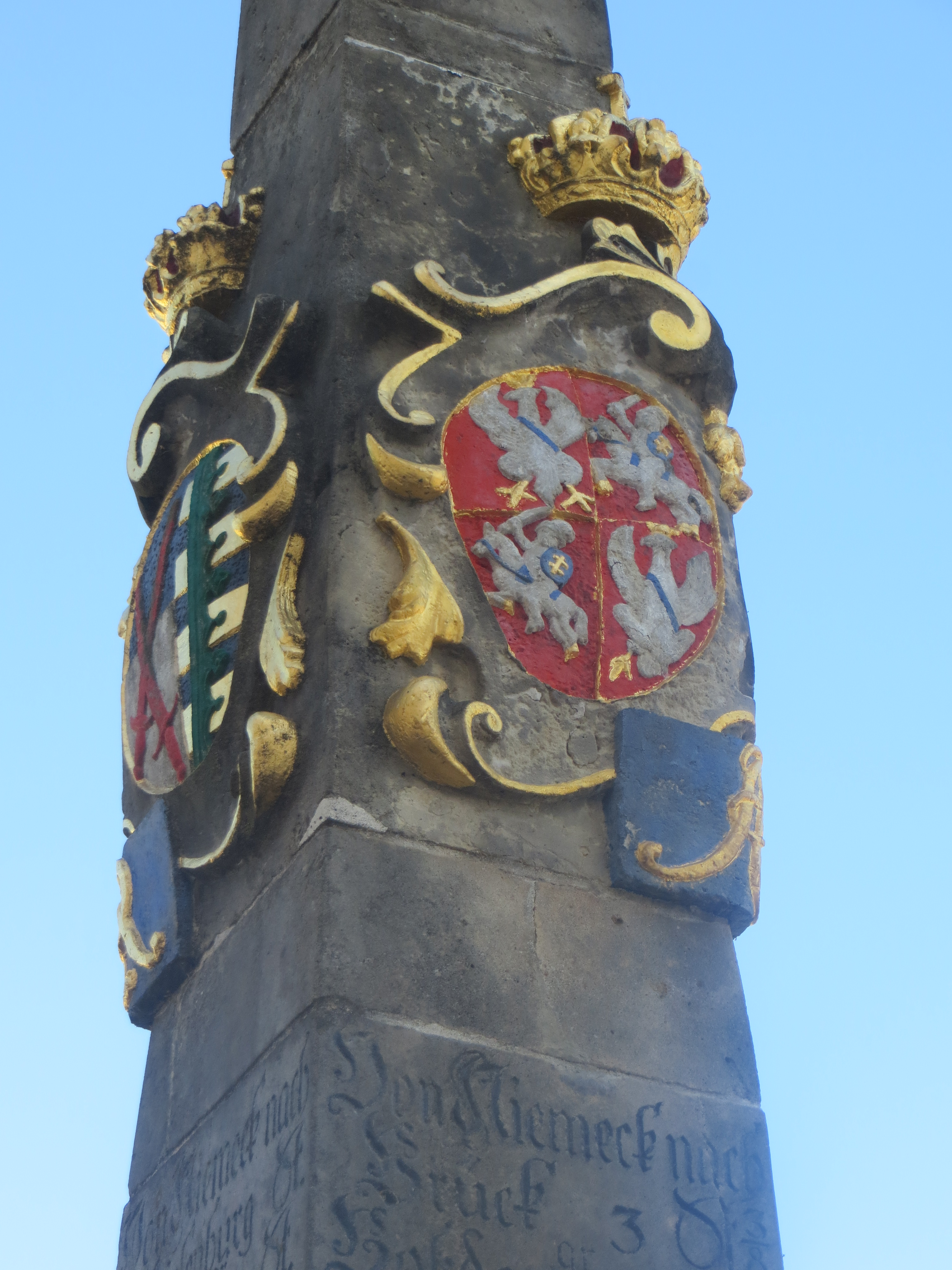
Ein postalischer Meilenstein in Niemegk, Land Brandenburg
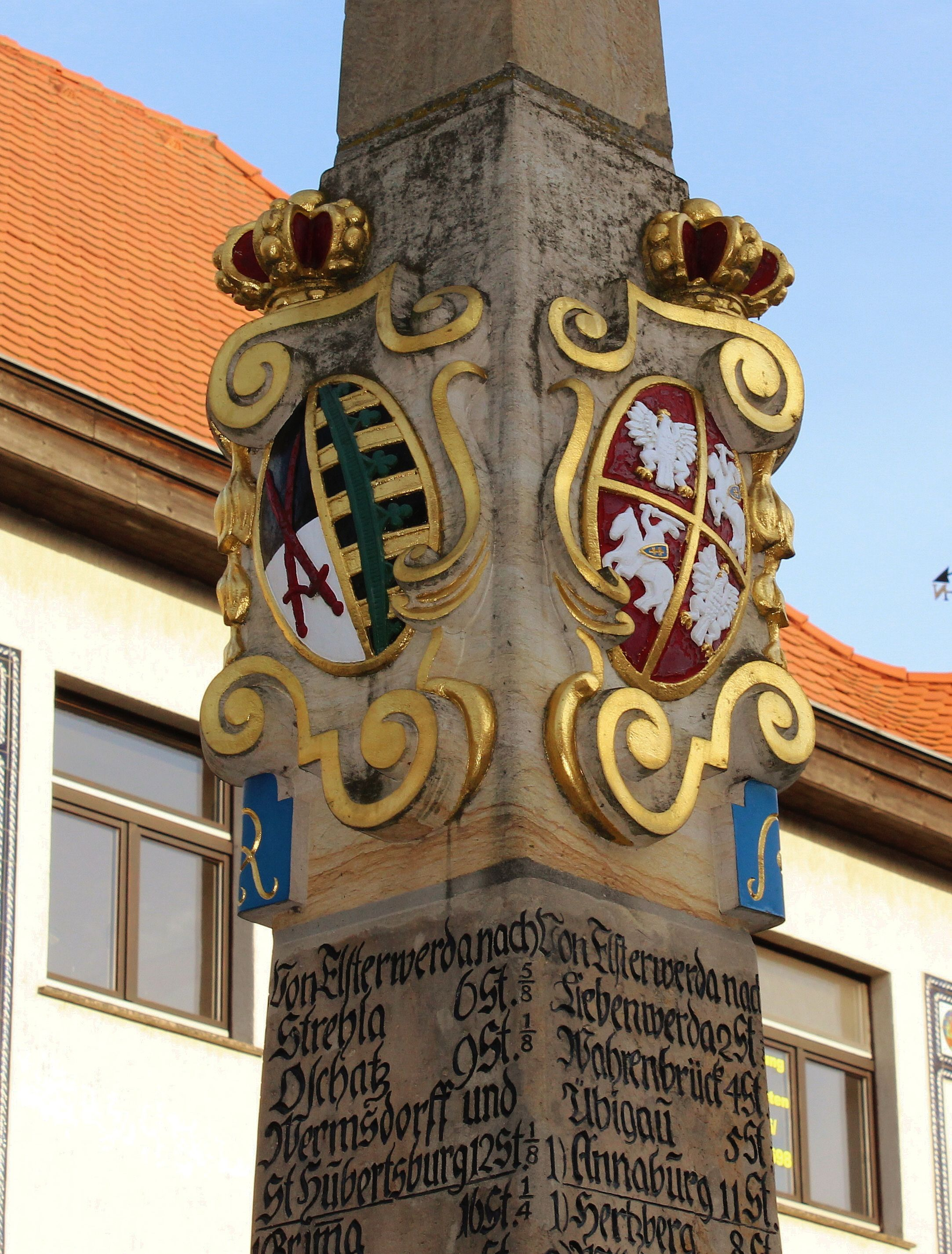
Ein postalischer Meilenstein in Elsterwerda, Land Brandenburg
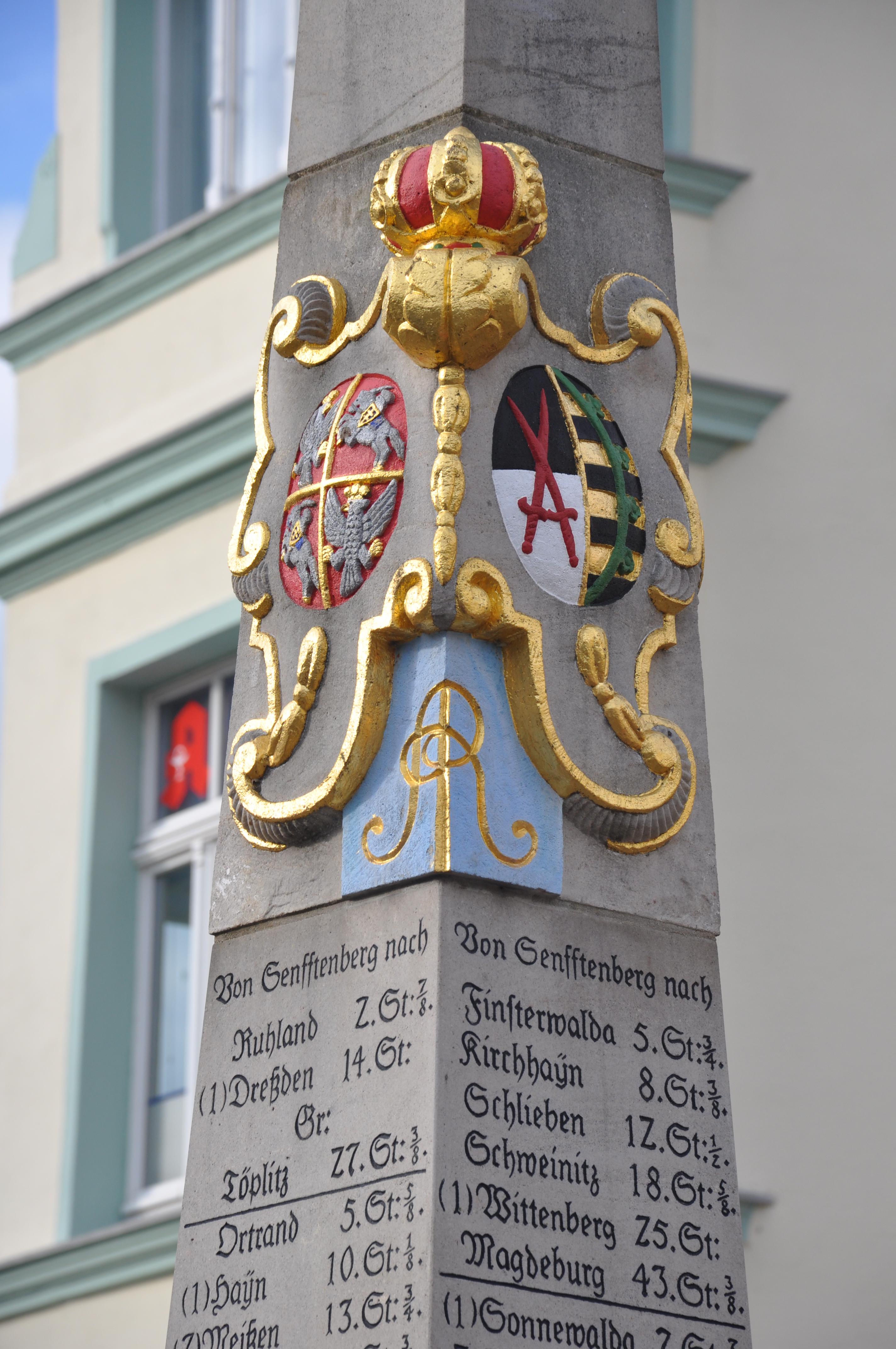
Ein postalischer Meilenstein in Senftenberg, Land Brandenburg
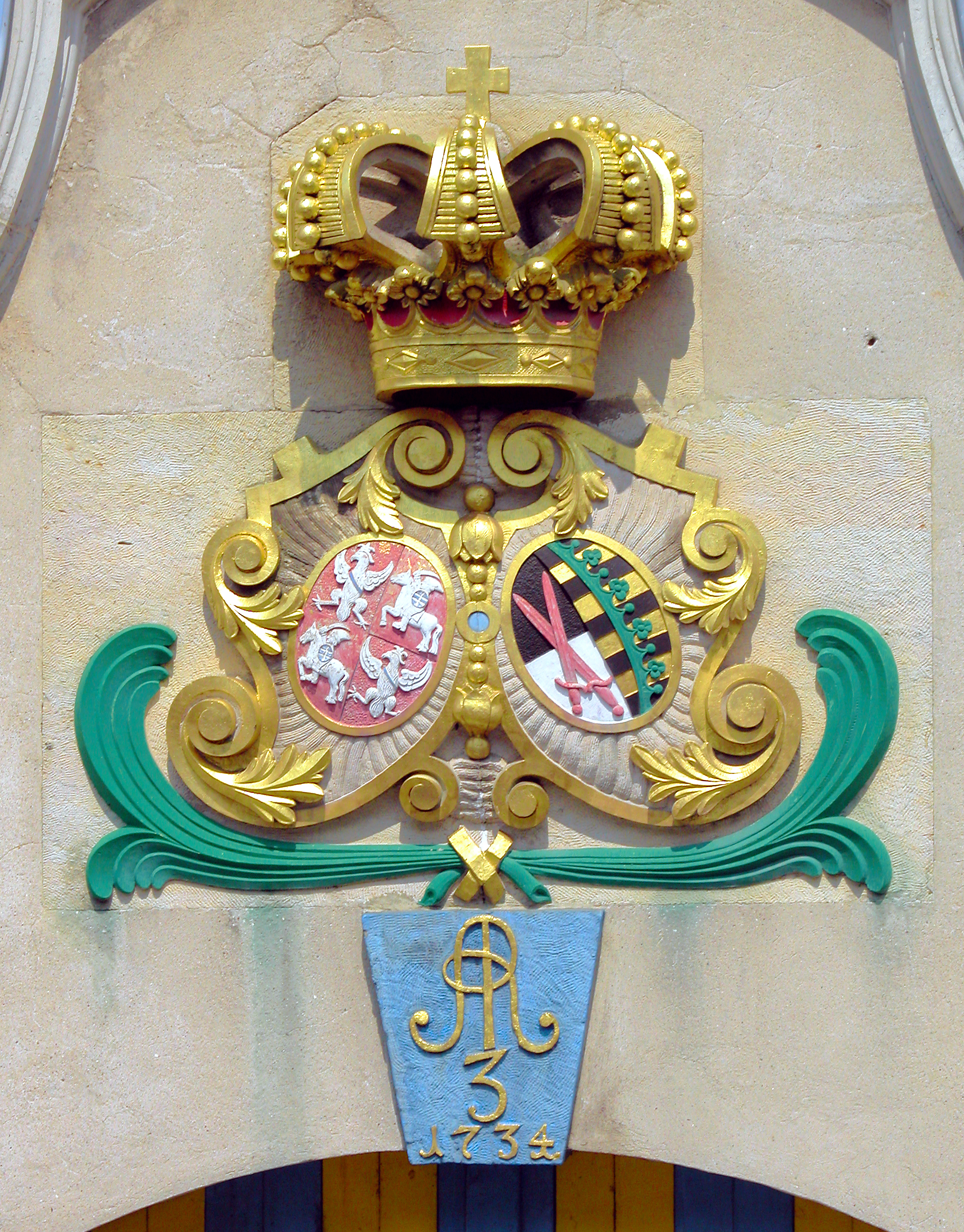
Portal eines Postamtes in Wurzen, Landkreis Leipzig, 1734
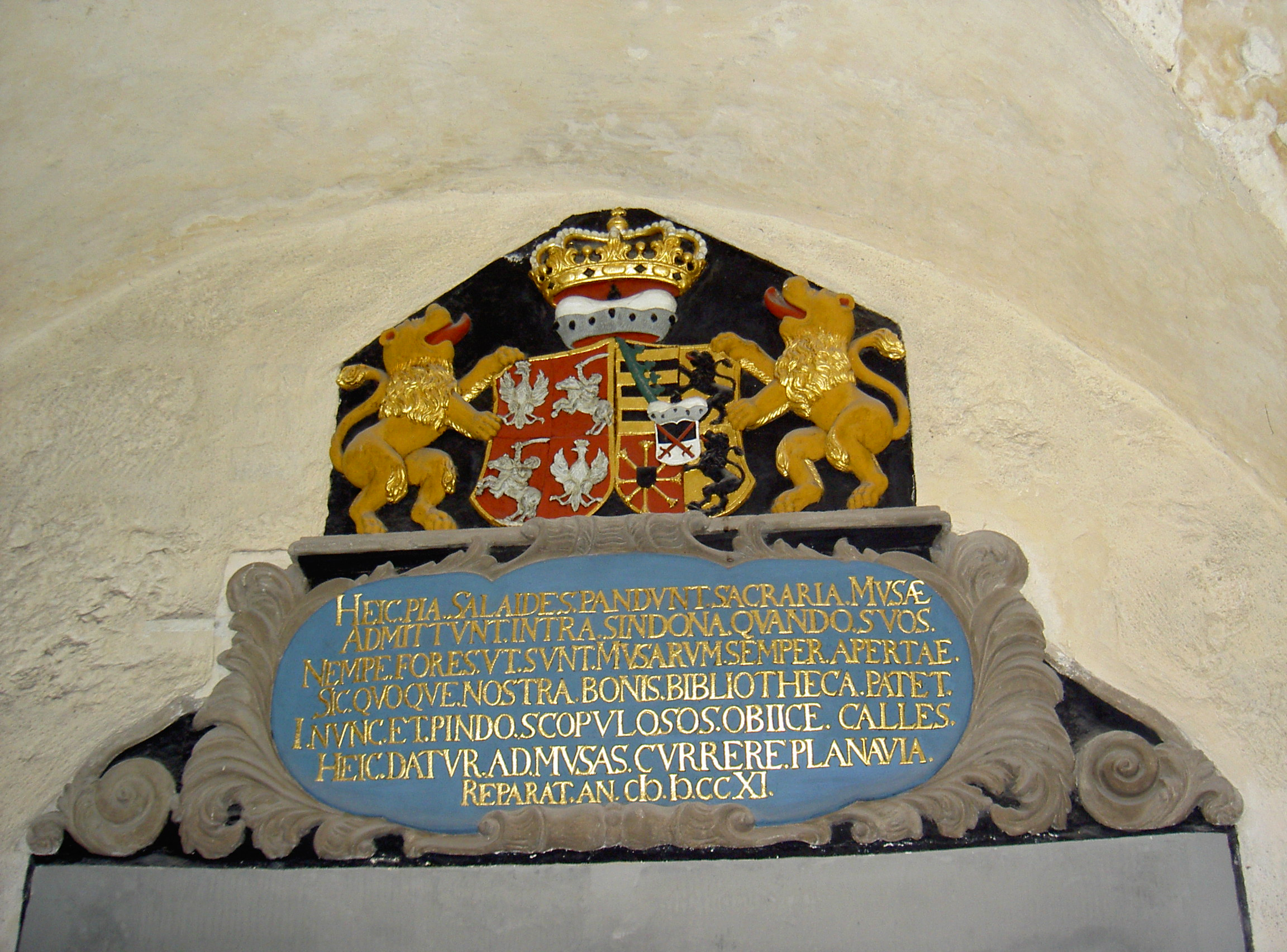
Kreuzgang Schulpforte
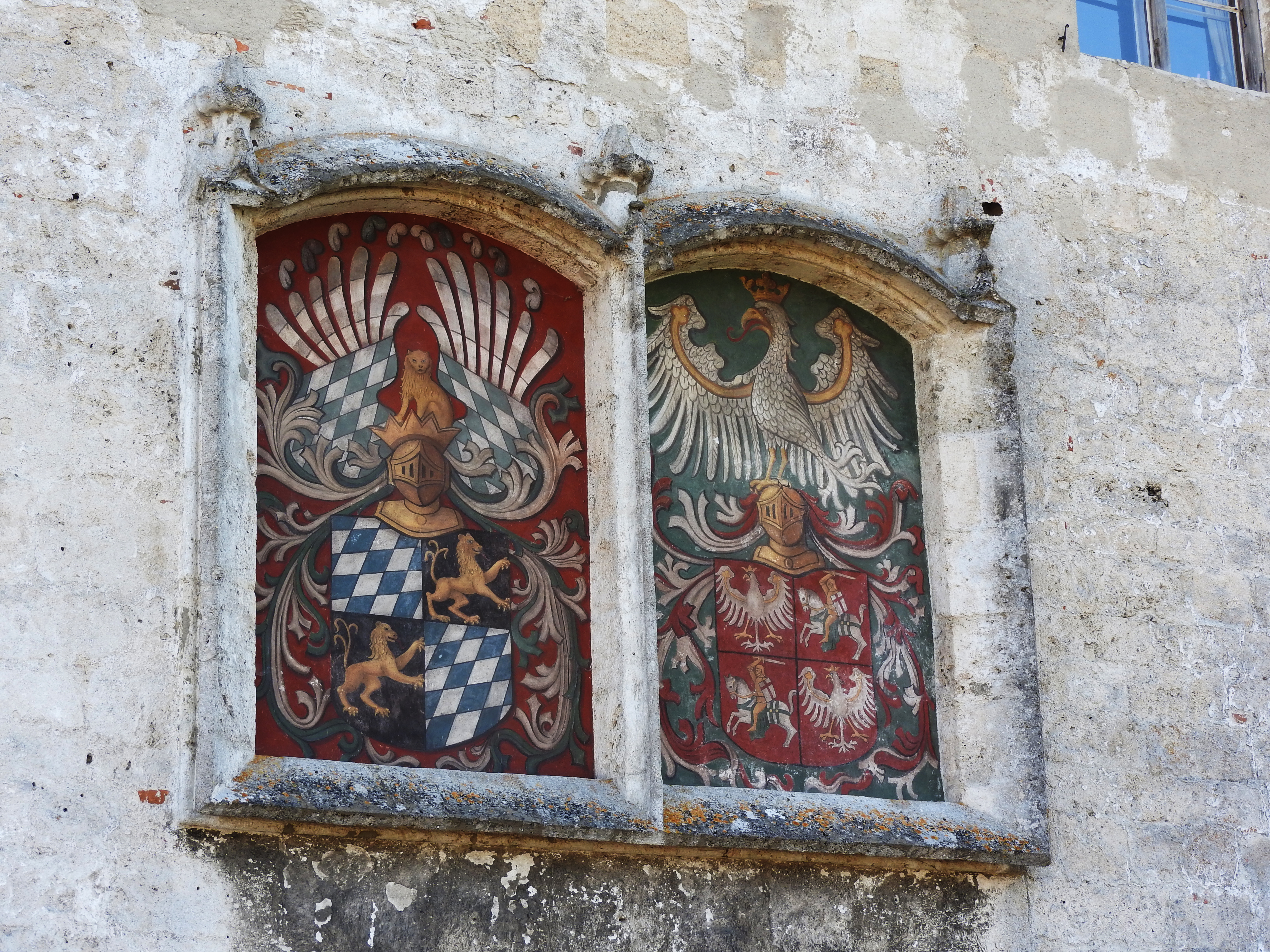
Wappen Litauens in Bayern
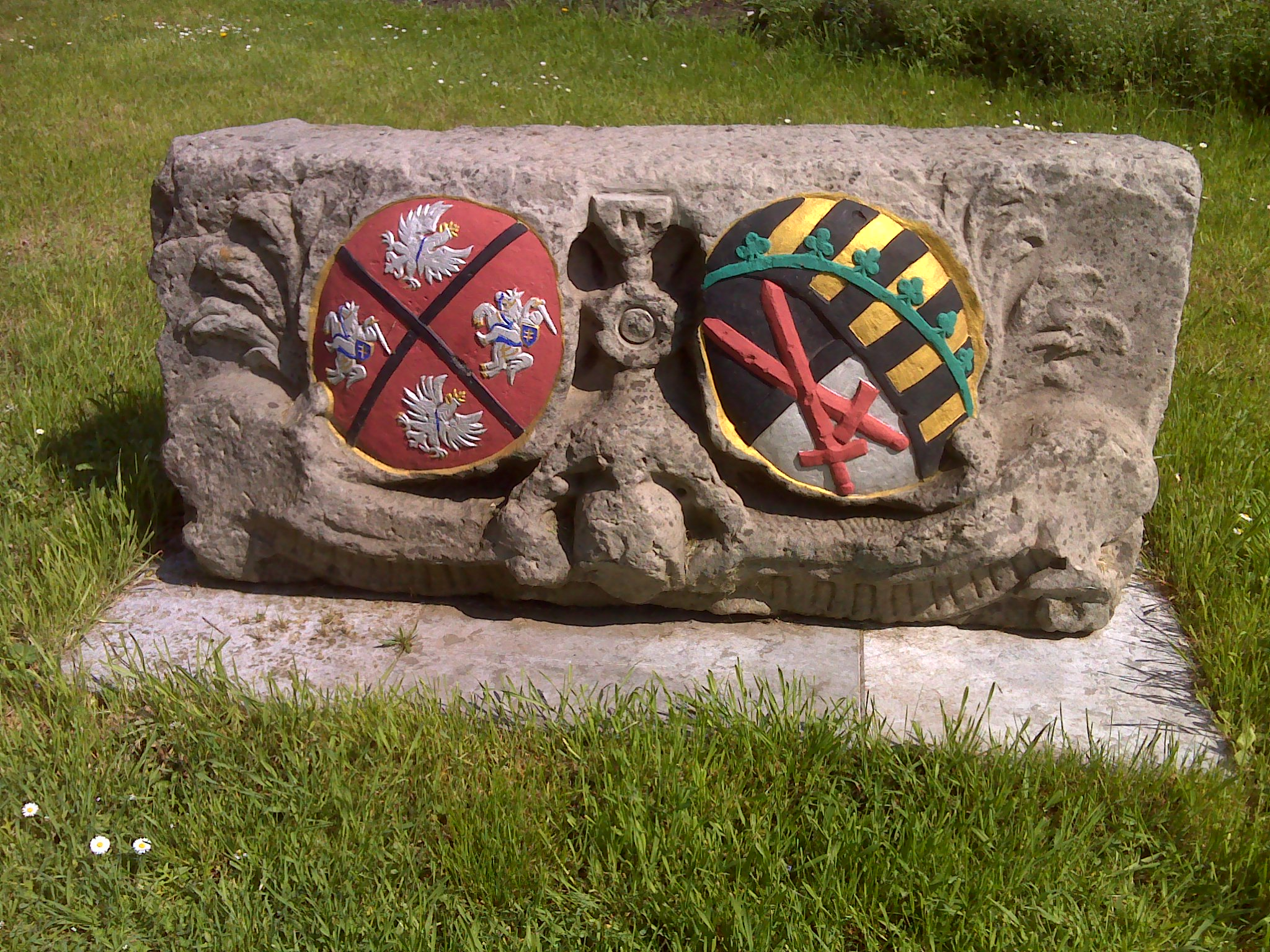
Kurfürstlich-sächsisches Wappen in Artern mit Vytis
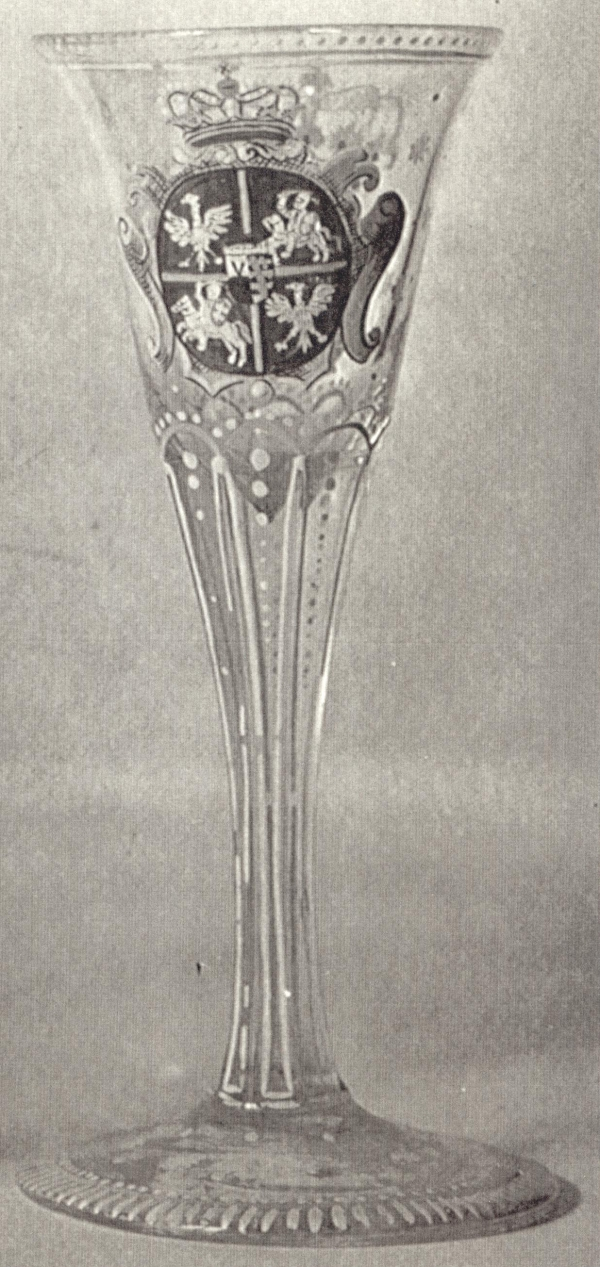
Trinkglas mit dem Wappen der Wettiner
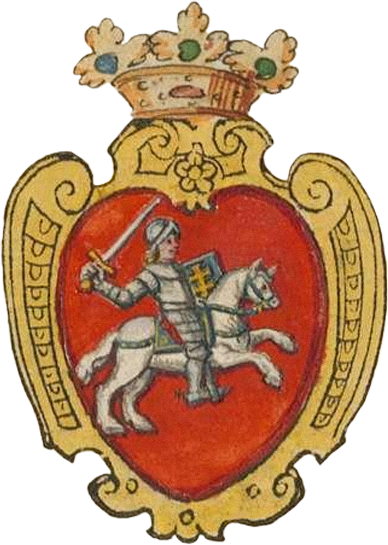
Wappen von Litauen aus dem Buch Siebmachers Wappenbuch von Johann Siebmacher
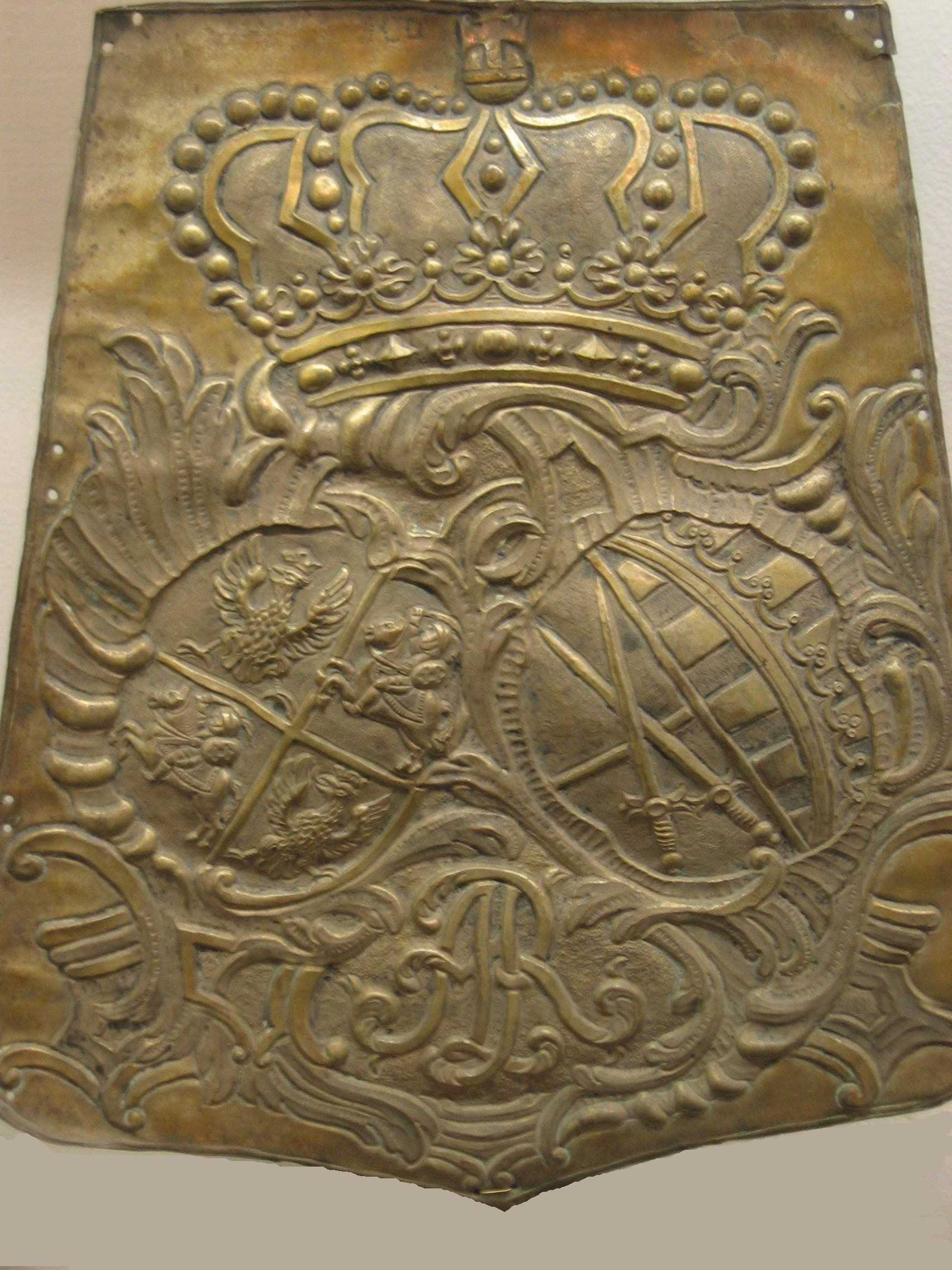
Säbeltasche-Deckdose des Regiments August der Starke
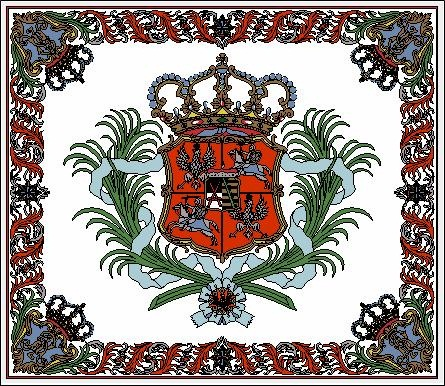
Standarte Sachsen Kadetten-Korps, 1747–1865
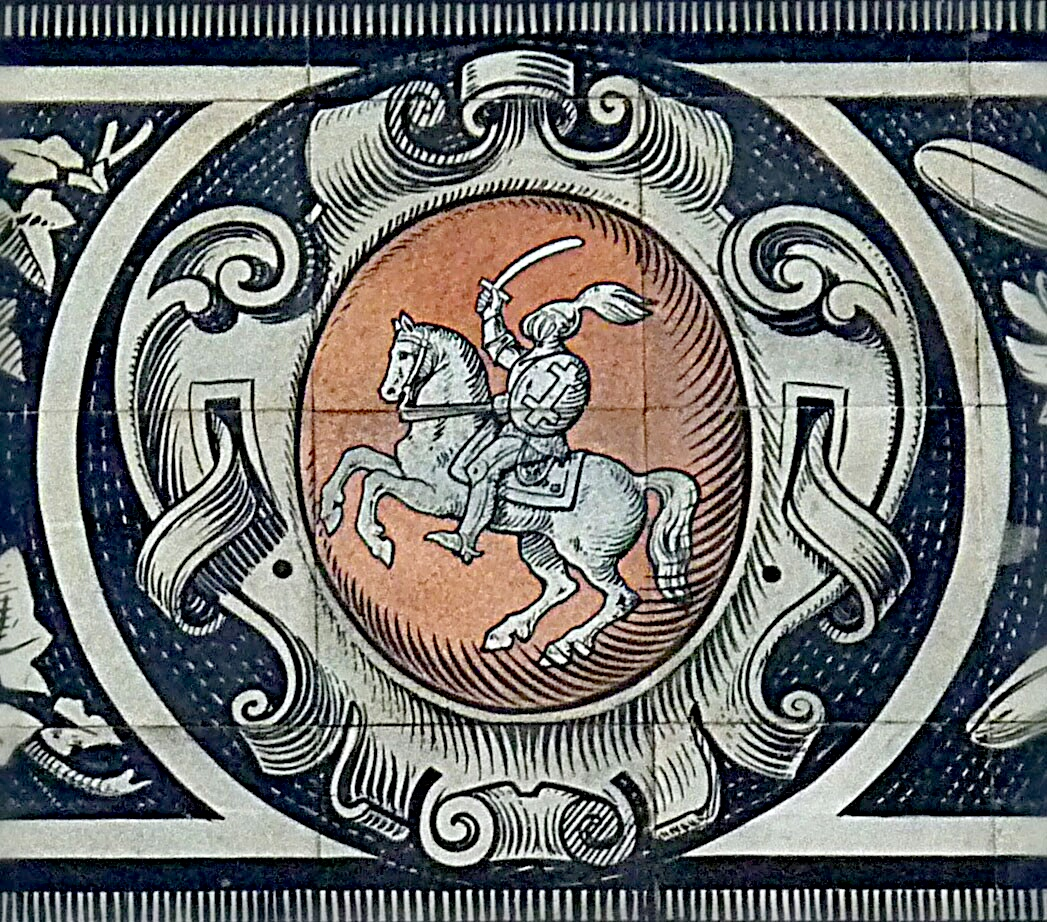
Wappen Litauens aus dem Fürstenzug-Wandbild

#### Schweden

Vytis in Schweden
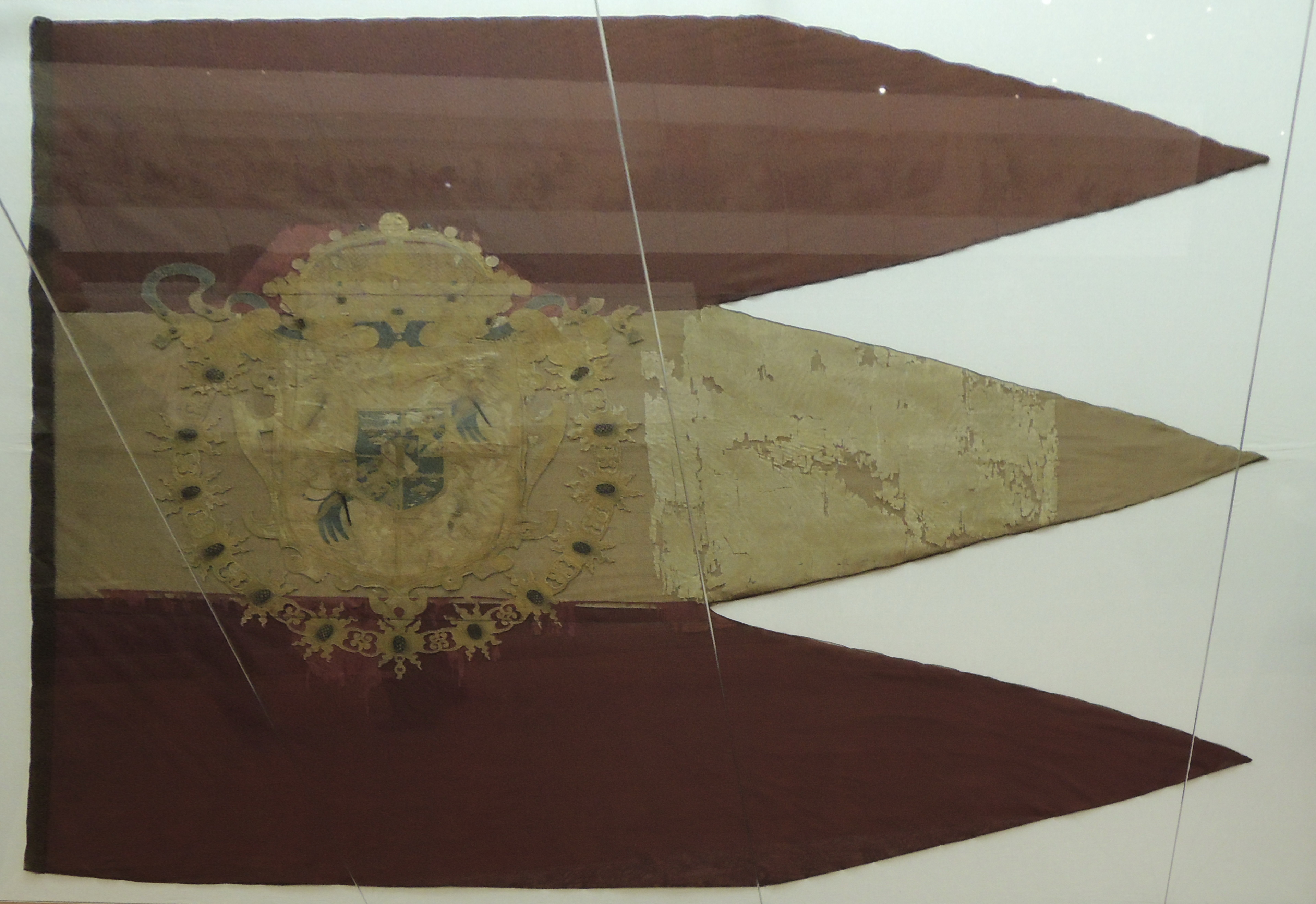
Königliches Banner von Sigismund III. Wasa im Schwedischen Arméemuseum, 1601–1605

### Georgien

Ritter zu Pferd in Georgien
Staatswappen Georgiens mit dem Heiligen Georg